# Gettysburgi csata
A gettysburgi csatát 1863. július 1-je és július 3-a között vívták a pennsylvaniai Gettysburg borough mellett. A csatában George G. Meade vezérőrnagy Potomac hadserege csapott össze Robert E. Lee tábornagy Észak-virginiai hadseregével. A harcban a korábban sorozatos vereségeket szenvedő szövetségi hadsereg sikeresen kitartott az általa elfoglalt magaslatokon és megállította a konföderációs sereg északi előrenyomulását. Ez az ütközet lett az amerikai polgárháború legvéresebb összecsapása, melyet gyakran neveznek a háború fordulópontjának. Eicher a Konföderációt árvízhez hasonlítva, az árhullám tetőzéséről beszél.
A Chancellorsville-i csatában 1863 májusában aratott győzelem után Lee a Shenandoah-völgyön keresztül északra vezette hadseregét. Ezzel kezdetét vette a második északi irányú hadjárata, a Gettysburg hadjárat. Serege lelkesen nyomult előre, és Lee szándéka az volt, hogy északra helyezi át a háború színterét, hogy a sokat szenvedett virginiai vidéket megkímélje a további harcoktól. Ezen kívül remélte, hogy Pennsylvania állam fővárosa, Harrisburg vagy akár Philadelphia elfoglalásával rá tudja kényszeríteni az északi vezetőket a háború feladására. Abraham Lincoln elnök ösztönzésére Joseph Hooker vezérőrnagy Lee után indította a Potomac hadsereget, és közben erősítésként magához akarta csatolni a keleti hadszíntér további egységeit. Mikor ezt Henry W. Halleck vezénylő tábornok Lincoln utasítására megtagadta, Hooker benyújtotta lemondását, melyre a Chancellorsville-i csata óta vele elégedetlen Lincoln lecsapott. Hooker utódává ekkor nevezték ki George G. Meade vezérőrnagyot, az V. hadtest parancsnokát. Meade utasításai a főváros és Baltimore fedezésére irányultak. Ennek érdekében erőltetett menetben észak felé indította a hadsereget.
A két hadsereg Gettysburg közelében találkozott 1863. július 1-én. Lee sietve összevonta hadtesteit, hogy megsemmisíthesse a szövetségi haderőt. A várostól északnyugatra fekvő alacsony dombokat kezdetben a szövetségi lovassági hadosztály védelmezte John Buford dandártábornok vezetésével, melynek segítségére két hadtestnyi szövetségi gyalogság érkezett. Ezzel azonban két, létszámában jóval nagyobb konföderációs hadtest állt szemben. Nyugatról A. P. Hill harmadik hadteste támadott, míg északról Richard S. Ewell második hadtestének támadása zilálta szét a szövetségiek védelmet. Az I. és XI. szövetségi hadtest megvert elemei Gettyburg utcán keresztül özönlöttek vissza a Cemetery Hill magaslata felé, ahol a XI. hadtest egy érintetlen hadosztálya mellett védvonalba rendeződtek. Az este folyamán egyre több és több szövetségi katona érkezett a dombokra.
A második napon mindkét hadsereg az erőgyűjtésre összpontosított. Az uniós erők létszáma július 2-a délutánjára már hét hadtestre nőtt, noha a nagy méretű VI. hadtest jórészt még felvonulóban volt a csatatérre. A konföderációs erők, a szervezési hiba miatt parancsokat nem kapó Pickett-hadosztály kivételével, mind felsorakoztak. Július 2-án délután négykor hosszas halasztás után megindult James Longstreet altábornagy vezette támadás a Little Round Top nevezetű domb ellen. A lépcsőzetes támadás estére majdnem felmorzsolta az uniós erők balszárnyát, de Richard H. Anderson hadosztályának bal szélén leállt a támogatása. Az Unió csapatai minden, a harcban részt nem vevő hadtesttől erősítést kaptak. Ezeket késő délután bevetették, és a Cemetery Ridge (Temető-domb) vonulatán megállították a déliek támadását, majd ellentámadásba lendülve visszaszerezték az elvesztett terület és szinte az összes ágyút. Este hétkor az unió jobbszárnyán látszattámadás vette kezdetét, majd átment teljes támadásba a Culp's Hill (Culp-domb) és a Cemetery Hill (Temetődomb) ellen. Az uniós védelem a csatatér teljes szélességében kitartott összességében, de a balszárnyat megsegíteni elvezényelt XII. hadtest helyén a lázadó erők feljutottak a Culp's Hill tetejére és megszállták a kiépített állásokat. Lázas éjjeli szervezőmunka vette kezdetét, hogy további erősítéseket küldjenek a helyszínre mindkét oldalon. A második nap végén a konföderációs oldalt erősítette Pickett hadosztályának, illetve Jeb Stuart lovasságának megérkezése. A szövetségi oldalon teljes egészében megérkezett a kimerült, de nagy méretű VI. hadtest.
A csata harmadik napján a harc kiújult a Culp's Hill lankáiért, lovassági ütközet bontakozott ki a Culp-dombtól keletre és délre, de a legdrámaibb az a 12 500 fős támadás volt, mely az uniós közepet célozta meg a Cemetery Ridge-en (Temető-gerinc). A három hadosztály rohamát Pickett-roham néven ismerjük. A támadást a szövetségi haderő puska- és ágyútüze visszaverte és a Konföderáció sok katonája a csatamezőn maradt. Meade megkísérelt egy általános ellentámadáshoz harcfelderítést indítani, de a kivezényelt VI. hadtest egyszerűen nem mutatott jelentős mértékű hajlandóságot harcolni, így nem volt mit továbbfejleszteni. Mindkét oldal kimerült, Lee visszavonta hadseregét először a McPherson-gerincre, majd július 4-én elindult vissza, Virginiába. 46 000 és 51 000 közé tehető a két hadsereg összesített vesztesége, közülük legalább 7800-an meghaltak, így a gettysburgi csatát tekinthetjük az Egyesült Államok földjén valaha vívott legvéresebb ütközetnek. 1863. november 19-én Lincoln elnök a Gettysburgi Nemzeti Temető felszentelésén történelmi beszédet mondott a háború és a hősi holtak áldozatának emléket állítva.

## Az ütközet háttere

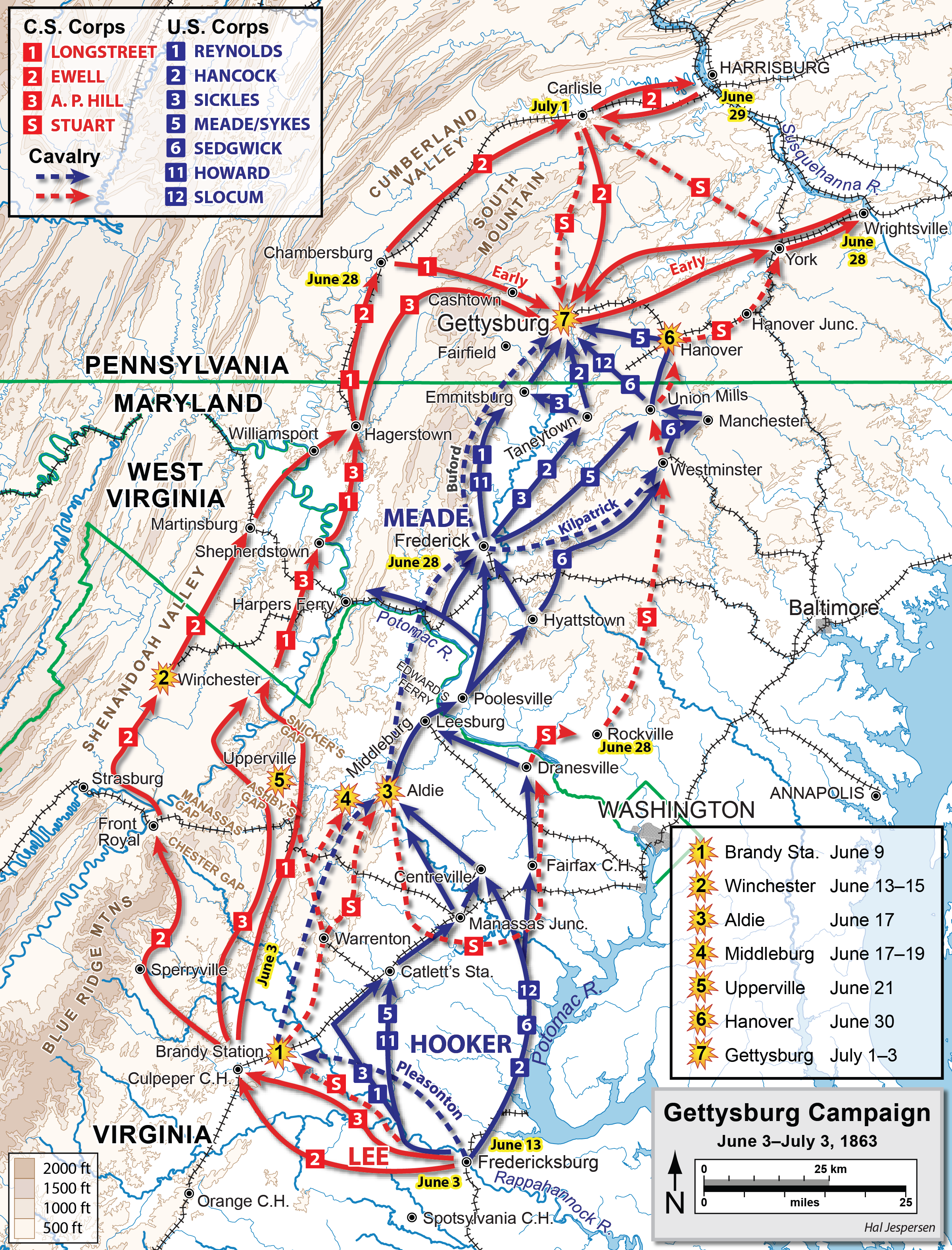
A Gettysburg hadjárat július 3-ával bezárólag; a szaggatott vonal a lovasság útvonalát jelöli
Konföderációs csapatok
Szövetségi csapatok

### A stratégiai helyzet
A Chancellorsville-i csata megnyerése után 1863 májusában Lee megpróbálta áttenni a küzdelem színhelyét a Shenandoah-völgytől északra, megkezdve ezzel második északi hadjáratát. Ezzel keresztülhúzta az uniós terveket a nyárra és reményt látott arra nézve, hogy a Mississippi folyó mentén uniós ostrom alá került Vicksburgön is enyhíti a nyomást. A harc színterének északra helyezésével mindkét oldal katonái beszüntették Virginia gazdag farmvidékének dúlását is. Csapatai lelkesedését kihasználva a háború sújtotta Észak-Virginiát maga mögött hagyta és megpróbálta Harrisburg, Baltimore, vagy akár Philadelphia bevételével az Unió politikusainak háborús elszántságát megingatni. Abraham Lincoln, az Unió elnöke utasítására Joseph Hooker vezérőrnagy üldözőbe vette Lee csapatait, de késlekedése és a chancellorsville-i csatában elkövetett hibák miatt miatt három nappal az ütközet előtt leváltották. A Potomac hadsereg új parancsnoka beosztottja, George G. Meade vezérőrnagy lett.

### A két hadsereg manőverezése
Június 3-án Lee Észak-virginiai hadserege részletekben távozott Fredricksburg alól. Stonewall Jackson halála után Lee két nagy létszámú hadtestét három kisebbe szervezte át, hogy a mozgékonyságukat növelje. James Longstreet altábornagy maradt az első hadtest parancsnoka, a másodiké Richard S. Ewell altábornagy lett, a harmadiké A. P. Hill altábornagy. Ewell és Hill korábban Jackson hadosztályparancsnokai voltak és a hadtest irányításában még nem szereztek gyakorlatot. Hill a legaktívabb és legteljesítőképesebb hadosztályparancsnok volt, de Longstreettel majdnem egy évre visszamenően rossz viszonyban állt, mióta egy újsághíren úgy összevitatkoztak, hogy az párbajig fajult. Lee közbeavatkozására a párbaj elmaradt és Hill átkerült Jackson hadtestébe. Ewellt Jackson ajánlotta Lee figyelmébe a sebesülése után, a saját maga pótlására. Ewell súlyos sebesülésből felépülve tért vissza az Észak-virginiai hadsereg kötelébe, mert a Második manassasi csatában egy térdsérülés következtében amputálni kellett jobb lábát. A lovasság továbbra is J.E.B. Stuart vezérőrnagy irányítása alatt maradt. Lee gyalogságának hadtestei egyenként eltűntek a szövetségi felderítés szeme elől Fredricksburgből.
A szövetségi Potomac hadsereg Joseph Hooker vezérőrnagy irányítása alatt hét gyaloghadtestből, a tüzérségi tartalékból és egy lovassági hadtestből állt. Ennek összlétszáma 100 000 főre rúgott. Hooker sejtette, hogy Lee portyázási szándékkal vonta a lovasságát Culpeper környékére és utasította lovassága parancsnokát, hogy semmisítse meg az összevont erőket, mielőtt elindulnának és derítse fel Lee gyalogságának tartózkodási helyét. A hadjárat első nagyobb összecsapása június 9-én a Brandy Station-i ütközet volt Culpeper mellett. Az Unió összfegyvernemi portyája meglepte a parádéra felsorakozó 9500 konföderációs huszárt. A 8000 fő szövetségi lovassággal és 3000 fő gyalogsággal támadó Alfred Pleasonton dandártábornok csapatait azonban Stuart rögtönzött ellenállása visszaverte. A taktikai szinten döntést nem hozó, 14 órás, elsősorban lovasság vívta ütközet mindenesetre kiderítette a konföderációs lovasság tartózkodási helyét és a háború folyamán első ízben az uniós lovasság nem alárendelt szerepet játszott vele szemben a csatamezőn.
Lee közvetlenül a Brandy Station-i ütközet után parancsot adott Ewellnek, hogy támadja meg Winchester és Martinsburg helyőrségét. Ewell június 13-án a Második winchesteri ütközetben bekerítette a várost védő VIII. hadtest második hadosztályát és két napi harc után fegyverletételre kényszerítette. Ezzel utat csinált észak felé a Shenandoah-völgyben, majd Lee parancsára június 15-én átkelt a Potomac folyón Maryland államba. A. P. Hill és Longstreet hadteste június 24-én és 25-én követte, Ewell ekkorra már elfoglalta Chambersburg városát. Hooker hadserege követte a mozgásukat és parancsainak megfelelően Washington fővárosát fedezte a jelenlétével. A szövetségi erők június 25-e és 27-e között keltek át a Potomac folyón. Északon mindenki csak találgatta, hova indult Lee inváziós ereje.

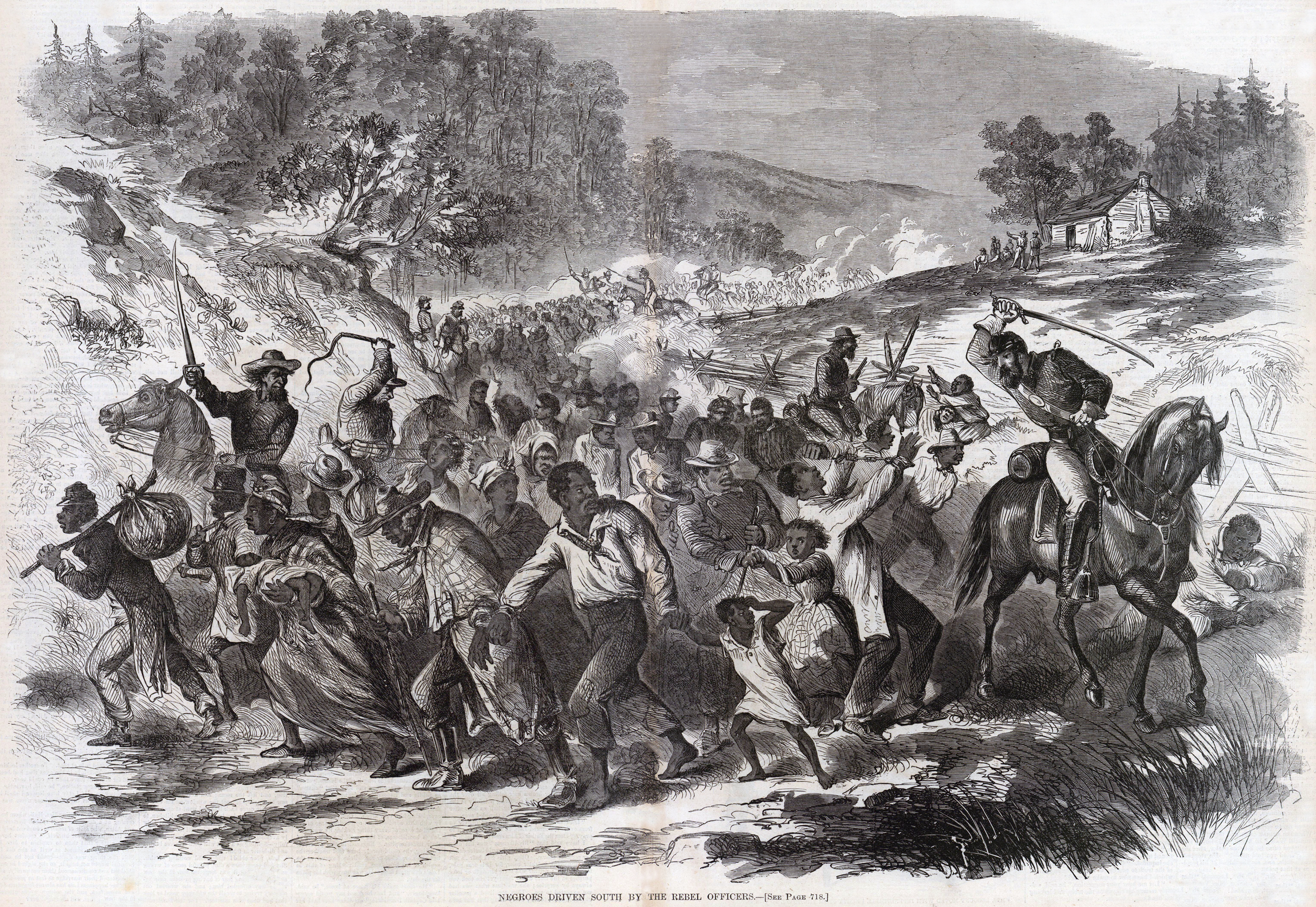
A Harper's Weekly illusztrációja a konföderációs erők elfogott négerek délre hajtásáról. Útban Gettysburg felé Lee hadserege kb. 40 fekete civilt rabolt el és vetett rabszolgaságba.

Lee szigorú parancsokat adott, hogy elejét vegye a civil lakossággal szembeni atrocitásoknak. Az útközben élelmiszert, lovakat, és más készleteket gyűjtő szállásmesterek általában nem rekviráltak erővel, hanem a kereskedőket és farmereket konföderációs dollárral fizették ki, melynek az USA-ban nem volt értéke. Különböző városok, pl. a pennsylvaniai York kénytelenek voltak megsemmisítés terhe mellett biztonságukat pénzen megváltani, mely helyettesítette a készletek adását. Az invázió során a konföderációsok kb. 1000 északi négert is szolgaságba vetettek, mondván minden északon élő néger szökött rabszolga. Néhányan valóban azok lehettek, de többségük szabad születésű északi volt; ezeket az embereket délre hajtották és rabszolgapiacokon értékesítették.
Június 26-án Jubal A. Early vezérőrnagy hadosztályának elemei néhány órára megszállták Gettysburg városát, miután elüldözték a pennsylvaniai milíciát egy pár kisebb előcsatározás után. Early hadisarcot vetett ki a lakosokra annak ellenében, hogy tartózkodott a készletek gyűjtésétől. A katonák felégettek több vasúti kocsit és hidat, majd a (nem működő) vasúti pálya megrongálása és a távíró drótok elvágása után következő nap York irányában elhagyták a várost.
Eközben a Jeb Stuart lovasságának színe-virága egy máig vitatott portyára indult a szövetségi csapatok háta mögé. Lee parancsa értelmezési rugalmasságot hagyott Stuartra, aki június 25-én egy Washington külvárosáig jutó manőverbe kezdett. Az ott zsákmányolt hadtáptrénnel észak felé indult és június 30-án Hanovernél ütközetet kellett vívnia a várost már elfoglaló Hugh Judson Kilpatrick szövetségi lovashadosztályával. Az első támadásukat visszaverték, ezért Stuart további kitérőt tett York felé, ahol megtudta, hogy Early csapatai már visszafordultak innen Gettysburg irányába. Early hadosztálya volt Ewell hadtestének az a jobbszárnya, amelyhez Lee parancsára csatlakozniuk kellett a portya után. Stuart azonban nem követte Early mozgását, csak két törzstisztjét külde oda, hanem északnyugat felé, Carlisle-hoz vitte a három dandárját. Így Stuart lovassága lekéste a gettysburgi csata első két napját, de annyit azért elért, hogy William H. French VIII. hadtestét a szövetségi főparancsnokság visszavonta a washingtoni hadtápvonal védelmére. French és katonái így szintén nem vettek részt a gettysburgi csatában.

### Június 28-a meglepetései

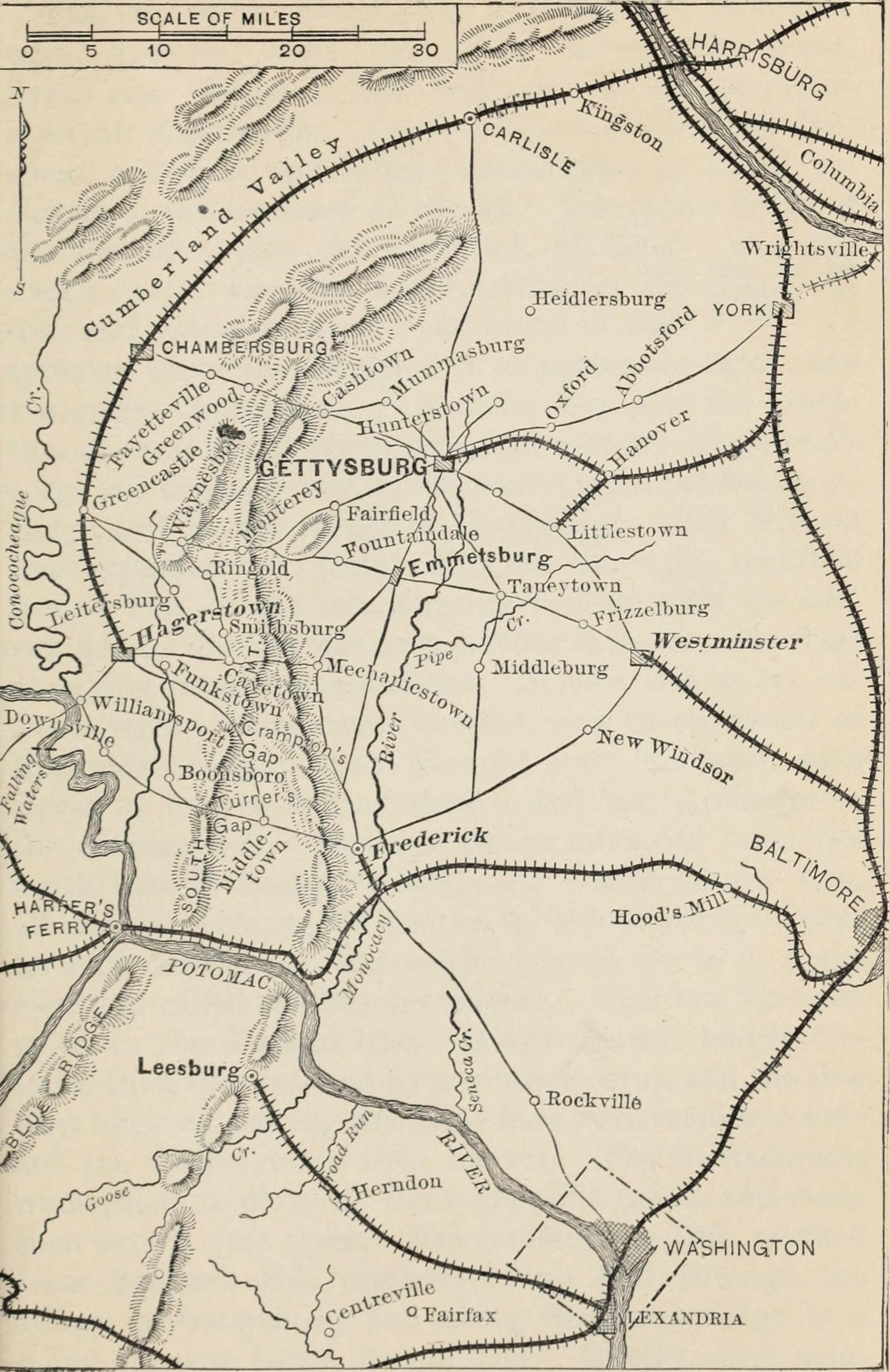
Gettysburg környékének út- és vasúti hálózata.

Harpers Ferry helyőrségének katonáit Hooker a hadseregéhez akarta csatolni, már csak azért is, hogy ne legyen a sorsuk hasonló Winchester helyőrségéhez. Lincoln elnök és Henry W. Halleck vezénylő tábornok a chancellorsville-i csatavesztés után egymást hibáztató Hooker és alárendeltjei vitájában utóbbiaknak adott igazat és megtiltotta Hookernek az aktív műveletek kezdeményezését. Hooker a helyőrség átadásának megtagadásakor ultimátumszerűen benyújtotta a lemondását, jelezve, hogy szerinte ez elengedhetetlenül szükséges. Lincoln rácsapott a lehetőségre, hogy leváltani óhajtott Hooker látszólag saját szándékából távozik és elfogadta a lemondást. A hadtestparancsnokokkal május óta tartó háttérmegbeszéléseken tisztázta, hogy a négy legmagasabb rangú egyike sem akar parancsnok lenni és a Hookerrel leginkább konfrontálódott George G. Meade vezérőrnagyban, az V. hadtest parancsnokában van minden érintett legnagyobb bizalma. Ezért június 28-a koromsötét hajnalán a Hallecktől jövő megbízott azt a parancsot nyújtotta át Meade-nek, hogy rögvest vegye át a Potomac hadsereg parancsnokságát, vagy pedig mondjon le. Meade azt hitte, hogy Hooker küldött érte letartóztatni, miközben se a hadsereg elhelyezkedéséről, se az ellenség helyzetéről nem volt a leghalványabb fogalma sem.
Június 28-án este Lee a lovasság felderítési adatainak hiányában egy Longstreet által fizetett kémtől értesült róla, hogy a szövetségi csapatok átkeltek a Potomac folyón és sokkal közelebb lehetnek, mint számított rá. Lee nem bízott a kémben, de más felderítési adat nem állt a rendelkezésére, ezért mégis intézkedésre szánta el magát a gyűjtött információk alapján. Lee hadserege 45 kilométeres félkörben volt szétszórva Chambersburgtől Carlisle-ig, illetve Harrisburg és Wrightsville mellett a Susquehanna-folyó túlpartján. Június 29-én reggel Lee szétküldte futárait és elrendelte a csapatkoncentrációt Cashtown mellett, mely a South Mountain dombjainak keleti oldalán feküdt 12 km-re Gettysburgtől nyugatra. Ewell bár nagyon várta Harrisburg elfoglalását, de visszafordult Carlisle alól és visszahívta a Susquhannaig eljutó Early hadosztályát Wrightsville-ből. Június 30-án Hill hadtestének egyik észak-karolinai dandárja J. Johnston Pettigrew dandártábornok vezetésével Gettysburgbe indult. Pettigrew hadosztályparancsnoka, Henry Heth visszaemlékezése szerint azért küldte a dandárt a városba, hogy készletek után kutassanak, főként lábbeliket keresve.
Pettigrew uniós lovasság közeledését látta délről Gettysburg felé, mely John Buford dandártábornok lovassága volt. A konföderációs katonák harc nélkül visszatértek Cashtownba. Pettigrew jelentette Hillnek és Hethnek, de egyikük sem hitte el, mert Pettigrew dandárja még viszonylag nem régen került csak a hadseregbe és úgy vélték, hogy az általuk jelentős uniós erőnek leírt csapat pennsylvaniai milícia lehet. Lee tábornagy kifejezett utasítása ellenére, miszerint az általános harc provokálását kerülni kell, míg a teljes hadsereg összevonása megvalósul, Hill másnap reggelre harcfelderítést határozott el, hogy a hadsereg összetételét és erejét kiderítsék. Július 1-jén hajnali öt órakor Heth hadosztályának két dandárja elindult Gettysburg felé.
Várakozásukkal ellentétben nem maradtak észrevétlen. Július 30-án este 10:30-kor befutott Buford részletes felderítési jelentése parancsnokához, a Moritz-fogadóban éjszakázó John F. Reynolds vezérőrnagyhoz. Ebben az állt, hogy A. P. Hill hadteste Cashtownnál gyülekezik, Longstreet hadteste közvetlenül mögötte van és Ewell hadteste északról közelít. Reynolds továbbította az információkat a főhadiszállásra. A főhadiszállás június 30-án kiküldte Joseph Dickinson őrnagyot hogy vigyen utasítást Reynoldsnak. Dickinson és Reynolds beszéltek egymással a Moritz-fogadóban, majd július 1-jén Dickinson Buforddal is találkozott Gettysburgben, az Eagle Hotelben. Valószínű, hogy Meade az őrnagy által közölte velük stratégiai elképzelését, melyet a Big Pipe Creek-terként ismerünk, de ez találgatás. Annyit tudunk biztosra, hogy másnap az I. hadtest és Buford lovassága észak felé indult a konföderációs erőkkel felvenni a harcot.

## A szembenálló felek

### Unió
A Potomac hadsereget (eredetileg Joseph Hooker vezérőrnagy parancsnoksága alatt, Meade június 28-án váltotta le Hookert) több mint 100 000 katona alkotta a következő szervezetbe tagolódva:
- I. hadtest, parancsnok John F. Reynolds vezérőrnagy. Hadosztályai vezetője: James S. Wadsworth dandártábornok, John C. Robinson dandártábornok és Abner Doubleday vezérőrnagy.
- II. hadtest parancsnok Winfield Scott Hancock vezérőrnagy. Hadosztályai vezetője: John C. Caldwell dandártábornok, John Gibbon dandártábornok, és Alexander Hays dandártábornok.
- III. hadtest parancsnok Daniel Sickles vezérőrnagy. Hadosztályai vezetője: David B. Birney vezérőrnagy és Andrew A. Humphreys vezérőrnagy.
- V. hadtest parancsnok június 28-tól George Sykes vezérőrnagy. Előtte George G. Meade vezérőrnagy. Hadosztályai vezetője: James Barnes dandártábornok, Romeyn B. Ayres dandártábornok és Samuel W. Crawford dandártábornok.
- VI. hadtest parancsnok John Sedgwick vezérőrnagy. Hadosztályai vezetője: Horatio G. Wright dandártábornok, Albion P. Howe dandártábornok és John Newton vezérőrnagy.
- XI. hadtest parancsnok Oliver O. Howard vezérőrnagy. Hadosztályai vezetője: Francis C. Barlow dandártábornok Adolph von Steinwehr dandártábornok és Carl Schurz vezérőrnagy.
- XII. hadtest parancsnok Henry W. Slocum vezérőrnagy. Hadosztályai vezetője: Alpheus S. Williams dandártábornok és John W. Geary dandártábornok.
- Lovassági hadtest parancsnok Alfred Pleasonton vezérőrnagy. Hadosztályai vezetője: John Buford dandártábornok, David M. Gregg dandártábornok és Hugh Judson Kilpatrick dandártábornok.
- Tüzérségi tartalék parancsnok Robert O. Tyler dandártábornok. (Tyler adminisztratív feladatokat látott el. A tüzérség harctéri irányítása Gettysburgnél Henry J. Hunt dandártábornok feladata volt, aki Meade törzsének a tagja volt.)

Gettysburg felé haladva Reynolds volt a balszárny megbízott parancsnoka. Ez az I. a III. és a XI. hadtestet foglalta magába, s Reynolds ennek mozgatásáért volt felelős. Több uniós egység vett részt a Gettysburg hadjáratban, de ezek nem képezték részét a Potomac hadseregnek és nem vettek részt a csatában. Ilyen volt a IV. hadtest elemei, a pennsylvaniai milícia, a Susquehannai hivatal fegyveres ereje, és különféle helyőrségek, mint például Harper's Ferry helyőrsége.

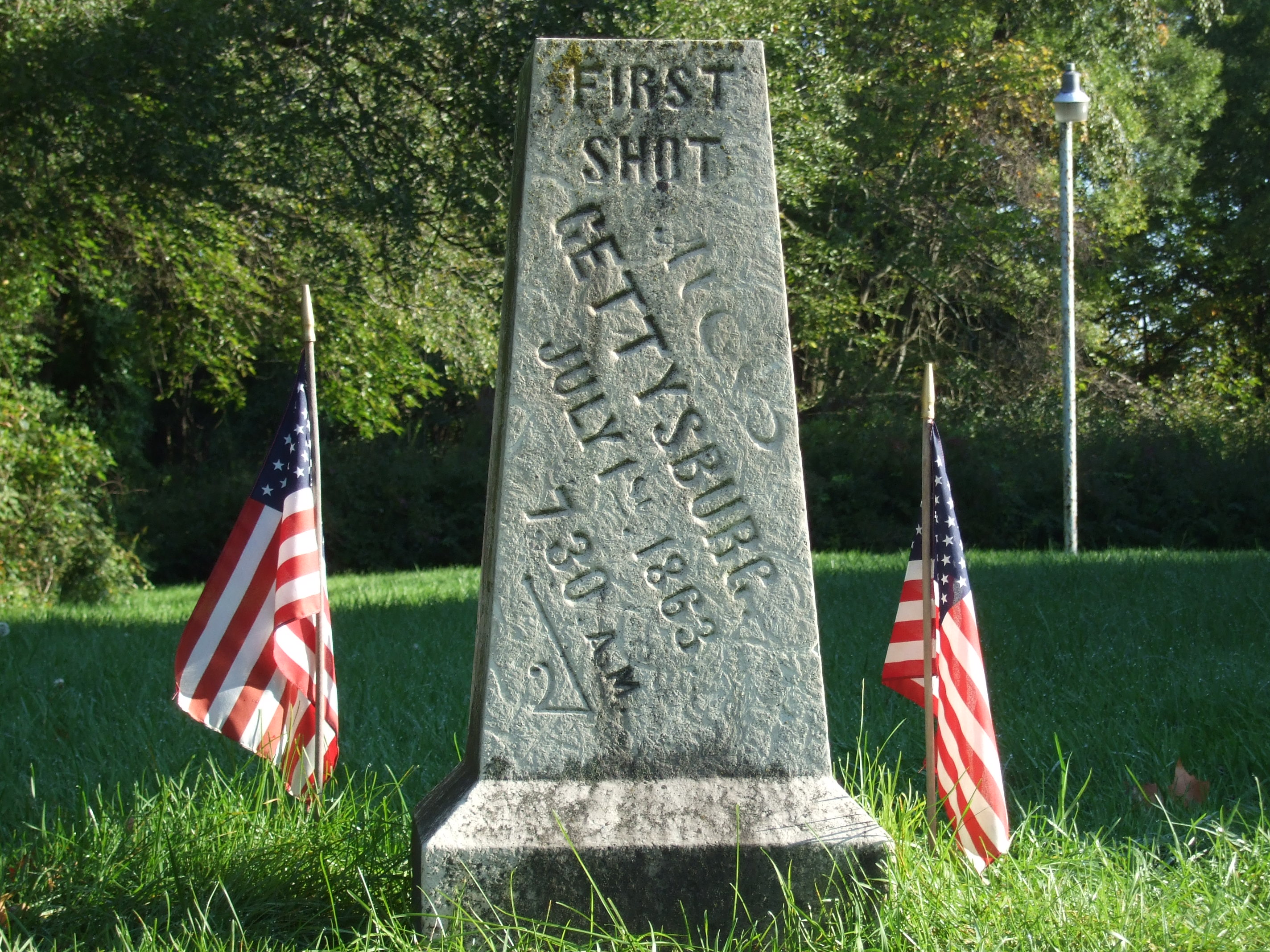
Az első lövés leadásának állított emlékmű

### A Konföderáció
Stonewall Jackson altábornagy chancellorsville-i halála után Lee újraszervezte hadseregét. Az Észak-virginiai hadsereg 75 000 katonáját két hadtestből háromba osztotta a mozgékonyság és a parancsnokság hatékonyságának növelése céljából.
- Első hadtest, parancsnoka James Longstreet altábornagy. Három hadosztályának vezetője: Lafayette McLaws vezérőrnagy, George Pickett vezérőrnagy, és John Bell Hood vezérőrnagy.
- Második hadtest, parancsnoka Richard S. Ewell altábornagy. Három hadosztályának vezetője: Jubal A. Early vezérőrnagy, Edward "Allegheny" Johnson vezérőrnagy, és Robert E. Rodes vezérőrnagy.
- Harmadik hadtest, parancsnoka A. P. Hill altábornagy. Három hadosztályának vezetője: Richard H. Anderson vezérőrnagy, Henry Heth vezérőrnagy, és William Dorsey Pender vezérőrnagy.
- Lovassági hadtest, parancsnoka J. E. B. Stuart. Hét dandárjának vezetője: Wade Hampton dandártábornok, Fitzhugh Lee dandártábornok, John R. Chambliss ezredes, Beverly H. Robertson dandártábornok, William E. "Grumble" Jones dandártábornok, Albert G. Jenkins dandártábornok, és John D. Imboden dandártábornok.
- Tüzérségi tartalék, parancsnoka William N. Pendleton dandártábornok. (Pendleton főként adminisztratív feladatokat látott el. A tüzérség harctéri irányítása többek közt a déli hadsereg szétszórt elhelyezkedése miatt nem összpontosult egy kézben. A lokális döntéshozó tapasztalt, vagy tudása miatt kiemelkedő parancsnokait különböző feladatok megoldására kérte fel, attól függően, hogy melyik hadtest tüzérségét, vagy annak mely részeit kellett irányítani.)

## Első nap, 1863. július 1.

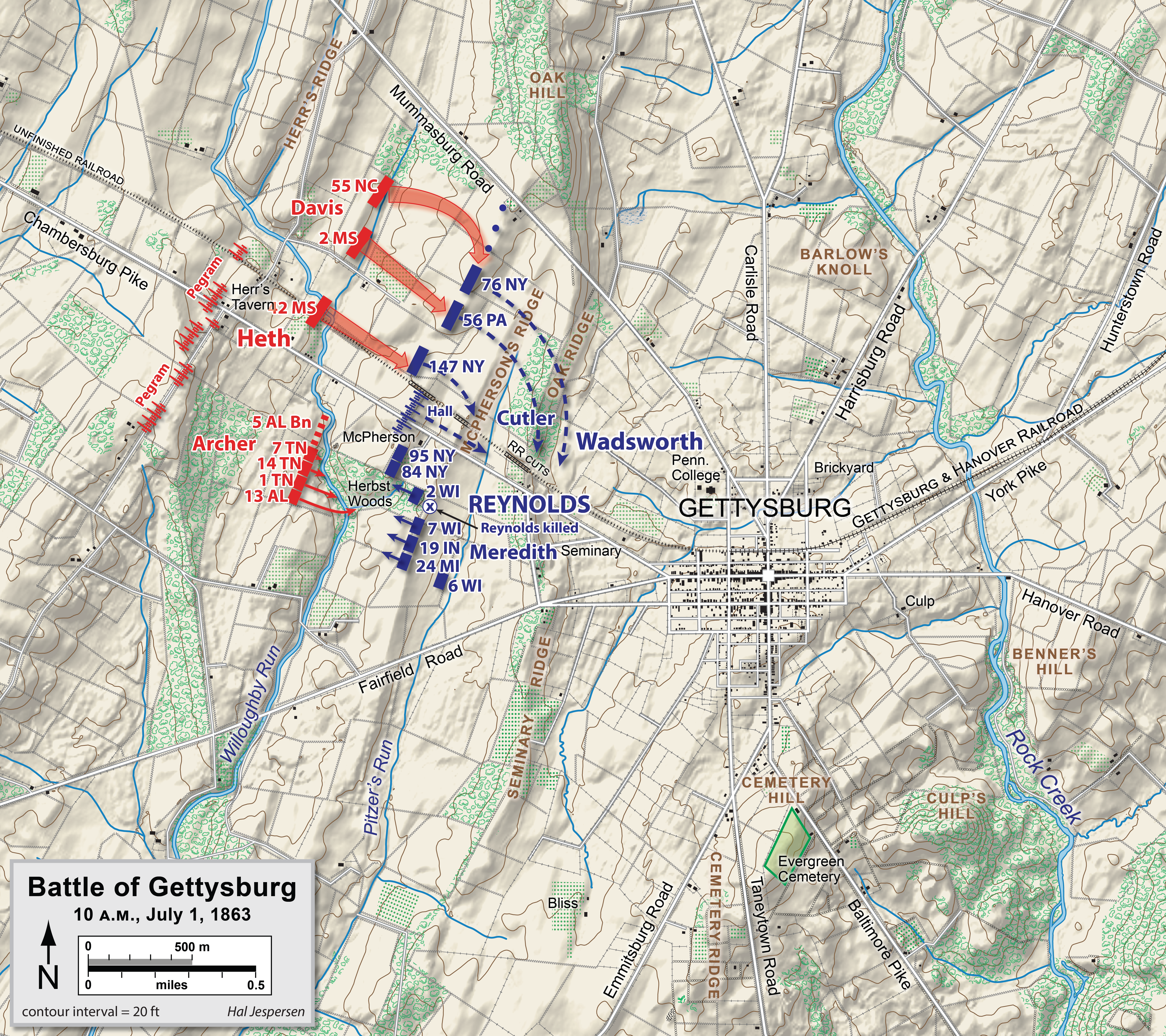
1863. július 1-je, délelőtt 10 óra: előbb az uniós lovasság és Heth két dandárjának összecsapása, majd a lovasság kivonása után Wadsworth két uniós dandárja tartóztatja fel és veri meg a déli csapatokat

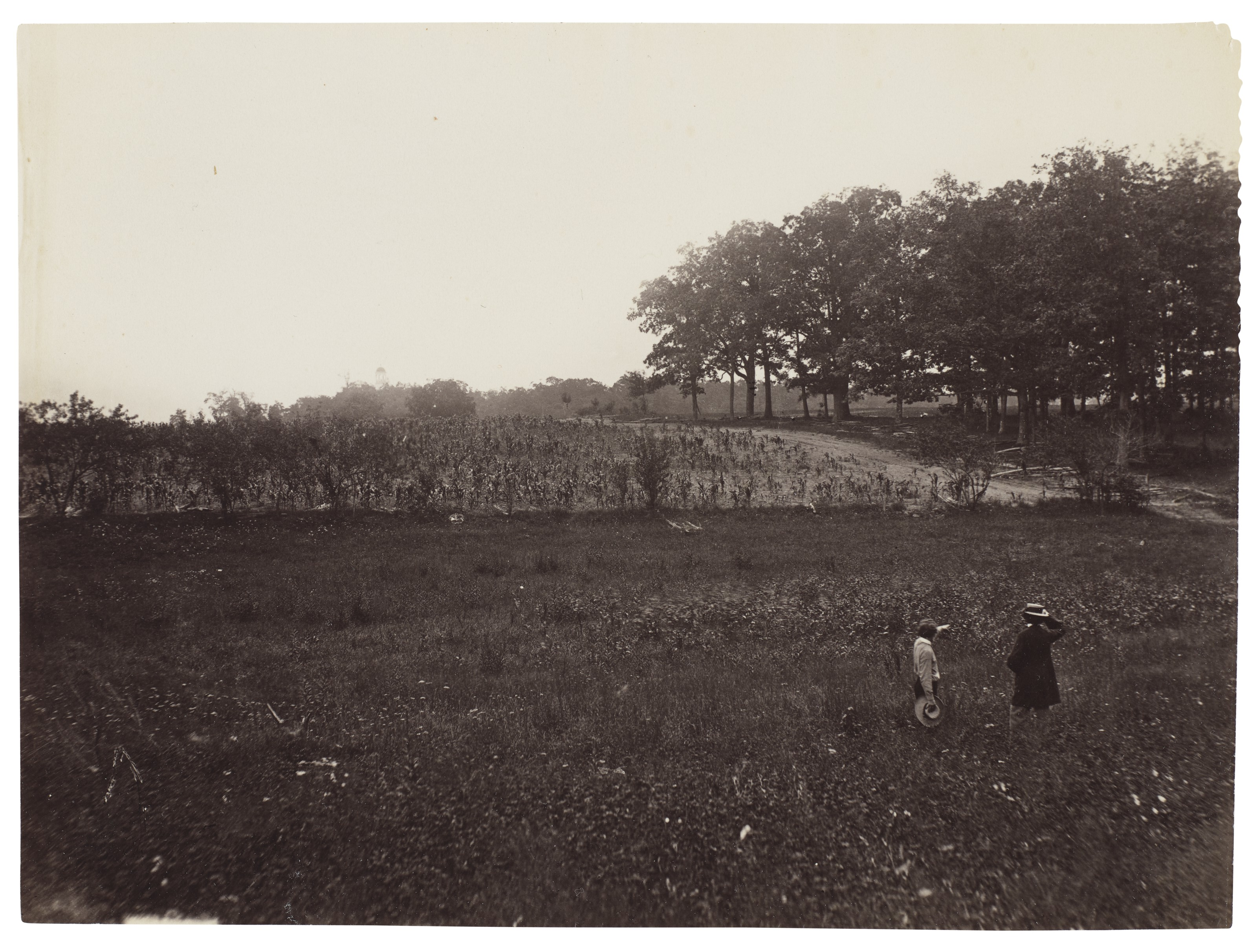
A McPherson-erdő keleti széle, a Seminary Ridge felé tekintve, 1863 júliusában

### Archer és Davis támadása
A konföderációs támadás ellen az Unió július 1-jén Gettysburgtől nyugatra három, egymással nagyjából párhuzamos gerincen állított védelmi vonalat, a Herr, a McPherson és a Szeminárium-gerincen. Ez a terep megfelelőnek látszott Buford számára kis számú lovasságának halogató taktikájához a nagy túlerőben levő konföderációs gyalogsággal szemben. Mivel Buford 1863 decemberében meghalt és nem hagyott visszaemlékezést maga után, így nem tudjuk, miért tette, amit tett. Kétfajta magyarázat létezik rá. Az egyik szerint Buford helyes felderítési adatokból mélyreható stratégiai elemzéssel előre megsejtette, hogy Gettysburgnél nagy csatát fog vívni egymással a két hadsereg és előrelátta a szerepét a Gettysburg környéki magaslatoknak. A Cemetery Hill (Temető-domb), a Cemetery Ridge (Temető-gerinc) és a Culp's Hill (Culp-domb) magaslatait nem akarta átengedni a déliek kezébe, mert amennyiben ők ellenőrzik, Meade hadseregének nagy nehézsége lett volna azt elvenni tőlük. Ezért minden erejét latba vetette a konföderációs gyalogság késleltetése érdekében.
A másik magyarázat, hogy miért bocsátkozott harcba kb. 45 kilométerre a hadsereg tervében megállapított védelmi vonal, a Big Pipe Creek (Nagy Pipa-patak) vonala előtt, az hogy előző nap Meade egyik törzstisztje, Dickinson alezredes a főhadiszállás üzenetével meglátogatta Reynoldsot és Bufordot. Nincs írásos bizonyíték rá, de a sejtés az, hogy Dickinson elmagyarázta, hogy mi lesz Meade haditerve, míg az írásbeli megerősítése pedig későbbre volt várható. Az írásbeli parancs az események alakulása miatt nem jutott el Reynoldshoz és Bufordhoz. Buford ebben az esetben Clausewitz útmutatását követve az előrenyomulás sebességét lassítva akarta maga után csalogatni a konföderációs erőket a Big Pipe Creekhez, és ezt a harc közbeni visszavonulást később a Reynolds gyalogsága is támogatta volna. A visszavonulási mechanizmus azonban később csődöt mondott.
Heth hadosztályából James J. Archer és Joseph R. Davis dandártábornok vezette dandárját küldte a Chambersburg út mentén keletre. Oszlopban vonultak, mikor 4,5 kilométerre Gettysburgtől nyugatra, kb. reggeli hét órakor az uniós lovasság kiépítette fedezékekből könnyen leküzdhető ellenállásba ütköztek. Vonalba rendeződtek, miután a hagyomány szerint egy Marcellus Jones nevű uniós hadnagy leadta az első lövést rájuk. A harcot túlélt Jones 1886-ban visszatért Gettysburgbe és felállította az első lövés leadását jelző emlékművet. Heth katonái összecsaptak William Gamble ezredes lovassági dandárjával. A gyalog küzdő lovasság hátultöltős karabélyokkal volt felszerelve és kerítések, fák mögül tüzelt. 10 óra 20 perckor a konföderációsok elfoglalták a McPherson gerincet, és ekkor kezdett az I. hadtest első hadosztálya, James S. Wadsworth dandártábornokkal és Reynoldsszal megérkezni a csata helyszínére.
Wadsworth két dandárja összecsapott Heth két dandárjával. Az úttól északra Davis dandárja átmeneti sikert ért el Lysander Cutler dandárja ellen, de katonáit végül a befejezetlen vasútvonal töltése körüli harcban visszaverték és súlyos veszteségeket szenvedett. Az úttól délre Archer erői a Herbst Woods (Herbst erdő) ligetjén keresztül hatoltak előre, mikor az uniós Vasdandár Solomon Meredith dandártábornok vezetésével megrohamozta őket. A Willoughby-patakon félig átkelt konföderációsok meghátráltak és többszáz foglyot hagytak hátra, Archerrel együtt. Az uniós gyalogság visszakergette az ellenséget a Herr-gerincre. Reynolds tábornokot a harcban fejbelőtték, mialatt csapatait egy tüzérségi állás környékén igazgatta és azonnal meghalt.
Kétségek övezik, hogy Reynolds tudott-e Meade parancsáról, mely a Nagy Pipa patakhoz való visszavonulásra utasította. Írott parancsot nem kapott róla, de előző nap a főhadiszállás utasításával járt nála Meade törzstisztje. Meade és Reynolds mindketten pennsylvaniaiak voltak és a viszonyuk bensőségesen baráti volt. Az viszont biztos, hogy a helyét átvevő Abner Doubleday vezérőrnagynak fogalma sem volt a haditervről. Reynolds előző nap azt mondta neki, hogy ott fog harcolni a konföderációsokkal, ahol rájuk talál. Ennek alapján Doubleday a rendületlen kitartást tartotta feladatának a 12 óra 30 percig húzódó harcban, majd a harc elülte után kivonta lovasságot a tűzvonalból és Gettysburgtől északra külte őket, ahol a mummasburgi utat és a carlisle-i utat ellenőrizték. Ezt valószínűleg Buford tanácsolhatta, mivel ő tudott Ewell hadtestének közeledéséről. Cutler dandárjának a chambersburgi úttól északra védtelen volt az oldala, ezért a XI. hadtest megérkeztéig Robinson hadosztálya védte ezt a részt. Doubleday üzenetben kérte a XI. hadtest vezetőjét, Oliver O. Howard vezérőrnagyot, hogy siessen a segítségére és mint rangidős vegye át a balszárny három hadtestének parancsnokságát.
Howard Reynoldshoz hasonlóan nem kapta meg a Big Pipe Creek parancsot, viszont 10 óra és 11 óra között megkapta Doubleday üzenetét Reynolds haláláról. A harc színterén az első hadtest mellé, a várostól északkeletre telepítette Schurz (ideiglenesen Schimmelfennig irányítása alatt levő) hadosztályát, Francis C. Barlow dandártábornok hadosztályát pedig attól keletre. Carl Schurz vezérőrnagy vette át XI. hadtest irányítását, Howard ezt üzent a főhadiszállásnak a vezetőváltásokról, és üzent Sickles III. hadtestének, valamint Slocum XII. hadtestének, hogy csapatai harcban állnak. Mivel ő maga nem tudott a Pipe Creek patakhoz való visszavonulásról, ezért azt hitte, hogy üzeneteit megkapva Slocum és Sickles azonnal segítségére fognak sietni. Sickles parancsaival egybevágott, hogy északra induljon teljes erejével, de a távolság miatt a III. hadtest érkezését csak estére lehetett számítani. Slocum közelebb volt, Two Taverns helységben éjszakázott és várta, hogy a balszárny a haditervnek megfelelően visszavonuljon. Mikor kora délután hírt kapott róla, hogy az I. és a XI. hadtest harcban áll, ekkor Meade érvényben levő parancsa értelmében neki várakoznia kellett, hogy balszárny visszahátráljon Two Tavernsig; ezért Howard reményeivel ellentétben nem indult segíteni. Csak a balszárnytól jövő explicit és ismétlődő felhívásokra indította el a XII. hadtestet észak felé, körülbelül egy-két óra késéssel.

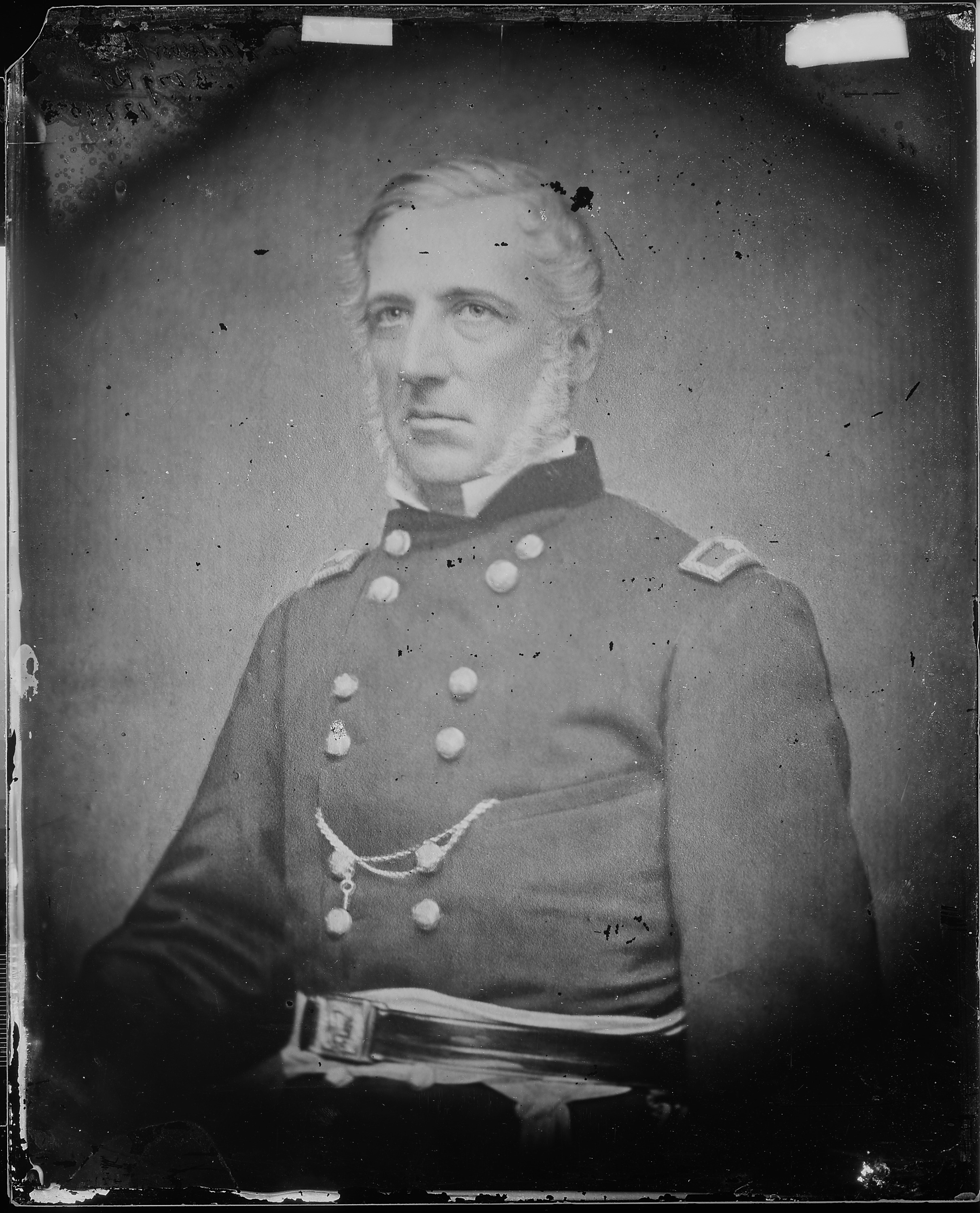
James S. Wadsworth vezérőrnagy, USA Az I. hadtest hadosztályparancsnoka
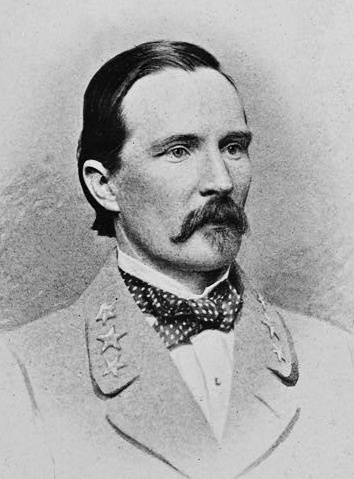
Henry Heth vezérőrnagy, CSA A. P. Hill hadtestének hadosztályparancsnoka
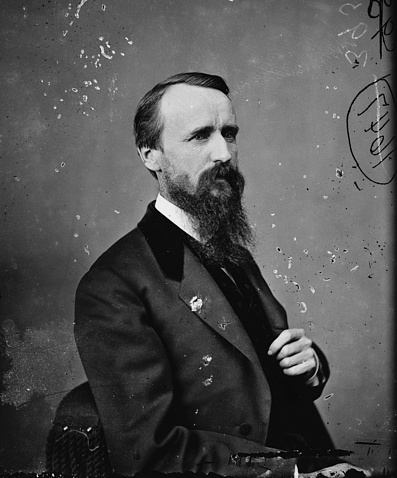
James J. Archer dandártábornok, CSAHeth dandárparacsnoka
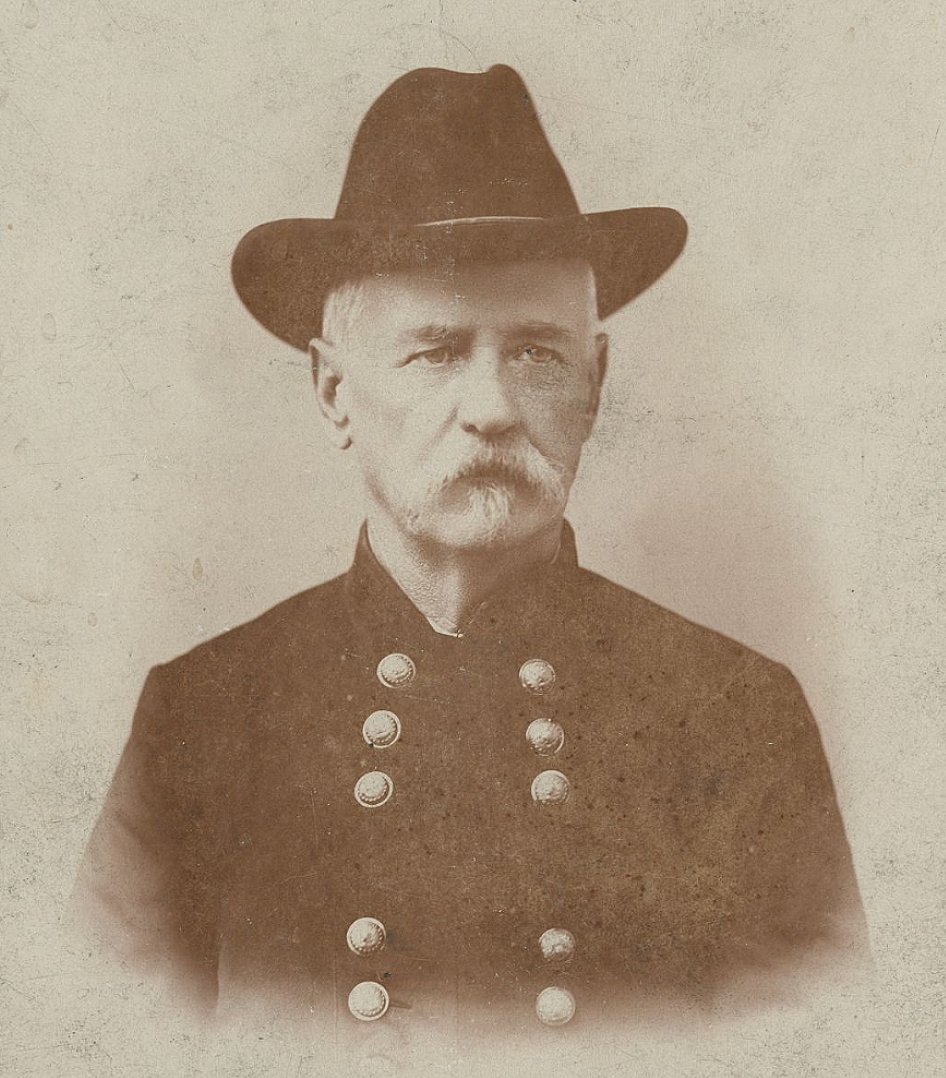
Joseph R. Davis dandártábornok, CSA Heth dandárparancsnoka
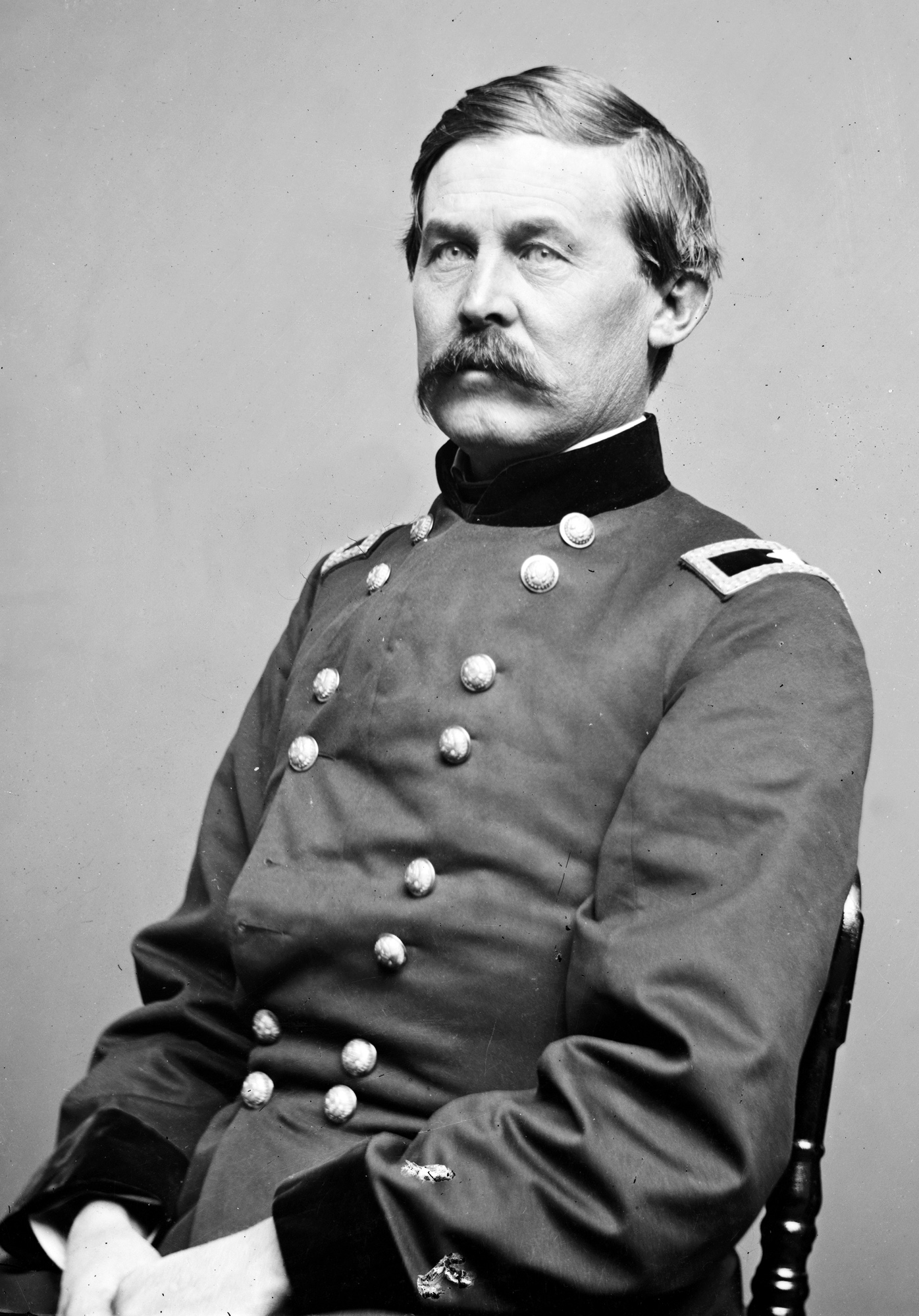
John Buford, dandártábornok, USA lovassági hadosztályparancsnok
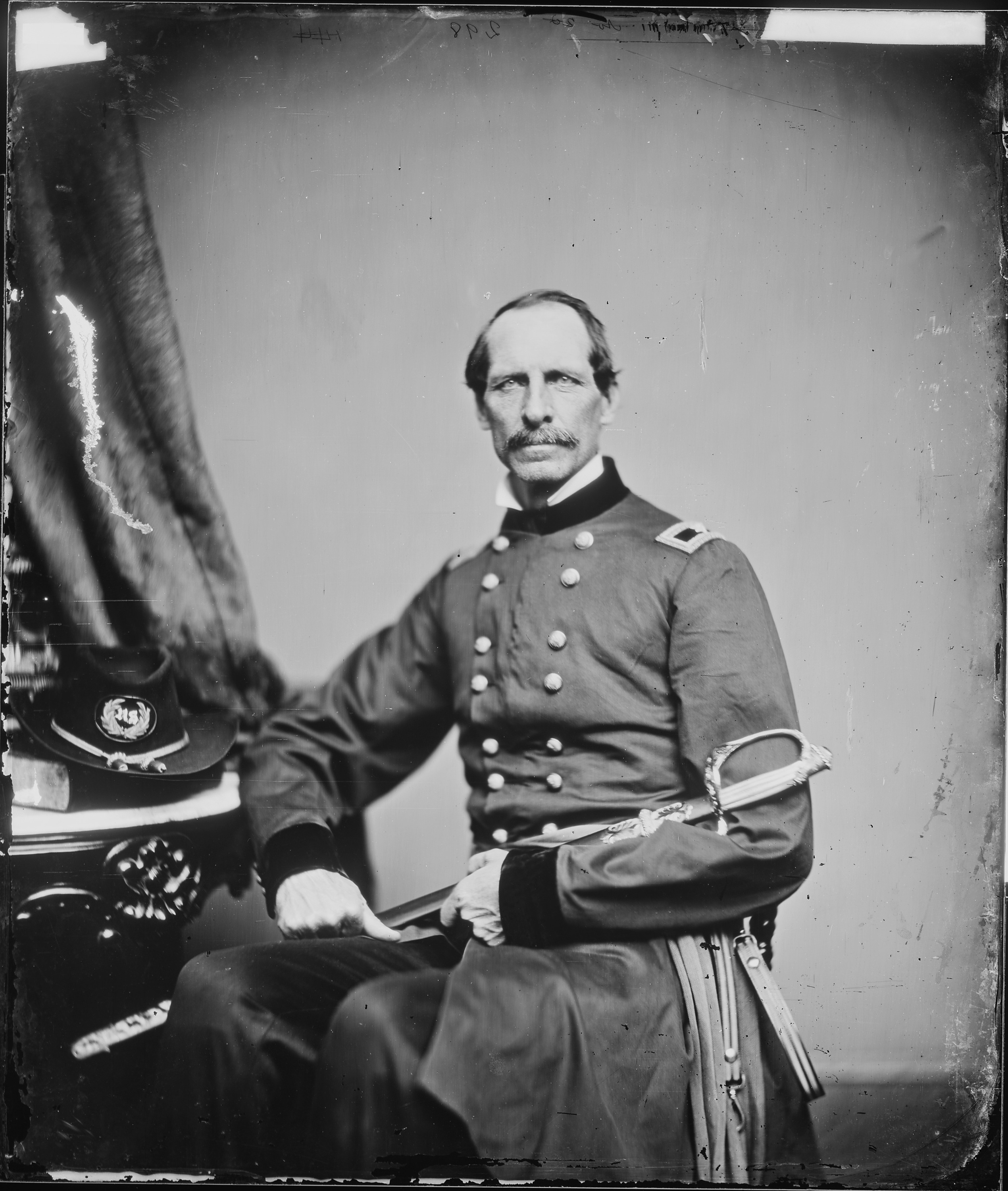
Solomon Meredith dandártábornok, USA Wadsworth dandárparancsnoka
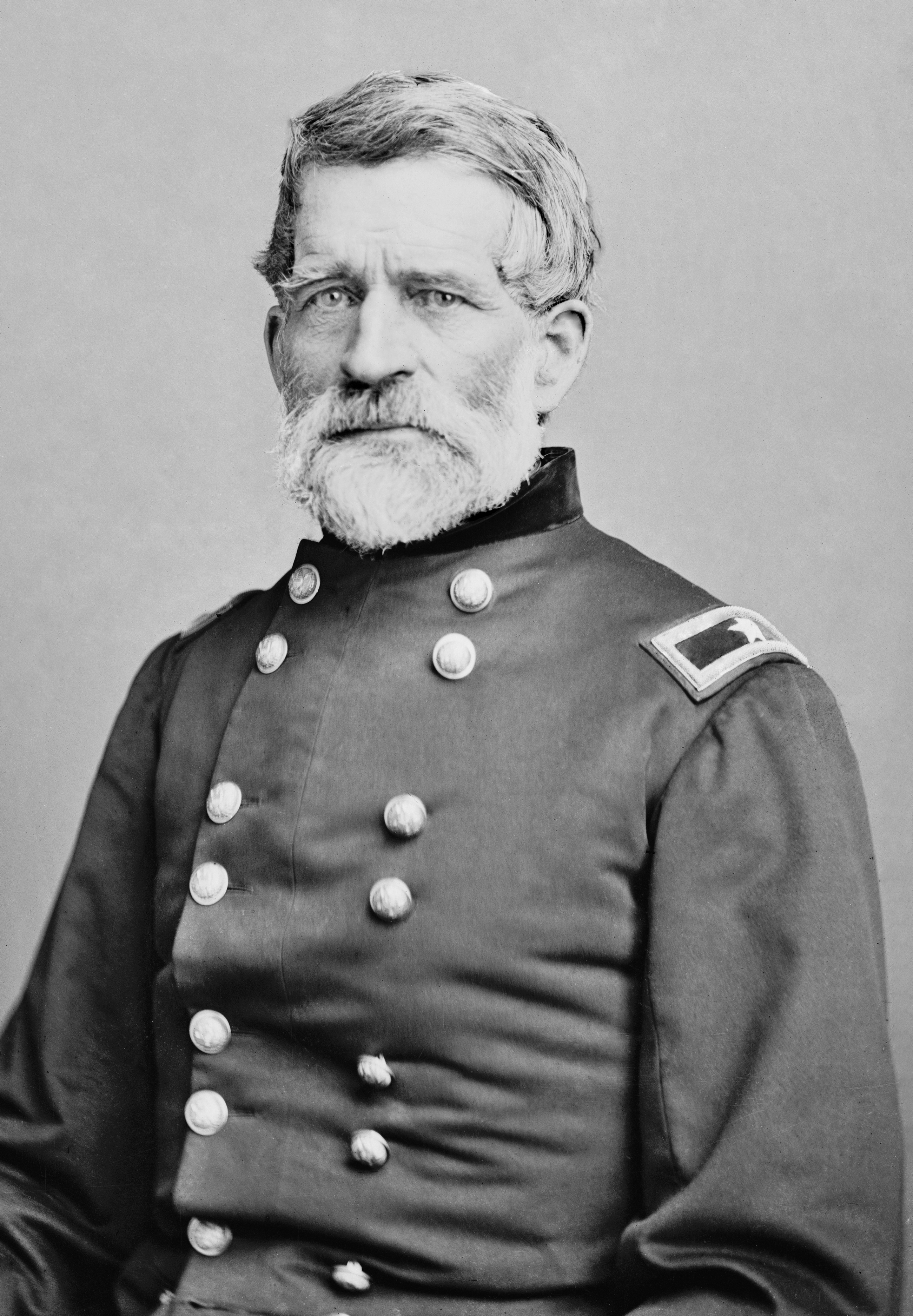
Lysander Cutler dandártábornok, USA Wadsworth dandárparancsnoka
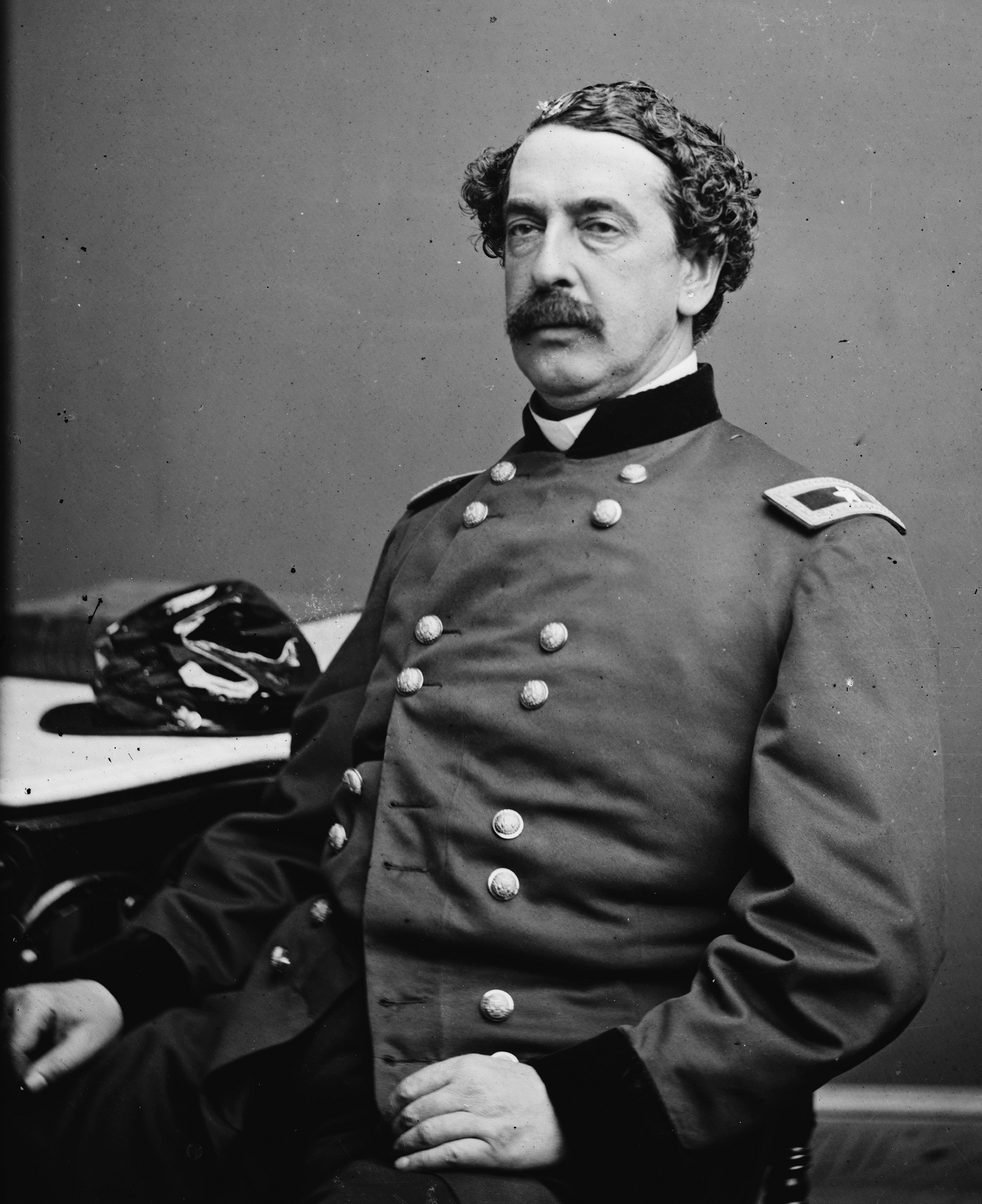
Abner Doubleday vezérőrnagy, USA az I. hadtest ideiglenes irányítója

### Rodes támadása

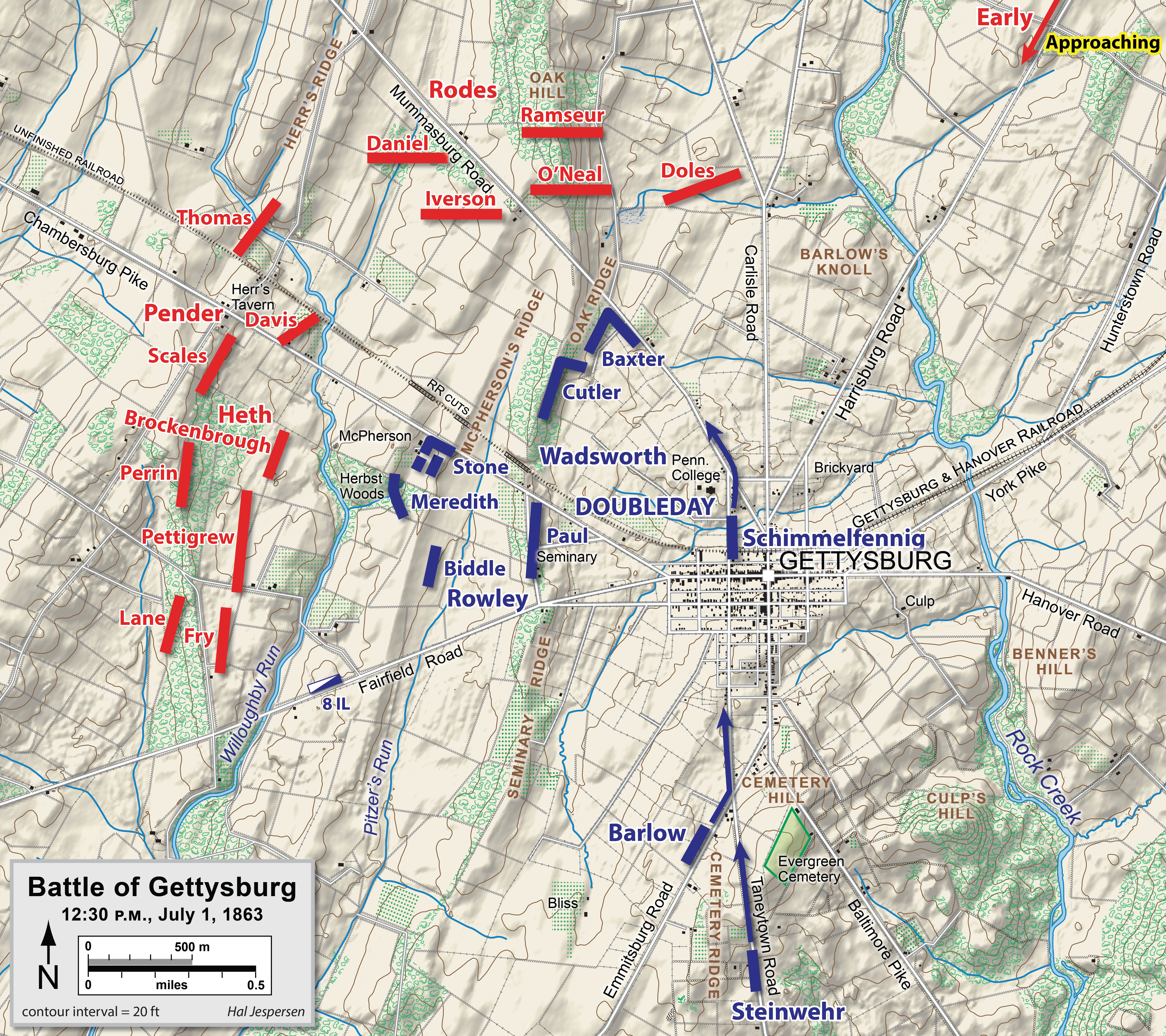
Július 1-je, délután fél egytől 2 óráig. Amint elült Heth és Wadsworth összecsapásának zaja, rá rövid idővel megérkezett Rodes csapatainak eleje északi irányból. (A Fry felirattal megjelölt dandár Archeré volt, akinek fogságba esése után Birkett J. Fry ezredes vette át a vezetést.)

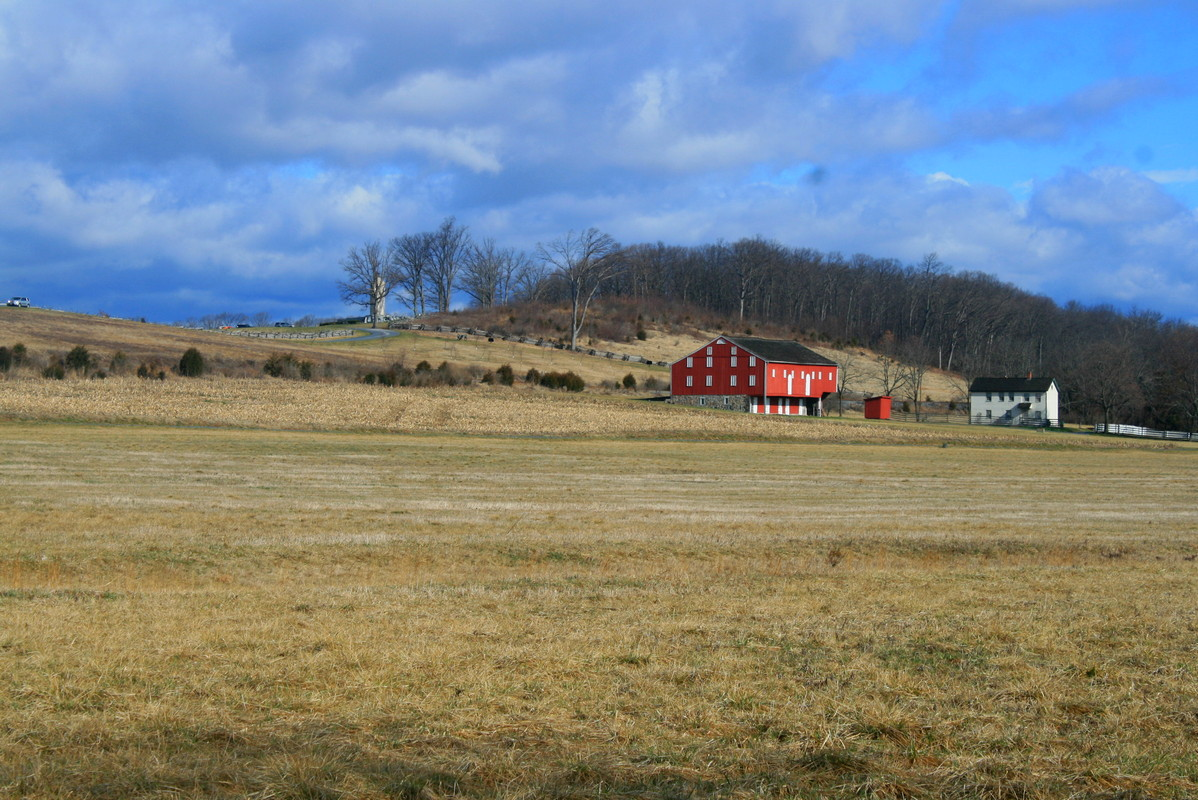
Az Oak Hill kinézete a város felől. Az előtérben a McLean-farm látható napjainkban

Észak felől, a carlisle-i úton megérkezett Ewell hadtestének első hadosztálya, Robert E. Rodes vezérőrnagy irányítása alatt. Rodes az uniós I. hadtest szárnyát akarta megtámadni és ehhez rendezte vonalba a hadosztályát az Oak Hillen (Tölgy-domb). Ezzel párhuzamosan Howard XI. hadteste is védelmi állásokba sietett velük szemben, Gettysburgtől északnyugatra, északra és északkeletre. A két fél ágyútüzet zúdított egymásra, s az első hadtest egyes elemeinek átrendeződését, illetve a feléjük siető XI. hadtestet látva Rodesnak és szintén jelen lévő Ewellnek az a benyomása keletkezett, hogy meg fogják támadni őket. Rodes engedély kért ezt megelőzni és Ewell megadta rá a jóváhagyást. A támadási szándékot nyilván arra alapozták, hogy a Hill-hadtest, aminek a megsegítésére Gettysburghöz lettek rendelve majd csatlakozik a támadáshoz. Heth fél háromig felvonultatta a maradék két dandárját is Pettigrew és John M. Brockenbrough ezredes vezetésével, és Rodes rohama láttán engedélyt kért az A. P. Hillel együtt a harcot néző Lee-től a támogatásra. Lee azonban miután Ewellnek is azt a parancsot küldte, hogy tartózkodjon az általános harc kirobbantásától, nem adta meg azt. Heth katonái így tétlenül álltak mialatt az események kibontakoztak.
A sebtében elrendelt támadást Rodes három dandárja hajtotta végre, az Edward A. O'Neal ezredes és Alfred Iverson és Junius Daniel dandártábornokok által vezetett dandárok. Iverson dandárja katasztrofális veszteségeket szenvedett a a fedezéke mögül kibújni egyáltalán nem szándékozó Robinson hadosztály puskáitól. Baxter keményen védekező dandárja mellett a XI. hadtest elővédje, Georg von Amsberg ezredes dandárja is hozzájárult O'Neal visszaveréséhez. Daniel dandárja Iversoné mögött haladt és ez a veszteségektől nagyban megkímélte egyelőre. Daniel katonáinak kisebb része Iversonék támadását támogatta, nagyobb része Roy Stone ezredes dandárjával akaszkodott össze a félbehagyott vasútvonal mentén. Az észak-karolinaiak támadását elsőre visszaverték, de Daniel 2100 katonája folyamatos nyomás alatt tudta tartani az 1350 pennsylvaniait. A második támadást Stone csípő- és karsebesülése miatt Langhorne W. Wister ezredes verte vissza. Mikor Wister látta, hogy a déliek próbálkozása kifullad, ellentámadást vezényelt. Száját és arcát golyó roncsolta szét és mivel beszélni nem tudott érthetően, Edmund L. Dana ezredes vette át a dandár irányítását. Daniel harmadik támadása egybeesett az egész arcvonal megmozdulásával és előrenyomulásával.

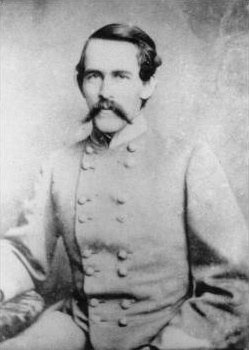
Robert E Rodes vezérőrnagy, CSA Ewell hadosztályparancsnoka
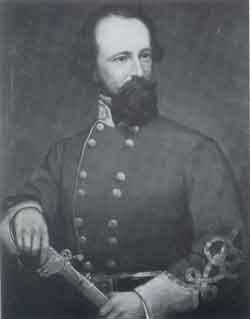
J. Johnston Pettigrew dandártábornok, CSA, Heth hadosztályának ideiglenes vezetője
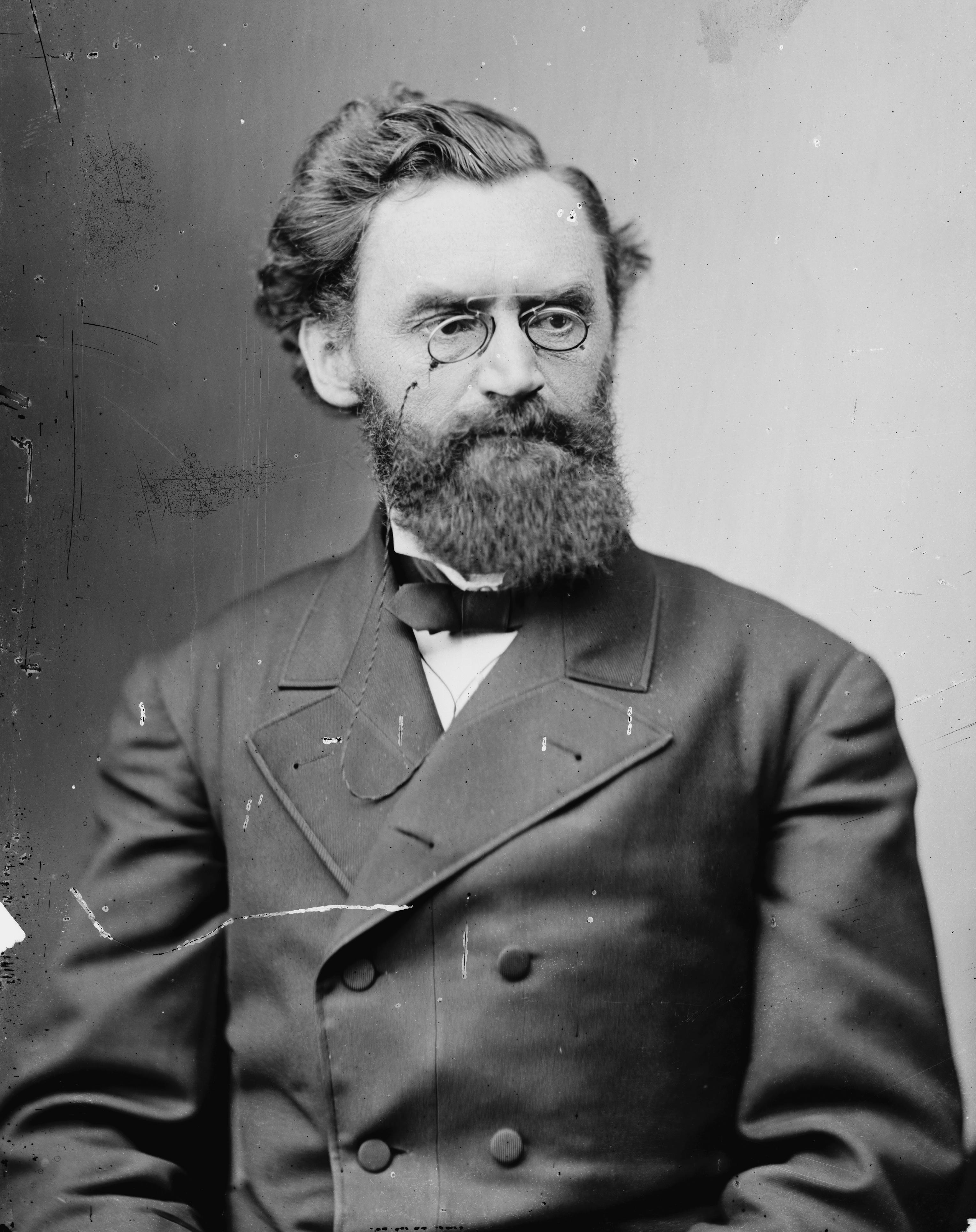
Carl Schurz, vezérőrnagy, USA Howard hadosztályparancsnoka
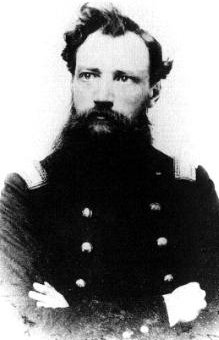
Alexander Schimmelfennig dandártábornok, USA Schurz dandárparancsnoka
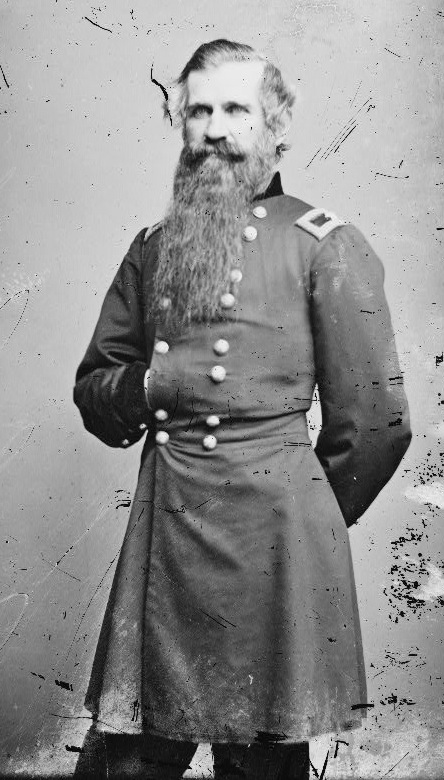
John C. Robinson dandártábornok, USA Reynolds hadosztályparancsnoka
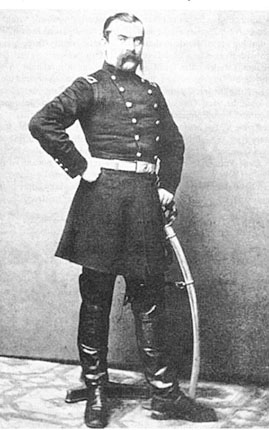
Georg von Amsberg ezredes, USA Schimmelfennig dandárparancsnoka
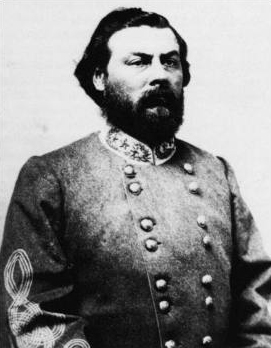
Junius Daniel dandártábornok, CSA Rodes dandárparancsnoka
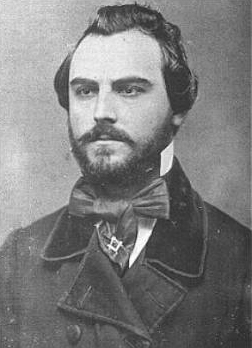
Alfred Iverson Jr., dandártábornok, CSA Rodes dandárparancsnoka
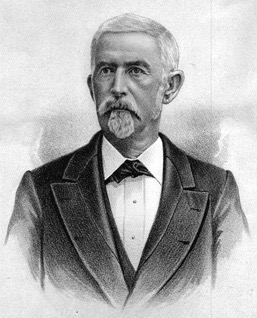
Edward A. O'Neal dandártábornok, CSA Rodes dandárparancsnoka
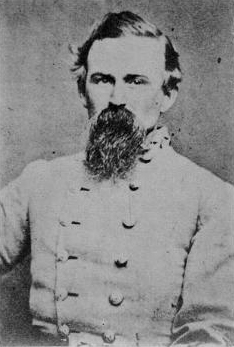
George P. Doles dandártábornok, CSA Rodes dandárparancsnoka
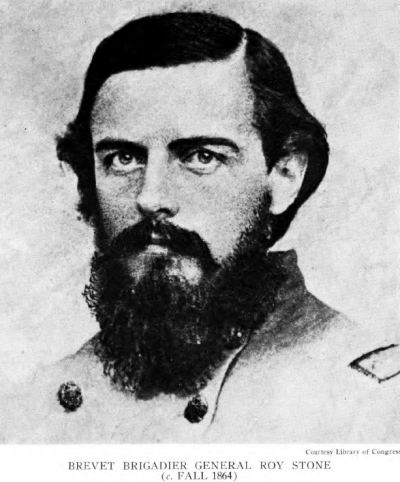
Roy Stone ezredes, USA Doubleday dandárparancsnoka
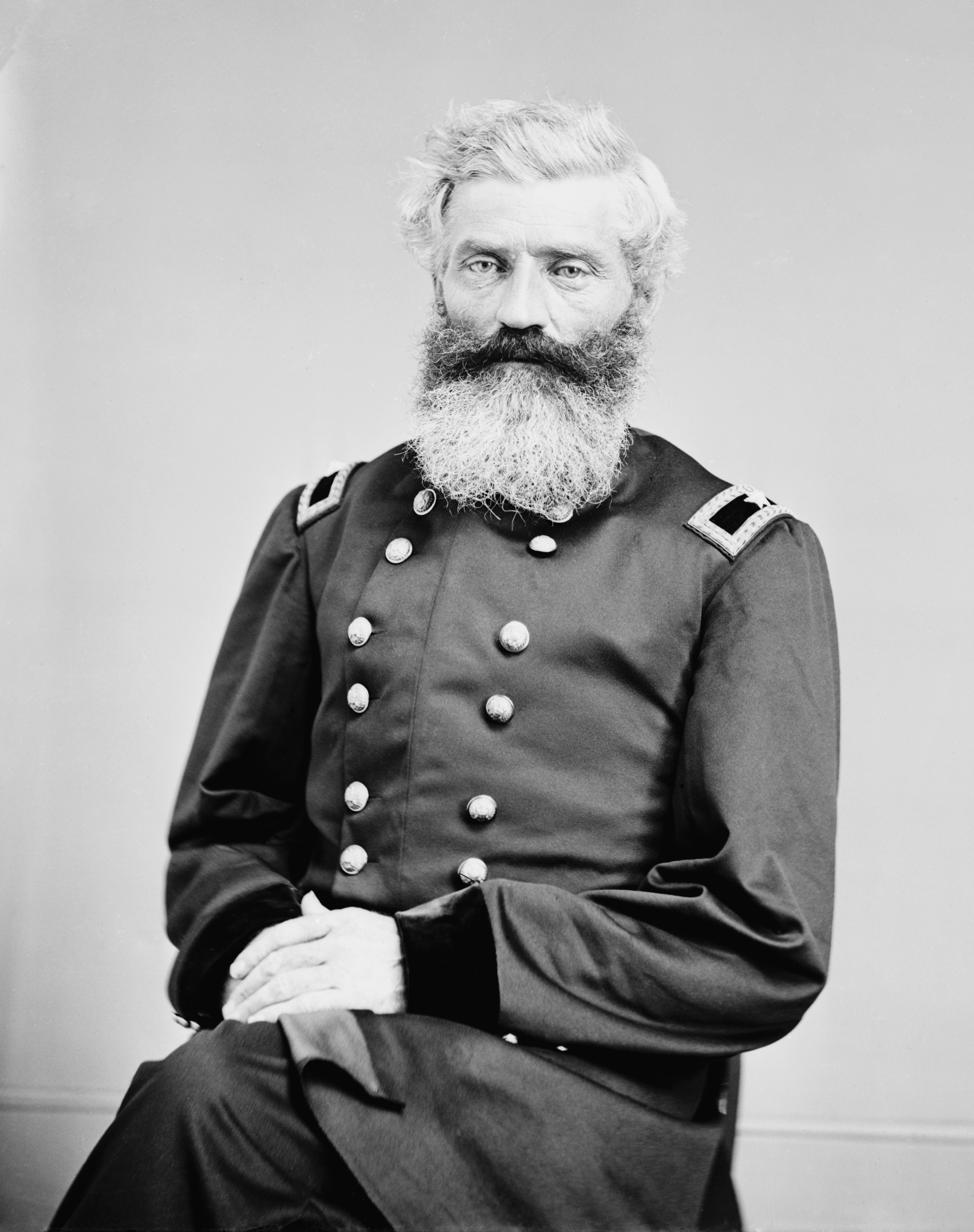
Henry Baxter dandártábornok, Robinson dandárparancsnoka

### Early támadása

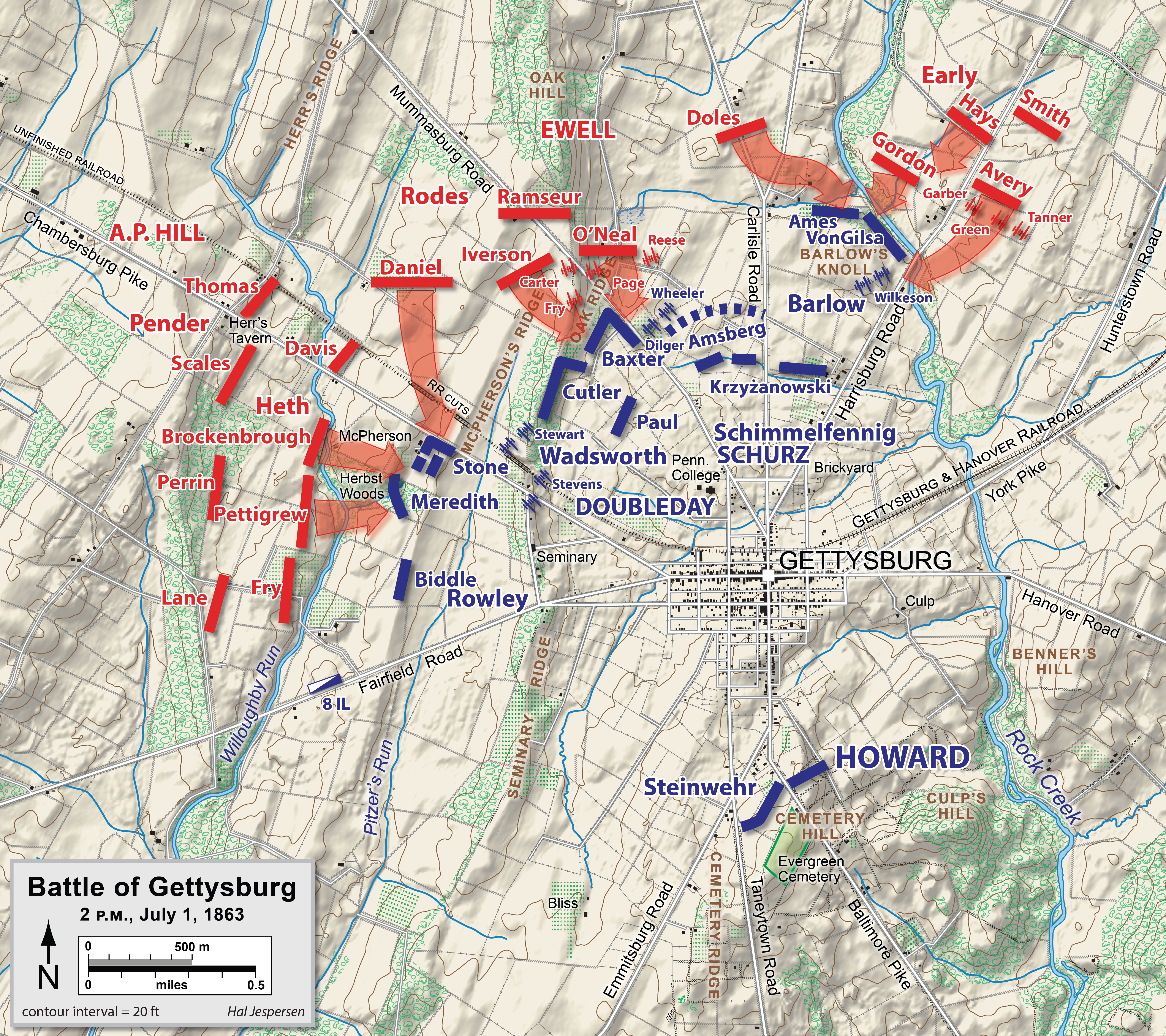
Július 1-je, 14 óra. Rodes három dandárjának támadását visszaverik az uniós csapatok. Körülbelül egy óra múlva Ewell második hadosztálya, Earlyé is támadni kezd, amihez először Rodes, majd őt látva Heth és Pender is csatlakozott. Az általános déli támadás áttörte az uniós védelmet

A harcoló I. hadtesttől jobbra időközben a XI. hadtest is kialakította állásait. Schimmelfennig hadosztályából Georg von Amsberg dandártábornok gyalogsága Baxter mellé települt, Wladimir Krzyzanowski ezredes pedig tőle jobbra. Ez a két dandár lefedte a Mummasburg úttól a Carlisle útig és onnan a Harrisburg útig a területet. Francis C. Barlow dandártábornoknak Schurz azt az parancsot adta, hogy Leopold von Gilsa ezredes csapatainak Krzyzanowski dandárjára kellett rácsatlakozni, Adelbert Ames dandárjának pedig Gilsára. Barlow azonban ehelyett vagy 800 méterrel előrébb alakított ki állást egy emelkedőn, mely egy kb. húsz méteres kiemelkedés volt. Ennek a lokális magaslatnak a megszállása érdekében von Gilsa és Ames dandárja messze a XI. hadtest maradékának vonala elé ment és emiatt az oldalát semmi nem fedezte. Velük szemben Rodes hadosztályának George P. Doles vezette dandárja rendeződött vonalba, majd körülbelül fél négykor megérkezett Jubal A. Early hadosztályának elővédje. Early ahogy meglátta, hogy Barlow két dandárja nem is az ő irányába, hanem Doles felé fordul, azonnal támadást vezényelt John B. Gordon dandártábornoknak. Gordon a Harrisburgi úttól jobbra rendeződött gyorsan vonalba, míg mögötte Isaac E. Avery ezredes és Harry T. Hays dandártábornok dandárja alkotott második vonalat. Doles dandárja csatlakozott a támadásukhoz; a több irányból a szárnyak ellen vezetett támadás megfutamította Barlow hadosztályát. Barlow sebesülten fogságba esett, hadosztályával együtt vereséget szenvedett a segítségükre igyekvő Krzyzanowski dandárja is.
Rodes hadosztályának harcképes maradéka ismét rohamra indult. O'Neil, Iverson, Daniel és az eddig tartalékban levő Stephen D. Ramseur dandárjai nekitámadtak Robinson hadosztályának. Ehhez a támadáshoz csatlakozott Heath hadosztálya is, mely Pettigrew és Brockenbrough dandárját vetette harcba. Pettigrew 2500 fős dandárja elszántan küzdött a Vasdandárral és Chapman Biddle ezredes dandárjával, míg a kevésbé harcias Brockenbrough Roy Stone embereit támadta Daniellel és egy részük a Vasdandár jobb szélét. Archer nagy veszteségeket szenvedett dandárja biztosította a támadás jobb szárnyát a 8. illinois lovasezreddel szemben. Ilyen mennyiségű konföderációs már elég nagy túlerőt képzett, hogy oldalba tudta támadni az uniós vonalat és emiatt a szövetségi csapatok a Seminary Ridge-re hátráltak. A déliek is súlyos veszteségeket szenvedtek eközben. Heth-t fejbe találta egy valószínűleg messziről jövő, erejét vesztett golyó és a nagynak bizonyult kalapját kitömni használt újságpapírcsíkokon további erőt vesztve agyrázkódást okozott. Heth öntudatlanul terült el a csatatéren és a hadosztály vezetése Pettigrewra szállt át. A kimerült déli katonák megálltak lőszerrel feltöltekezni, és ezalatt Pender hadosztálya elhaladt mellettük hogy folytassa a támadást.

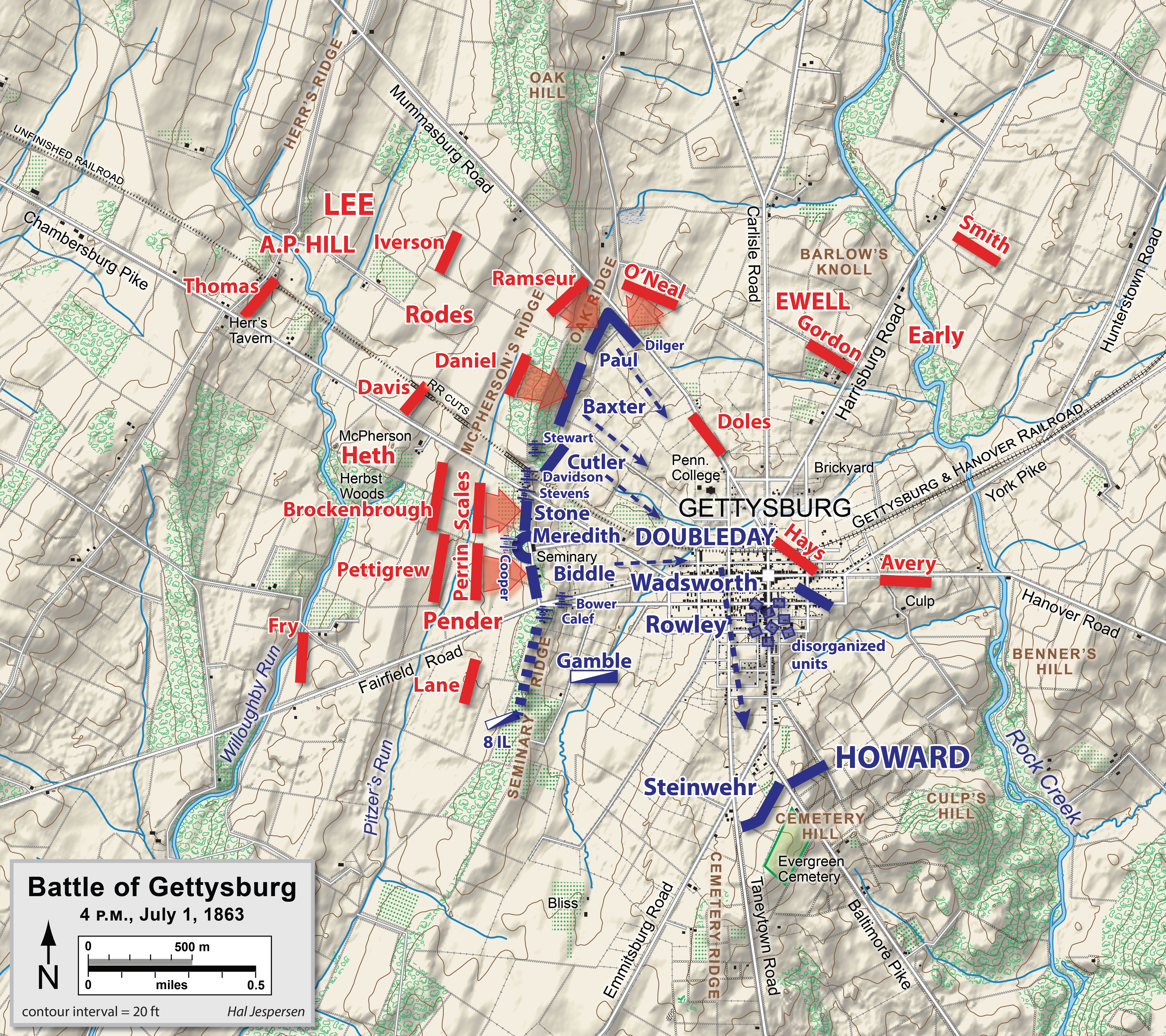
Gettysburgi csata, első nap, délután négy óra körül a helyzet

Howard mindvégig reménykedett, hogy Slocum XII. hadteste erősítést hoz. Üzenetben rendelkezett róla, hogy Slocum egyik hadosztálya a jobbszárnyat erősítse, egy másik pedig a balt. Doubledayt és Schurzot kitartásra buzdította, mialatt a déliek túlereje legyűrte az uniós ellenállást. Howard későn, az összeomlást megérezve adott parancsot Doubledaynek és Schurznak, hogy amennyiben nem tudnak tovább kitartani, vonuljanak vissza a Cemetery Hillre. A parancs Doubleday szerint későn, aközben érte őket, mikor a katonák már a város utcáin menekültek. Charles S. Wainwright ezredes, az I. hadtest tüzérparancsnoka nem tudott arról, hogy létezik egy Cemetery Hill nevű domb a várostól délre, ezért a tüzérséget a harctól csak egy dombgerincnyire, a hasonlóan hangzó Seminary Ridge-re vontatta és felkészült a további ellenállásra. Az ágyúk megmentése érdekében Howard és Doubleday egyaránt utasítást adott, hogy Buford lovassága fedezze az elmenekítésüket. A menekülő Vasdandár és Biddle dandárjának elemei erősítették a hevenyészett védelmet.
Pender Thomas dandárját tartalékban hagyta, hárommal pedig előrenyomult a McPherson's Ridge mögötti mélyedésbe. Az Alfred M. Scales vezette dandár közel 40%-os veszteséget szenvedett, mikor a Wainwright-féle tüzérség elkapta. Scales maga is megsebesült és átadta a parancsnokságot William L. J. Lowrance ezredesnek. James H. Lane dandárjával szemben az ellenséges lovasság ezredei álltak és ez lefoglalta a balszárnyon. Kettőjük között Abner Perrin dél-karolinai dandárja frontálisan megtámadta a papnevelde épülete körül védekező csapatokat. Perrin lovon irányította a dandár rohamát az első sorokban és sikeresen áttörte az uniós ellenállást.
Rowley és Wadsworth hadosztálya viszonylag akadály nélkül tudott visszavonulni a város külterületén, illetve a lakóépületeket teljesen elkerülve. Rowley olyan kezelhetetlenül viselkedett, hogy vagy be volt rúgva, vagy idegösszeomlást kapott. Wadsworth foglárja le kellett tartóztassa. Robinson és von Amsberg hadosztálya azonban egymást akadályozta a menekülésben Gettysburg utcáin a Millerstown Road és a Washington Street kereszteződésében. A 45. new yorki ezredből hat század sikeresen elmenekült, de a csatározóláncot alkotó négy század (200-400 fő) visszavonulási út híján beszorult az Eagle Hotel falai közé. Körös-körül konföderációs csapatok voltak az utcákon, akik ostrom alá fogták, majd többször is megpróbálták megadásra bírni a Francis Irsch százados parancsnoksága alatt védekező uniós katonákat. Ewell 17:30-kor követet küldött, aki kihívta Irscht a városba megszemlélni, hogy valóban semmi esélye a menekülésnek. Irsch a látottakról beszámolt tisztjeinek, a katonákkal eltörette és kútba hajigáltatta a fegyvereket és megadta magát.
Az összeomló uniós jobbszárny stabilizálására Howard útnak indította Charles R. Coster ezredes dandárját. Schurz többször is kérte Howardot, hogy von Steinwehrtől küldjön erősítést. Howard csak a harmadik kérést hallgatta meg. Eddigre a jobbszárnynak már késő volt, Early hadosztálya teljesen megfutamította. Coster von Steinwehr hadosztályába tartozott és elhagyva a Cemetery Hill dombját átvágott Gettysburg utcáin eluralkodó kaotikus menekülésen. Schurz csatlakozott Costerhez és négyből három ezredét Kuhn téglaégetőjébe helyezte, hogy a XI. hadtest visszavonulását fedezzék. A Heckman-üteg a három ezredtől délre települt és mellette sikerült felsorakoztatni a XI. hadtestből menekülő egységeket a Harrisburg úttól nyugatra. Early megállította Gordon előrenyomulását és Hays és Avery dandárjára bízta, hogy támadja meg Costert. Hays emberei lerohanták a Heckman-üteget és megfutamították a XI. hadtestbe tartozó katonákat, majd utána Coster balszárnya ellen fordultak. Avery dandárja átlapolta Coster jobb szélső ezredét, támadása sok foglyot ejtett és a Coster dandár maradéka a bekerítés veszélye miatt kénytelen volt visszavonulni. Ezalatt Ames, Krzyzanowski és von Gilsa menekülő katonái átjutottak a városon és újrarendezték soraikat a Cemetery Hillen. Kevésbé volt szerencsés Schimmelfennig, Schurz harmadik hadosztályának parancsnoka, aki zsákutcába rohant, lovát lelőtték és csak nagy üggyel-bajjal tudott elrejtőzni egy udvarban. Schimmelfennig három napon keresztül a konföderációsok megszállta Gettysburgben bújkált, míg július 4-én a déliek elhagyták a várost és előjöhetett.

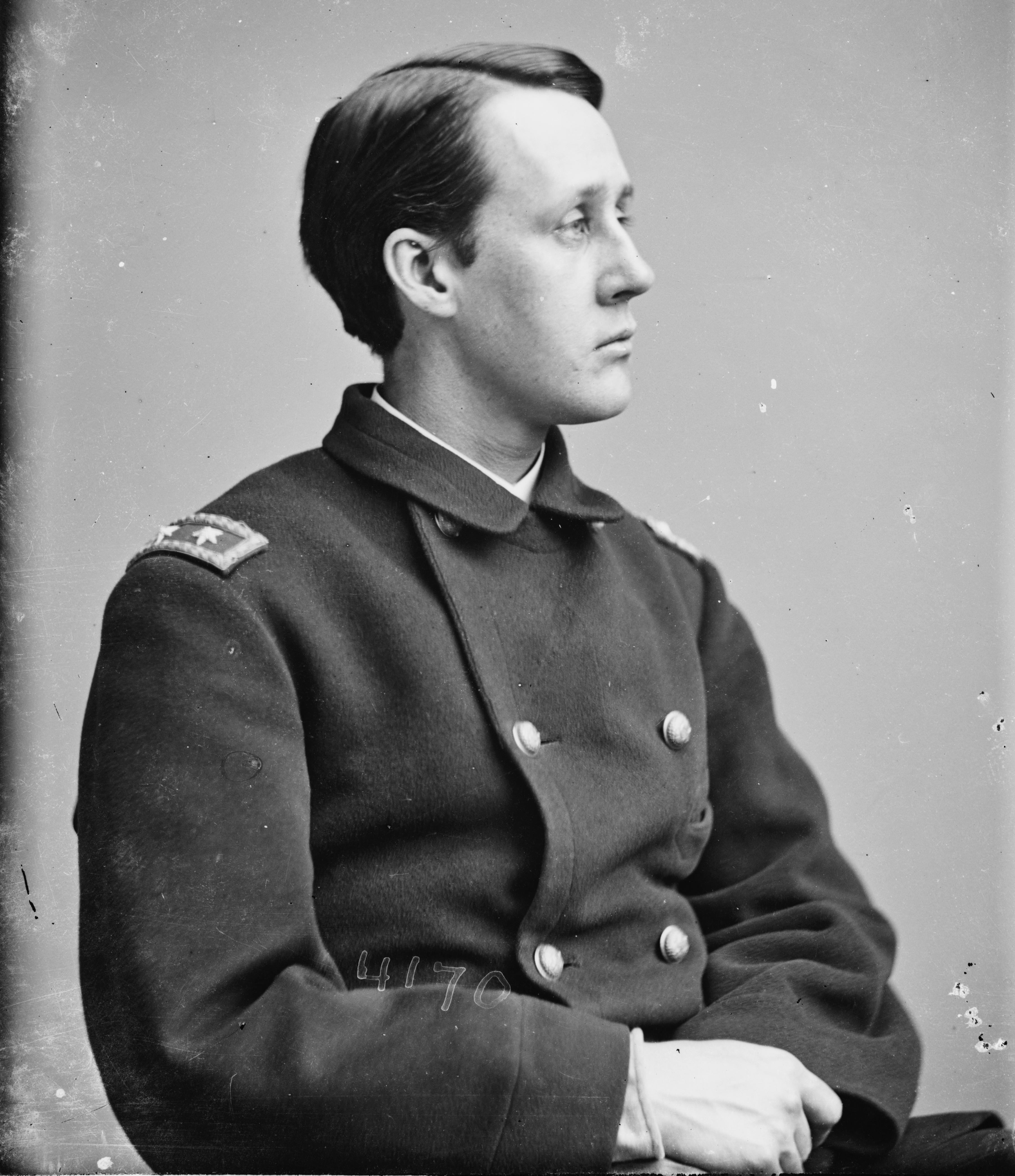
Francis C. Barlow dandártábornok, USA Howard hadosztályparancsnoka
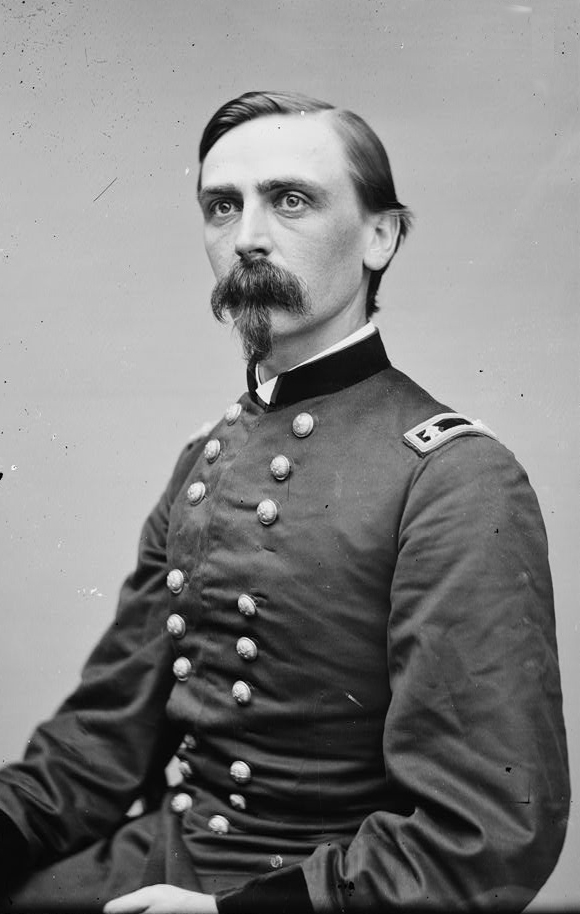
Adelbert Ames ezredes, USA Barlow után ideiglenes hadosztályparancsnok
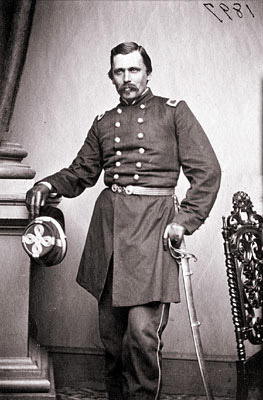
Wladimir Krzyzanowski, ezredes, USA Schimmelfennig dandárparancsnoka
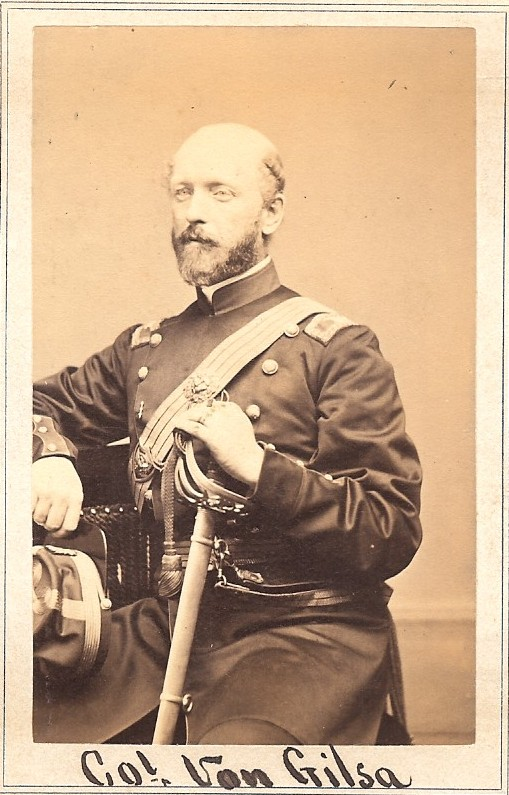
Leopold von Gilsa ezredes, USA XI. hdt. 1. hdo. dandárparancsnoka
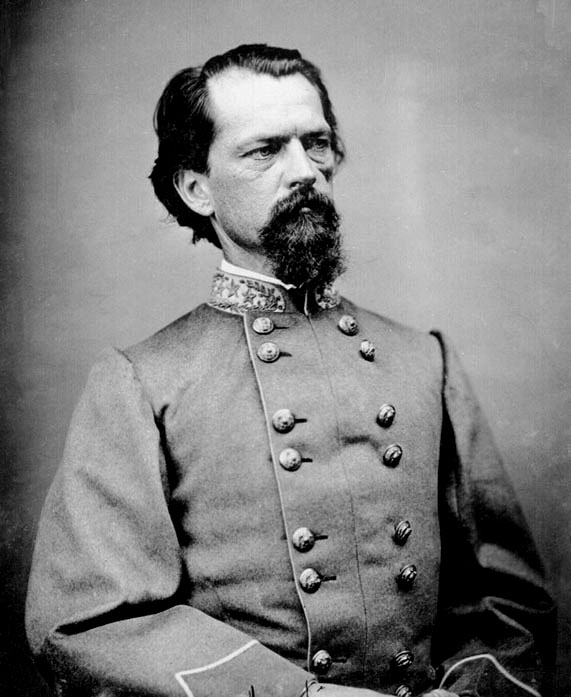
John B. Gordon dandártábornok, CSA Early hadosztályának dandárparancsnoka
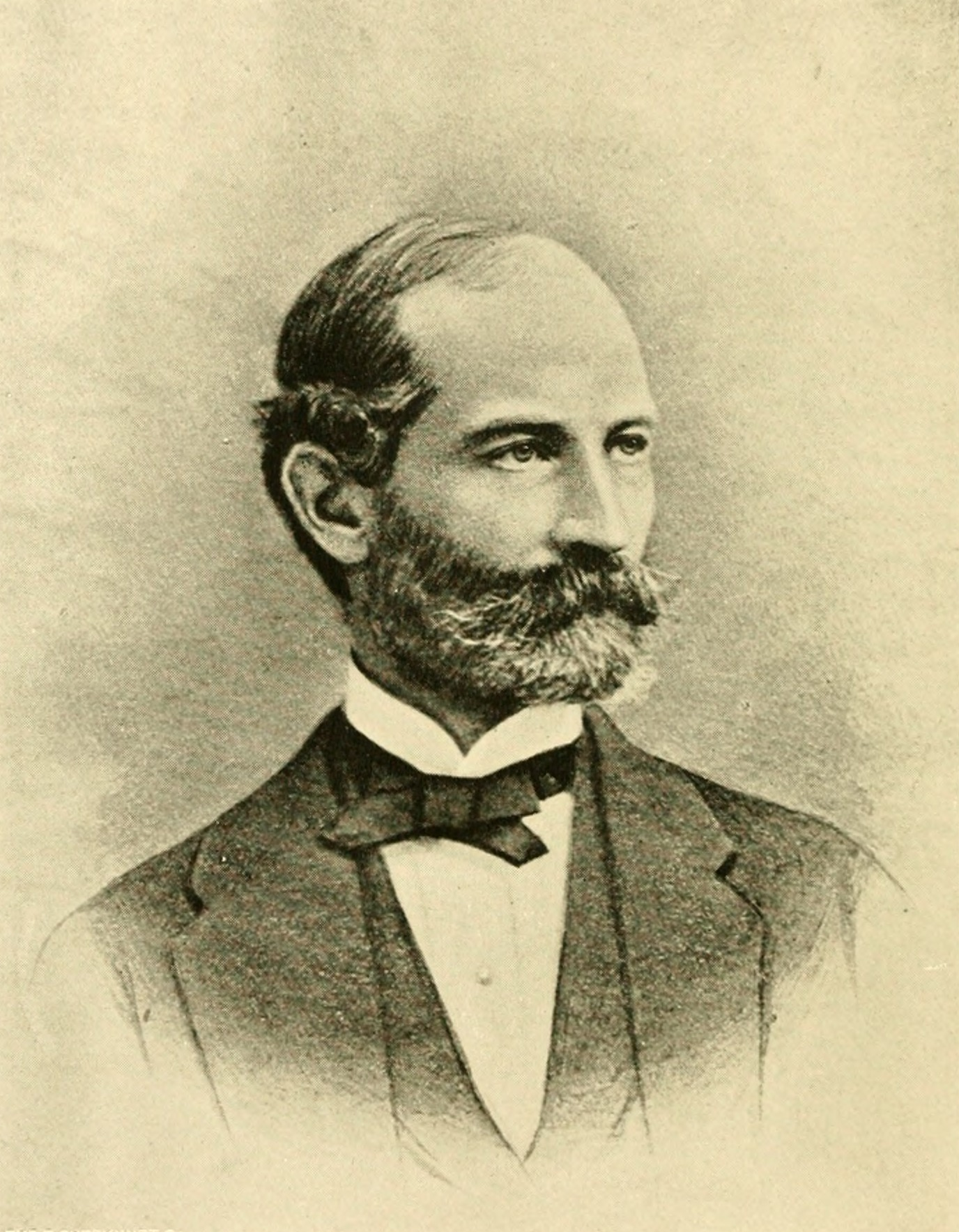
Chapman Biddle ezredes, USA Doubleday dandárparancsnoka
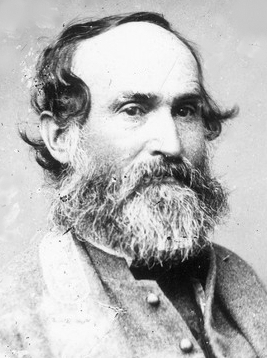
Jubal A. Early, vezérőrnagy, CSA Ewell hadosztályának parancsnoka
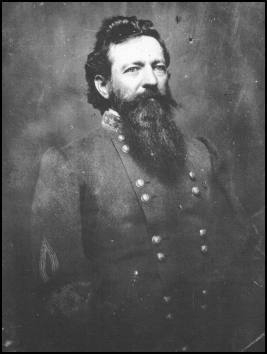
Harry T. Hays, dandártábornok, CSA Early dandárparancsnoka
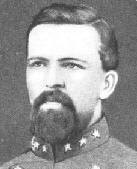
Isaac E. Avery ezredes, CSA Early dandárparancsnoka
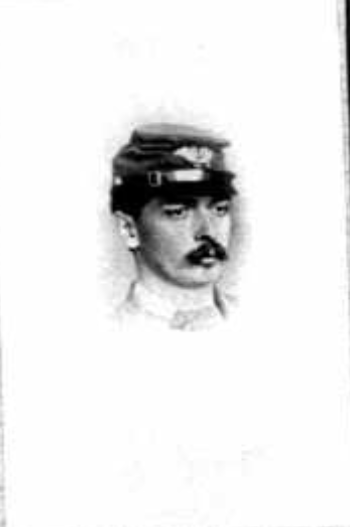
Charles R. Coster ezredes, USA Von Steinwehr dandárparancsnoka
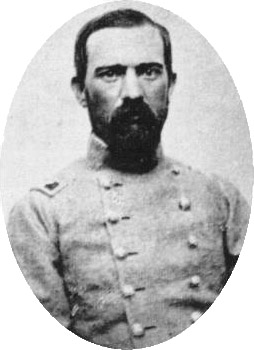
William Dorsey Pender A. P. Hill hadtestének hadosztályparancsnoka
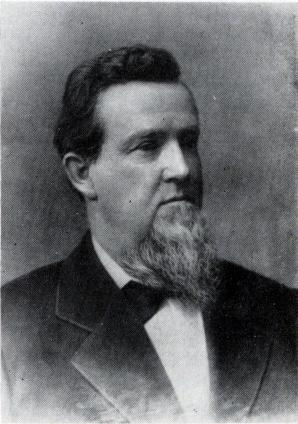
Alfred M. Scales dandártábornok, CSA Pender dandárparancsnoka
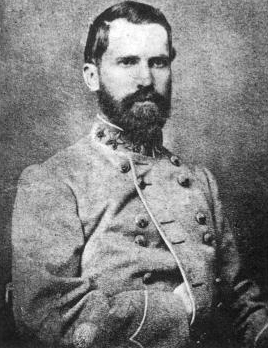
Abner Perrin dandártábornok, CSA Pender dandárparancsnoka
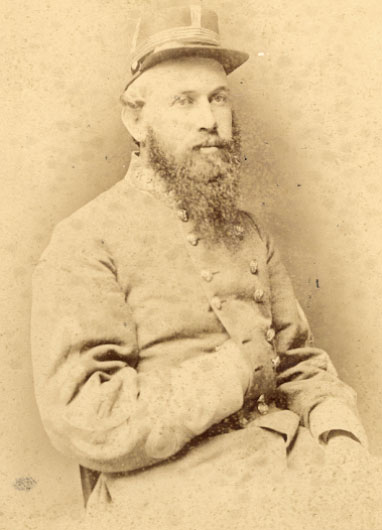
James H. Lane dandártábornok, CSA Pender dandárparancsnoka
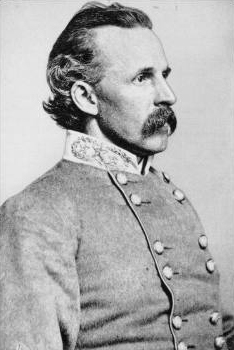
Edward L. Thomas dandártábornok, CSA Pender dandárparancsnoka

### Délután az uniós Cemetery Hillen

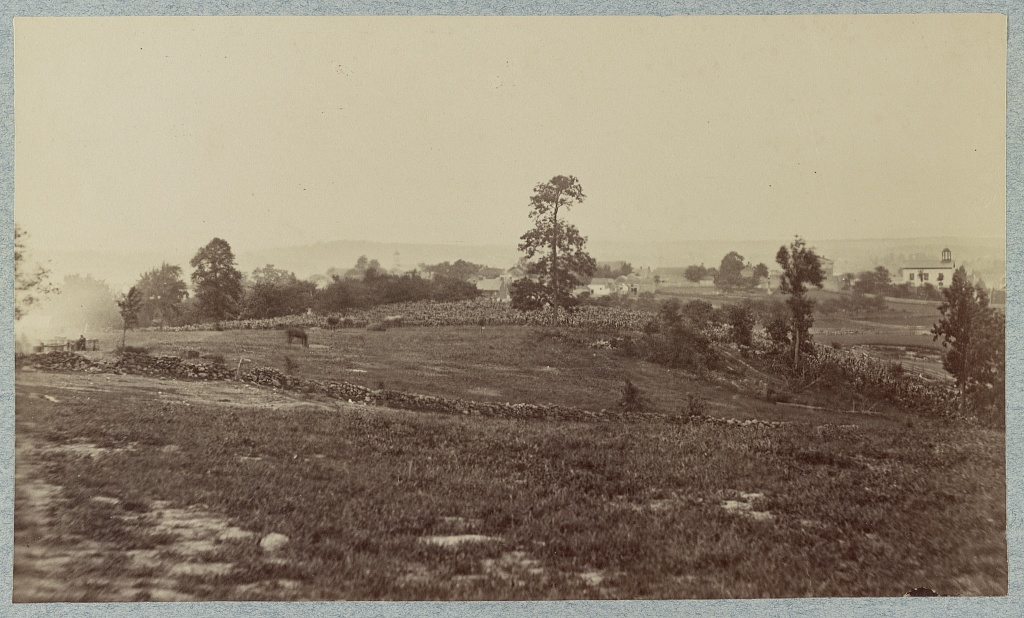
A Cemetery Hill azon része, melyet a konföderációs louisianai erők július másodikán este támadtak meg egy 1863 júliusában készült felvételen. Az uniós katonának védő kőfal jelképes magasságú a mögötte álló lovakhoz mérve. A katonáknak mögötte a földre kellett ülni, vagy feküdni hogy fedezéknek használhassák.

A várostól nyugatra és északra körülbelül egyszerre összomló uniós állásokból Howard parancsára visszavonultak a várostól délre fekvő Cemetery Hill (Temető-domb) magaslataira, ahol Howard Adolph von Steinwehr dandártábornok vezette hadosztályát bölcsen hátrahagyta. Howard olyan jeges nyugalommal irányított, hogy az lenyűgözte a katonákat. Egy németajkú ezredes jelentéséből semmit nem értve odaszólt a zászlótartónak: Őrmester, tűzze ki a zászlót arra a kőfalra ott lejjebb. Az elöljáróját szemlátomást fel nem ismerő altiszt azt válaszolta: „Jól van, ha maga velem jön, kitűzöm!” Howard nem sértődött meg a válaszon, nem hivatkozott rá, hogy ez rangjának nem felel meg, hanem példát mutatott. Az ezred felsorakozott a zászlaja körül. A dombtetőn körülbelül hétezer megmaradt uniós katona kezdett alakzatba rendeződni az elöljárók utasítása alapján. Von Gilsa sötétedés után ért fel a dombra. Mikor von Fritsch százados tisztelgett neki, azt mondta a pár zászló alatt gyülekező maroknyi katonára bökve: „Immár fennhangon is nyugodtan utasíthatja mindet, mert ennyi maradt meg az dandárból.” A kevésszámú gyalogságot viszonylag sok ágyú támogatása tette félelmetessé. A két hadtestnek a számítások szerint 43 ágyúja maradt meg és mindössze egy ütegnyi tüzérséget vesztettek. Mialatt a különböző kőfalak fedezékében elhelyezkedő gyalogság sorokba rendeződött, Howard utasítására a két hadtest tüzérségét Wainwright ezredes parancsnoksága alatt egyesítették. Wainwright aggódott a lőszerutánpótlás helyzete fölött és az ütegparancsnokokat felszólította, hogy a szokásostól eltérően ne engedelmeskedjenek a gyalogsági tisztek tűztámogatási követeléseinek.

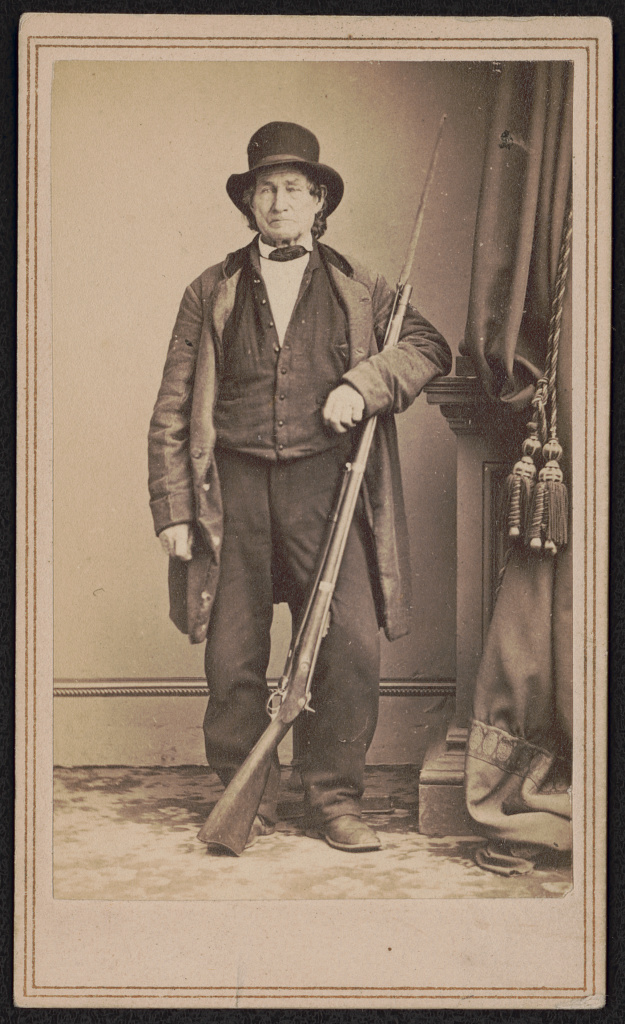
John Burns, 70 éves gettysburgi lakos, amikor a csata kiterjedt a város határában levő Seminary Ridge-re, vette a puskáját, odasétált az első szembejövő alakulathoz, és helyet kért az arcvonalban. Háromszor sebesült meg a csatában, de túlélte. A kép 1863 és 1872 között készült

Winfield S. Hancock vezérőrnagyot Hancockot, a II. hadosztály parancsnokát Meade megbízhatónak tartotta és mivel fizikailag közel voltak egymáshoz, reggel megbeszélést tartottak, így Hancock ismerte a szándékait és lehetőségeit. Délután 1 órakor, mikor Meade a hírét vette, hogy Reynolds elesett, Hancockot Gettysburgbe küldte, hogy a balszárny fölötti irányítást vegye át és állapítsa meg, hogy a Gettysburg terepviszonyai alkalmasak-e egy nagy ütközetre. A parancsnokság átvétele nem ment zökkenőmentesen. Hancock alacsonyabb rangú volt Howardnál, így kérésére Daniel Butterfield, Meade törzsfőnöke kiállított egy parancsot minderre. Mikor Howard kétségbe vonta, hogy Hancock az elöljárója lenne, Hancock kijelentette, hogy a főhadiszállás írásbeli felhatalmazásával érkezett, de azt idő hiányában nem mutatta meg. Howard erőteljesen neheztelve fogadta, hogy Hancock a balszárny parancsnoka. A két tábornok abban egyetértett, hogy jelenleg a legsürgetőbb felkészülni egy esetleges déli támadásra, ezért a Baltimore úttól balfelé Hancock, jobb felé Howard teremtett rendet. Hancock kijelentette Howardnak, „Szerintem természeténél adva ez a legerősebb állás, amit valaha is láttam egy csata előtt.” Mikor Howard egyetértett, Hancock levonta a következtésüket: „Rendben van, tábornok úr, itt vívjuk meg a csatát.” Hancock határozottsága bátorságot öntött a visszavonuló katonákba, noha takitikai irányítási szerepe végső soron nem volt a csata első napján. Hancock a valóságban csak az I. hadtest párezer katonája fölött gyakorolt irányítást, ahol Doubleday sokkal nagyobb örömmel fogadta, mint Howard. A patthelyzetet végül az oldotta fel, hogy Howard ismételten kérte, hogy Henry W. Slocum vezérőrnagy, jelenjen meg a csatatéren.
Slocum a jobbszárny parancsnokaként a XII. és V. hadtestet irányította és a Potomac hadsereg minden tábornoknál magasabb rangja volt. De nem akart egy Chancellorsville-i csata méretű vereség felelőse lenni, és valószínűleg úgy kalkulált, hogy az északi csapatokat további támadás éri és hátrálni fognak. Ezért Gettysburgtől délre a következő logikus ellenállási gócpont, a Powers Hill kiépítésével és a Baltimore út utánpótlási vonalának biztosításával törődött. Lényegében a Potomac hadsereg frontvonala mögötti logisztikai tevékenységeket látta el idáig. XI. hadtest visszavonuló elemeit fogdosta össze és Hancock rendelkezésére bocsátotta a második hadosztályát, hogy helyezze el a hadállás bal szélén. Nem óhajtott megjelenni a csatatéren, de Howard ismételt üzeneteinek és sürgetéseinek végül engedett. Mivel a várt déli támadás nem akart materializálódni, este hétkor átvette a parancsnokságot a Cemetery Hillen. A centrum megjelenésével az uniós csapatok már nem csak a bal szárnyból álltak, a hadtestek elfoglalták helyüket, míg Hancock II. hadteste még meg sem érkezett. Hancock ekkor látta, hogy szárnyparancsnoki megbízatása véget ért, Howard fölött immár valaki más irányít, így valószínűleg megkönnyebbülten elindult visszafelé, Meade főhadiszállására.
Az uniós I. hadtest 8500 harcba bocsátkozott főből állt, ebből 5500 fő veszteséget szenvedett, melyből 2000 foglyul esett. A XI. hadtest két hadosztályának 6000 katonája harcolt, plusz von Steinwehr hadosztályából Charles R. Coster dandárja, mely további 1400 főből állt. Ebből 3000 fő volt a veszteség. A dombokon magát elsáncoló uniósokhoz elkezdtek érkezni az első erősítések. Orland Smith dandárja a Steinwehr hadosztályból a domb tetején várta a visszavonulókat. Az XI. és az I. hadtestből összesen 800 fő adott őrséget különböző helyeken, mely szintén rendelkezésre állt. Mivel az I. hadtest maradéka a balszárnyon lényegesen gyengébb volt a XI.-nél, Buford két dandár lovassága ezt az oldalt fedezte. Öt órakor megjött Doubleday hadosztályából George J. Stannard dandárja 2100 fővel. A XII. hadtestből Geary hadosztályának két dandárja érkezett meg kisvártatva és elfoglalta a Cemetery Ridge gerincet. Ezekkel az erősítésekkel az uniós erő hat órára 20 000 főre nőtt. Alkonyatra megérkezett a III. hadtestből Birney hadosztályának két dandárja. Este nyolckor Slocum visszahívta a XII. hadtestből Alpheus Williams teljes hadosztályát a Benner's Hill és a yorki út felé végzett fenyegető állásából. Az V. hadtest a Hanover úton közeledett a csatatér felé és Slocum Williams hadosztályát használta az út biztosítására, nehogy a konföderációsok elvágják a csatatér megközelítésétől. Az uniós állást azonban főleg a tüzérség tette félelmetessé. Az I. és a XI. hadtestnek 41 ágyúját sikerült kimenteni a Seminary Hillről, emellé a XII. hadtest 20 ágyúval vonult fel, a III. hadtest pedig 18-at hozott magával. Bufordnak volt hat ágyúja, ami összesen 85 csövet jelentett.

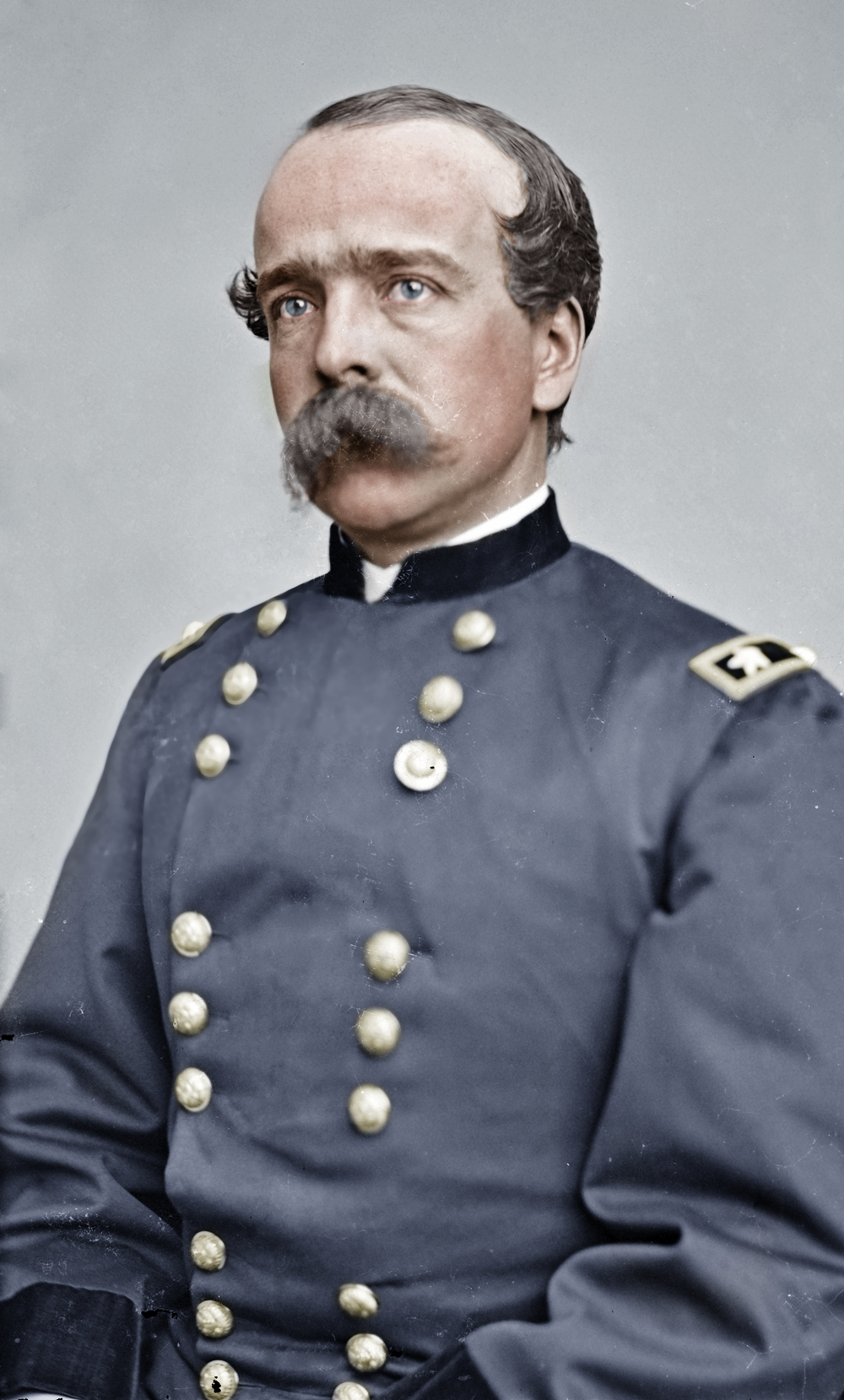
Daniel Butterfield vezérőrnagy, USA A hadseregtörzs főnöke
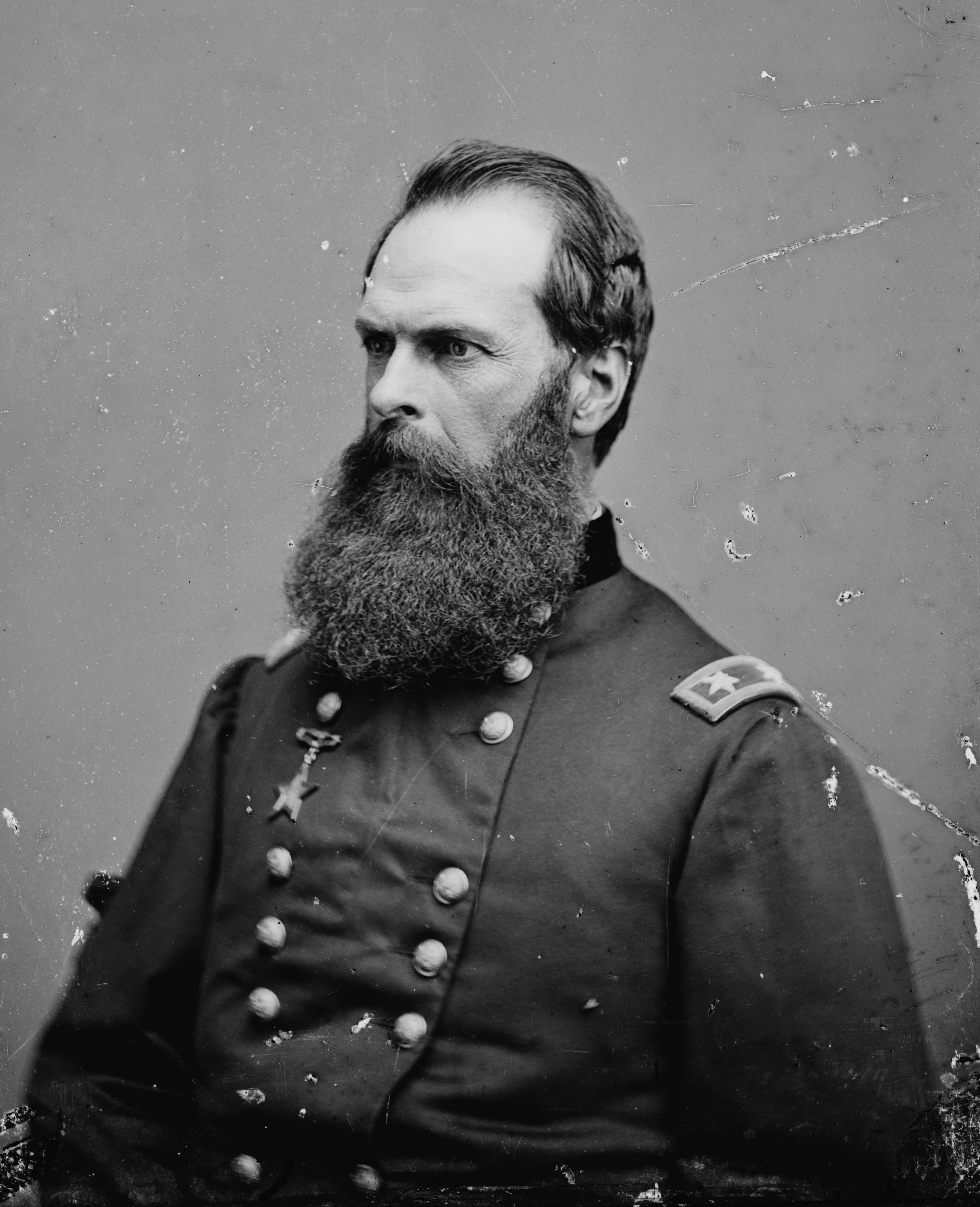
John W. Geary dandártábornok, USA Reynolds hadosztályparancsnoka
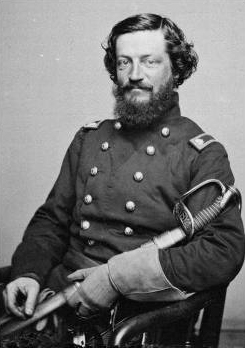
Thomas L. Kane ezredes, USA Slocum független dandárparancsnoka
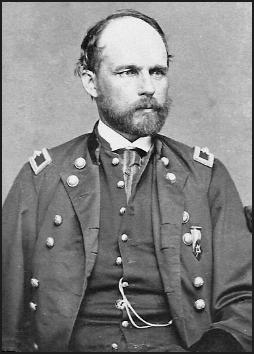
George J. Stannard dandártábornok, USA I. hadtest, 3. hadosztály dandárparancsnoka
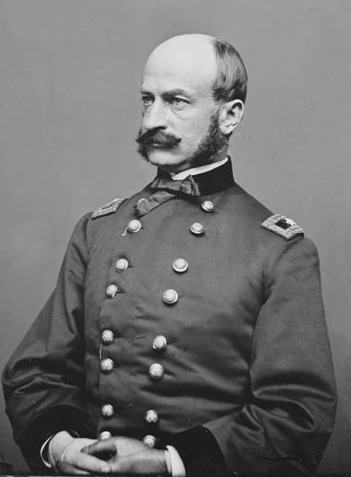
Adolph von Steinwehr dandártábornok, USA XI. hadtest hadosztályparancsnoka
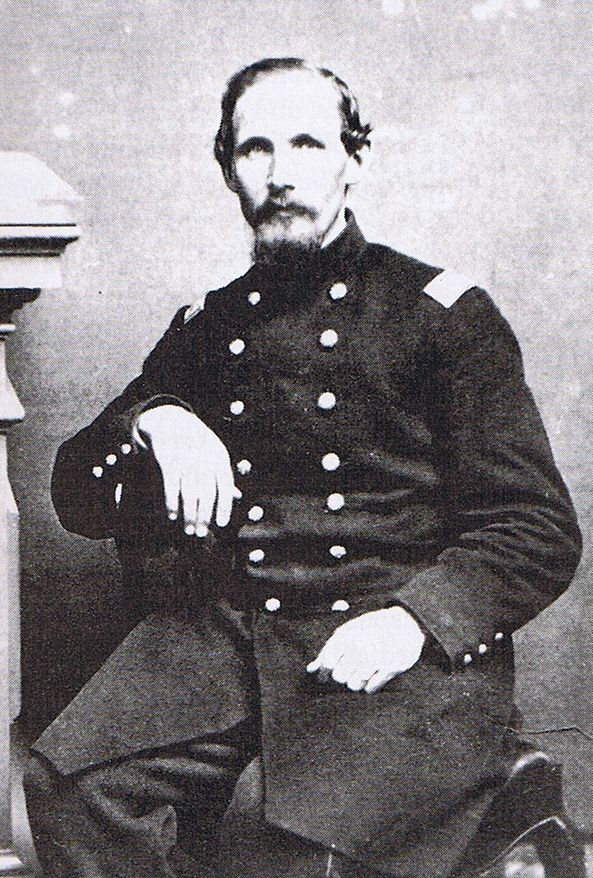
Orland Smith ezredes, USA Von Steinwehr dandárparancsnoka
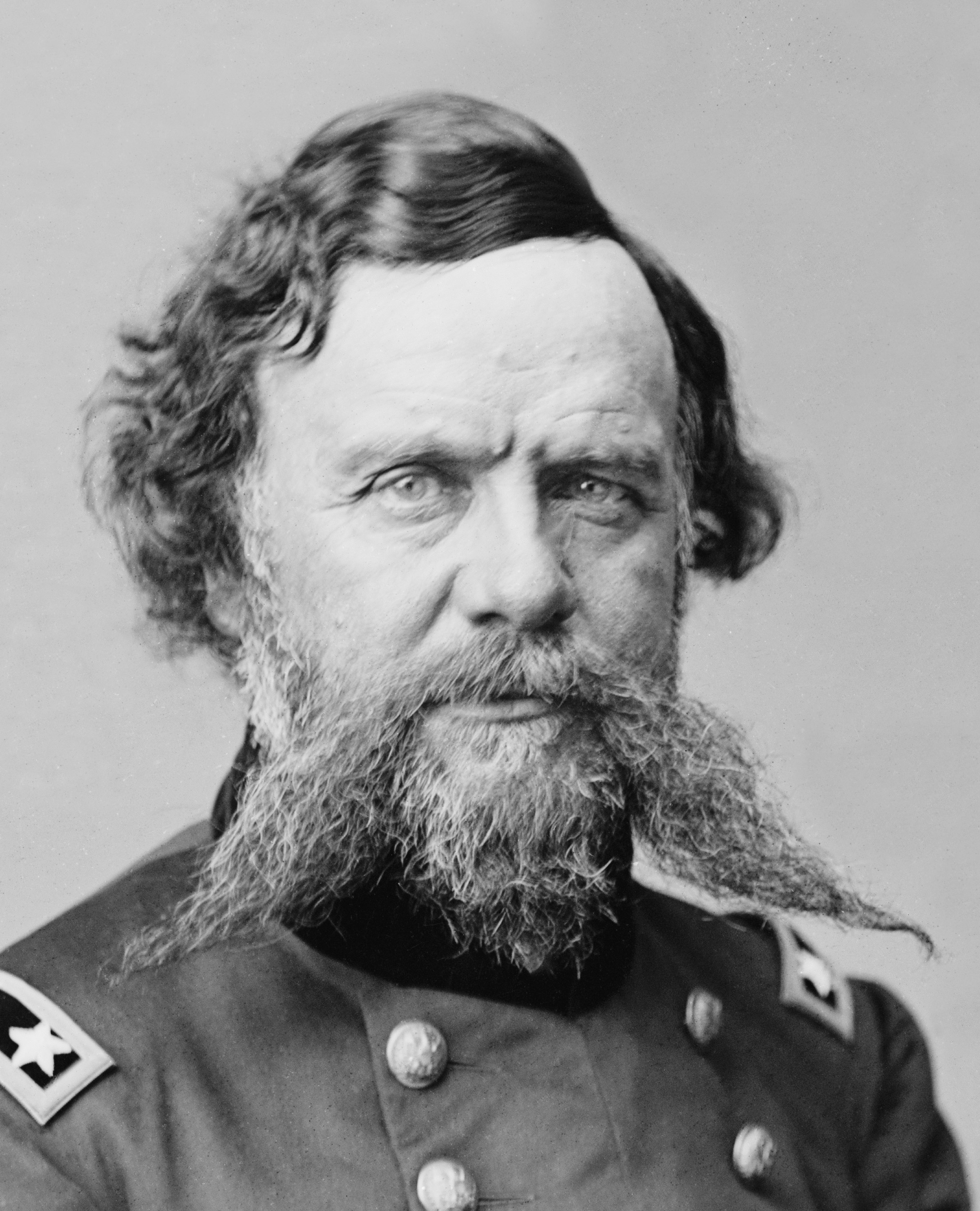
Alpheus Williams, dandártábornok, USA Slocum rangidős hadosztályparancsnoka

### Este a konföderációs táborban

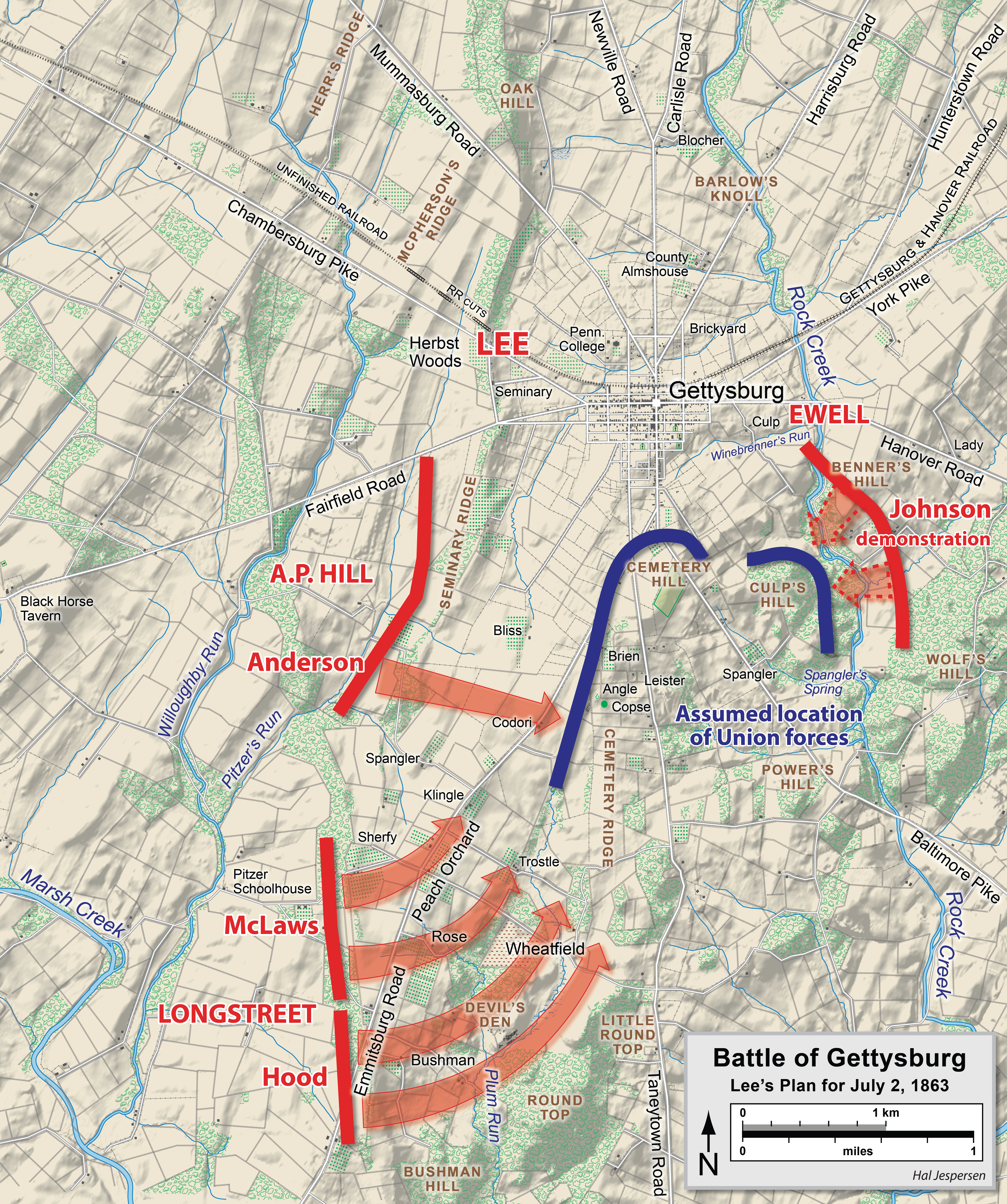
Konföderációs haditerv az ütközet második napjára, július 2-ra, abban a formában, amennyi megvalósult belőle. Longstreet en echelon támadása a fő művelet, csatlakozik hozzá A. P. Hill hadosztálya, míg Ewell hadteste elterelő támadást hajt végre, melyet igazivá fejleszt, ha lehetőség mutatkozik rá

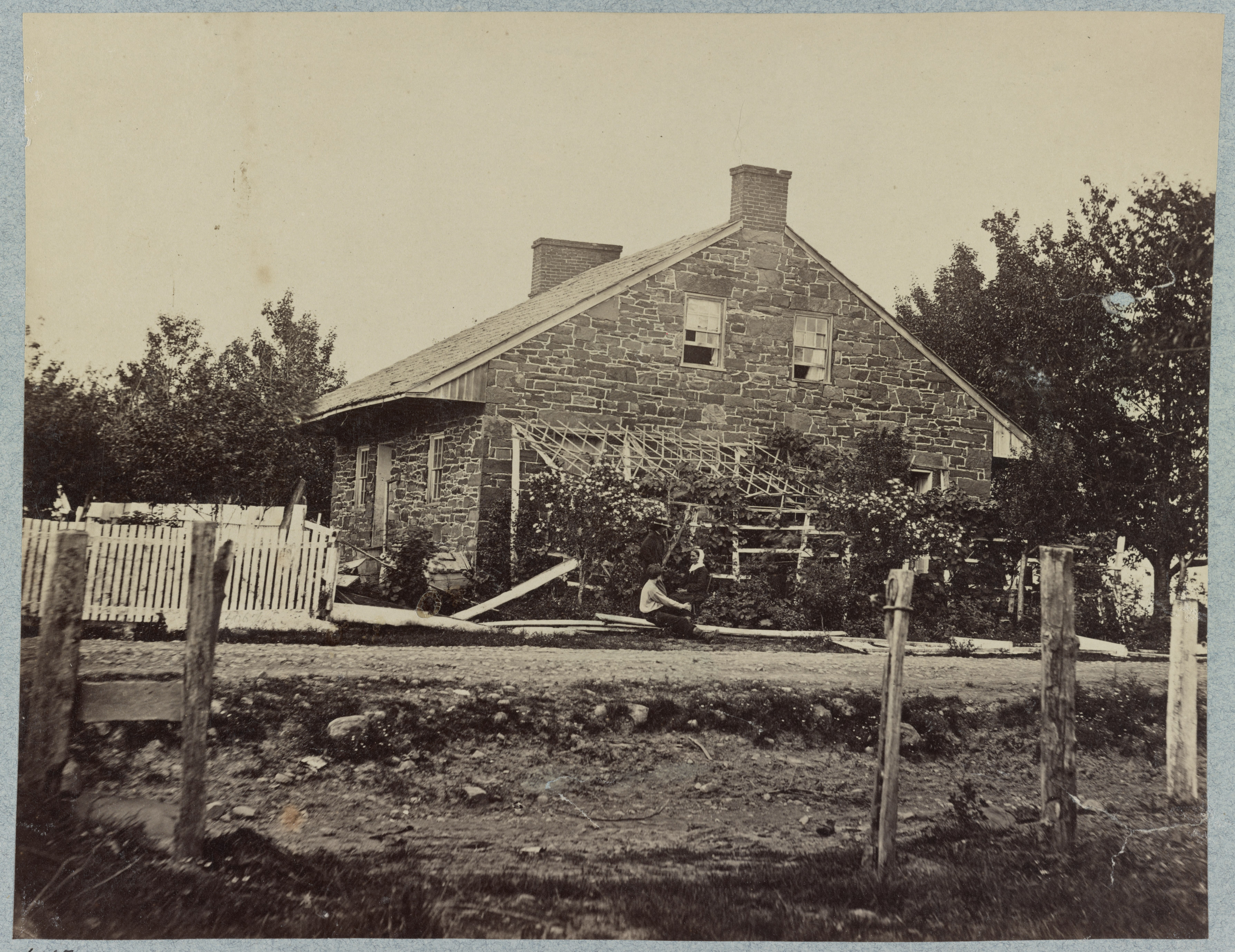
Lee főhadiszállása a csata folyamán, Mrs. Thompson háza a Chambersburg út mentén. A felvétel a háború alatt készült

Lee tábornagy átlátta, hogy ha az Unió meg tudja tartani ezt a magaslati pozícióját, akkor az súlyos jelentőséget nyer. Parancsot küldött Ewellnek, hogy a Cemetery Hillt vegye be, ha kivitelezhetőnek látja. Ewell elkezdte egy támadás megszervezését, noha több problémával szembesült, amelyek csökkentették számba vehető támadóerejét. Ezért futár útján érdeklődött Lee-től, hogy milyen támogatásra számíthat. Az érintetlen seregrészekből Longstreet hadteste 10 km távolságban volt, Anderson friss hadosztálya a Herr gerincen és Pender hadosztályának harcot egyáltalán nem látott dandárja a közelben. Ennek ellenére Lee azt a választ küldte Ewellnek, hogy csak tüzérségi támogatást tud adni a rohamhoz, de a jobb szárny gyalogsága nem képes támadni. Ewell ezek után nem támadott. A hadtörténet jelentős része annál a momentumnál ragadt le, hogy milyen kitétellel adta utasításba Lee a támadást Ewell számára és mit jelentsen az, hogy támadja meg a dombot, de tartózkodjon a széleskörű harc kirobbantásától.
Közvetett bizonyítékok jelzik, hogy Lee nem akart támadni az első nap jelentős részében. Stábtisztjével, A. L. Longgal beszélve kifejezte, hogy lovassága híján egy nyertes ütközetet sem tudna kihasználni. Lee valamikor a délután folyamán értesült róla, hogy hol lehet Jeb Stuart. Stuart a zsákmányolt szekértrénnel nem akart dél felé haladni és nem tudott róla, hogy nagyon visszavárják. Két tisztjét küldte Early útvonalát lekövetve hírt vinni az Észak-virginiai hadseregnek, hogy idáig mit végzett és hol tartózkodik. A tisztek július 1-jén délután beszéltek Ewellel, aki tájékoztatta őket Lee holléte felől, ennyit tudunk. Valószínűleg Stuart híre is hozzájárulhatott, hogy Lee délután meggondolta magát a Szeminárium-domb megtámadásával kapcsolatban. Amikor Lafayette McLaws vezérőrnagy, Longstreet első hadosztályának parancsnoka megkérdezte, hogy Johnson után induljon-e azonnal, vagy várja meg a Johnsont követő szekértrén elvonulását, Lee azt válaszolta, hogy várja meg. A trén elképesztően hosszú volt, Pfanz szerint kb. 14 kilométer hosszúra nyúlt és csigalassúsággal, 7 óra alatt vonult el McLaws előtt. Amennyiben Lee-nek katonákra volt szüksége a csatatéren, akkor aligha a hadtáptrénjét viszi előre. A trén megléte, települése és logisztikai és orvosi segítsége felmérhetetlen értékű volt, de nem jelentett katonai erőtöbbletet az első nap estéjén a Temető-domb bevételéhez.
Lee hamarosan Ewell szállására látogatott és az altábornagy ismertette előtte a második hadtest helyzetét. Az aznapi támadás ötletét már korábban elvetették, de Lee azt tudakolta, hogy vajon másnap reggelre készen állnak-e a támadásra. A második hadtest tábornokai nem látták ennek lehetőségét; a sikert kétségesnek, a veszteségeket nagynak, a terepet kedvezőtlennek találták. Lee láthatóan csalódottan kijelentette, hogy ez esetben a hadtestnek át kéne csoportosulnia a Szeminárium-gerinc jobb szélére, hogy megelőzzék a hosszú arcvonal esetleges áttörését. Ennek esélyét Ewell tábornoki kara kizárta. Early rámutatott, hogy ha elhagyják Gettysburgöt és az otthagyott uniós felszerelést nem gyűjtik össze, akkor teljesen felesleges győzelemmé válik az aznapi összecsapás. A passzív védelembe való átmenés taktikája nem nyerte meg Lee rokonszenvét, ekkorra a délutáni kivárás helyett Lee elhatározta a döntő ütközet megvívását. Másnapra Lee a második hadtestnek csak demonstrációt rendelt el, melyet valódi támadássá kell fejleszteni, amennyiben lehetőség mutatkozik rá, mialatt a hadsereg jobbszárnyán Longstreet hadteste kivitelezi a fő támadást.
Este 7-kor Johnson hadosztályának egyes elemei ekkor már érkezőben voltak. Lee főhadiszállásáról egy feljegyzés érkezett, mely szerint a helyzet újraelemzése után a jobbszárnyon jók a kilátások egy támadásra, ezért amennyiben a második hadtest nem lát maga előtt megvalósítható célt, vonuljon át a hadsereg jobb oldalára. A hadsereg alatt a csatatéren jelen levő A. P. Hill hadtestének jobb oldalát értette. Ewell korábban azt javasolta, hogy a Temető domb elleni rohamot erről a lankásabb oldalról kell megindítani – Lee tehát erre akarta a Ewell hadtestét felhasználni. Ewell Lee főhadiszállására lovagolt egy új tervet kovácsolva. Ha Johnson hadosztálya elfoglalja a Culp-dombot, akkor a Temető-gerinchez vezető útvonalak konföderációs tűz alatt tarthatóak, a szövetségi haderő nem kap erősítéseket és vissza kell vonulnia. Megszerezte Lee hozzájárulását a a balján levő domb elleni támadás tervéhez, így a második hadtest a helyén maradhatott.
Mikor éjfél után Ewell visszatért saját szállására, konstatálnia kellett, hogy Johnson nem támadott, csak a Benner-dombot vonta ellenőrzése alá. Ugyanis Johnson kiküldött felderítőit nagyon megtépázták; a Culp-dombon felfelé igyekezve a 7. indianai ezred csapdájába sétáltak bele és két ember híján az egész csapatot lelőtték, illetve elfogták. Nem sejtve, hogy egy magányos ezred akciójáról volt szó, a két ember jelentése az volt, hogy a Culp-dombot jelentős északi erők birtokolják. Johnson ilyen körülmények között vonakodott éjszakai támadást indítani. A járőrharcok közben viszont elfogták az V. hadtest futárát, akit a XII. hadtesthez küldtek azzal az üzenettel, hogy Gettysburgtől 4 mérföldre keletre éjszakáznak és hajnali négy órakor tovább indulnak a csata helyszíne felé. Ez további fenyegetést jelentett a konföderációs hadtest bal szárnya irányából.

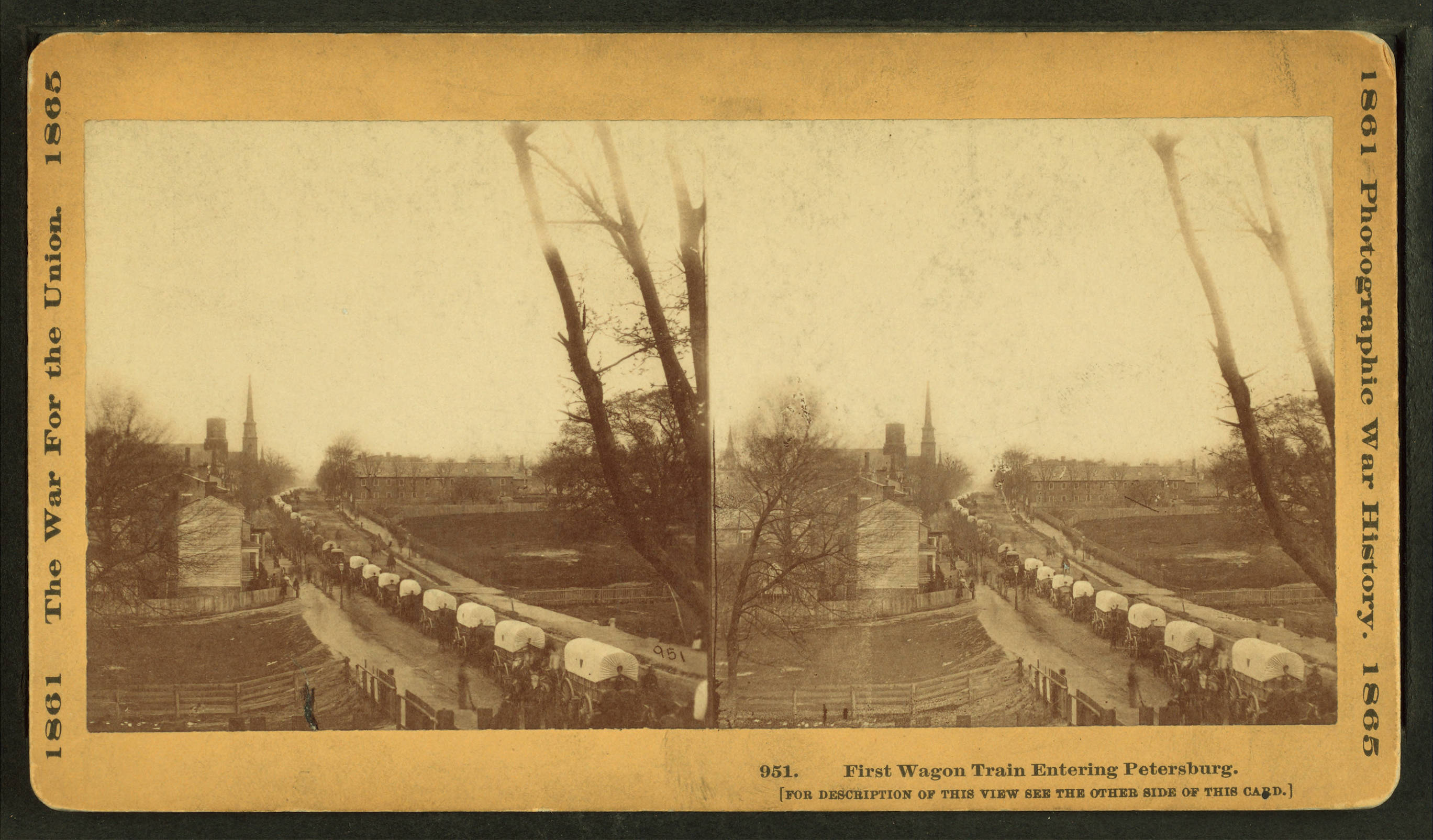
Végeérhetetlen szekértrén (Petersburg ostromából)
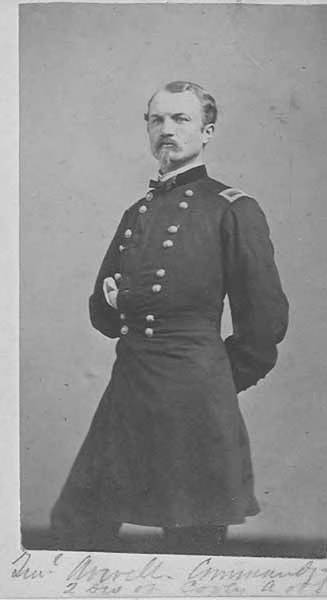
Henry B. McClellan, őrnagy, CSA Stuart stábtisztje
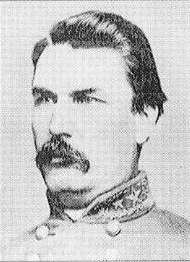
Armistead Lindsay Long ezredes, CSA Lee hadsegédje
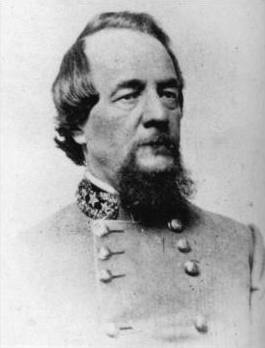
Edward Johnson vezérőrnagy, CSA Ewell beosztottja
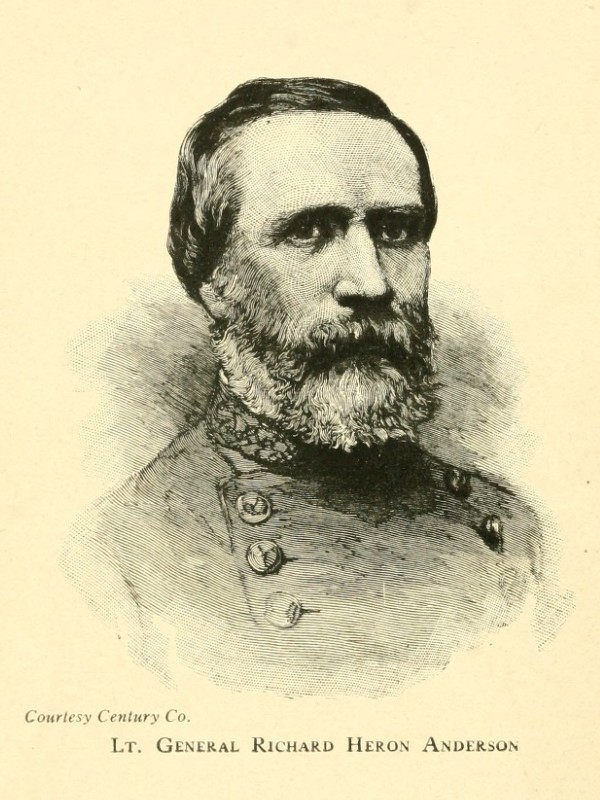
Richard H. Anderson vezérőrnagy, CSA Hill beosztottja
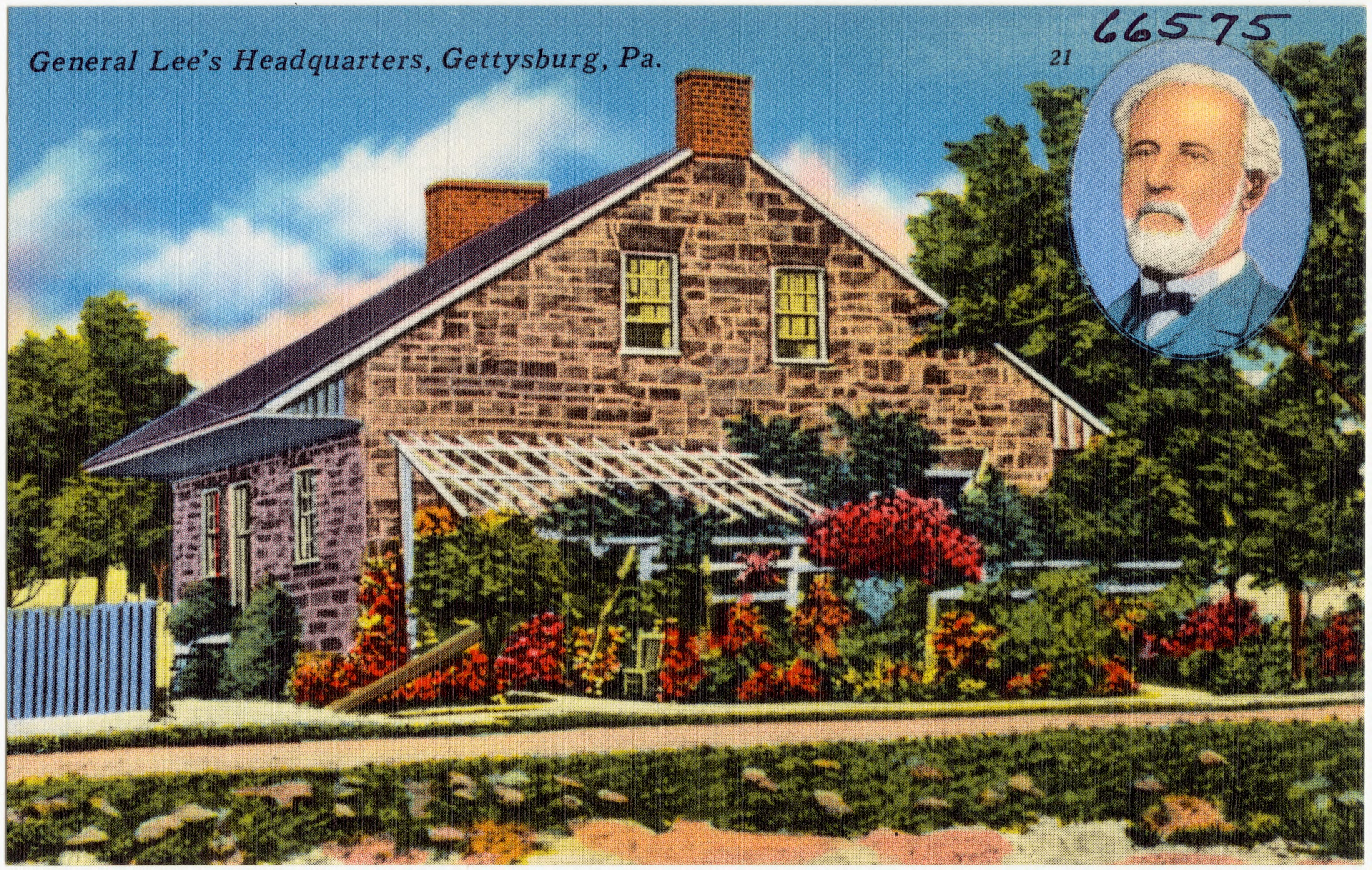
Lee főhadiszállása stilizált, idealizált képeslapon

### Éjjel

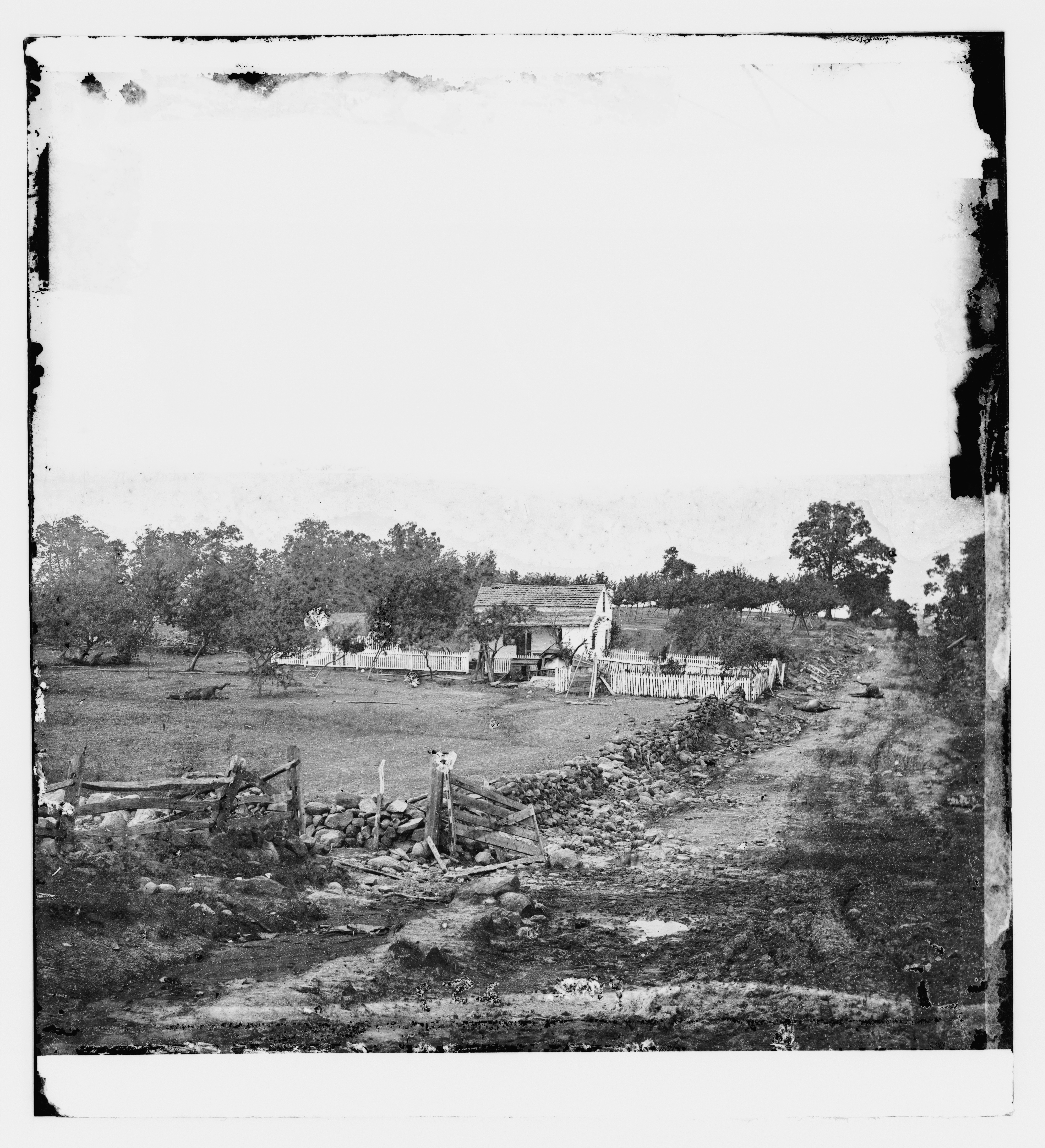
Leister-ház, George G. Meade vezérőrnagy főhadiszállása a csata során, 1863. júliusi fényképen. Megfigyelhető, hogy a Taneytown út meglehetősen keskeny, egy szekér kényelmes elhaladására tervezett földút. Ezen egy uniós hadosztályt kitevő 5000 katona áthaladása órákig tartott

Meade már Hancock jelentésének megkapása előtt, körülbelül délután 5 órára eldöntötte, hogy minden hadtestét Gettysburg felé mozgatja és kiadta a parancsot a Pipe Creek vonal tervének sutba vágására. Az eddig még nem Gettysburg felé mozgó hadtestek közül a VI. hadtest volt a legtávolabb és Meade nem tudta mikor engedelmeskednek az új parancsnak. A VI. hadtest a marylandi Manachesterben kapta meg az új parancsot este fél nyolckor, mikor a törzs futárja, Paul A. Oliver hadnagy átadta. Sedgwick a parancsnak megfelelően azonnal indulást vezényelt Taneytownba és pár órával később módosították az irányt Gettysburgre. A futár visszafelé jóval hosszabb úton volt kénytelen menni; Meade meg akarta várni Sedgwick jelentkezését, de este tíz órakor hátrahagyta erre a célra a törzsfőnökét és a gettysburgi csatatérre indult. Éjfél előtt fél órával vágtatva érkezett meg, hogy átvegye a helyszínen a parancsnokságot Slocumtól. Megjegyzése szerint Gettysburg jobb, ha kiváló hadszíntér, mert most már késő a Potomac hadsereg számára elhagyni. Útközben elhaladt a II. hadtest mellett, szót váltott a Hancockot helyettesítő John Gibbonnal és utasította, hogy napfénynél a hadtest foglaljon előretolt állást a Cemetery Hilltől balra. A II. hadtest elővédje már napnyugatkor megérkezett a csatatérre, de mivel a Tawneytown út keskeny és rögös volt, lassan érkeztek és a hátvéd még éjfél után is áramlott. A katonáknak az út szélén kellett gyalogolniuk, mert a közepét a hadtáptrén használta az előrehaladáshoz.
A csata első napjának harcai jelentősek és hatásuk annál jelentősebb, mivel a második és harmadik nap történetének megágyaznak. Ha az első nap harcait egy önálló ütközetként kezeljük, akkor a részvétel tekintetében a háború 23. ütközetét kapjuk. Mead hadseregének körülbelül egynegyede (22 000 fő) és Lee hadseregének egyharmada (27 000 fő) vett részt rajta.

## 2. nap, 1863. július 2.

### Éjjel, reggel és délelőtt az uniós állásokban
A második napon, július 2-án mindkét hadsereg legnagyobb része felsorakozott. Éjfél után egy-két órával megérkezett maga Meade. Találkozott Howarddal, Warrennel és Sicklesszel, átvette a parancsnokságot Slocumtól. Tudatta, hogy Gettysburgbe mozgatta a főhadiszállást és tartani kívánja az állásokat. Meade megnézte a Cemetery Hillt, majd hajnali előtt két órakor körüllovagolta a hadsereg állásait és a változtatási lehetőségeket kereste. A II. hadtest előtt és mögött két részre oszolva a sötétségben megérkezett a tüzérségi tartalék. Ez azt az öt dandárnyi tüzérséget tartalmazta, amely hadtestektől függetlenül mozgott és a Potomac hadsereg legnagyobb tűzerejét jelentette. Hunt tüzérségi főnök elsődleges beosztottja Robert O. Tyler dandártábornok irányította őket közvetlenül. Hajnali öt órakor a XII. hadtestből Geary hadosztálya elhagyta a Cemetery Ridge környékét és átvonult a Culp's Hillre, Wadsworth I. hadtestbe tartozó hadosztályának roncsai mellé. Williams hadosztálya is teljesítette feladatát a Hanover út nyitva tartásával, mert az V. hadtest eleje megérkezett. Williams Geary mellé települt, melléjük pedig Lockwood dandárja, így a XII. hadtest újraegyesült és elkezdte beásni magát. 1863 júliusában ez még nem volt rutinszerű és Geary ellenezte, de mikor George S. Green dandártábornok ragaszkodott hozzá, nem tiltotta meg. A teljes XII. hadtest és Wadsworth katonái is állásokat építettek.
Sykes az épülő védvonalak mögé vezette az V. hadtestet, s parancsának megfelelően a jobbszárny felé fordította arcvonalát. Meade ugyanis azzal a gondolattal foglalkozott, hogy a a XII., az V. és a majd beérkező VI. hadtest katonáival támadást indít a jobb szárnyon. Utasítást küldött Slocumnak, hogy vizsgálja meg a jobb szárny előtt levő terepviszonyokat egy esetleges támadás céljából. Slocum a hadsereg főmérnökével, Gouverneur K. Warrennel közösen gyorsan válaszolt, hogy saját maga is gondolt erre. A terepet megvizsgálta, de nem talált kínálkozó alkalmat a támadásra és az ellenségnek sem kínál lehetőséget. A tervben szereplő VI. hadtest eleje jóval később a kalkuláltnál, délután 4 óra felé kezdett el megérkezni Gettysburg alá, egy óriási menetteljesítmény után és sokkal fáradtabb volt annál, hogy támadásra lehessen felhasználni. A jobbszárnyi támadás ezzel lekerült a napirendről és Meade-et a centruma közelében folyó csatározás kötötte le.

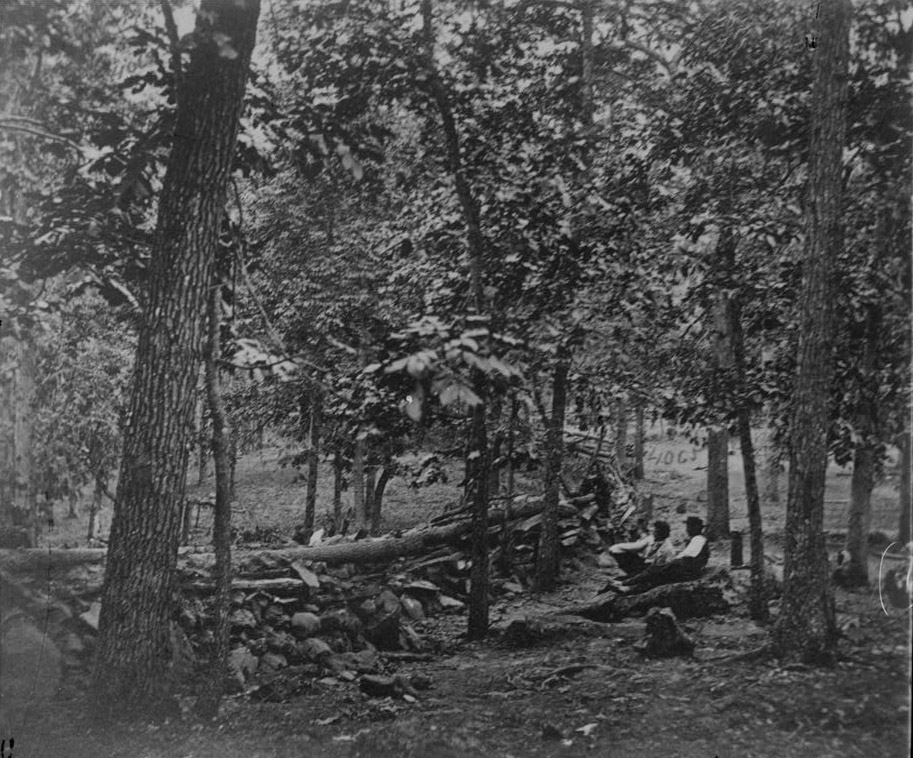
Uniós sánc a Culp's Hillen. 1863-as felvétel

A III. hadtestnél Sicklesnek valamikor az éjszaka folyamán Meade parancsot adott, hogy hajnalban váltsa fel Gearyt az állásaiban. Reggel Meade még nem kapott jelentést a III. hadtesttől, ezért kiküldte ifj. George Meade százados törzstisztet ellenőrizni. A fia alva találta Sicklest, aki nem tudta, hogy hol kéne lenniük. Meade-et felmérgesítette, hogy a bal szárnya Geary távozása óta teljesen fedezetlen volt és újra parancsot adott, hogy a II. hadtest vonalát hosszabbítsák meg. A leváltott Gearynek nem voltak állásai, vagyis nem volt meghatározott védővonal, sem előörs, hanem a katonái rendezetlenül összetorlódva éjszakáztak, úgy, ahogy éppen eldőltek aludni. A Cemetery Ridge-nek (Temető-gerinc) nem volt akkoriban neve és úgy tűnik Sicklesnek senki sem említette, magától pedig nem sikerült rájönnie, hogy a III. hadtest egyik oldalát a II. hadtest, a másikat pedig a Little Round Top (Kis Kerek Magaslat, akkoriban szintén elnevezetlen) emelkedője kellene fedeznie. Sickles sietősen áthaladt a Cemetery Ridge definiálatlan részén és úgy érezte, hogy annak mély és lápos pontja tarthatatlan. A Meade által rajzolt térképskicc a Cemetery Ridge előtt jelölte meg a hadtest vonalait. Sickles úgy döntött, hogy nem a Taneytown utat akarja fedezni, hanem a Peach Orchard (Barackos) magaslati pontját megszállva az Emmitsburg utat.
Délelőtt 10 óra tájban elment a főhadiszállásra és kreatív mellébeszéléssel igyekezett meggyőzni Meade-et, hogy a Cemetery Ridge vonala nem tartható. Meade egy jottányit sem engedett belőle, hogy márpedig azt kell megvédenie. Sickles erre azt kérte, hogy jöjjön vele ki a III. hadtesthez és nézzen körül saját szemével. Meade-nek erre nem volt ideje és ugyanígy nem volt elérhető erre a célra Warren főmérnök sem. Ekkor Sickles Henry J. Huntot, a tüzérség parancsnokát kérte. Hunt ki is ment a helyszínre és szemügyre vette a Peach Orchard körül emelkedő magaslatot. Huntnak ekkor saját maga későbbi bevallása szerint fogalma sem volt, hogy Meade-nek vajon támadó, vagy védekező elképzelései vannak a csata további menetéről. Ígéretet tett, hogy korrekten jelenti a Peach Orchard előnyeit és hátrányait, megemlítette, hogy a Pitzer's Wood felé felderítés lenne szükséges, de arra nem vállalt felelősséget, hogy Sickles effektíve el is foglalja az emelkedőt. A főhadiszállásra visszatérve Hunt korrekt jelentést tett és kérte Meade-et, hogy maga is látogasson el a Peach Orchardra, mielőtt engedélyezné hogy Sickles elfoglalja. Meade beleegyezett.
Fél 11 felé Alfred Pleasonton kivonta Buford két lovassági dandárját a III. hadtest elől és Westminsterbe küldte újraszerveződni és a hadtápot őrizni. A magyarázat az volt, hogy a hadosztály a tegnapi ütközetben leharcolódott és újraszervezésre volt szüksége. Ezt veszteséglista nem támasztotta alá. Sickles levélben panaszkodott, hogy a hadtest bal oldala így védtelen maradt, mire Meade biztosította, hogy nem állt szándékában kivonni a lovasságot és új egységek fogják elfoglalni a régiek helyét. Pleasontont utasította, hogy Buford helyett küldjön váltást és továbbra is járőrözzenek az Emmittsburg út mentén. Pleasonton váltása a hét távozott ezred helyett mindössze egynek odavezénylésére korlátozódott és az sem érkezett meg soha.

### Reggeli zavarok a konföderációs oldalon
A konföderációs hadsereg második napi működését az elsőhöz hasonlóan zavarok jellemezték. A lovasság híján Lee továbbra is felderítők információs jelentéseire volt hagyatkozva. Lee hajnali 4 órakor utasítást adott Samuel R. Johnston vezérkari mérnök századosnak, hogy kis csapatával derítse fel a Cemetery Ridge-et. Johnston kb. 7 órakor ért vissza és jelentette, hogy milyen úton haladva érte el és hogy az ellenség nincs jelen a lankákon. Elméletileg a XII. hadtestnek éjszaka, a II és III. hadtestnek hajnal után jelen kellett volna lennie és aktív csatározóvonalat fenntartani tőle északra, de gyakorlatilag Johnston ebben az időben nem talált védelmi vonalat. Pendleton szintén felderítőket vezetett a Spangler's Woods névre keresztelt erdőségbe, majd csapattagjai még tovább hatoltak, lehetséges, hogy az Emmitsburg útig, vagy a Little Round Top közelébe. Ők sem találkoztak minimális létszámú lovasságon kívül semmilyen ellenállással. Lee a tegnap éjszaka kitalált jobbszárnyi támadási tervet sikerrel kecsegtetőnek látta. Ennek alapján megerősítette Longstreet utasítását, hogy a jobbszárny fejlődjön fel támadásra. Johnston és Pendleton mellett Lee elküldte Charles S. Venable őrnagyot, a helyettes hadseregfelügyelőt Ewell szállására.
A jobbszárny azonban nem volt képes reggelre eljutni a csatatérre, mert a végeérhetetlen hadtáptrének miatt nem mozdulhatott. Anderson csak július 2-án kora reggel ért el a Szeminárium-gerincre, Hood és McLaws hadosztálya pedig Anderson mögött haladt. Anderson a gerinc délnyugati felére lett vezényelve, hogy A. P. Hill hadtestének vonalát meghosszabbítsa. Longstreet hadtestének két hadosztálya némi pihenés után még messzebb, a Marsh Creek (Mocsár-patak) közeli táborból elindult gyülekezni félúton Lee főhadiszállása és a Herr-gerinc között fekvő mezőre. Lee a reggel jelentős időt tanácskozott A. P. Hillel és Longstreettel a Szeminarium-gerincen. Ennek folyamán Longstreet a tegnap délutáni kísérlet után ismét megpróbálta Lee-t eltántorítani a frontális támadástól. Lee ismét elutasított minden alternatívát. Mikor McLaws hadosztálya is a mezőre érkezett, jelentkezett a parancsnoknál. Lee a térkép alapján utasította, hogy foglaljon állást Anderson vonalát meghosszabbítva és készüljön a támadásra. Mikor McLaws távozni készült és egy félreértés alapján személyében Johnstonhoz akart csatlakozni felderítésre, Longstreet megtiltotta, hogy elhagyja a hadosztályát és utasította hogy a helyszínen más irányba fordítsa arcvonalát. Lee meghallotta ezt és felülbírálta, félreérthetetlen parancsot adva, hogy ne Longstreet irányát kövesse.
Ezután reggel 9 óra körül Lee átment Ewellhez, akit tegnap éjszaka óta semmit nem aludt és várta a hajnali támadás megindulását. Ewell éppen a terepviszonyokat és a tüzérség helyzetét mutatta be Venable őrnagynak. Visszaérkezéséig Trimble-lel tett egy utat Gettysburg legmagasabb épületéből körbenézni. Ewell visszatért és tanácskozott Lee-vel. Nem tudjuk, milyen utasításokat kapott, csak azt, hogy Lee Longstreet ágyúinak megdörrenését várva visszalovagolt a Szeminarium-gerinc mellé. Longstreet ragaszkodott hozzá, hogy Lee Ewelltől való visszatérése előtt nem adott parancsot a támadásra, ez pedig kb. délelőtt 10 órakor volt. Ewell hajnalban már átküldte Campbell Brown százados adjutánst megérdeklődni, hogy mikor lesz a támadás. Válaszképpen Lee rámutatott Hood hadosztályára, amely még csak a gyülekezésnél tartott, majd megismételte korábbi parancsát, hogy a második hadtest koordinálja indulását Longstreet támadásával. Brown szerint az akciót délután négyre halasztották, így Ewell Lee távozása után vélhetőleg pihenni tért.

### Pitzer's Woods – az uniós balszárny kora délután

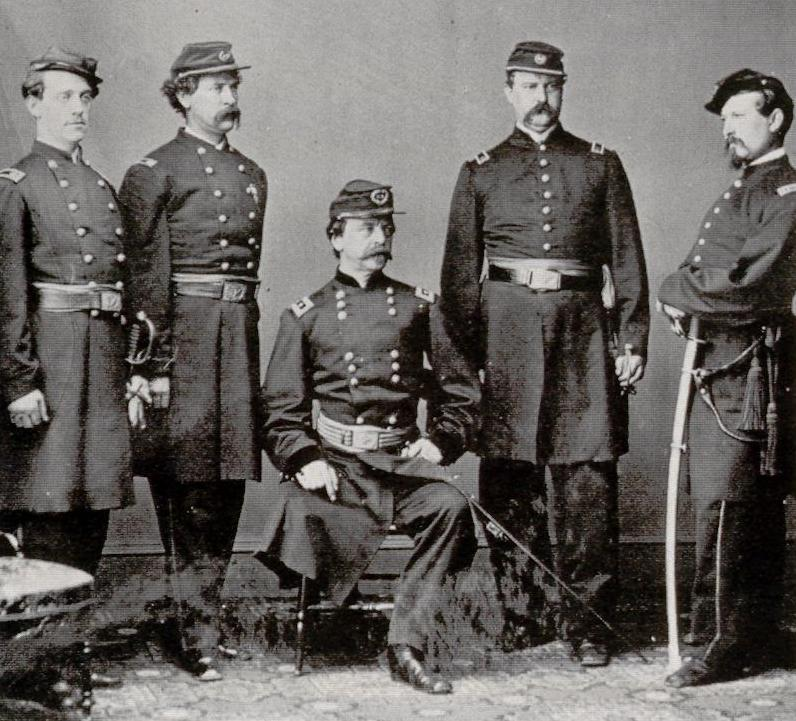
Daniel Sickles és törzskara. Balról jobbra Henry E. Tremain őrnagy, Orson H. Hart alezredes, Sickles, Thomas W. G. Fry és Alexander Moore századosok. Tremain és Moore voltak Sickles azon stábtisztjei, akiket Meade főhadiszállására küldött

Kora délután a III. hadtest igényei, valamint Hunt felderítésre tett javaslata oda vezetett, hogy uniós harcfelderítést indítottak a Pitzer's Woods felé. A III. hadtestből Hiram Berdan ezredes nyolc századnyi mesterlövésze és a 3. maine-i ezred vett részt a műveletben és megtámadták Anderson hadosztályának Cadmus M. Wilcox dandártábornok vezette dandárját. A kétfelől vezetett támadás két éke a mesterlövészek voltak, míg közöttük a helyet a maine-i gyalogosok töltötték ki. Koordináltan megtámadták a 10. alabamai ezred csatározóvonalát, majd rövid harc után az egész ezredet megfutamítottak és beüldöztek két másik konföderációs ezred mögé újjáformálódni. A szövetségiek fellelkesülten megpróbálkoztak a 11. alabamai és a 8. alabamai ezred felmorzsolásával is. Hamar rájöttek, hogy túlerővel kezdtek ki és 67 fő veszteséggel visszavonultak. A déliek veszteségéről nincs külön adat. Wilcox jelentést tett a harcról, de Anderson jelentésében már csak mint kellemetlen csatározás jelenik meg, A. P. Hill és Lee teljesen ignorálta a történteket. A konföderációs gondolkodásra nem hatott a harci felderítés olyan mértékben, mint az uniósra és mivel sem Wilcox, sem Anderson fejében nem fordult meg az üldözés, ezért az összecsapás még az általános támadásra való parancs kiadása előtt kellett történjen. Vagyis kora délután még Lee nem formálta ki támadási tervét. Anderson hadosztálya a Pitzer's Woods-i összecsapás után még jó három órányit kellett várjon, hogy az általános déli támadás meginduljon.
A szövetségiek számára a harcfelderítés nem derített ki új adatokat ahhoz képest, amit már korábban is tudtak. Megerősítést nyert, hogy a konföderációs erők tömege van jelen a Pitzer's Woods fái között, de nem tudták meg, pontosan mekkora erők. Mivel a harctér más részein nem folyt harccselekmény, így a szövetségi katonáknak nem volt esélye sem a figyelmet elterelni, sem a konföderációs katonák mozgását gátolni. Sickles a harc eredményeivel harmadszor is a főhadiszállásra küldte Tremain őrnagyot, a hadsegédjét beszámolót tartani. Tremain igyekezett figyelmet vonzani a III. hadtest egyre terebélyesedő félelemére, miszerint déli támadás fogja érni. Meade nem mutatott érdeklődést a front ezen szakasza iránt. Annyit jegyzett meg, hogy a tábornokok mindig aggódnak, hogy támadás fogja érni őket és a figyelme láthatóan másfelé fordult. Csak arra tett ígéretet, hogy a III. hadtest használhatja az Emmitsburg utat a lőszeres trénje mozgatására, a lovasságot már utasította és fedezni fogja. Sicklesnek ennyi elég volt: körülbelül délután 2 órakor utasítást adott katonái számára, hogy a Cemetery Ridge-ről nyomuljanak előre a Peach Orchard magaslatára. Sickles élete végéig ragaszkodott hozzá, hogy nem történt semmilyen tévedés; a döntést szándékoltan hozta, hogy megakadályozza az ellenséget a kedvező terep elfoglalásában – és ezzel külön értesítés nélkül szembeszegült parancsnoka akaratával.

### Longstreet hadtestének felvonulása

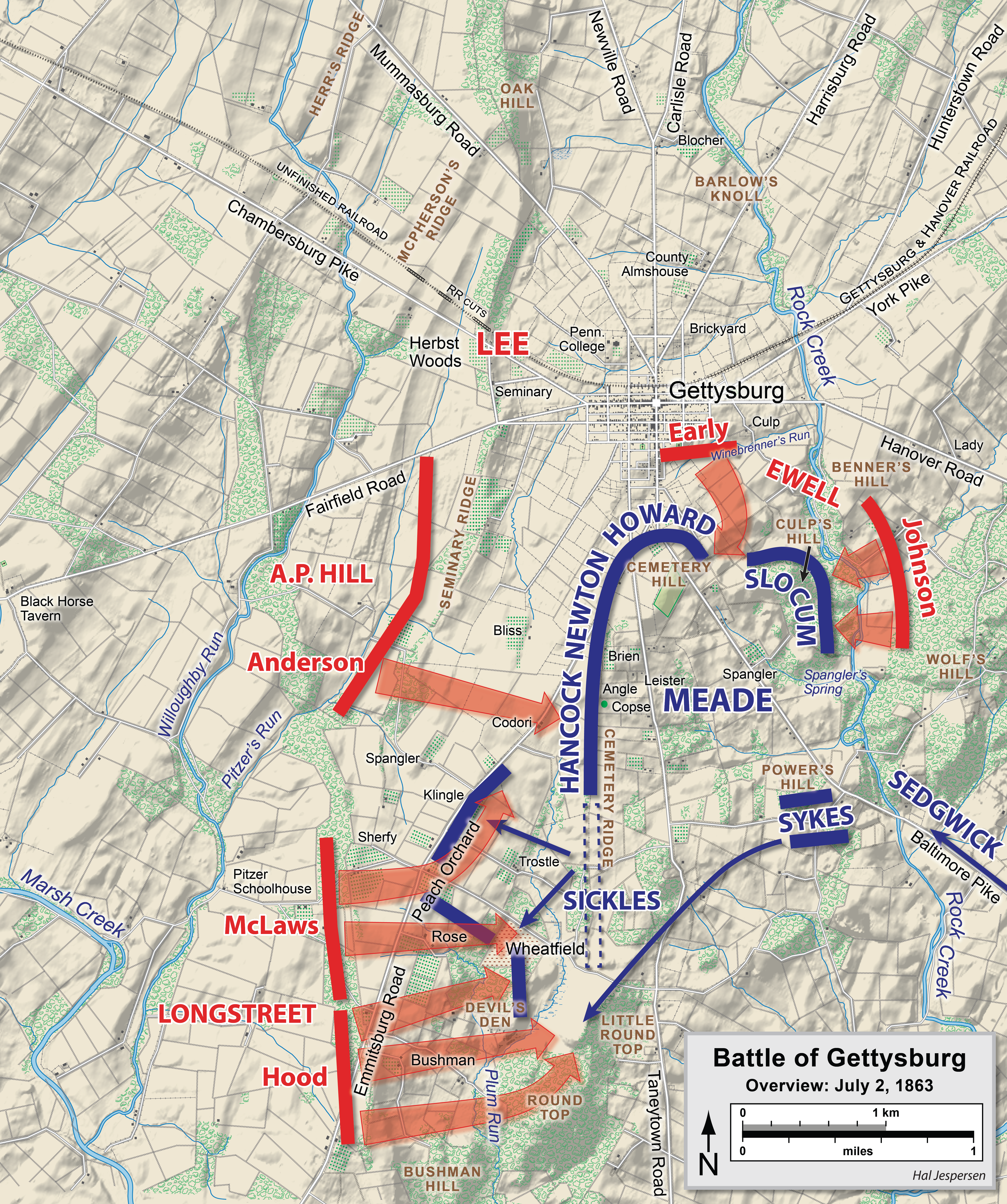
A július 2-i délutáni konföderációs támadás tervéből a gyakorlatban megvalósult rész

Miután Lee utasította Longstreet altábornagyot, hogy támadjon, Longstreet engedélyt kért Evander M. Law dandárjának megvárására. Law dandárját a South Mountain dombvonulatának túlsó oldalán, Guilfordban hagyták, hogy egy esetleges szövetségi támadással szemben fedezze a hadsereg hátát. Law hajnali három órakor indította meg a katonákat 20 km-es útjukra és röviddel dél előtt érkezett meg. George E. Pickett vezérőrnagy hadosztálya 4 km-re nyugatra volt Lawtól július 1-jéről 2-ára virradó hajnalban. Chambersburgben őrizte Longstreet hadtestének trénjét, amíg John D. Imboden dandártábornok lovassága felváltja. Július 2-án hajnali egy órakor Pickett parancsot kapott, hogy induljon Gettysburgbe és egy órával Law előtt már úton volt a hadosztály elővédje. Mégis csak délután ért a harcmezőre, nem tudjuk pontosan hány órakor, de Law menetideje nem utal késő délutáni időpontra. Pickett törzstisztje jelentkezett Lee-nél, aki azt az utasítást adta, hogy „ma este már nem lesz szükség rájuk”, pihenjenek Gettysburgtől három-négy mérföldre nyugatra, „amíg üzennek értük”. Pickett ekkor parancsnokához és barátjához, Longstreethez ment és együtt figyelték a csata alakulását.
Law dandárjának megérkezésével a konföderációs jobbszárny megindult a támadáshoz. Lee parancsainak értelmében McLaws vezette a két hadosztály mozgását. A Black Horse Taverntől nem sokkal délre észrevette, hogy a Little Round Topon láthatóan elhelyezkedett szövetségi híradósok látni és jelezni fogják alakulatának mozgását, ezért megállította a haladást. Személyes felderítésre indult új út után kutatva, míg Longsteet megérkezett az oszlop elejéhez megkérdezni, hogy miért álltak meg. McLaws ismertette a helyzetet és engedélyt kért alternatív útvonal követésére. Longstreet helytelenítette, hogy a saját nyomaikat követve visszaforduljanak és javasolta, hogy időnyerés céljából Hood vegye át a vezetést, de McLaws az igen nyomatékos parancsának megfelelően nem ment bele.
Ahogy 4 óra körül McLaws vezető dandárja elért a kijelölt gyülekezőhelyre, a Peach Orchadról azonnal tűz alá vették, jelezve a várttal szemben tömeges szövetségi jelenlétet. McLaws ellovagolt a hátul levő dandárok megsürgetésére és Cabell tüzérségi zászlóaljáért. A kialakuló vonal mögött Hood elvezette saját hadosztályát és felderítőket küldött ki, hogy megtalálják az ellenség szárnyának vonalát. McLaws felsorakozott, Kershaw és Barksdale dandárja elöl, Semmes és Wofford dandárja mögöttük. Eddigre három sürgetést kaptak Osmun Latrobe őrnagytól, Longstreet stábtisztjétől, hogy mikor támadnak és harmadjára Lee és Longstreet közös utasítást küldtek. McLaws azt felelte, hogy öt perc múlva támadnak, majd ekkor parancsváltoztatást kaptak, vélhetőleg Lee-től. A támadást mégsem McLaws indította, hanem meg kellett várni Hood hadosztályát is. Valószínűleg a tüzérségi párbajnak köszönhetően ekkor tudatosult Lee-ben, hogy a hajnali felderítési adatok már nem érvényesek, az ellenség vonala sokkal délebbre kezdődik, a Peach Orchardnál. McLaws parancsát ekkor változtatták en echelon támadássá, vagyis nem arcvonalba fejlődve, hanem dandáronként egymás után kellett támadnia.

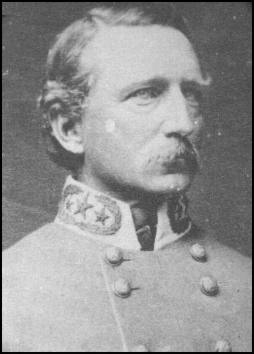
Joseph Kershaw dandártábornok, CSA McLaws dandárparancsnoka
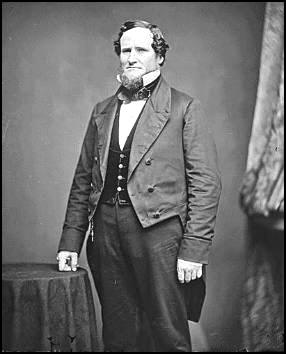
William Barksdale dandártábornok, CSA McLaws dandárparacsnoka
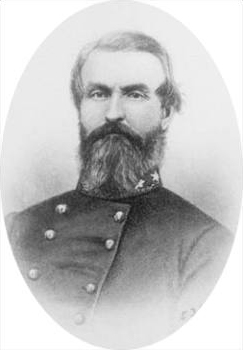
Paul J. Semmes dandártábornok CSA McLaws dandárparacsnoka
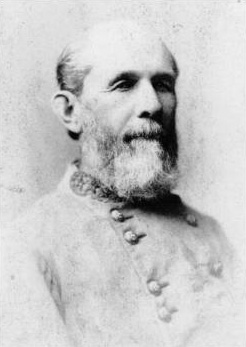
William T. Wofford dandártábornok, CSA McLaws dandárparacsnoka
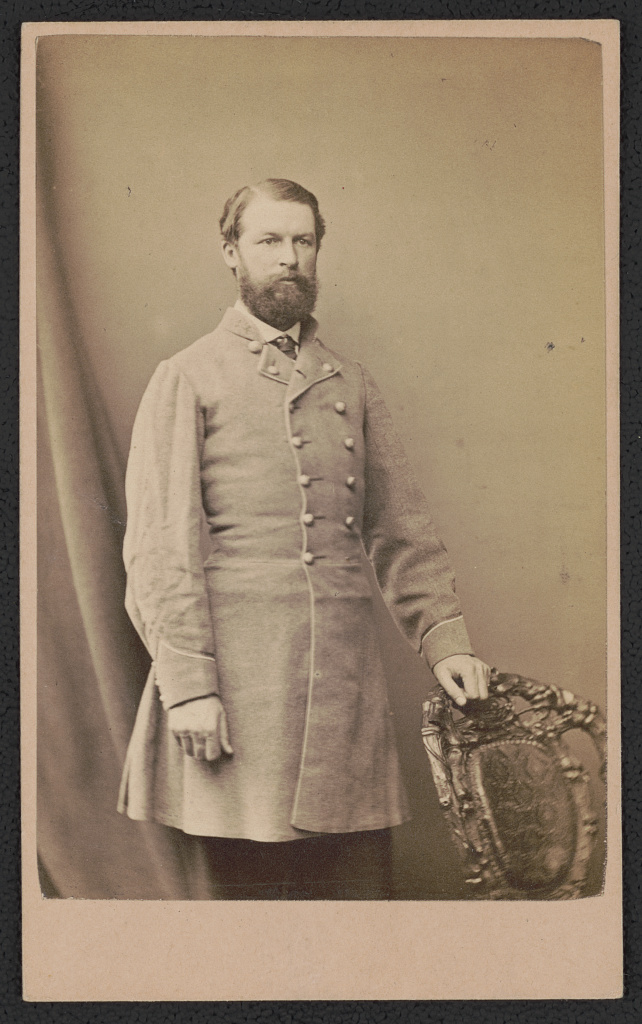
Osmun Latrobe őrnagy, CSA Longsteet törzstisztje

### Az uniós haditanács du. 3 órakor

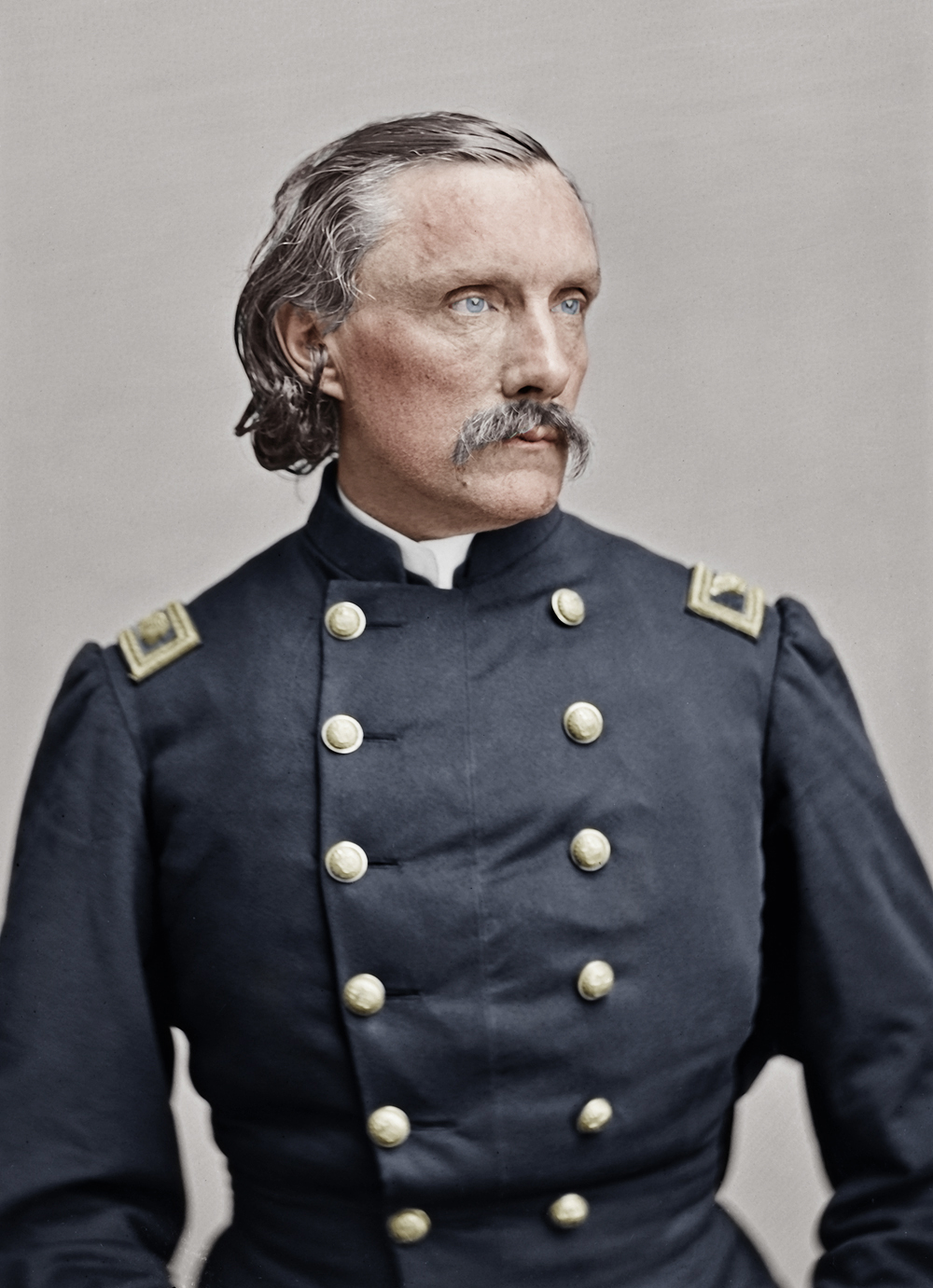
Gouverneur K. Warren vezérőrnagy

A III. hadtestnél Tremain visszaérkezése egybeesett az ellenség látható megérkezésével. Tremain jelentette, hogy Meade a főhadiszállásra hívta Sicklest, de Sicklesnek ekkor azt üzente, hogy több dolga van, hogysem elhagyhassa csapatait. Válaszképpen Meade ismét felszólította, hogy a többi hadtestparancsnokkal együtt jelenjen meg. A gyülekező előtt Meade levelet küldött Hallecknek, melyben tisztázta a Potomac hadsereg helyzetét. A Potomac hadsereg előnyös védelmi állásaiban marad és várja az ellenség támadását, mely még aznapra várható. Délután 3 órakor a gyűlésén híre jött, hogy a VI. hadtest már majdnem elérte Gettysburgöt. Warren főmérnök jelentéséből kiderült, hogy a III. hadtest nincsen a kijelölt helyén. Ez meglepte Meade-et, mert Sickles nem érkezett még meg, és sem a saját stábja, sem a futárai, sem Hancock a II. hadtesttől, sem a III. hadtestet meglátogató Edmund Schriver hadseregfelügyelő ezredes nem jelentette ezt neki. Azonnal utasította George Sykesot, hogy vigye a hadseregtartalékot képző V. hadtestet a balszárnyra, ahol személyesen fogja irányítani az elhelyezést, majd a gyűlés sebtében feloszlott. Sickles és hadsegédei ekkor érkeztek meg, mialatt Longstreet hadteste elkezdte a szövetségiek állásainak tüzérségi bombázását és amelyre az uniós ágyúk is válaszolni kezdtek, így kialakult a kölcsönös előzetes bombázás. Meade a dühtől fortyogva utasította, hogy menjen vissza a csapataihoz és irányítsa a harcot.
Meade kilovagolt a III. hadtesthez. James C. Biddle őrnagy, Meade hadsegédje a következőképpen emlékezett vissza: „Meade úgy vélte, hogy a III. hadtest parancsnoka a hadmozdulattal nem valami bölcsen cselekedett, de ezt átvezényelni már túl késő volt, és ebből a helyzetből kellett a legtöbbet kihozni. Meade megkérdezte, hogy miért nem kapcsolódtak össze a II. hadtesttel a parancs szerint. Sickles azt válaszolta, hogy azért mozgott előre, hogy a Hancock balszárnya és az ellenség között levő magaslati pontot megszállja.” Meade azzal felelt, „Sickles tábornok, ez ugyan némely helyen magasabb pont a háta mögött fekvő területhez képest; de előrefelé még magasabb és magasabb helyeket fog találni, egészen addig, amíg el nem éri a hegyeket.” „Ez itt semleges terület, az ágyúink éppúgy tudják lőni, mint az ellenségé. Ugyanazon okból nem fogja tudni tartani, mint ahogy ők sem.” Sickles megkérdezte, hogy akkor most vezényelje-e hátra a csapatokat. Meade töprengett egy pillanatig, majd azt mondta: „Istenre mondom, azt kívánom, hogy megtehetné, uram, de azok ott nem fogják engedni.” A déliek ezt a pillanatot választották a támadás megindítására. „Nem fogja tudni tartani a pozíciót, és az ellenség nem fogja tétlenül nézni, hogy elhagyja, úgyhogy ha már [a harcnak] el kell kezdődnie, éppenséggel most is elkezdődhet.” Meade utasításba adta, hogy tartsa az állásait és ígéretet tett, hogy erősítést küld, majd a két tábornok ezután különvált egymástól.

### A konföderációs jobbszárny támadása

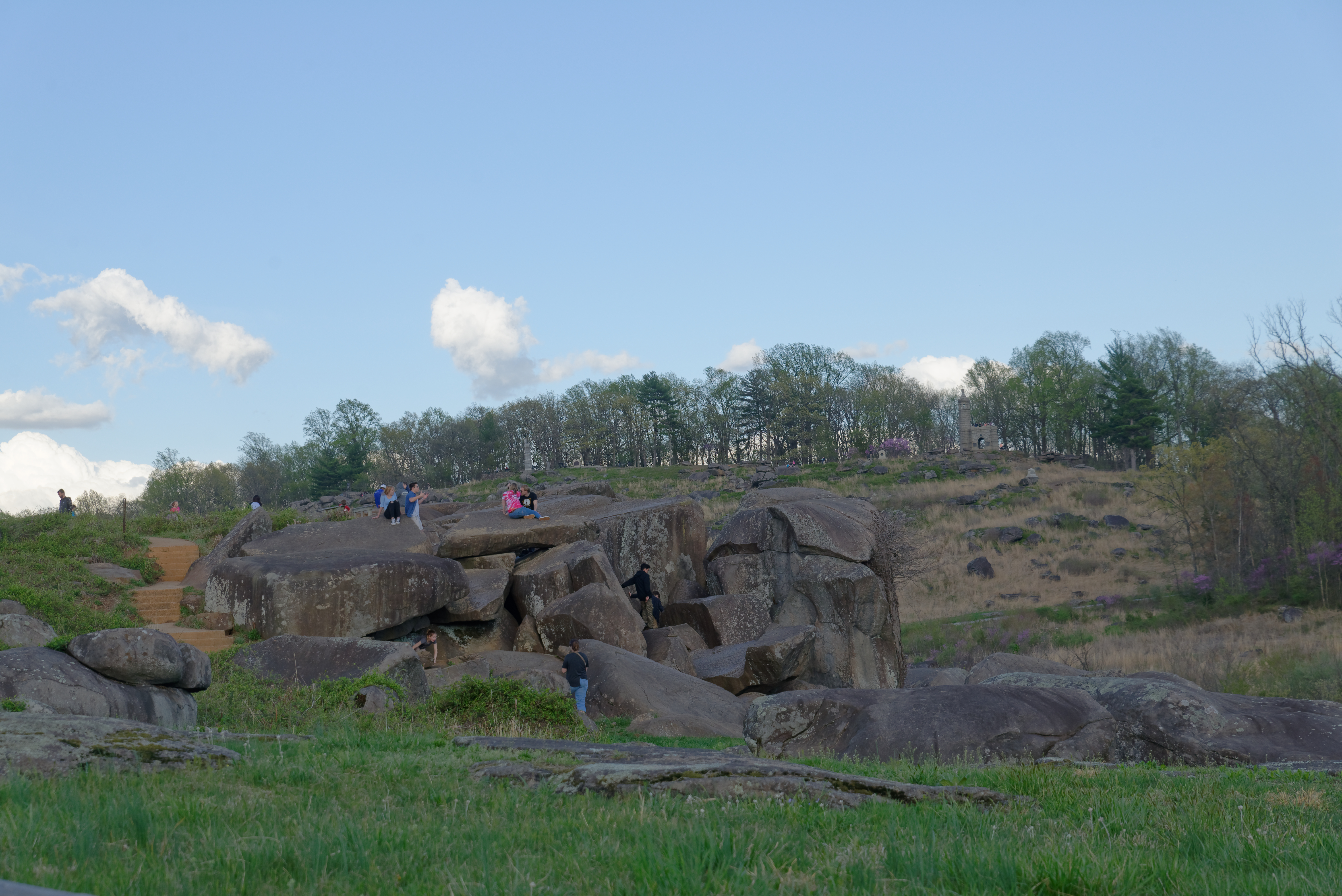
A Devil's Den, mögötte, kb. kelet felé a Little Round Top

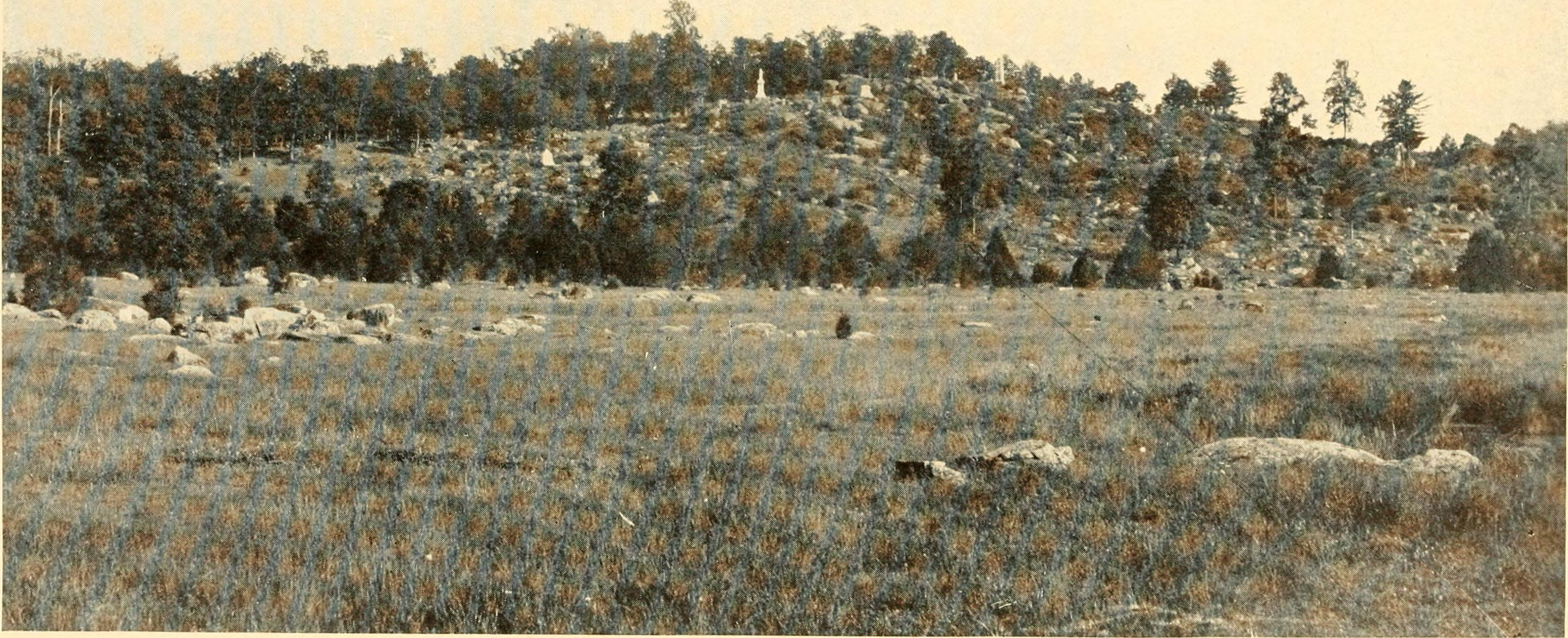
A Little Round Top 1909-es fotón. Csak a nyugat felőli oldala alkalmas tüzérség telepítésére

#### Law és Robertson támadása
Hood is két dandárból álló frontot képzett, elöl Law és Robertson, a hátuk mögött Benning és G. T. Anderson dandárjaival. Law felderítőket küldött két irányba, hogy kiderítsék, mi van a dandár előtt. Ezalatt tüzérségi párbaj bontakozott ki. A felderítők visszaértezte után Law Hoodhoz ment és jelentette, hogy a Little Round Top magaslatát közvetlenül nem védik katonák és hogy jobbfelé kerülve meg lehetne szállni. Hood informálta, hogy nem ez a terv, hanem frontális támadás a szövetségiek előtte felsorakozott vonala ellen. Law tiltakozott, Hood pedig a jelentést Longstreet elé vitte. Tíz perccel később azt a választ kapták, hogy azonnal támadjanak frontálisan előre. Hood szerint háromszor próbálkozott meg, de mindahányszor elutasították. Minden valószínűség szerint Longstreet ugyanilyen fajta terveket sugallt Lee-nek, de miután elutasították, kénytelen volt ragaszkodni a parancsához. Végső soron egészen addig halogatták a támadást, míg Longstreet oda nem lovagolt Hoodhoz, hogy elindítsa a támadást.
Körülbelül délután fél ötkor Law alabamai és Robertson texasi dandárja előrelendült. Law a két jobbszélső ezredét a Plum Runtól (Szilva-patak) nyugatra a többi három háta mögött átcsoportosította balra. Robertson két jobboldali ezrede olyan szorosan követte Lawt, hogy a 44. és 48. alabamai ezred nem talált lyukat, ahol befértek volna, így Robertson dandárjának közepébe illeszkedtek be. Először uniós mesterlövészek támadták őket, akiket felüldöztek részben a Devil's Den, részben a Little Round Top magaslatára. Robertson ezredei tartották velük az irányt. Hoodot a Bushman farm barackosában srapneltalálat érte a bal karján és hordágyon vitték el. Lawnak kellett átvennie a hadosztály irányítását. Van némi bizonytalanság, hogy Lawnak egyáltalán tudomására jutott-e, hogy ő lett a hadosztály parancsnoka. Eicher és Harman szerint nem. A roham közben egyetlen ezredparancsnokát sem lehetett visszavonni, hogy a dandár irányítását átvegye, de Law meg sem kísérelte, vagy nem találta meg James L. Sheffield ezredest, a 48. alabamai ezred vezetőjét, csak a harc elülte után.
Robertson észrevette, hogy McLaws hadosztálya a várttal ellentétben nem kíséri őket szorosan, hanem lemaradt. A segítségkéréssel nem Lawhoz fordult, hanem Longstreethez és G. T. Andersonhoz, aki 350 méterrel lemaradva követte a második hullámban. Robertson két ezrede (majd némi bolyongás után a két alabamai ezred is) nekirontott a Devil's Den és a Houck's Ridge (Houck-gerinc) mentén elhelyezkedő J. H. Hobart Ward dandárjának. Balfelől Regis de Trobriand dandárja is lőtte őket, ezért a 3. arkansas-i ezred leragadt. Hobart dandárja létszámfölényben állt Robertson két ezredével szemben és ellentámadásra határozta el magát, melynek során 100-200 méterre visszanyomta az 1. texasi ezredet. A szövetségi katonák ezáltal kikerültek a Houck-gerinc védelméből a déli sorokat pedig a második hullámban érkező Benning dandárja duzzasztotta fel, valamint Law balra áthelyezett két ezrede is segített. Benning dandárja kitöltötte a rést a konföderációs vonalon, a támadás újra előrelendült és ezúttal Ward vissza kellett vonja csapatait a Houck-gerincről. James E. Smith tüzérségi ütege elveszett; a konföderációs katonák három tízfontos és három hüvelykes Parrott ágyút(en) zsákmányoltak és az uniósok vonalát lőtték velük.

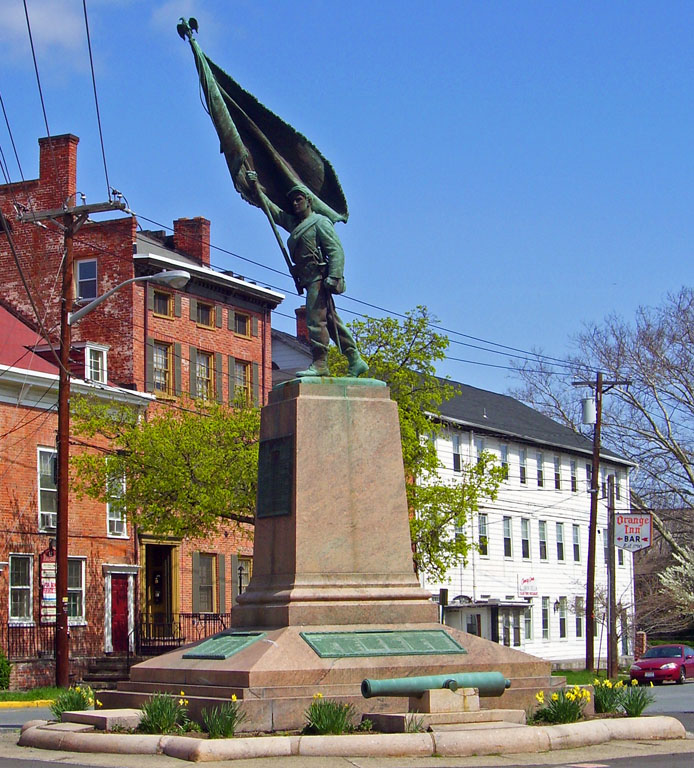
Orange Blossoms A 124. new yorki ezred emlékműve a New York állambeli Goshenben
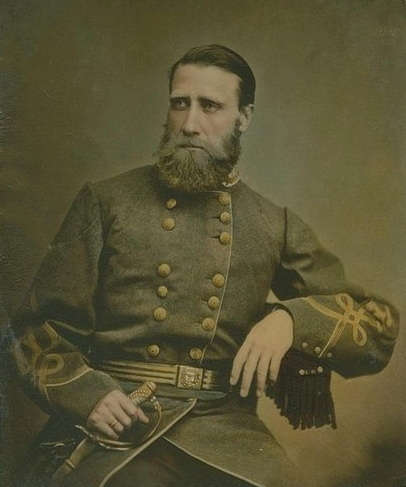
John Bell Hood vezérőrnagy, CSA bal kezét nem tudta többé használni
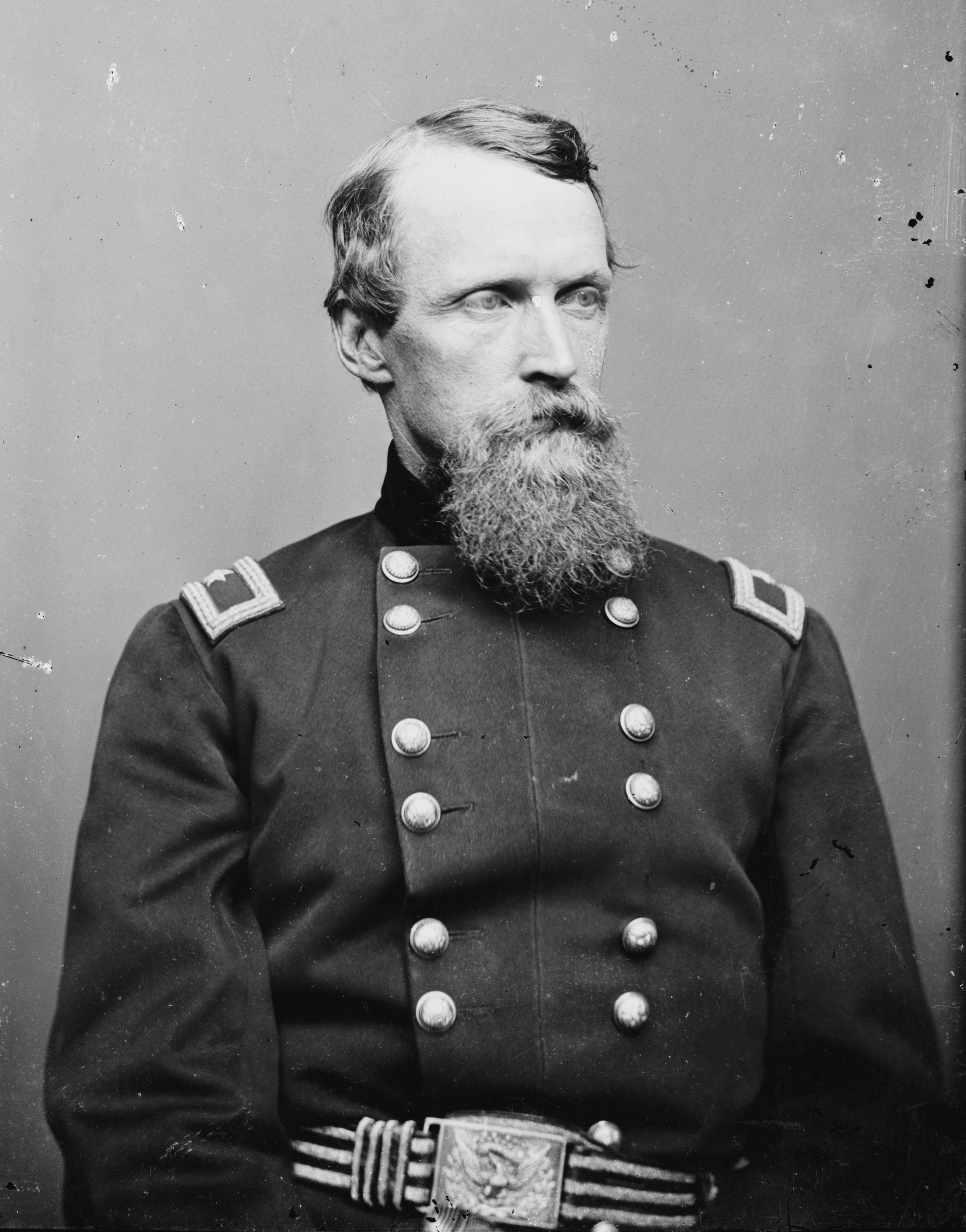
David B. Birney vezérőrnagy USA, Sickles hadosztályparancsnoka
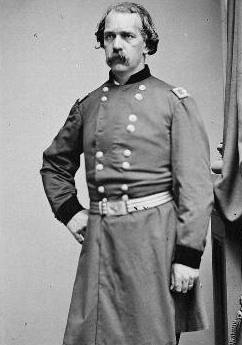
John Henry Hobart Ward dandártábornok, USA Birney dandárparancsnoka és utóda
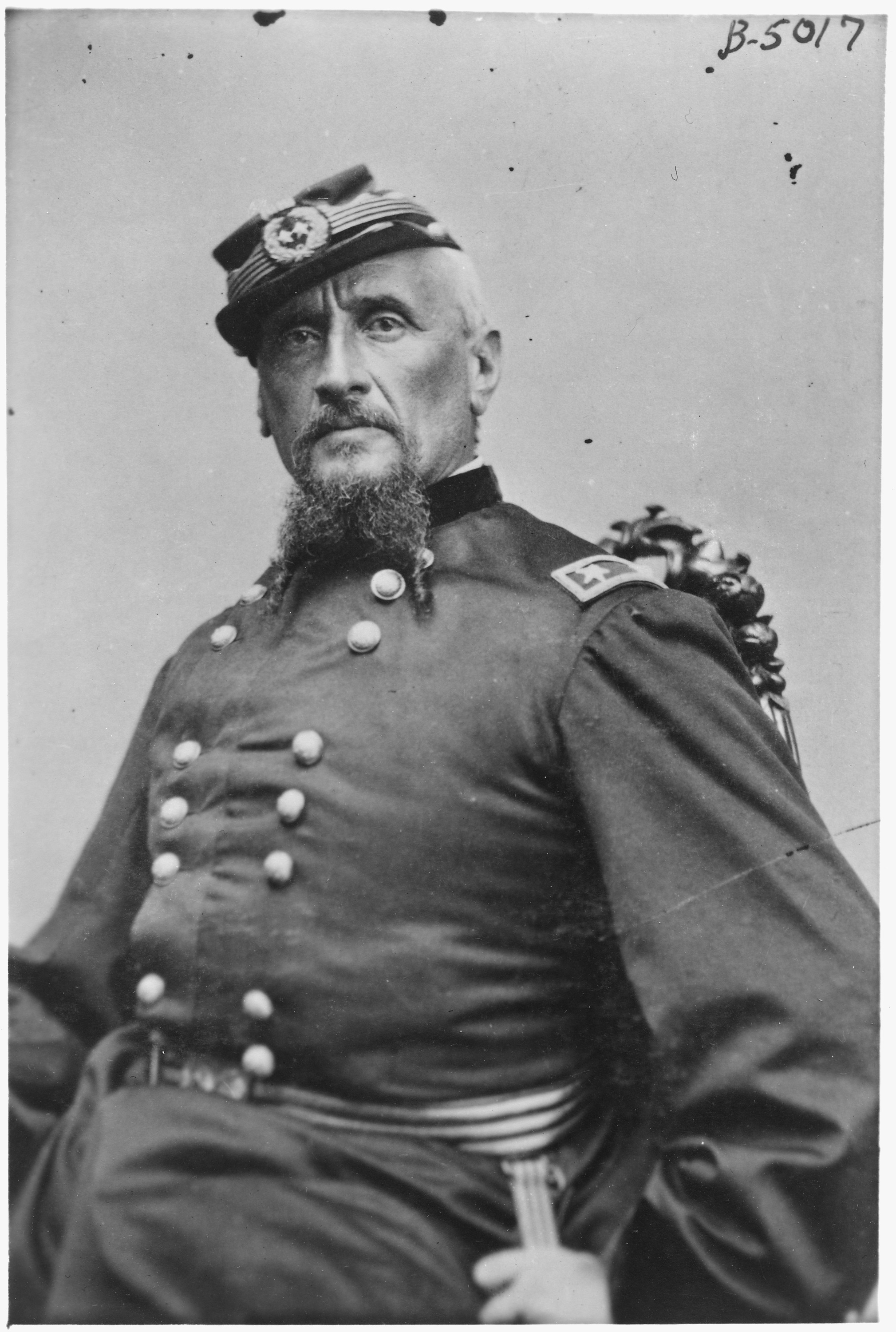
Régis de Trobriand vezérőrnagy USA francia születésű tiszt, Birney dandárparacsnoka
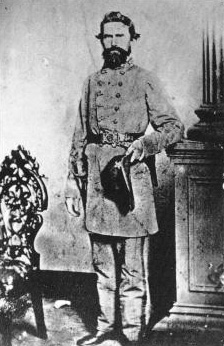
Jerome B. Robertson vezérőrnagy, CSA a texasi dandár parancsnoka
Henry L. Benning dandártábornok, CSA a georgiai dandár parancsnoka
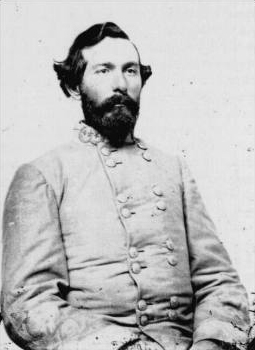
George T. Anderson vezérőrnagy, CSA másik georgiai dandár parancsnoka
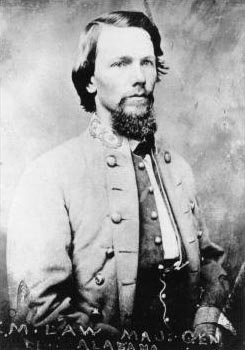
Evander M. Law dandártábornok, CSAHood ddparancsnoka és utóda a hadosztály élén
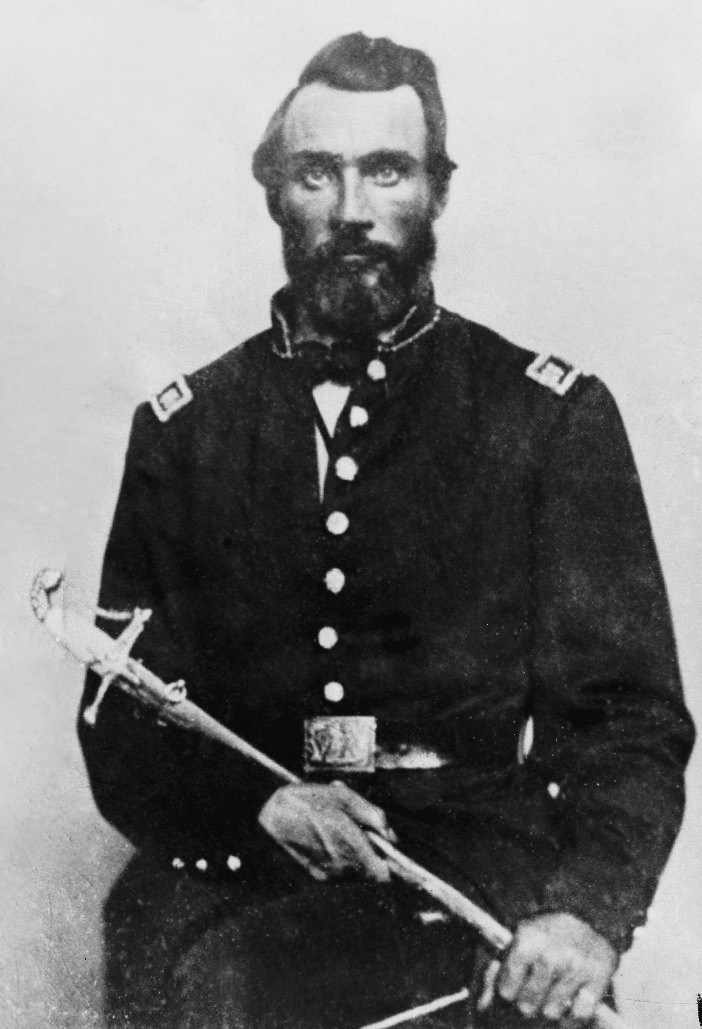
James L. Sheffield ezredes, CSA Law ezredparancsnoka és utóda a dandár élén
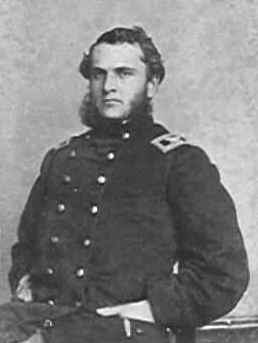
Strong Vincent ezredes USA, életét áldozta a Little Round Top megvédéséért
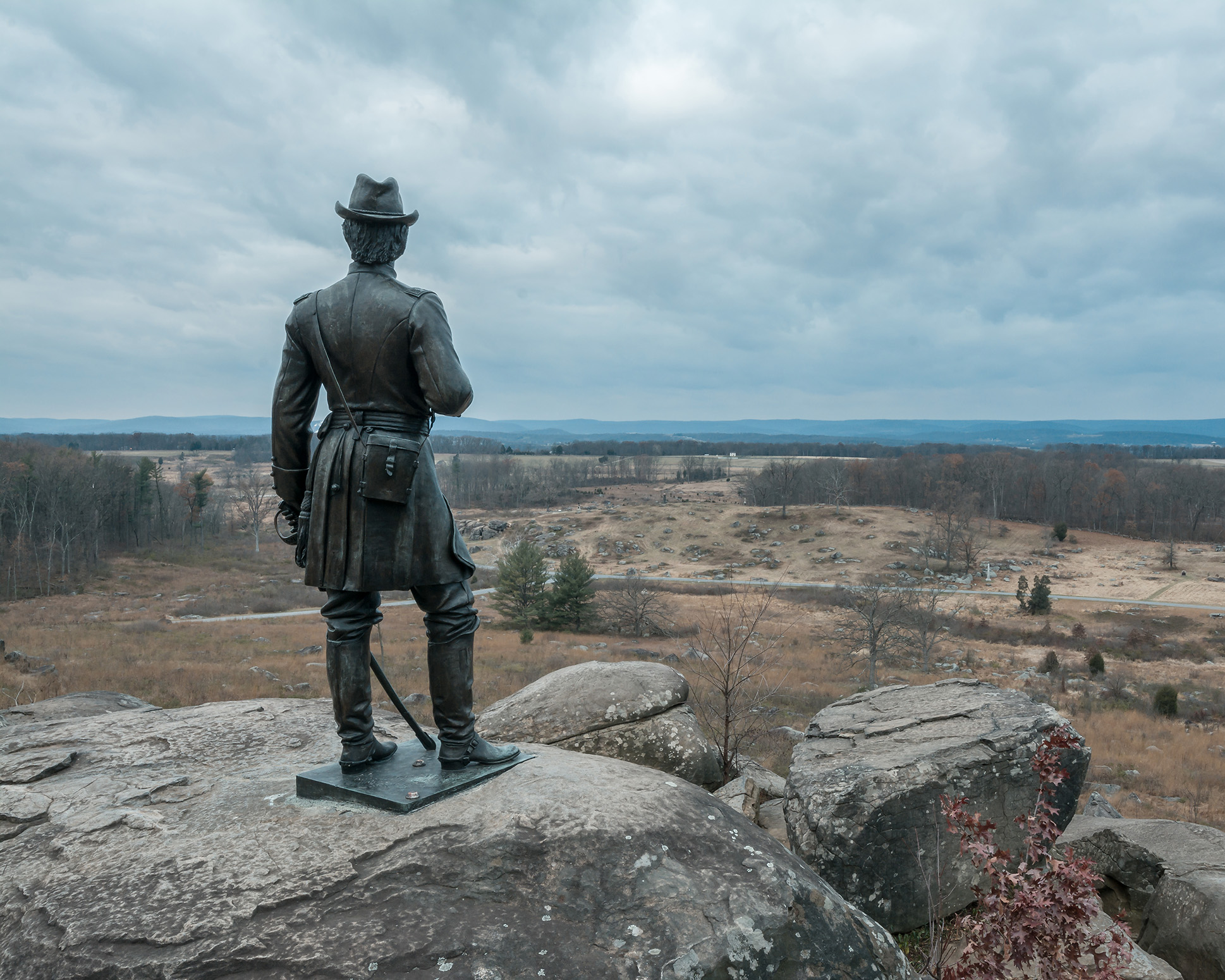
Gouverneur K. Warren vezérőrnagy emlékműve a Little Round Top tetején
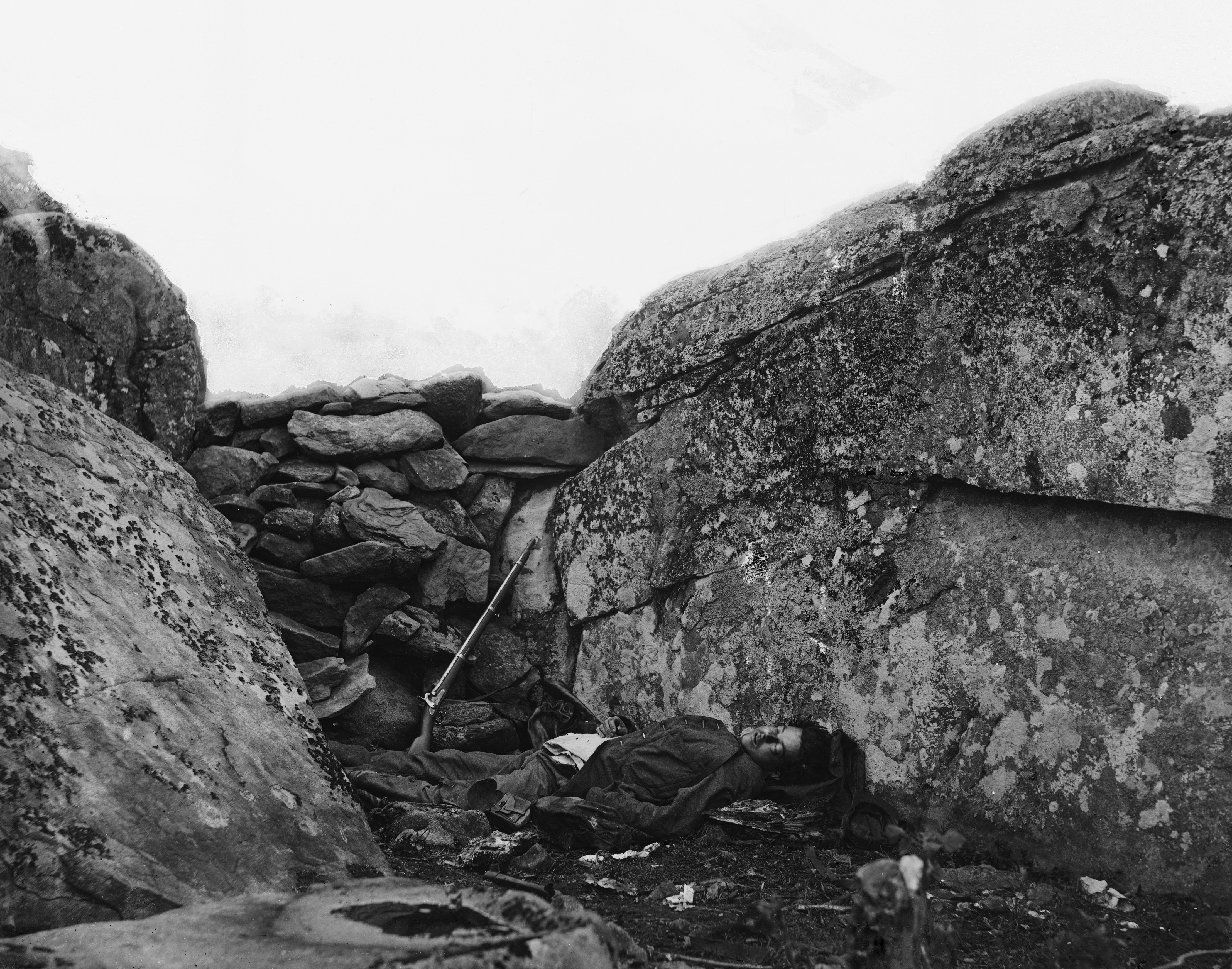
A Devil's Dennél elesett konföderációs katona 1863. július 2.
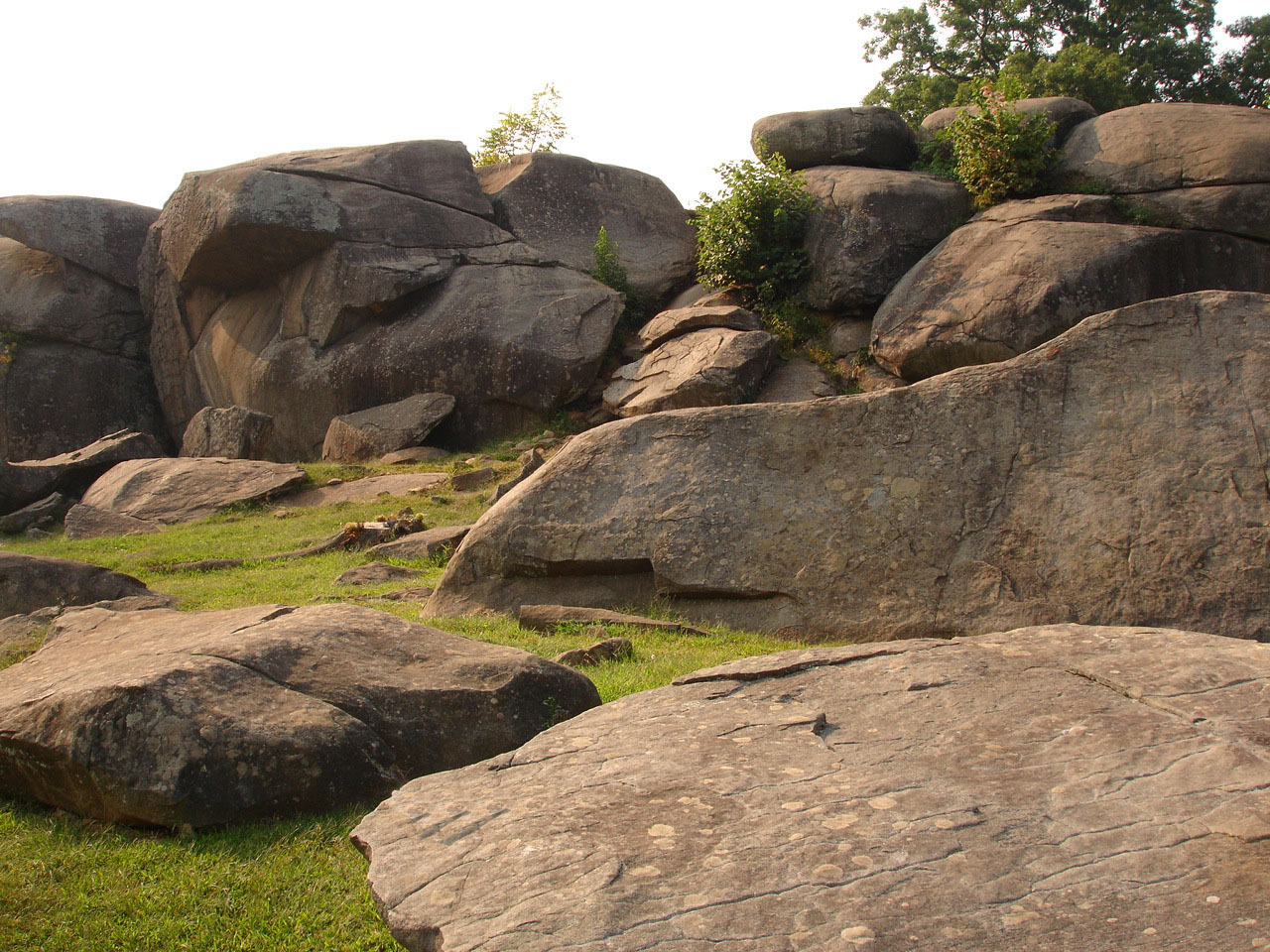
A Devil's Den
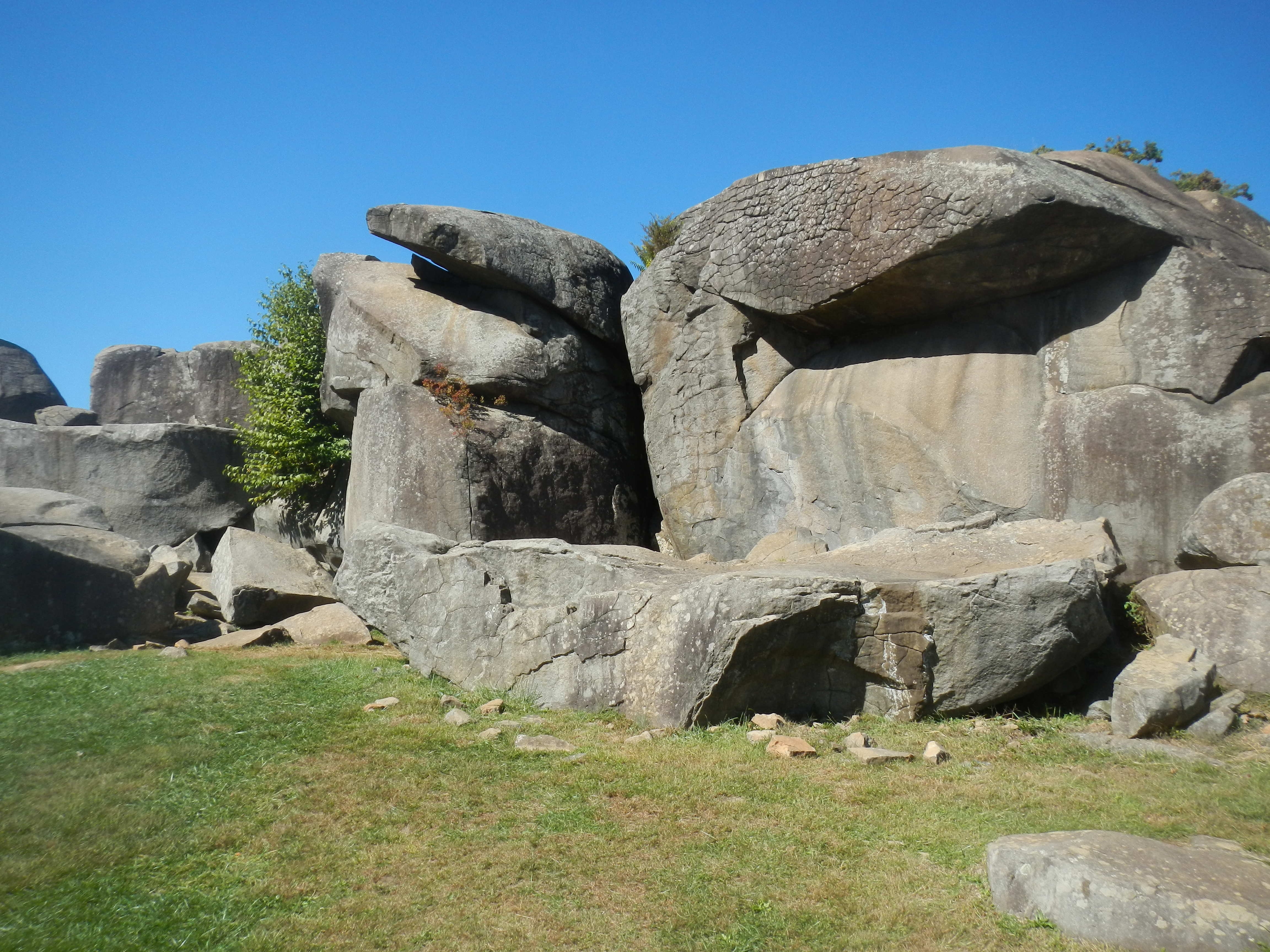
A Devil's Den
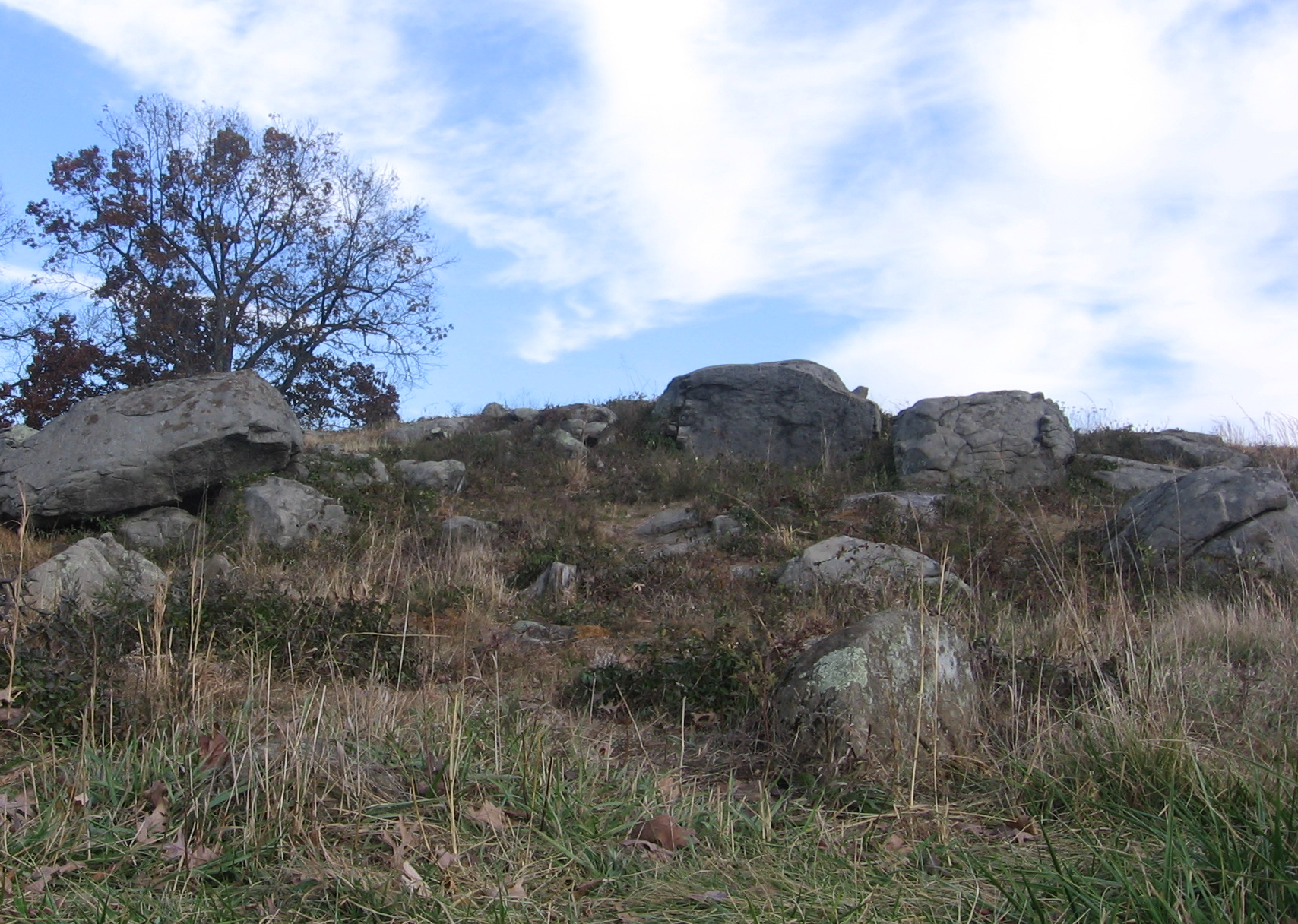
A Devil's Den

#### Az első uniós segítség megérkezik

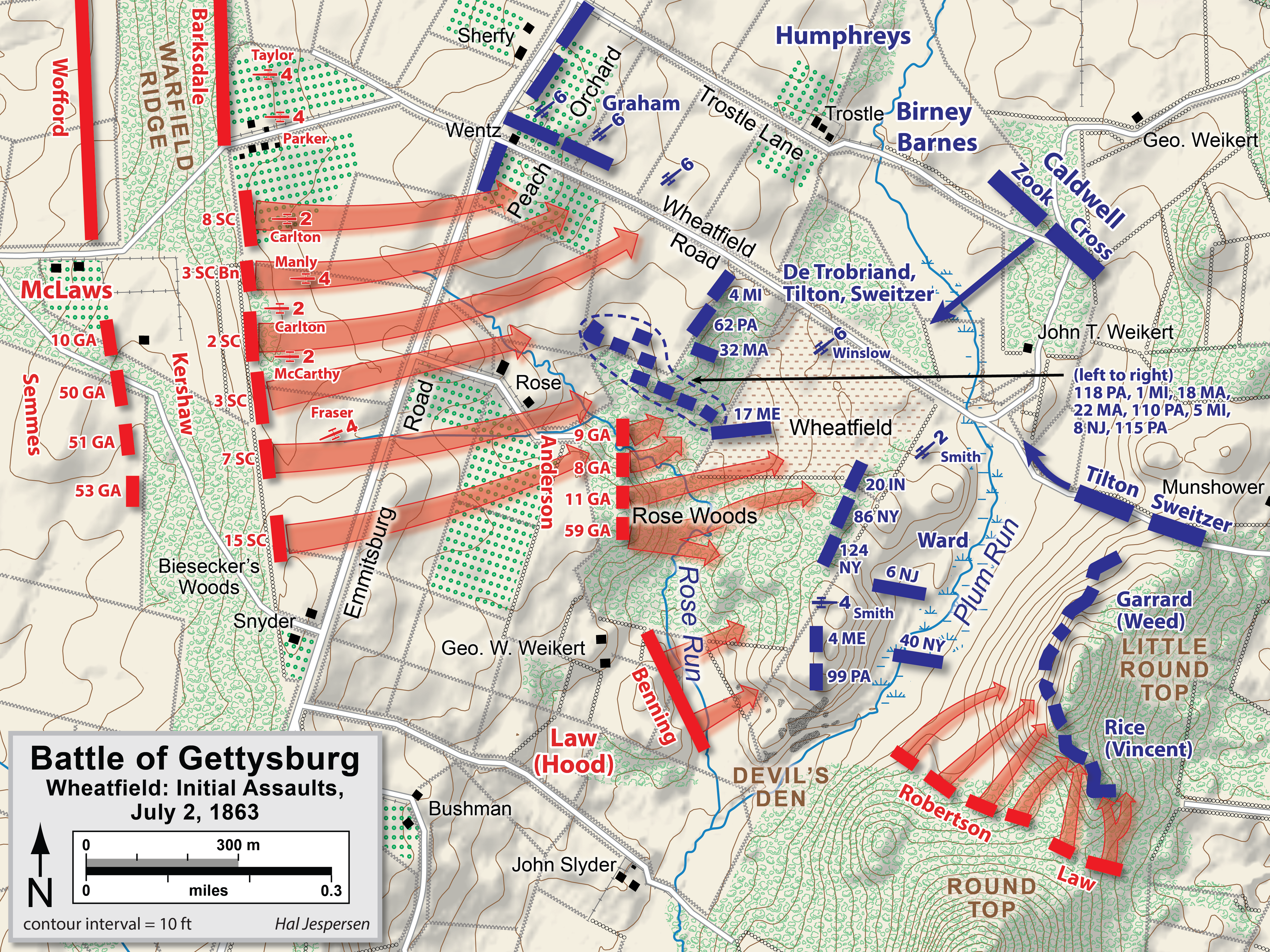
Hoods második két dandárja, Bennings és G. T. Anderson támadási hulláma

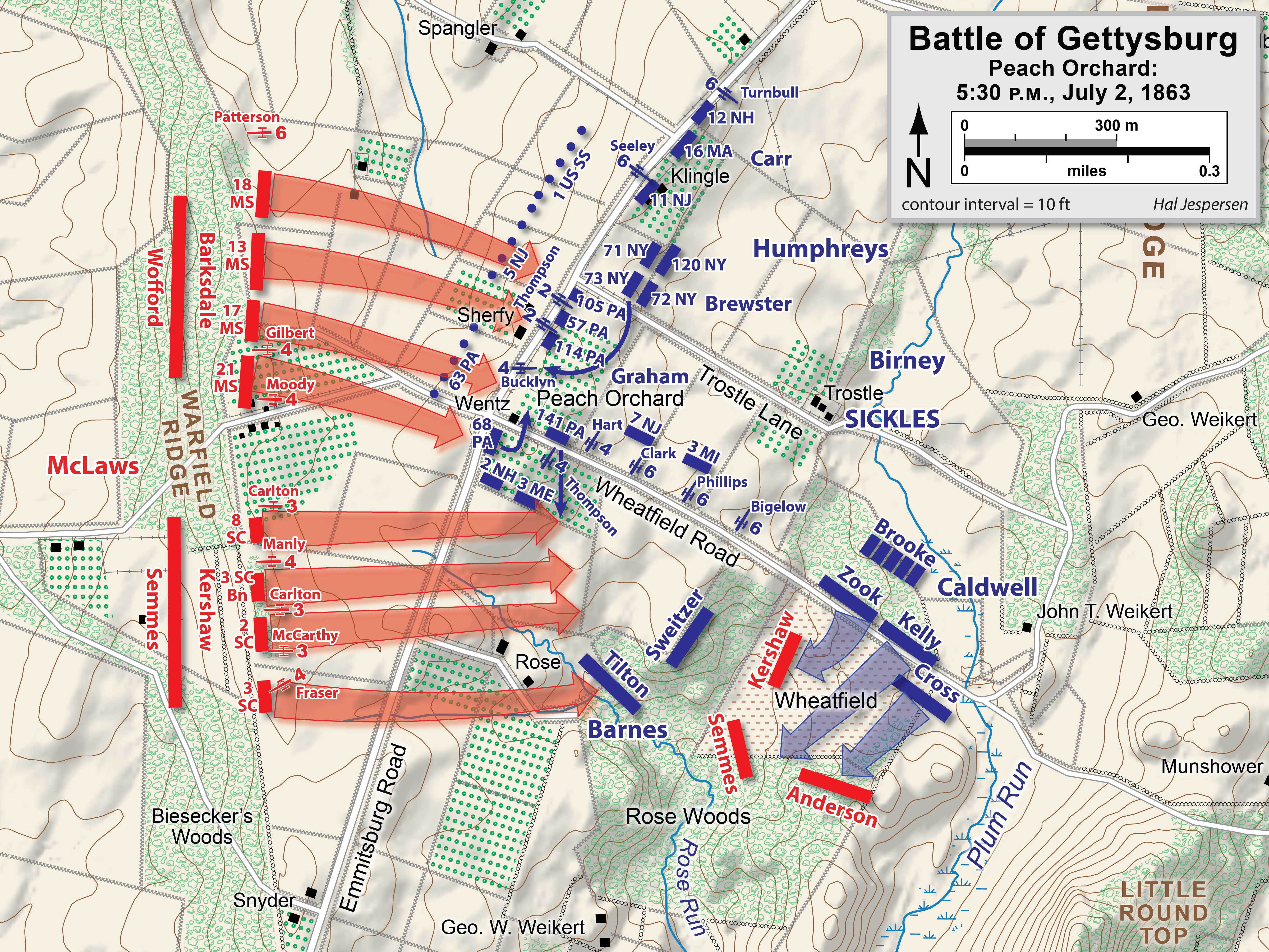
Barksdale dandárja csatlakozik a támadáshoz. Caldwell ellentámadása a Gabonamezőn

Warren főmérnököt Meade a haditanácsról a Little Round Topra küldte, hogy intézkedjen, ha valami úgy kívánja. Warren a magaslat tetején realizálta, hogy mindössze néhány híradós van ott, ahhoz képest, hogy mindjárt konföderációs támadás fogja érni, ezért segítségért küldött. Először a III. hadtesttől szerette volna a Little Round Top védelmére erőt elvonni. Andrew A. Humphreys egyik dandárját kérte, de ezt Sicles elutasította. Mikor Warren az V. hadtest érkezéséről tudomást szerzett, módosított és Sykeshoz fordult segítségért. Sykes az V. hadtesttől James Barnes dandártábornok hadosztályát jelölte ki, Barnes Strong Vincent ezredes legelöl menő dandárját adta a feladatra. Vincent sietve a magaslatra vezette dandárját. Az ezredek vonalba fejlődtek a dombtető alatt valamivel a kövek között és előcsatározókat küldtek ki. Azok nemsokára találkoztak a Devil's Den felől visszavonuló Hiram Berdan-féle két US Sharpshooter ezred egységeivel. Az uniós mesterlövészek és a csatározók lőni kezdték Law ezredeinek a bal felét a patak fölött elhelyezkedő kerítés mellől, nagyjából a két domb közötti nyeregből, majd visszavonultak. Három alabamai és két texasi ezred átverekedte magát a csatározókon, visszanyomta őket az uniós vonalhoz, de annak szilárdságán nem tudott átjutni. A déli vonalat alkotó két ezredről, az 5. texasiról és a 4. alabamairól tudjuk, hogy kétszer is megpróbálták a domb elfoglalását, tehát valószínűleg az egész vonal kétszer rohamozott, azonban hiába.
John C. Caldwell hadosztálya II. hadtest kötelékéből a Cemetery Ridge mögötti tartalékos pozíciójában parancsot kapott Hancocktól, hogy segítsen Sykesnak. Az első dandárnak vissza kellett fordulnia, mert pontosan Sykes csapatainak útját keresztezték és előre kellett ereszteni őket. Eközben de Trobriand dandárját G. T. Andersoné támadta meg. Anderson dandárja először erős oldalazó tüzet kapott George B. Winslow százados ütegétől és a jobb szárnya Robertson és Benning csapataival elsöpörte az uniós ellenállást, bal szárnya meghátrált. Ezalatt Barnes másik két, alacsony lélekszámú dandárja, Jacob B. Sweitzer és William S. Tilton ezredesek vezetésével de Trobriand segítségére siettek. A Stony Hillen Sykes maga vezényelte őket pozícióba, majd ellovagolt, hogy további csapatait a helyszínre vezesse. Csakhogy jobbfelé Schweitzer és Tilton katonái Strong Vincent dandárja nélkül nem értek össze a III. hadtest legközelebbi egységével, Charles K. Graham dandártábornok dandárjával. Ráadásul annak legközelebbi vonalait kizárólag tüzérség alkotta, ami ebben a háborúban, gyalogsági fedezet nélkül nem reménykedhetett egy roham megállításában. Balfelé a konföderációs roham elsöpörte a Houck-gerincet védő uniós dandárt és visszavonuló uniós katonák áramlottak hátrafelé, így azzal sem tudtak összekapcsolódni. Anderson dandárja újraformálódott, McLaws pedig támadásba indította Kershaw dandárját. Kershaw balról jövő segítsége elég volt Andersonnak, hogy újra megrohamozza a Stony Hillt. Látva, hogy Kershaw jóval számosabb dandárja átlapolja, Barnes visszavonta a dandárjait a Trostle-farm erdejébe, nehogy a szárnya mellett elhaladva hátbatámadják őket. De Trobriand ugyanerre nem kapott engedélyt Birneytől, így Anderson második támadása legyűrte és 35-50%-os veszteségeket szenvedve vissza kellett vonulnia. Anderson is megsebesült, de döntésképes maradt és szóban közölte stábjával, hogy átadja dandárja vezetését William Luffman alezredesnek. A dandárban két ezredes is volt, akik rangidősek voltak Luffmannal szemben, de egyikük nem tartózkodott az alakulatnál. Luffmann harmadszor is harcba vezényelte a dandárt, tehát jó döntésnek bizonyult. Ugyanekkor Kershaw bal oldali három ezrede kb. 30%-os veszteséget szenvedett és visszafelé húzódott lankáról, mivel a roham során lényegében végig kellett vonulnia egy sor uniós üteg előtt, mely oldalazó tűzzel pusztította a délieket.
A Stony Hill nem maradt sokáig konföderációs kézen, mert kb. délután 6 órakor Caldwell hadosztálya visszafoglalta azt. Samuel K. Zook dandártábornok, Patrick Kelly, Edward E. Cross és John R. Brooke ezredesek dandárjai lendületes támadással visszafoglalták a Stony Hillt és visszanyomták a konföderációs vonalat a Rose Woodsba. A Wheatfielden (Gabonamező) való áthaladáskor a Kershaw és Anderson dandárja visszavonult a Rose Woods fáinak fedezékébe. Zook és Cross lovon vezette a támadást és mindkettőjüket hasba lőtték, amibe pár nap múlva belehaltak. A támadás leállt egy időre, míg Brooks dandárja, a tartalék elérte a sorokat. Brooks Zook és Cross dandárjának egységeit is előrelendítve újra támadásba vezette a szövetségi katonákat. A konföderációsok egy kőfal mögött kerestek menedéket a Rose-farmon, majd a Biesecker-farm erdejéből megérkezett McLaws második támadóhulláma Semmes dandárjának képében. Ennek fedezetében Kershaw és Anderson dandárja újraszervezte magát. Brooks katonáinak elfogyott a lendülete és sarló alakú vonaluk mindenfelől kereszttűzbe került. Brooksot hamarosan srapnel sebesítette meg a bokáján és nem tudott egymaga segítség nélkül járni. A másik oldalon szintén srapneltalálat érte Paul J. Semmes dandártábornok combját. Semmest a szanitéceknek kellett elszállítani a csatamezőről és nyolc nappal később belehalt sebesülésébe.

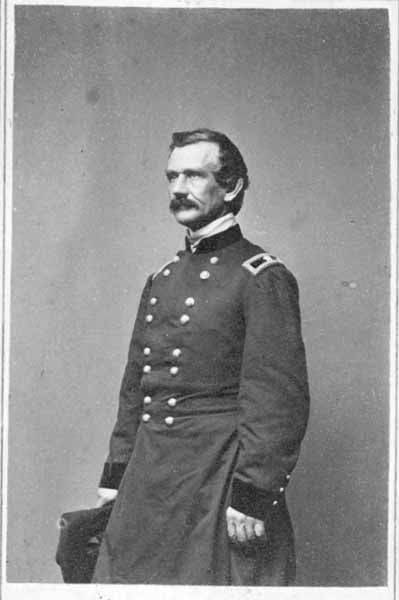
Andrew A. Humphreys vezérőrnagy, USA Sickles hadosztályparancsnoka
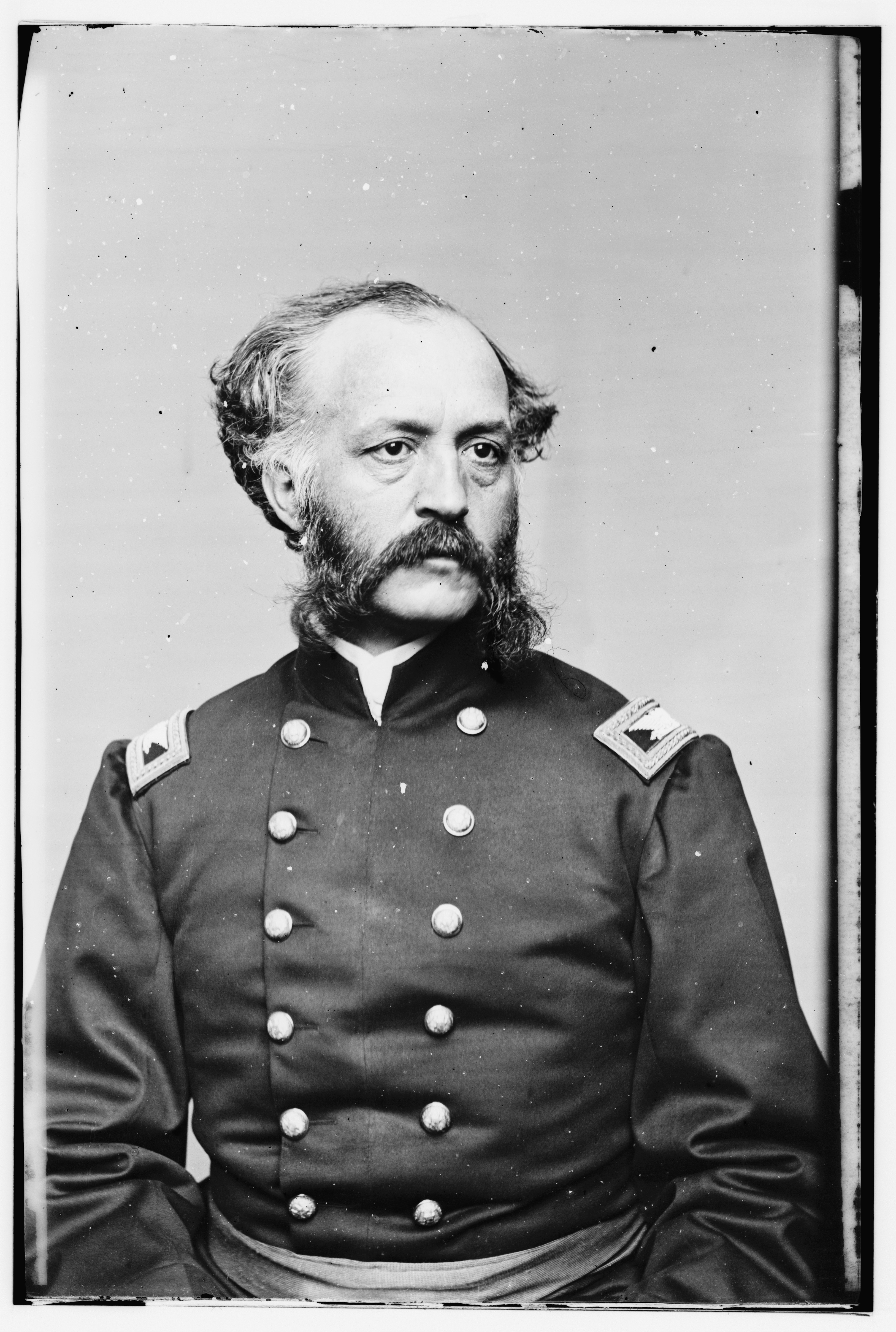
Hiram Berdan ezredes, USA J. H. Hobart Ward utóda a dandárja élén
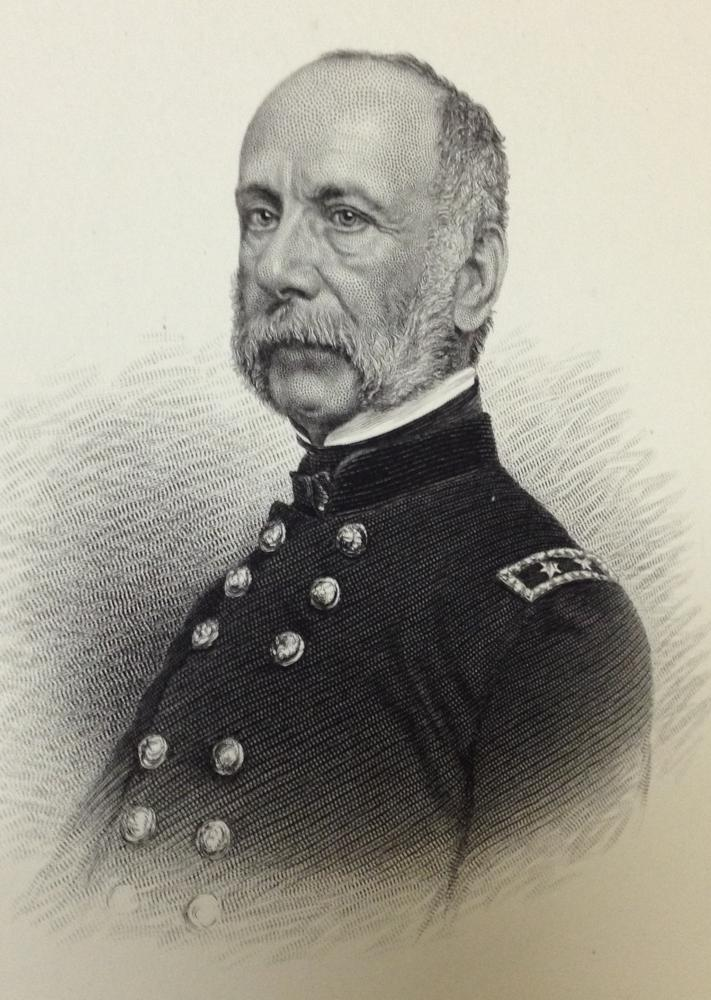
James Barnes dandártábornok, USA Sykes hadosztályparancsnoka
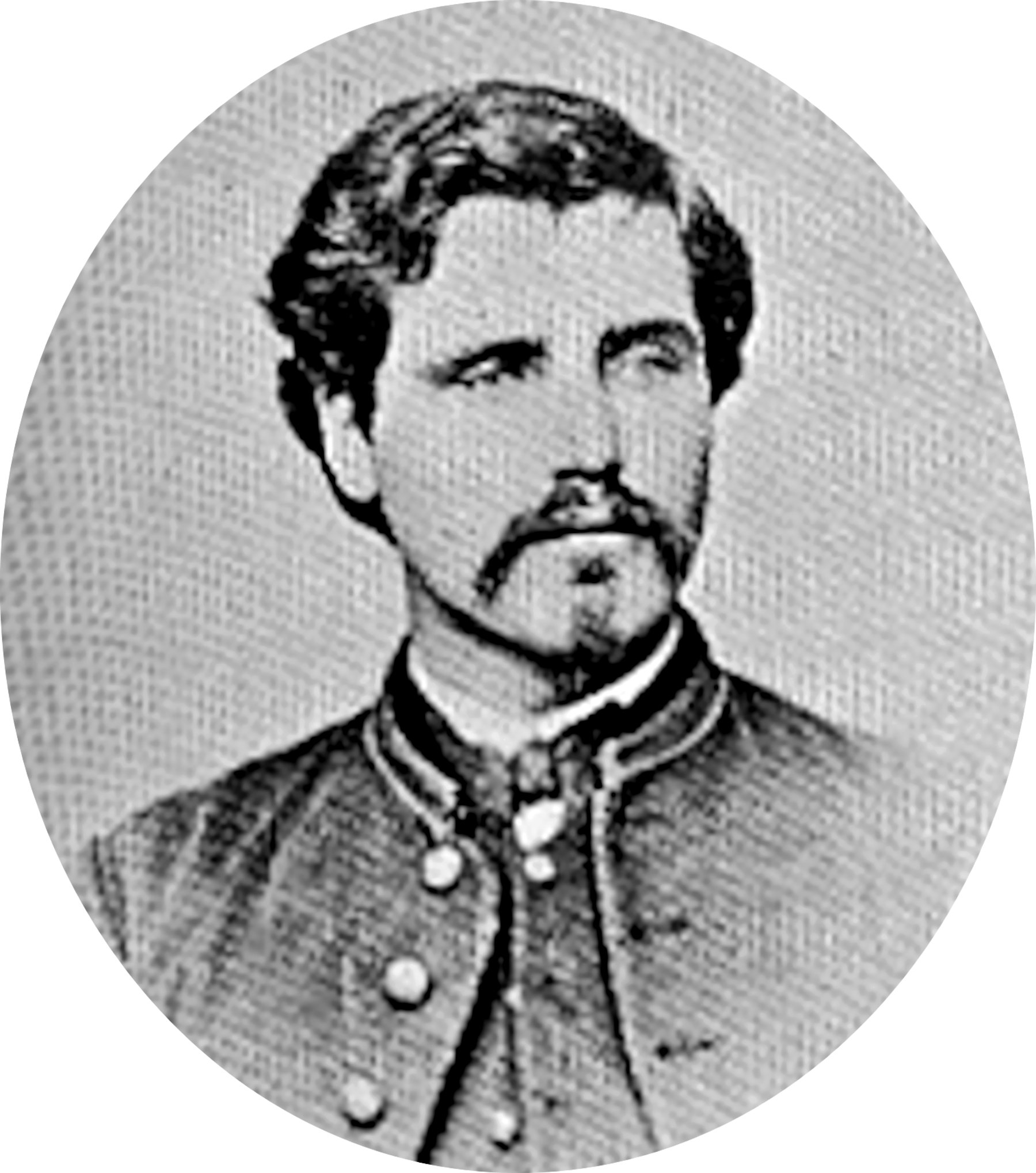
William S. Tilton ezredes, USA Barnes dandárparancsnoka
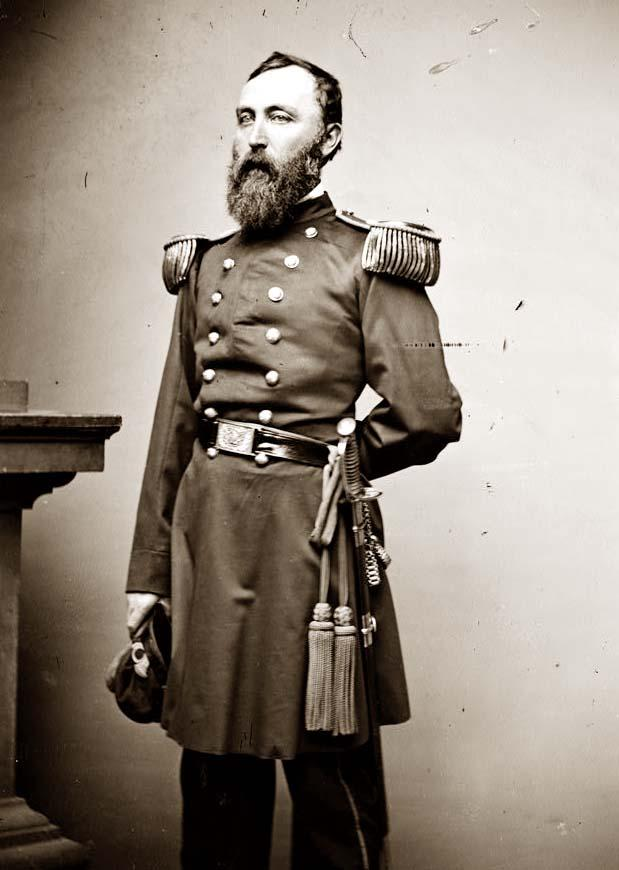
Jacob B. Sweitzer ezredes, USA Barnes dandárparancsnoka
John C. Caldwell dandártábornok, USA Hancock hadosztályparancsnoka
Samuel K. Zook dandártábornok, USA Caldwell dandárparancsnoka
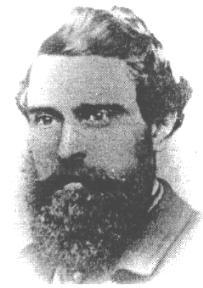
Patrick Kelly ezredes, USA az ír dandár parancsnoka
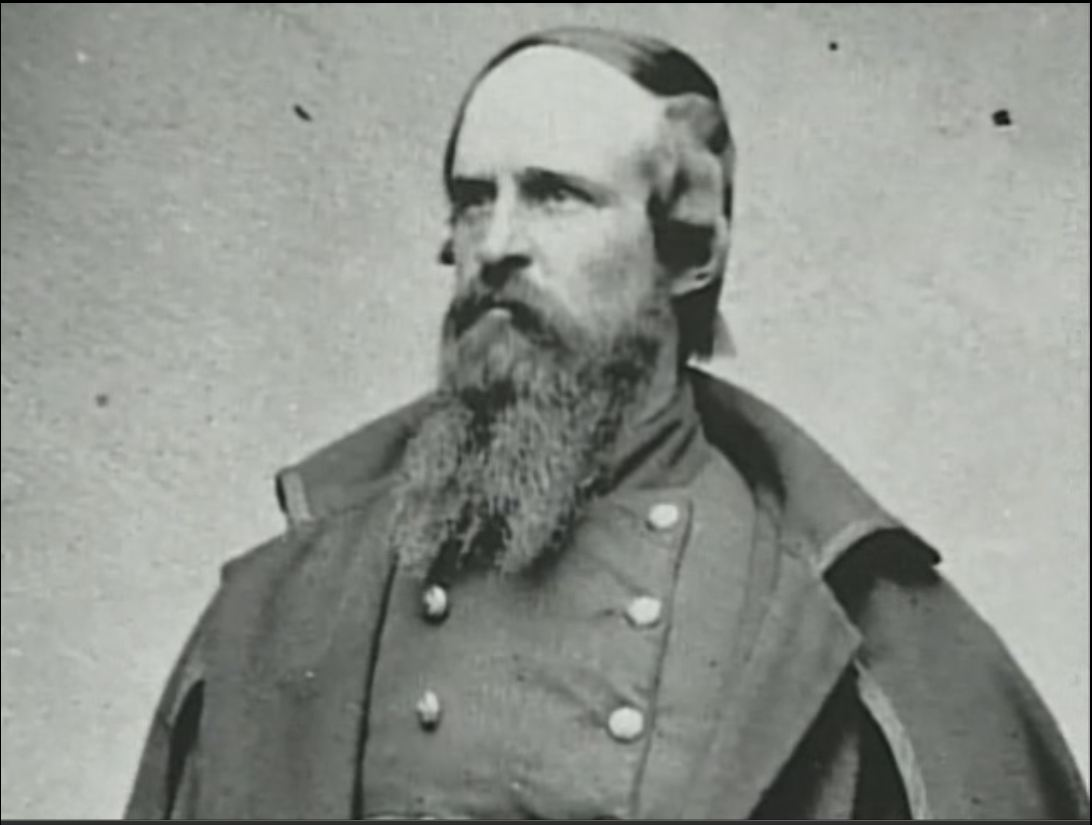
Edward E. Cross ezredes, USA Caldwell dandárparancsnoka
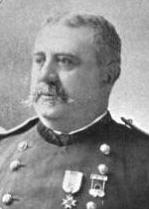
John R. Brooke ezredes, USA Caldwell dandárparancsnoka

#### Az uniós segítség második hulláma

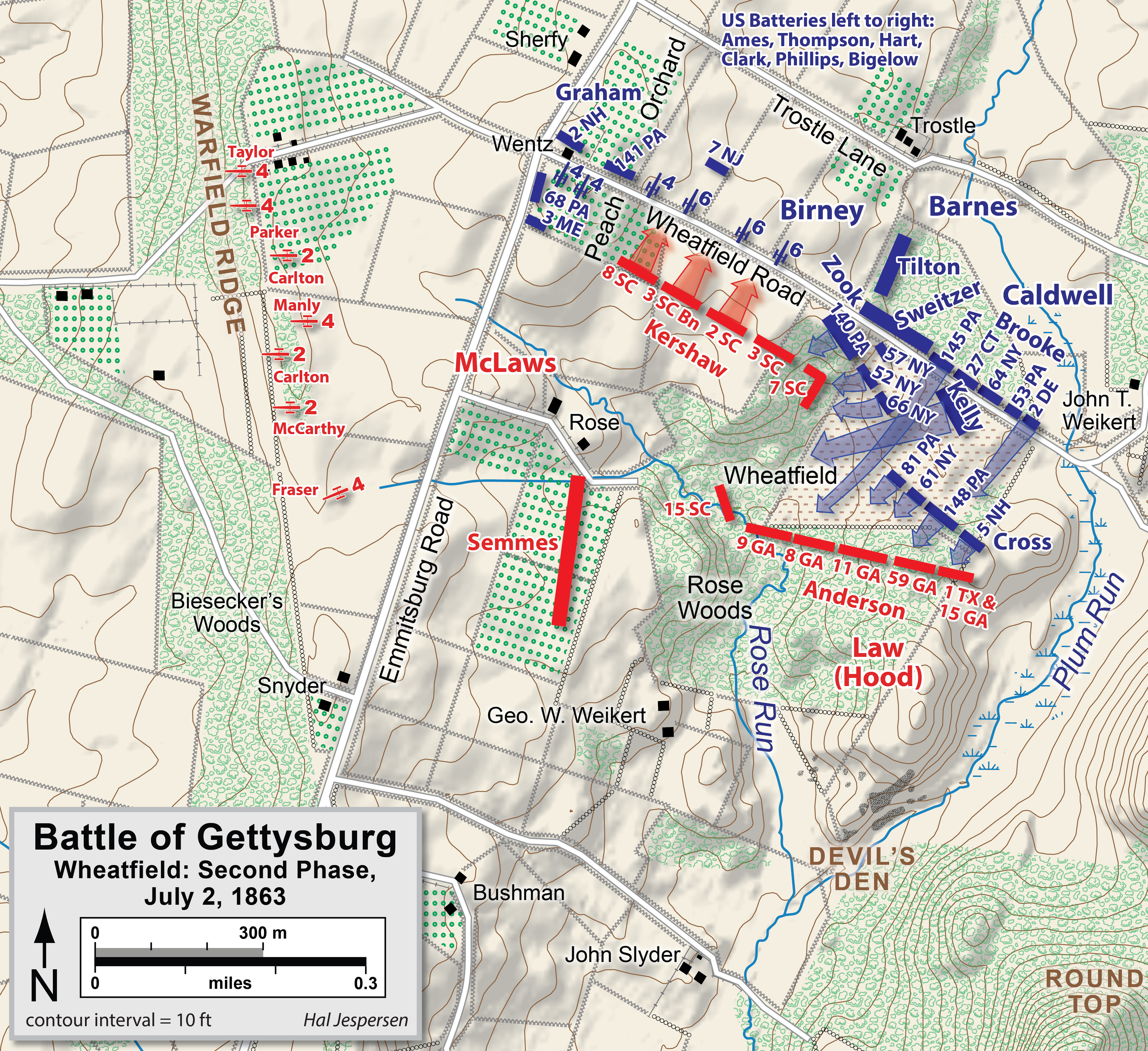
Caldwell és Barnes hadosztályának visszavonulása után Kershaw felgönyölíti a Wheatfield Road (Gabonaföld út) tüzérségi fedezetét. Anderson és Semmes katonái tőlük nyugatra haladnak előre. Az uniós erők a Szilvás-patak túloldalára szorulnak

A Trostle-farm és istálló épületei. 80 fölötti lótetemet szedtek össze a farm területéről. A lovak Bigelow ütegéhez tartoztak

Caldwell segítséget keresett szorongatott hadosztálya számára. Törzskara kérésére Barnes megígérte Sweitzer segítségét és Sweitzert visszaküldte ugyanoda, ahonnan az imént kivonta. Ezalatt Caldwell Sykes második hadosztályához vágtatott, melyet Romeyn B. Ayres dandártábornok vezetése alatt közelgett kelet felől. Tőle is segítséget kért. Ayres egyik törzstisztje figyelmeztette, hogy a csapatai menekülnek, ezért Caldwell visszaindult hozzájuk. Brooksnak ugyanis elfogyott a lőszere és az egész hadosztálynak visszavonulást vezényelt. Sweitzer ismét előrevezényelte dandárját a Trostle-erdőből a Stony Hillre, figyelmen kívül hagyva, hogy immár balfelől is lövik. Ayres második hadosztályának reguláris katonái, Hannibal Day és Sidney Burbank ezredesek dandárja a Cemetery Ridge vonaláról előrenyomult a Szilvás-patak felé és megpróbált Caldwell menekülő egységeivel összekapcsolódni. A harc közben Burbank ezredes alakulata bal felé, a Rose Woods fái felé fordította arcvonalát. A dandár bal oldalát Anderson dandárja, a jobb felét Kershaw és Wofford dandárja támadta meg. A konföderációs katonák elérték a Plum Run Valleyt (Szilvás-patak völgye), melyet a "halál völgyének" emlegettek, mivelhogy tele volt a két oldal elesettjeivel. A Szilvás-patak vize eddigre már véres volt, de a szomjas katonák mindkét oldalon kénytelenek voltak inni belőle a hőségben, mikor épp elhaladtak mellette. Az 50. georgiai ezred kézitusában szuronnyal és bunkósbotként használt puskával küzdött Kelly ír dandárjával. Ayres parancsára Burbank és Day ezredes alakulatai visszavonultak a Szilvás-pataktól nyugatra levő területekről és a Little Round Toptól északra, a Cemetery Ridge vonalán tudták a soraikat rendezni. A Sweitzer elleni támadás egyre súlyosbodott, háromfelől fogták körbe és Wofford nyomása alatt, közel 50%-os veszteséggel vonult vissza pozíciójából. Tilton ennél jobban járt, de Wofford támadásakor ő is kénytelen lett a Trostle-erdőből visszavonulni a Szilvás-patakon túlra.
Stephen H. Weed dandártábornok dandárja a csatatéren való kezdeti bolyongás után elindult a Little Round Topra Strong Vincent vonalait meghosszabbítani. Az uniós erős szorult helyzetben voltak. A hőségben 25 km-t gyalogolt alabamaiak és a két texasi ezred már kétszer megtámadta a vonalukat. A Devil's Den felszámolása után hely nyílt a jobb szárnyukon és az immáron harmadik rohamhoz csatlakozott a 48. alabamai ezred és talán más egységek is. A 15. alabamai ezred jobbra húzódott, hogy megtalálja az uniós vonal bal végét. A 20. maine-i ezrednek vissza kellett hajtania a vonalát, hogy ezt megállíthassa. Vincent jobb szárnya megingott egy téves parancs folytán és a katonák némelyike elkezdett visszavonulni. Weed dandárjának első ezrede, a 140. new yorki színpompás zuáv egyenruhában sietett Vincenték segítségére, vezetőjét, Patrick H. O'Rorke ezredest szinte azonnal lelőtték. Mögötte Weed három másik ezrede követte és a dombtetőre felküzdötték Charles E. Hazlett hadnagy ütegének hat ágyúját is, melyek egymás után tüzelni kezdtek. Weed az ágyúk mellett kapott halálos sebesülést. Hazlett odahajolt, hogy meghallgassa a haldokló végső szavait és őt is lelőtték. A katonák szívós harcban visszaverték Law harmadik rohamát. Vincent a harcban bal lábán átmenő golyótól olyan súlyos ágyéksebet kapott, hogy el kellett szállítsák a tábori kórházba. James C. Rice ezredes, a 44. new yorki ezredtől vette át a dandár fölötti parancsnokságot. A magaslat védelmének gyakran ismételt momentuma volt a 20. mainei ezred Joshua Lawrence Chamberlain ezredes által elrendelt, de valószínűleg Holman S. Melcher hadnagy által vezetett szuronyrohama, miután a maineiek kifogytak a lőszerből. A Vincentet megsegítő 140. new yorki ezreden kívül Weed dandárja összekapcsolódott Ayres katonáival. Burbank 447 fő veszteséget kellett elkönyveljen, Day 382 főt. Az eddig támadó hét konföderációs dandár 10 szövetségi dandárt vert ki állásaiból, semmisített meg, vagy tett harcképtelenné a II., a III. és az V. hadtestből. A szövetségi védelmi vonal a magaslaton végre megszilárdult, és a konföderációs támadás kelet felé megállt. Észak felé, a Lee által elrendelt eredeti irányban, a Cemetery Hill dombja felé azonban folytatódott.

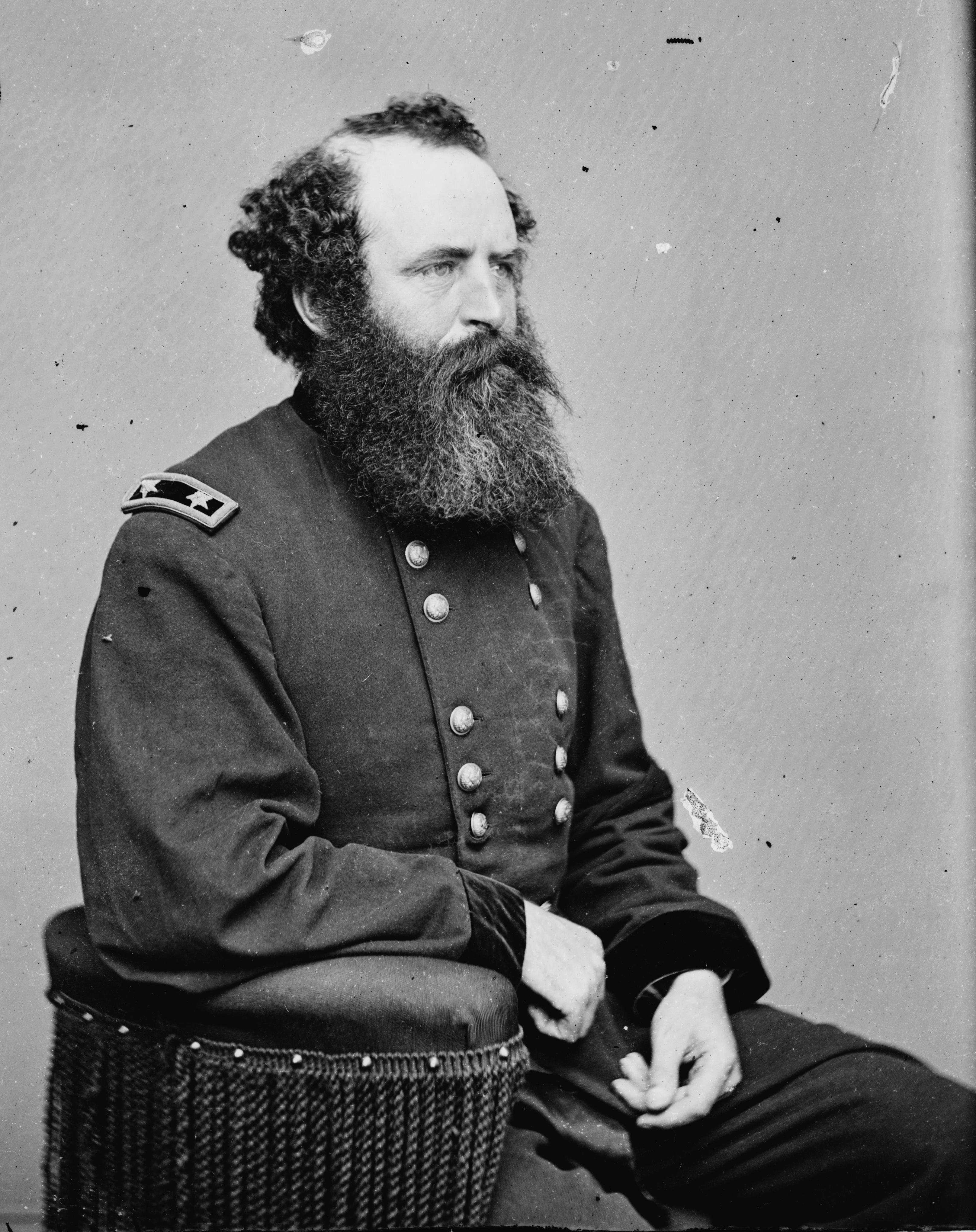
Romeyn B. Ayres dandártábornok, USA Sykes hadosztályparancsnoka
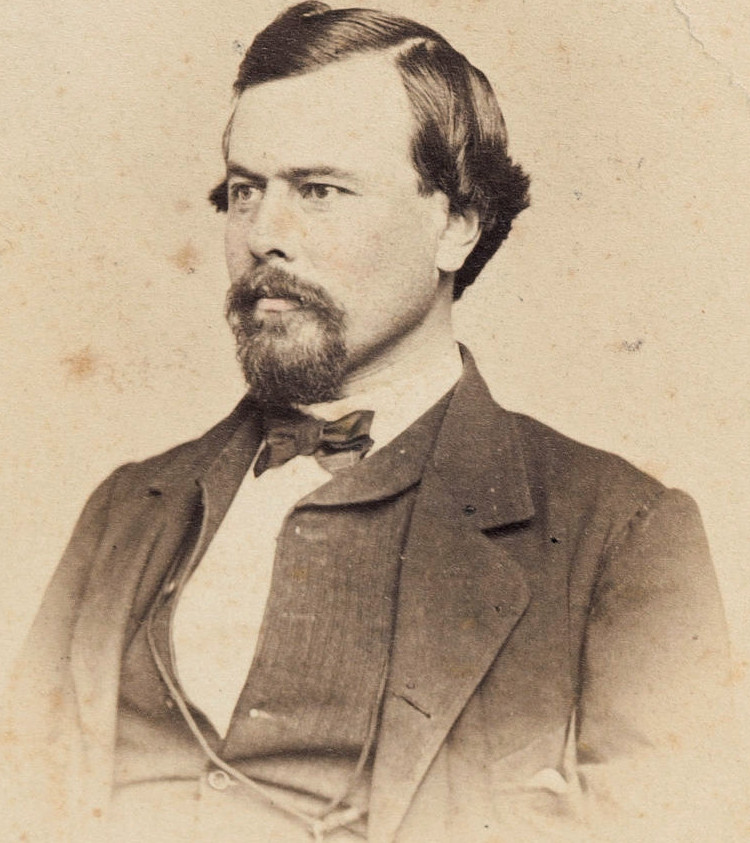
Stephen H. Weed dandártábornok, USA Ayres dandárparancsnoka
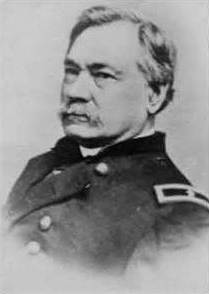
Sidney Burbank ezredes, USA Ayres dandárparancsnoka
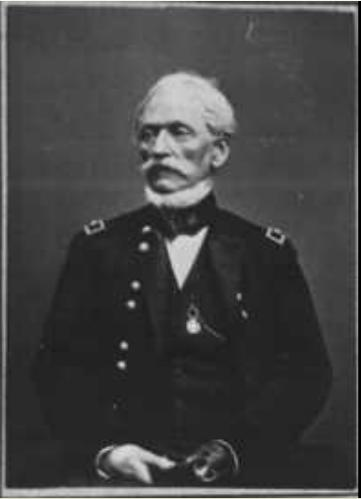
Hannibal Day ezredes, USA Ayres dandárparancsnoka
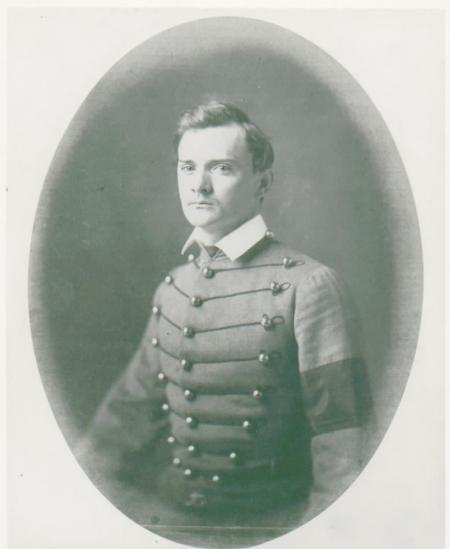
Charles E. Hazlett hadnagy, USA az V. hadtest tüzére
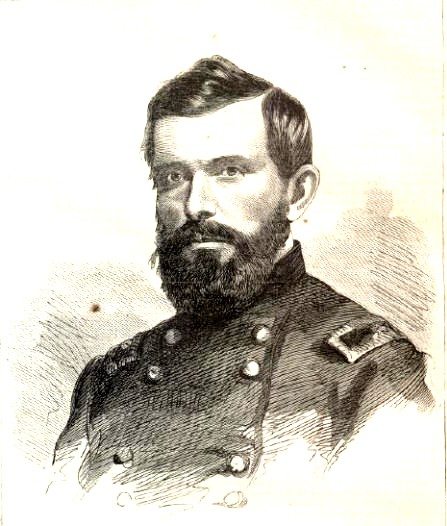
James C. Rice ezredes, USA Vincent dandárjának parancsnoka
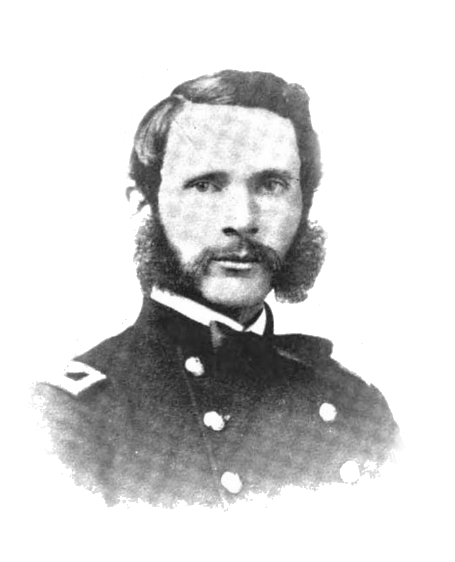
Patrick H. O'Rorke ezredes, USA 140. new yorki ezred parancsnoka
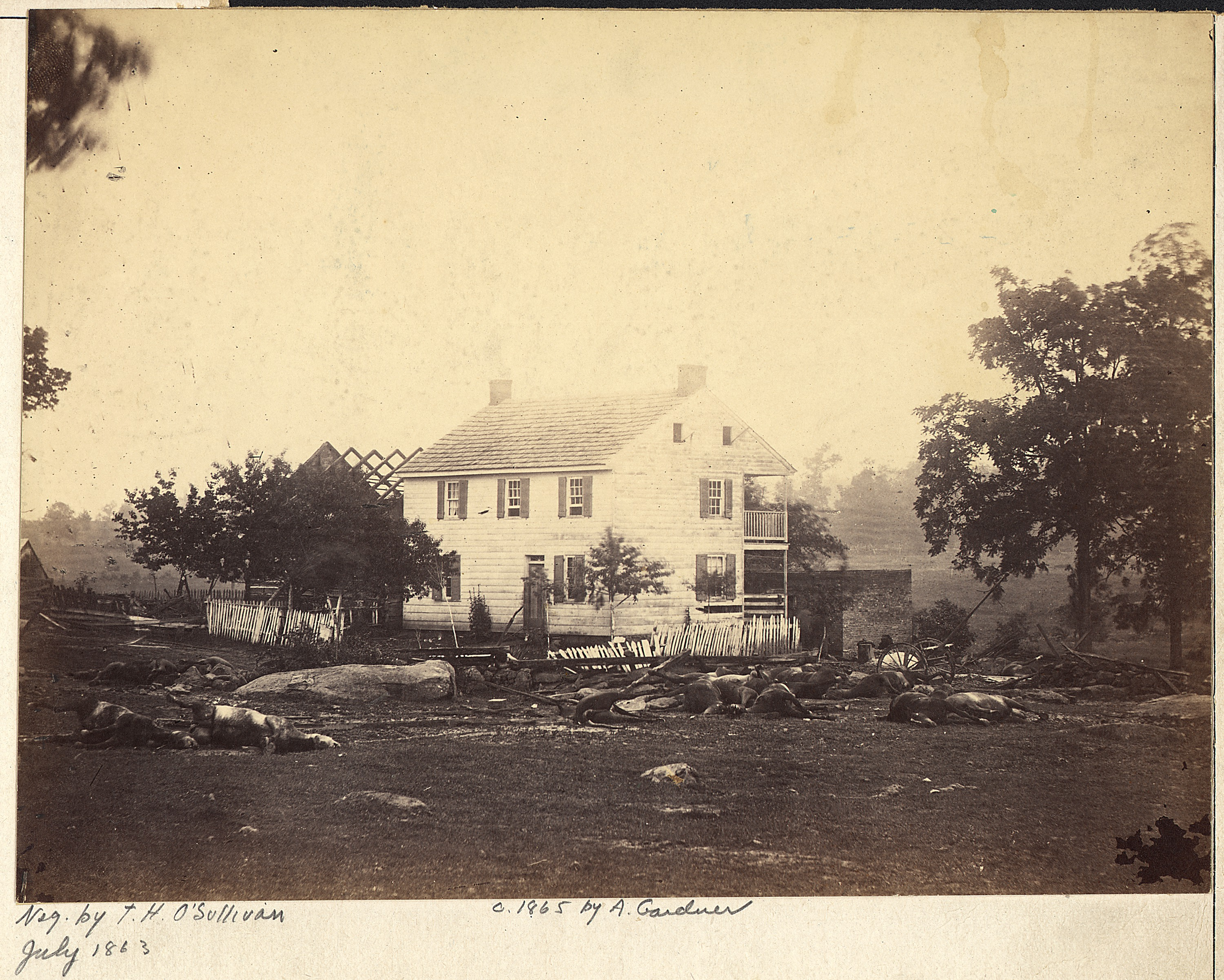
Trostle-farm

#### Barksdale, Wofford, Wilcox és Lang támadása

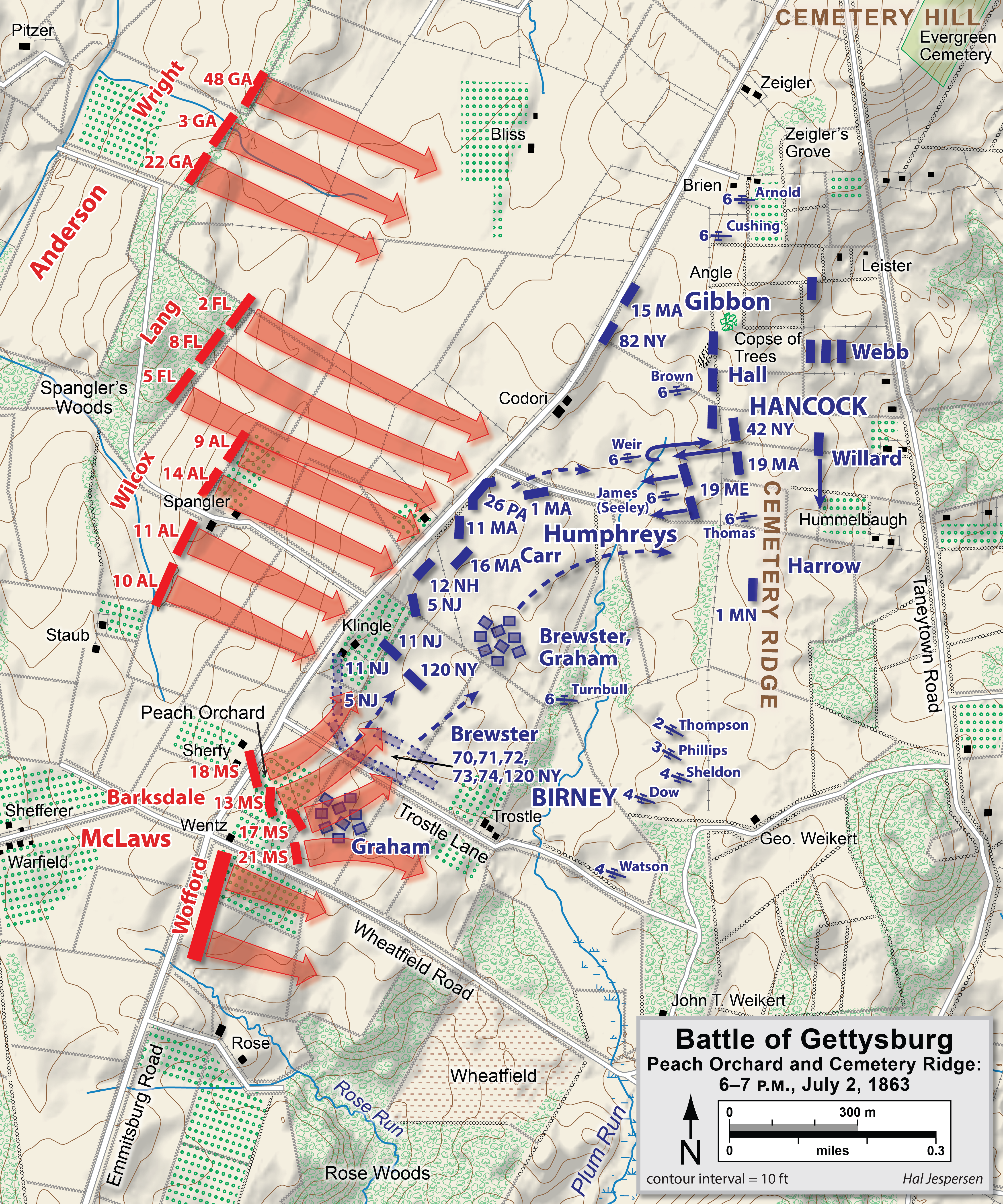
Barksdale és Wofford támadásának második része. Észak felé három dandár készülődik támadáshoz Richard H. Anderson hadosztályából

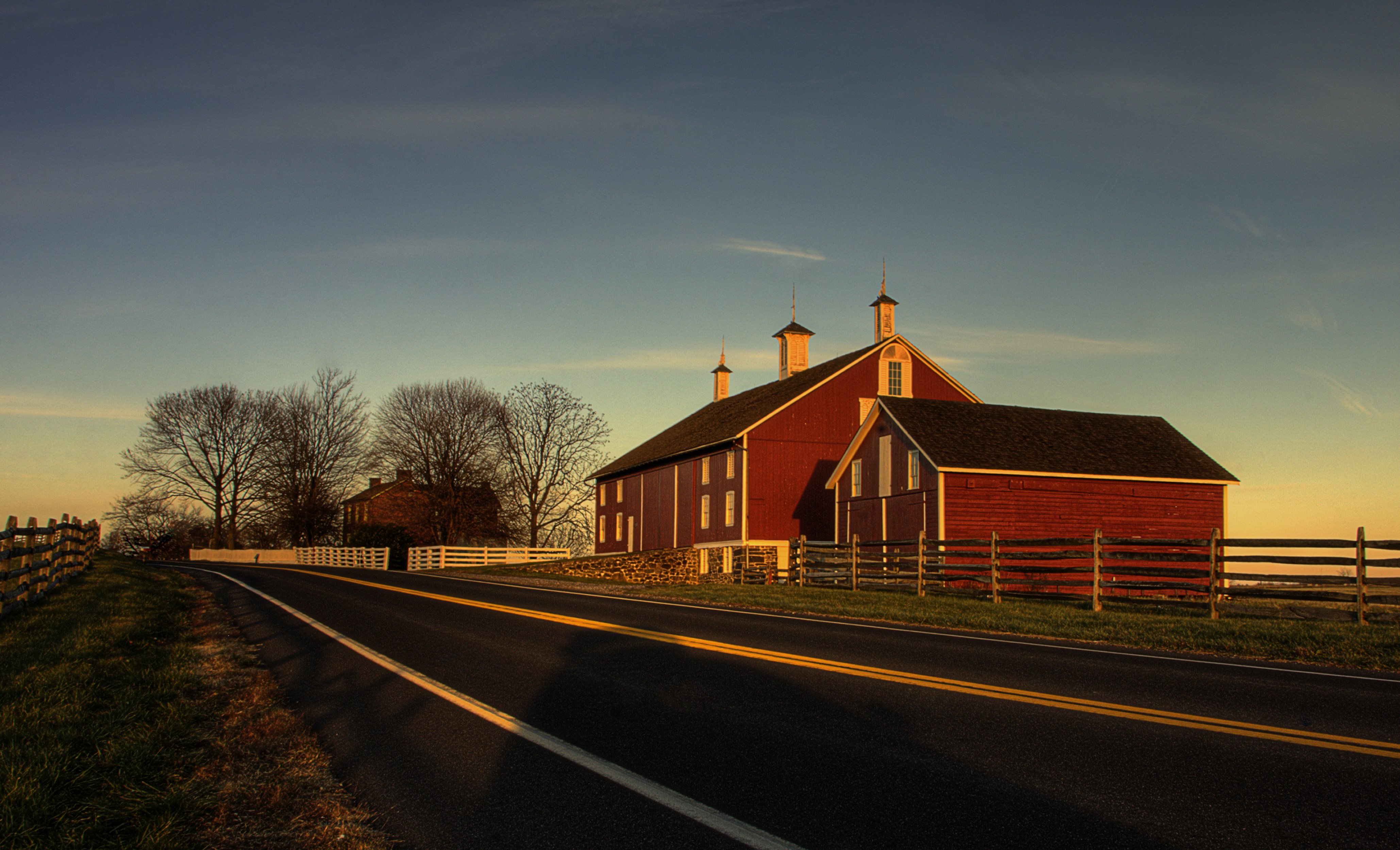
A Codori-farmház és istálló az Emittsburg út felőli oldalról

Kershawtól balra Barksdale és mögötte Wofford dandárja megtámadta a III. hadtest szellős védelmi vonalát, melyet Charles K. Graham dandártáborok dandárja védett a Wentz farmtól a Sherfy farm barackosáig. A fő védelmi vonal előtt kb. 200 méterre elsöpörték a csatározók két ezredét, majd megtámadták az Emmitsburg úton elhelyezkedő állásokat. A Gabonamező úttól a Trostle Lane (Trostle út) vonaláig Graham pennsylvaniai dandárja megszűnt harcképes erőnek lenni. Meghátrált James Thompson százados 8 lövegből álló ütege. Felszámolták továbbá J. H. Hobart Ward és George C. Burling dandárjába tartozó egy-egy ezredet is. Burling dandárja tartalékot képezett, amiből a harctér különböző pontjaira mozgattak ezredeket. Egy a Devil's Dennél harcolt, kettő a Gabonamezőn, kettő a Barackost védte, egy pedig az Emittsburg út mentét.
Sickles főhadiszállása a Trostle-istállóban volt és a támadás idején a törzs sietősen hátrálni kezdett. Sickles jobb lábát egységeinek irányítása közben ágyúgolyó roncsolta össze. Sickles bátran viselkedett, szivarozva tűrte a fájdalmat, amíg lesegítették a nyeregből és bekötözték a sebét, később azonban az egész jobb lábát amputálni kellett. A hadtest vezetését átadta hadosztályparancsnokának, David B. Birneynek és elszállították a csatatérről. Barnes bokasebet kapott és a tábori kórházba ment, így dandárja előreküldéséhez nem lehetett megtalálni. Birney a hadosztálya élére J. H. Hobart Wardot emelte és átvette a III. hadtest maradékának vezényletét. Megpróbálta megmenteni az összeomlóban levő védelmet és utasítást adott a másik hadosztály parancsnokának, Andrew A. Humphreysnek, hogy a Trostle Lane-től északra vonalat görbítsék vissza és szolgáljanak felsorakozási pontként Graham dandárjának menekülői számára. A 11. new jersey-i, a 71. és 72. és 73. new yorki ezred arcvonalat váltott és dél felé fordult a Klingle-farmház magasságában. Valószínűleg a 120. new yorki ezred is ekkor váltott arcvonalat. Joseph B. Carr dandártábornok hat ezredből álló dandárt irányított. Birney az ő ezredeit is felhasználta a rogyadozó vonal dél felé orientálásához.
Barksdale négy mississippi ezredéből három enyhán balra kanyarodott és az Emittsburg út mentét próbálta megtisztítani az uniós jelenléttől. A jobboldali negyedik ezred, a 21. mississippi ezred lemaradt ettől a manővertől és pár száz méterre hátrébb rendezte sorait. A 18., a 13. és a 17. mississippi ezred megállíthatatlannak bizonyult és oldalba támadta Birney sebtében rendezett vonalát. William R. Brewster ezredes, a dandárparancsnok a 120. new yorki ezrednél tartózkodva állta legtovább a sarat és végtelenül hosszúnak ható ideig nem hátrált, de Wilcox dandárjának támadásakor 203 emberét elveszítve megfutott. Brewster dandárja meghátrált és feladták a Trostle-farmot és a hozzá vezető mellékutat. A 21. mississippi ezred déli katonái a sebtében az ágyúk elég fogott lovakat kezdték öldökölni, hogy megállítsák az ágyúk elmenekítését. Wofford a már korábban leírt módon a Stony Hillen és a Gabonamezőn vívott küzdelembe segített be. Barksdale lóháton ülve, karddal hadonászva vezette a támadást Humphreys hadosztályának maradéka ellen. Barksdale 1600 mississippibeli katonája ezredet ezred után futamított meg közülük. Graham dandárja a Cemetery Ridge felé hátrált; Graham alól két lovat is kilőttek, végül srapneltalálattól és golyótól szerzett sebesüléssel esett a 21. mississippi ezred fogságába. Wofford emberei ezalatt Barksdale dandárjától délebbre kanyarodva találtak rést beférkőzni a vonalba és adtak új lendületet Kershaw támadásának a Barackosban.
Cadmus M. Wilcox dandártábornok dandárja Richard H. Anderson hadosztályának jobb szárnyát képezte. Anderson a hadosztályát dandáronként egymás mellett helyezte el és sokmindent nem tudunk róla, mert úgy utálta a papírmunkát, hogy ha csak tehette, kibújt a jelentésírás alól. A. P. Hill hadtestparancsnok csak órákkal azután tájékoztatta róla, hogy általános támadás fogja kezdetét venni, hogy saját maga tudomást szerzett róla. Ezt követően Lee maga is megjelent a dandárnál és elismételte, hogy az öt alabamai ezred feladata McLaws hadosztályának támadásához igazodni és en echelon oldalba támadni a szövetségi védelmet. A Wilcox dandár a Pitzer-erdőben délután már összemérte fegyvereit az uniósokkal. Kb délután 6 órakor a Sherfy-háztól a Rogers-farmig tartó vonalon az alabamaiak előrelendültek. A 63. new yorki és az 5. new jersey ezred csatározói visszatértek ezredükhöz. Aaron P. Seeley százados és John G. Turnbull hadnagy ütegei borzalmas, nagy veszteségeket okozó tüzet zúdítottak Wilcox katonáira és tőlük balra lépcsőzetesen nekiinduló Perry-dandárra. Miután azonban azok nem torpantak meg, az ütegeket visszarendelték. Turnbull ütege 45 lovat veszített, így a gyalogság segítsége kellett az ágyúk hátramozgatásához. Négy ágyút nem is sikerült kimenteni. A floridai Perry-dandárt David Lang ezredes vezette a tífuszos lázzal küzdő Edward A. Perry dandártábornok helyett. A 700 főt számláló minidandár Carr dél felé fordult ezredeit rohamozta meg teljesen váratlanul, mert az uniós ütegek füstjétől nem is lehetett látni a közeledését. Carr két szélső ezredét megpróbálta szembefordítani a floridaiakkal, de ekkor új parancsok érkeztek.

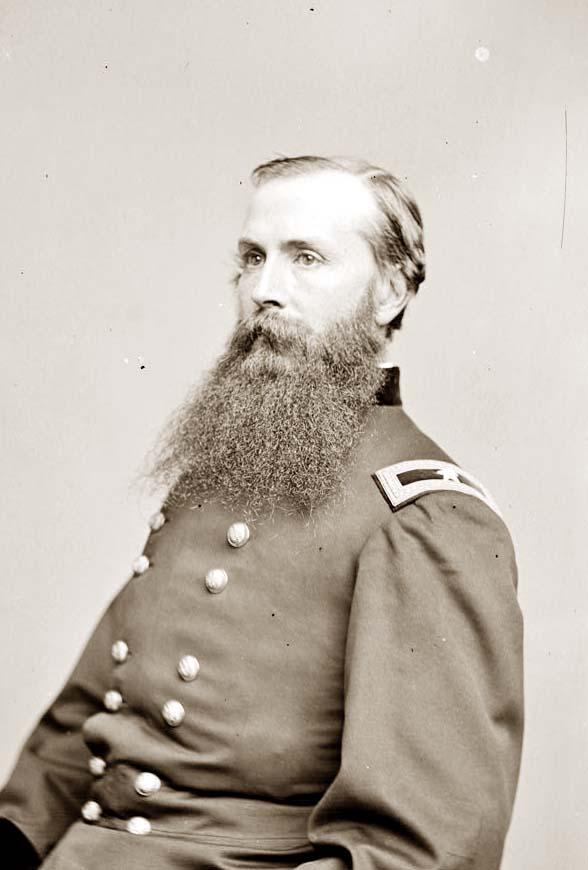
Charles K. Graham dandártábornok, USA Birney dandárparancsnoka
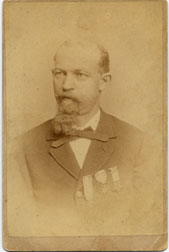
George C. Burling ezredes, USA Humphreys dandárparancsnoka
Joseph B. Carr dandártábornok, USA Humphreys dandárparancsnoka
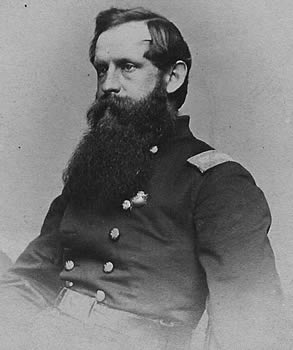
William R. Brewster ezredes, USA Humphreys dandárparancsnoka
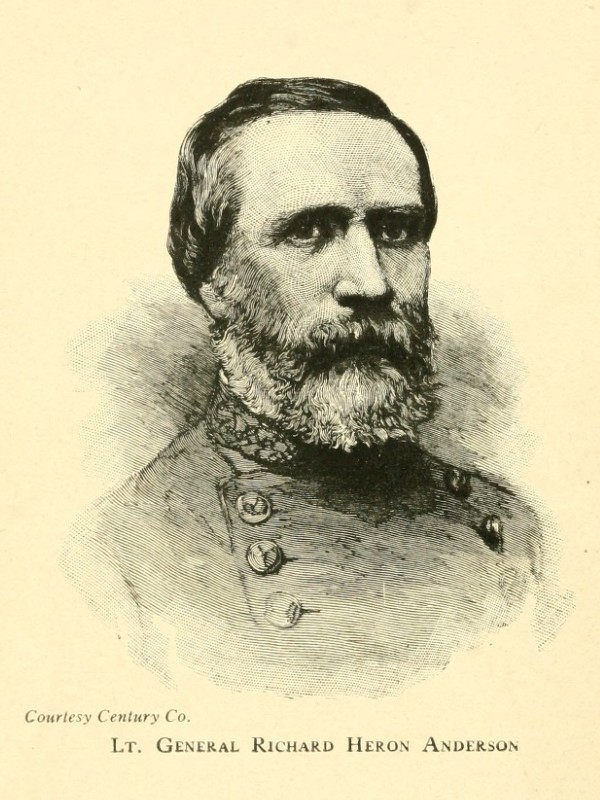
Richard H. Anderson vezérőrnagy, CSA A. P. Hill hadosztályparancsnoka
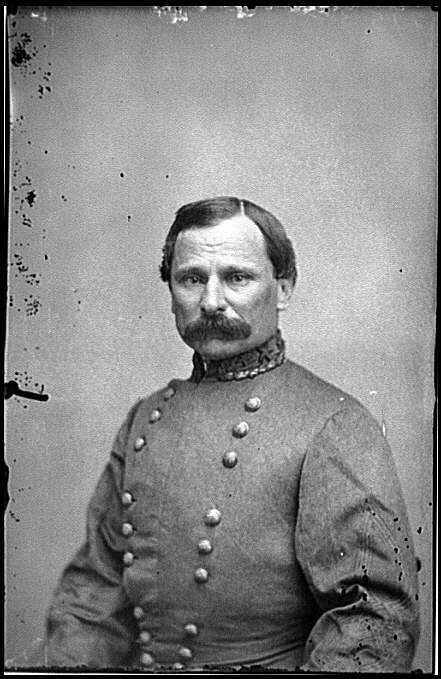
Cadmus M. Wilcox dandártábornok, CSA Anderson dandárparancsnoka
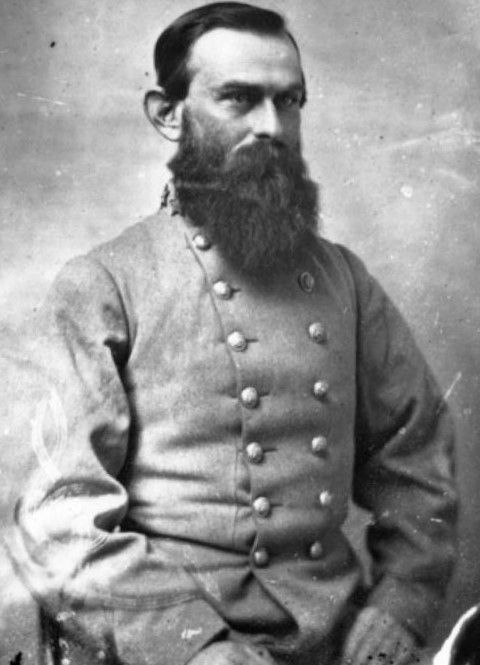
David Lang ezredes, CSA Anderson dandárparancsnoka
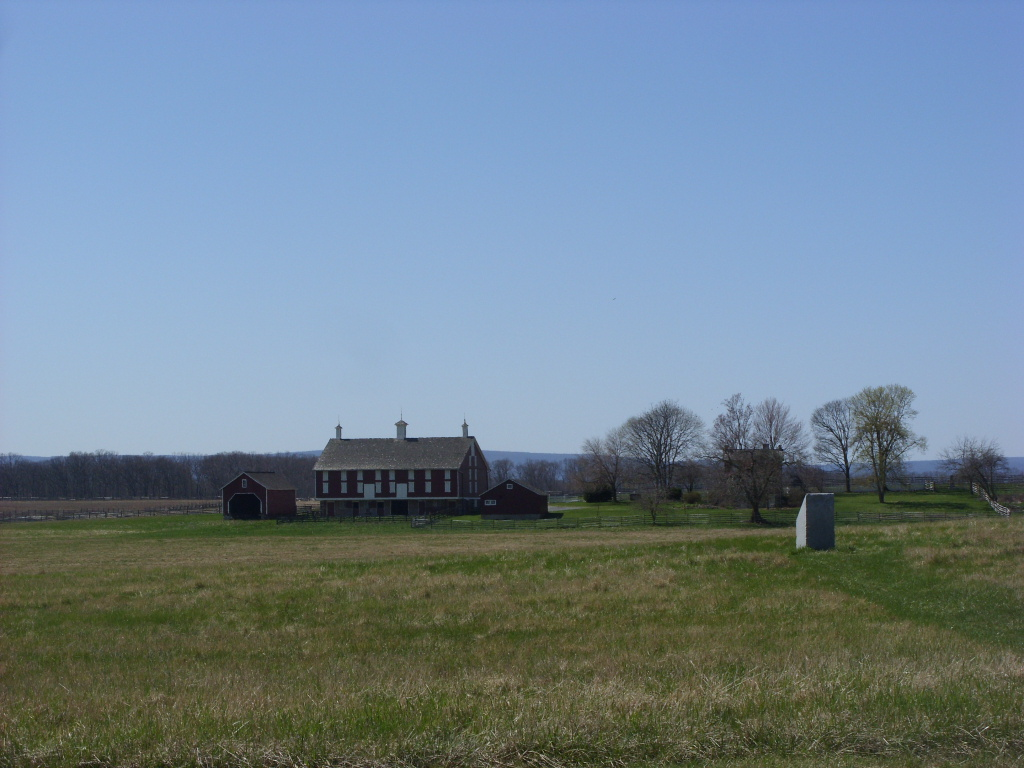
A Codori farmház az Emittsburg úttal ellentétes oldaláról

### Az uniós visszavonulás

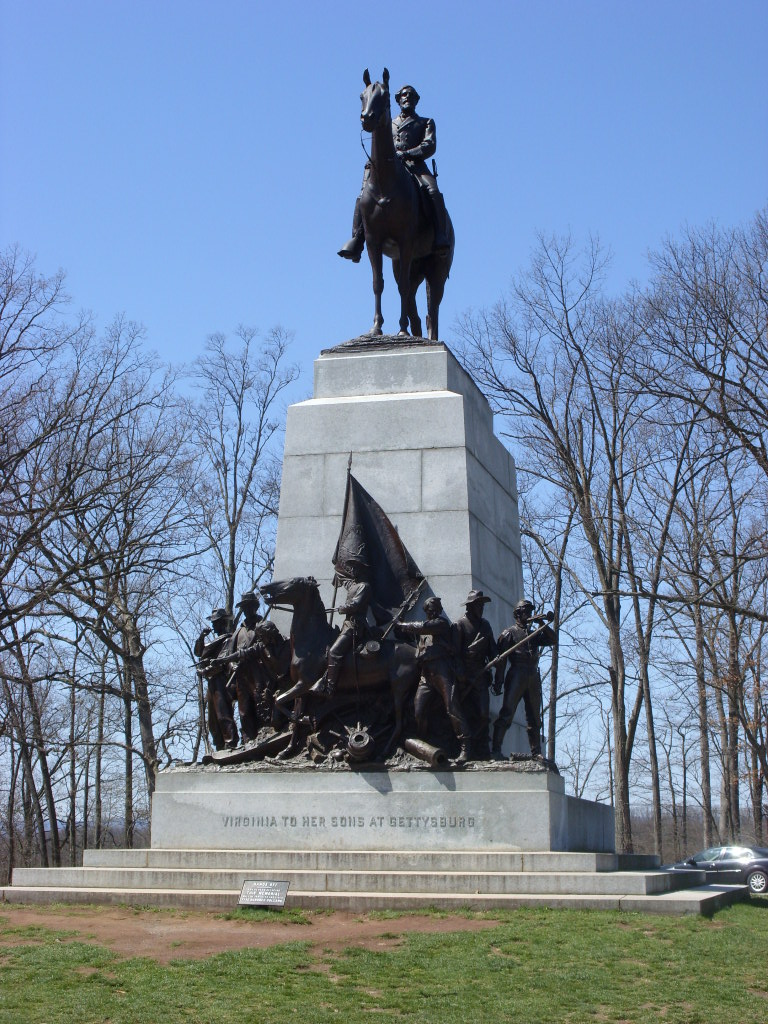
A Virginia emlékmű a Gettyburgi Nemzeti Parkban a legmagasabb lovas emlékmű az összes közül. Lovon ülve Lee tábornagy látható, alul katonái a déli társadalom stilizált alakjai

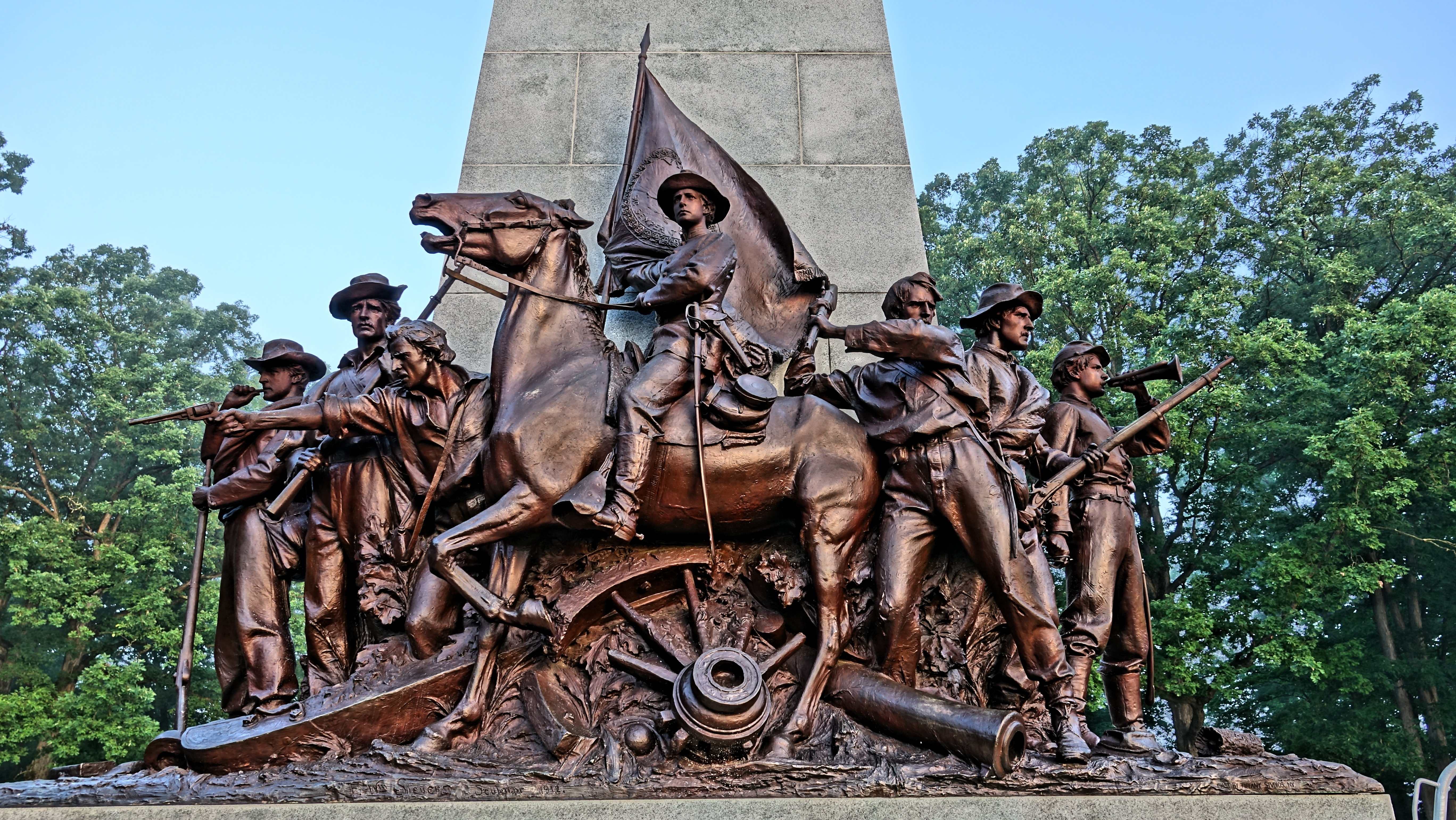
A Virginia emlékmű talapzatának szoborműve

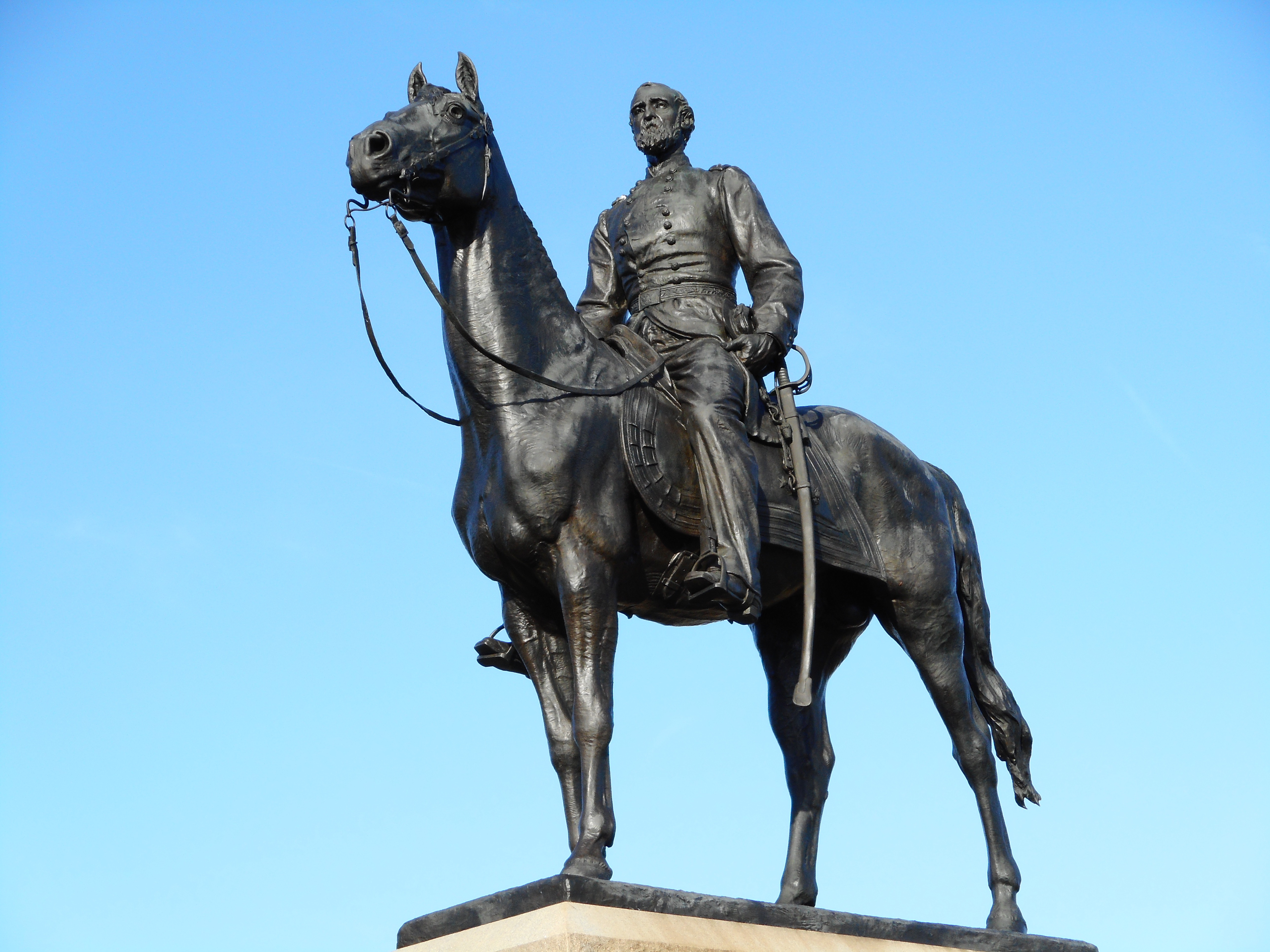
George G. Meade lovas szobra a Gettysburgi Nemzeti Parkban

#### Az Emittsburg út feladása
Birney Ayres hadosztályának visszavonulását és általában a III. hadtest állásainak déli részén súlyosbodó helyzetet látva úgy döntött, hogy az Emittsburg út mente nem tartható. Személyesen Carrnak, egy futár segítségével pedig Humphreysnak adta ki a parancsot, hogy a III. hadtest vonuljon vissza a Temető-gerincre. Humphreys nem látta a saját helyzetét veszettnek, értékelése szerint hadosztálya képes lett volna a helyén kitartani, ezért dühöngött a veszteségteljesnek kinéző visszavonulási parancson. Pfanz szerint Birney döntése indokolt és szükséges volt. A viszonylag rendezett visszavonulás ténylegesen veszteségekkel járt. Brewster ezredes halott lováról egy közlegény a 71. new yorki ezredből távozás előtt gondosan levágta Brewster véresen is szép nyergét és átadta meglepett ezredesnek. A közlegényt két perc múlva agyonlőtték. A 12. new hampshire-i ezred létszáma felét vesztette el hátrálás közben. A 11. new jersey-i ezred is kezdetben rendezetten vonult vissza, de mivel 60%-os veszteség mellett a tisztek egymás után estek el, a katonák morálja összeomlott és megfutottak. Hátul azonban az egyik már korábban megsebesült százados fel tudta sorakoztatni őket. Humphreys lóhátról irányította a visszavonulást, ám hét sebből vérző lova az utolsó repesz miatt levetette a hátáról a tábornokot. Tisztiszolgája sebesült volt már, mikor saját lovát felajánlotta Humphreysnak, aki elfogadta. Az inas nem került elő többet a harcból.
Wilcox és Perry dandárjai követték a visszavonuló szövetségieket és nyomás alatt tartották őket. Wilcox némileg balra mozdult, hogy Barksdale csapatait elkerülje. Lang és a Perry-dandár a Rogers és a Codori-farm között lépte át az Emittsburg utat és haladt előre. Seeley ütege nem kapott parancsot a visszavonulásra, így a 8. és 10. alabamai ezrednek kellett kimozdítani állásából. Barksdale a Birney-féle vonal áttörése után újra harcba akarta vinni a megfogyatkozott mississippieket. Az előrenyomulás momentumát fenntartandó azt kiabálta, hogy még egy roham és a nap győztese lesznek. William D. Holder és Thomas M. Griffin ezredesek, a 17. 18. mississippi ezred parancsnokai tiltakoztak, hogy a katonáik rendezetlenül kavarogtak a füstben és ágyútűzben, de Barksdale elutasította a felsorakozás gondolatát, mert a szövetségieket menekülésben akarta tartani. Hogy elkerüljék a torlódást Wilcox dandárjával, jobbra tértek ki és kelet felé haladtak tovább a szövetségiek visszavonulását követve. Barksdale, Wilcox és Perry dandárjai lényegében maguk előtt terelve egy nagy csapatnyi uniós katonát a Temető-gerinc egy olyan része felé igyekeztek, amely azelőtt a II. hadtest felügyelete alá tartozott és Caldwell hadosztálya védte. Most nem volt több sorba rendeződött szövetségi erősítés; a III. hadtest visszavonulása ezen a ponton komoly megfutást vetített előre a Codori-farmtól fél kilométeres szakaszon. A konföderációs katonáknak úgy tűnt sikerülni fog az uniós állások balfelének szétzúzása.

#### A II. hadtest segítsége
Caldwell hadosztályától jobbra John Gibboné állt. Gibbon a III. és a II. hadtest közötti rés eltömése céljából a hadosztálytartalék William Harrow dandártábornok dandárjából két ezredet még a konföderációs támadás előtt balra helyezett. A 82. new yorki és a 15. massachusettsi ezred megpróbálta a III. hadtesttel felvenni a kapcsolatot és kerítéslécekből sáncokat rögtönöztek a Codori-farm épületeitől észak felé. Kicsit később Gibbon utánuk küldte Thomas F. Brown Rhode Island Light Battery B nevű ütegét, melyet tőlük balra és hátrafelé egy buckára települt. Két másik üteg áll Gibbon hadosztályának balján, Evan Thomas és Gulian V. Weir hadnagy ütegei a tüzérségi tartalékból. Thomas ütegének a fedezetére egy másik Harrow-féle ezredet, az 1. minnesotait küldték. Weir hadnagy ütegét Hancock a Codori farmtól délre küldte azzal az utasítással, hogy figyeljen, mert balra tőle a csapatok visszavonulnak. Hancock a 19. maine-i ezredet személyesen vezette a fedezetükre. Ekkor Wilcox és Lang támadása elől már javában folyt a visszavonulás, Weir tüzelni kezdett, majd a lőszerkészlet ellövése után visszavonult. Humphreys segítséget kért a II. hadtesttől, Hancock pedig utasította Gibbont, hogy adjon két ezredet. Gibbon Norman J. Hall ezredes dandárját jelölte ki, amely a 19. massachusettsit és a 42. new yorki ezredet adta. A kérést átadó hadnagy a füstben elvezette őket a II. hadtestől balra. A 19. maine-i ezredtől jobbra települtek. Mind a három ezred harcolt az előretörő déli katonákkal, majd többszáz lépésnyi távolságot visszavonult a megszilárduló védvonalhoz.
Meade szintén segítséget kért Birney számára Hancocktól egy teljes dandár formájában. Hancock ekkor Alexander Hays dandártábornok hadosztálytartalékát, George L. Willard ezredes dandárját jelölte ki segítségnek. Willard a Ziegler's Grove-ban (Ziegler-liget), jóval északabbra tartózkodott. Mielőtt elhagyták volna a II. hadtest sorait, még különösebb utasítás érkezett a főhadiszállásról. Hancocknak a II. mellett a III. hadtest fölötti parancsnokságot is át kellett vennie. Úgy tűnt, hogy Meade nem volt elégedett a stabil katonai múltat felmutatni nem tudó Birney hadtestparancsnokká avanzsálásával és West Pointi akadémiát végzett vezetőt akart a III. hadtest élén látni. Bár ez a legkevésbé sem nyerte meg Hancock tetszését, a II. hadtest irányítását ideiglenesen Gibbonra hagyta és Willard dandárját vezetve dél felé indult. Találkozott Birneyvel, aki informálta a Búzamező kiürítéséről. Hancock felsorakoztatta Willard dandárját az 1. minnesotai ezredtől balra és aztán elküldte a stábtisztjét még több erősítésért. Ez Alexander S. Webb dandártábornok dandárját jelentette. Ezzel már a II. hadtestnek több mint a fele elhagyta az állását és a III. hadtest segítségére sietett. Ezekkel az erőkkel ellentámadást kísérelt meg, hogy a menekülőknek időt adjon az újrarendeződésre. Willard csapatai haramosan mellbe találták Barksdale-t, mialatt dandárja folytatta az előrenyomulást a Szilvás-patakig. Maga is a támadás folytatására bíztatta a katonákat és sebesülten a csatamezőn hátramaradt. Déli szanitécek kimentették, de másnap belehalt a sebesülésébe.

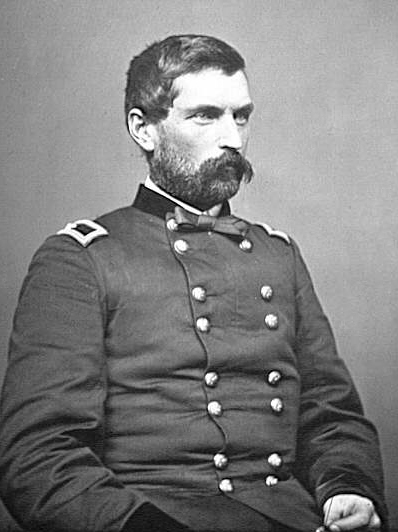
John Gibbon dandártábornok, USA Hancock hadosztályparancsnoka, utóda a II. hadtest élén
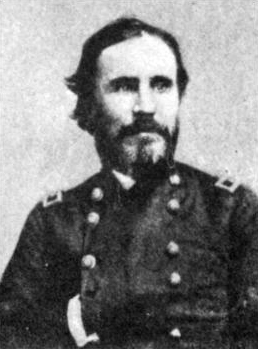
William Harrow dandártábornok, USA Gibbon dandárparancsnoka, utóda a hadosztály élén
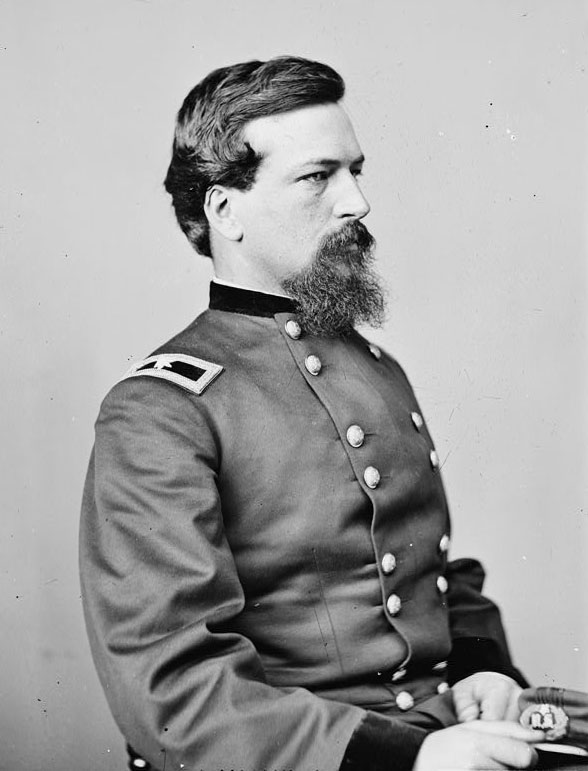
Alexander S. Webb dandártábornok, USA Gibbon dandárparancsnoka
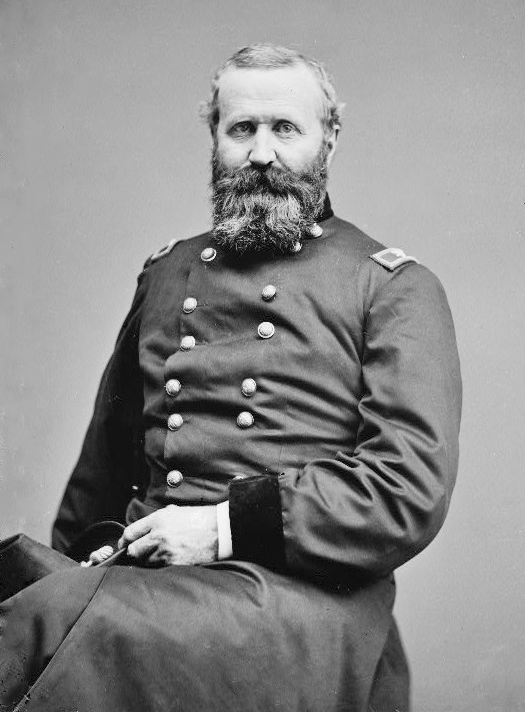
Alexander Hays dandártábornok, USA Hancock hadosztályparancsnoka
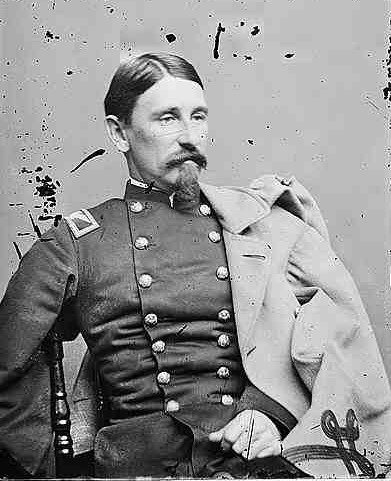
George L. Willard ezredes, USA Hays dandárparancsnoka
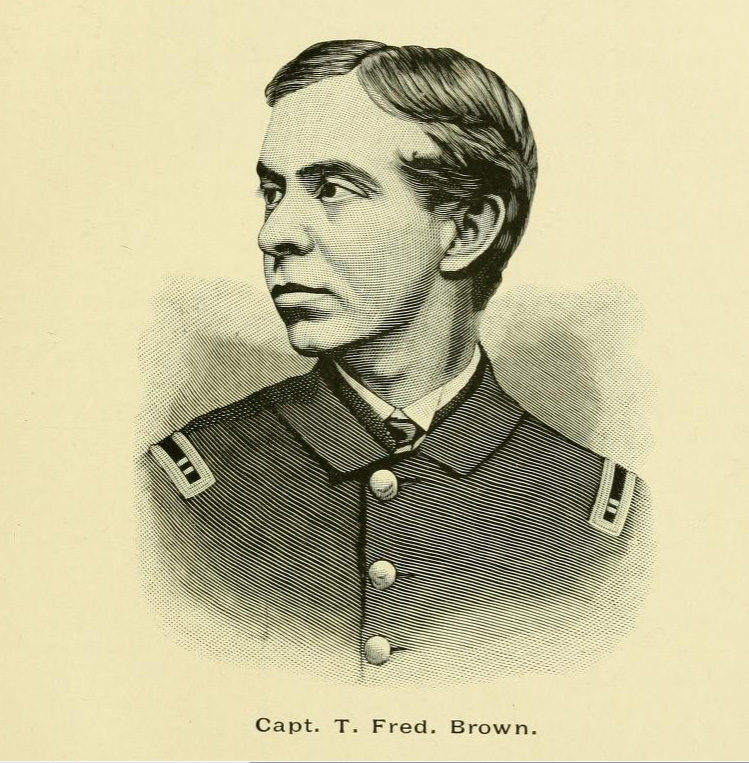
Thomas F. Brown hadnagy, USA II. hadtest tüzérdandárának ütegparancsnoka
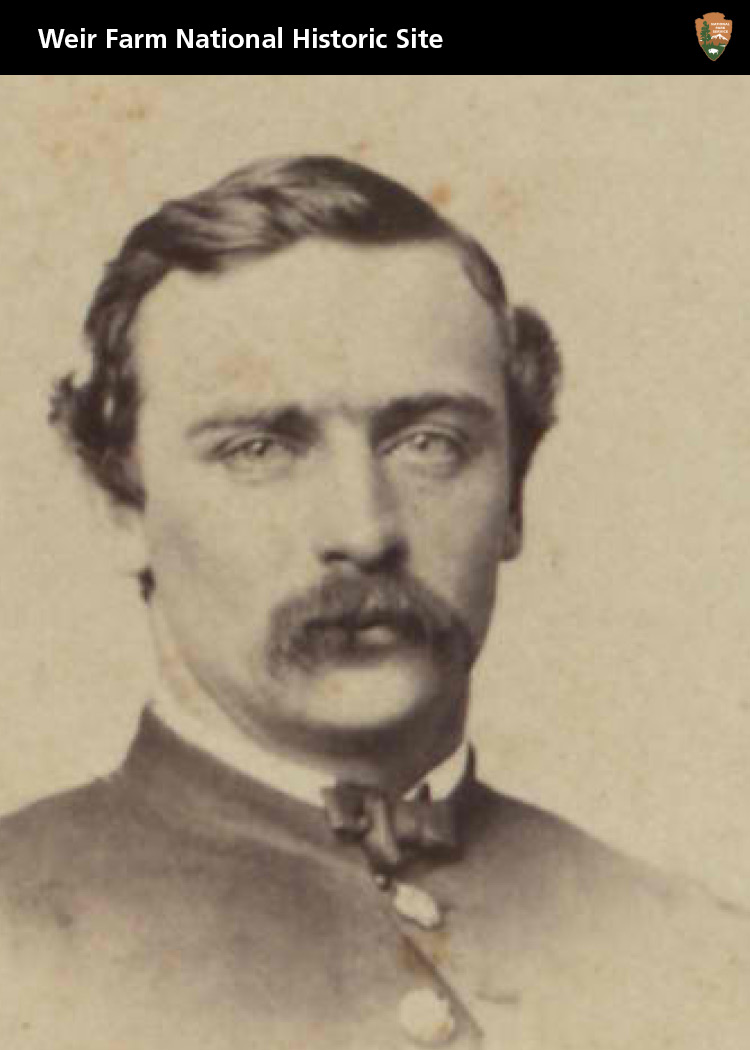
Gulian V. Weir hadnagy, USA, a hadsereg tartaléktüzérségének ütegparancsnoka
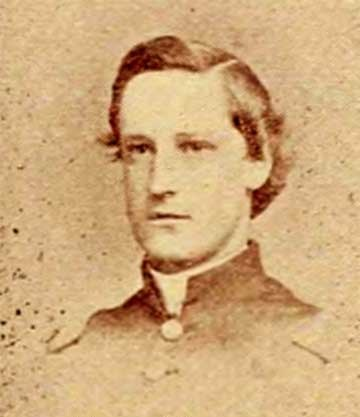
Evan Thomas főhadnagy, USA, a hadsereg tartaléktüzérségének ütegparancsnoka

#### Wright, Posey és Mahone támadása

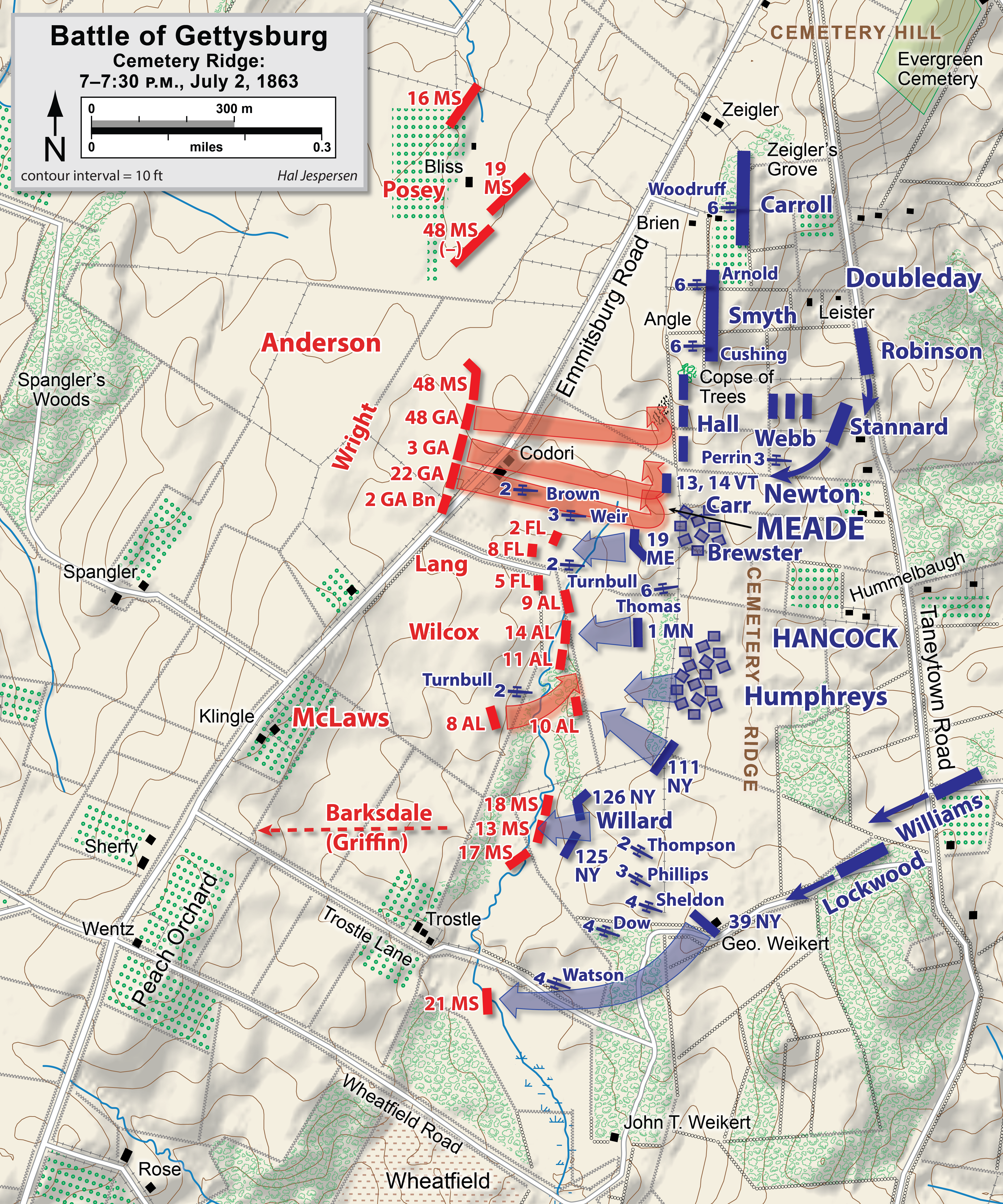
Wilcox, Perry (Lang), és Wright dandárja áthalad az Emittsburg úton és eljut a Temető-gerincig és ekkor nem jön több támogatás. A támadás kifullad, az uniós ellentámadás visszaveti a déli katonákat

Ambrose R. Wright dandártábornok 1413 főt tömörítő három ezrede és egy zászlóalja Lang katonáival együtt indult rohamra, bár lépcsőzetesen hátrábbról indultak. Az Emittsburg utat elérve rövid harcban leküzdötték a 15. massachusettsi és a 82. new yorki ezredet. Mindkettő parancsnoka halálosnak bizonyuló sebet kapott. Utóbbiak még az utasításba kapott Codori farm felgyújtásáról is megfeledkeztek. Ezután következtek Weir és Brown ütegei; Brown hadnagyot nyakon lőtték és ágyúi felét nem tudta kimenteni a roham elől. William A. Arnold százados és Alonzo H. Cushing hadnagy ütegei belekartácsoltak az áradatként közeledő georgiai katonákba. A georgiaiak jobb fele a már említett rés felé tartott, a bal fele nekitámadt a II. hadtest állásainak. Hallnak már csak három ezred állt rendelkezésére, miután kettőt a III. hadtest segítségére rendeltek. Hall kis létszámú ezredei sikeresen védekeztek a sáncok mögül és visszaverték a délieket. A 69. pennsylvaniai ezred kihasználta a Wright dandár bal oldalának fedezetlenségét és sánca mögül kimozdulva oldalba támadta. A 106. pennsylvaniai ezred szorosan a 69. után igyekezett. Mindketten Webb dandárjába tartoztak. Wright dandárjának jobb felét George J. Stannard vermonti dandárja állította meg az I. hadtestből.
Carnot Posey dandártábornok dandárja eredetileg hátrébb állt, mint Wrighté. Poseynak négy ezrede volt, melyeknek a körzetében Longstreet támadása előtt A. P. Hill és Anderson tartott szemlét. Mivel a II. hadtest katonái csatározási célból elfoglalták a Bliss farm épületeinek környékét, Posey utasítást kapott, hogy vesse ki őket. Ehhez a 19. maradékát és a teljes 48. mississippi ezredet küldte előre a Bliss farmhoz, míg maga a 12. és 16. mississippi ezreddel hátramaradt. Uniós katonák három különböző alkalommal próbálták meg csatározási célra kézre keríteni a Bliss farmot, így az összecsapás elhúzódott. Anderson támadása ekkor még nem bontakozott ki. Egy idő után Posey a 16. mississippi ezredet is a Bliss farmhoz küldte, majd tudomást szerzett róla, hogy Mahone nem támad, a 12. mississippi ezreddel maga is előrement. Wright támadása során a balszélső ezrede, a 48. georgiai ezred elhaladt a Bliss farm mellett és szólongatta a szomszédos 48. mississippi ezredet, hogy keljenek fel a földről és jöjjenek velük – amit azok az ezredparancsnok utasítása ellenére számosan követtek. Posey dandárjának legnagyobb része lőpárbajt vívott az Uniósokkal, de rohamot nem kísérelt meg a vonalaik ellen és az Emittsburg utat sem lépte át. A kierőszakolt áttörés nem kapott további segítséget, a résbe betört déli erők a III. hadtest és a segítségükre küldött más uniós csapatok üldözése közben egyre több veszteséget szenvedtek és az offenzíva leállt.
William Mahone dandártábornok esete annyiban különbözött Poseyétól, hogy a délután folyamán A. P. Hill utasítására Anderson két dandárt tartalékba helyezett. Míg Posey tudomásul vette, hogy ezt a rendelkezést felülírva támadásra kapott parancsot, addig Mahone kijelentette az utasítást átadó stábtisztnek, hogy nem támad, mert erre Anderson utasította. Anderson ekkor meg kellett keresse A. P. Hillt, hogy az feloldja a tartalékolási parancsát, csakhogy Hill nem volt megtalálható a főhadiszállásán és nem is tudták, hol kéne keresni. Mire Anderson megtalálta a hadtestparancsnokot, jelentős időveszteséget szenvedtek. Megkapta az engedélyt és újra utasítást adott, hogy Mahone támadjon. Mahone visszaküldte ezt a törzstisztet is és Anderson személyes jelenlétét követelte meg a parancs megmásításához. Anderson személyében is odament Mahone-hoz és újra tudtára adta, hogy támadnia kell. Ekkor Mahone végre hajlandó volt engedelmeskedni. Kétszáz métert oldalazott délnyugati irányban, majd előrehaladt valamennyit. Ekkor már teljesen sötét lett és az Észak-virginiai hadsereg jobbszárnyi támadását nem csak megállították, de visszavetették.

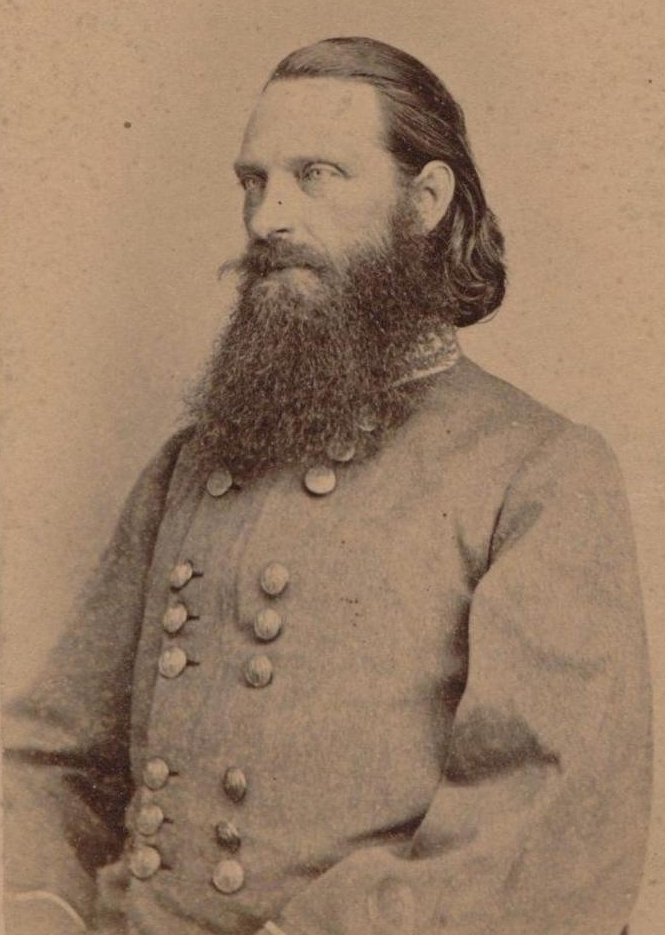
Ambrose R. Wright dandártábornok, CSA Anderson dandárparancsnoka
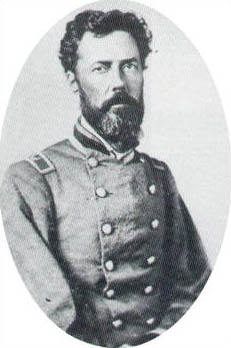
Carnot Posey dandártábornok, CSA Anderson dandárparancsnoka
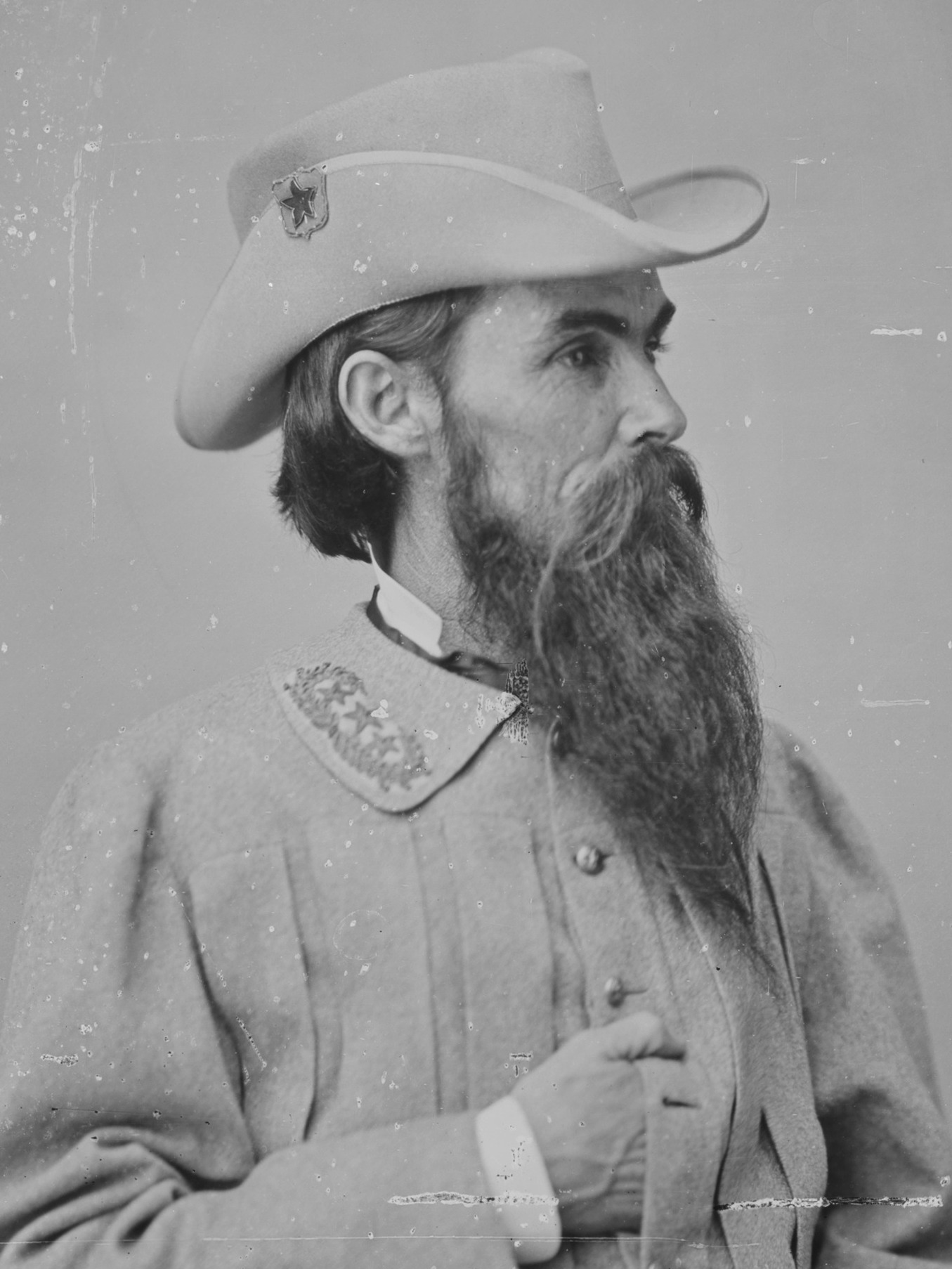
William Mahone dandártábornok, CSA Anderson dandárparancsnoka
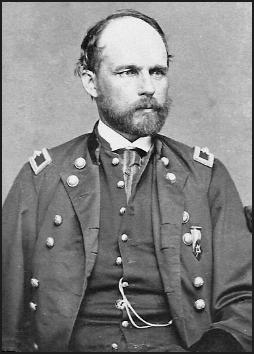
George J. Stannard dandártábornok, USA I. hadtest, Doubleday hadosztályának dandárparancsnoka
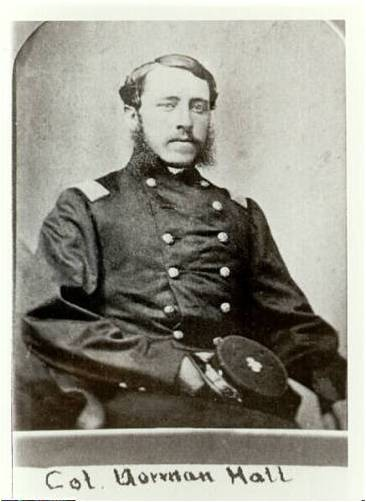
Norman J. Hall ezredes, USA Gibbon dandárparancsnoka
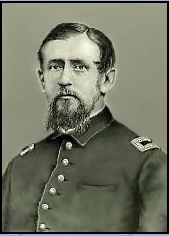
William A. Arnold százados, USA II. hadtest tüzérségi tartalékának ütegparancsnoka
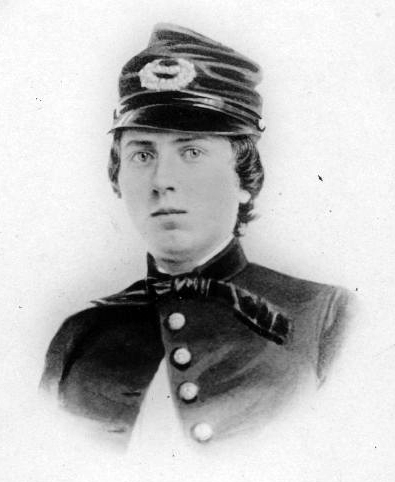
Alonzo H. Cushing főhadnagy, USA II. hadtest tüzérségi tartalékának ütegparancsnoka
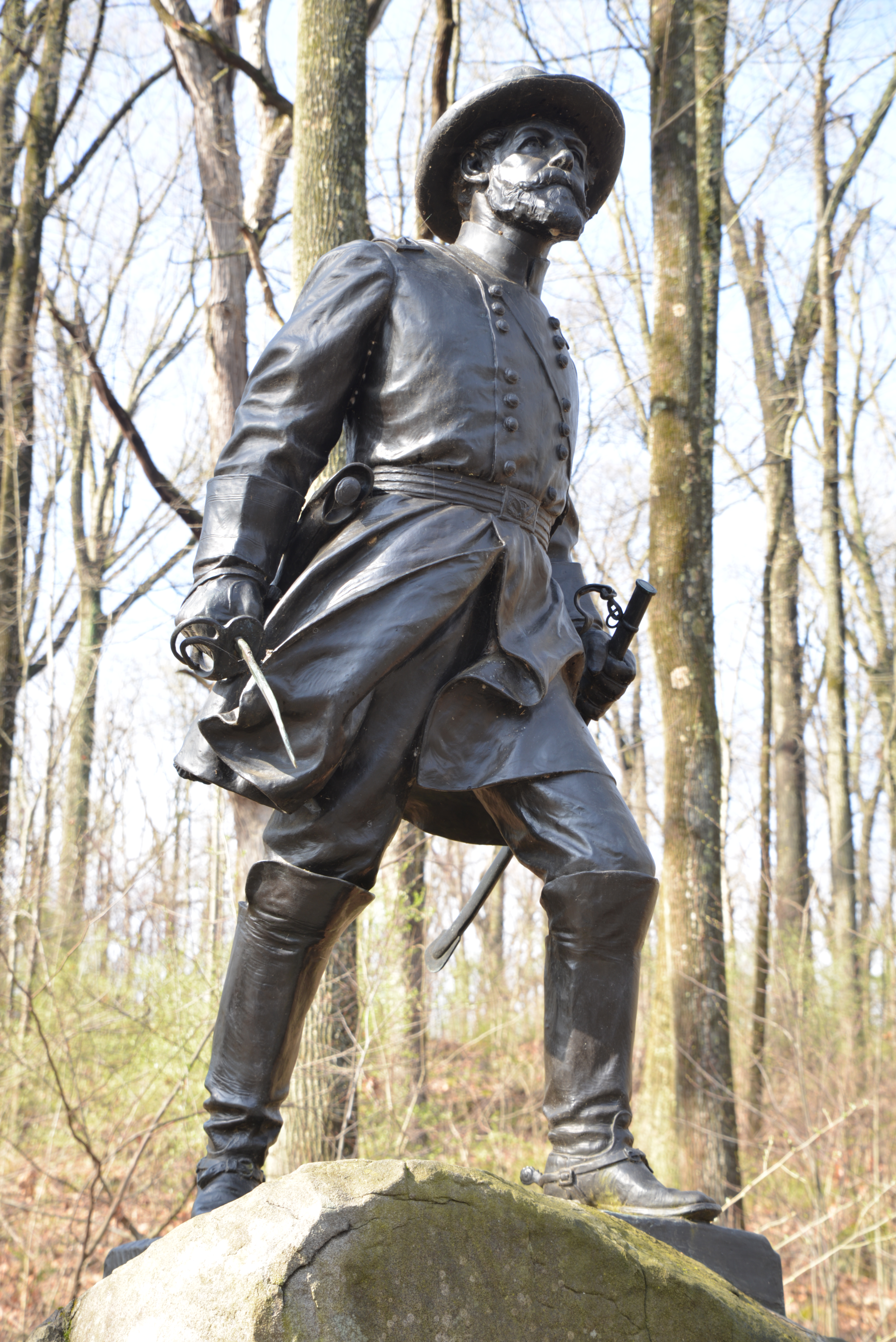
Alexander Hays tiszteletére emelt emlékmű a Ziegler's Grove-ban.

### Az uniós ellentámadás

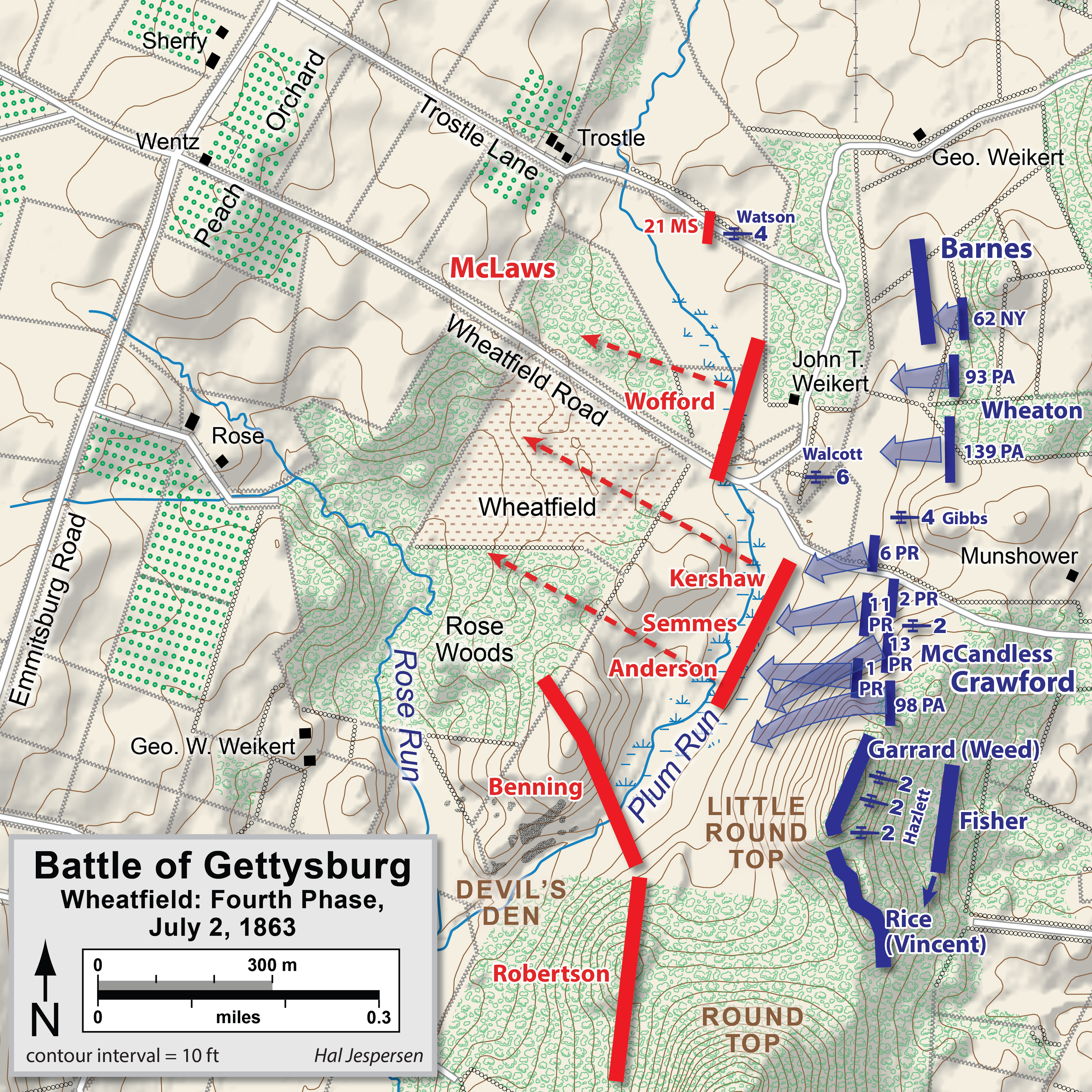
Az uniós ellentámadás július 2-a estéjén az uniós balszárnyon

A Baltimore út és az Emmitsburg út kereszteződése Gettysburgben, 1886-os felvételen

#### Ellentámadás a Trostle úttól délre
Meade a III. hadtestnél tett látogatása után visszatért a főhadiszállásra és üdvözölte az éppen megérkező VI. hadtest főnökét, Sedgwicket. A hadtest élén érkező katonák elhelyezését is megbeszélték, de az világos volt, hogy a katonák a 19 órás menetteljesítménytől kimerültek. Ennek ellenére Meade az élcsapatot az uniós balszárny védelmére irányította, de a menetből érkező VI. hadtestnek csak a töredéke vett részt a második nap harcaiban. Meade Paul Oliver hadnagy révén utasítást küldött a XII. hadtestnek, hogy egy hadosztálynyi segítséget küldjenek a bal szárnyra. Ezzel egyidőben ugyanezt kérte Hancocktól, majd Sickles megsebesülésének hírére Hancock alá rendelte az egész III. hadtestet. Meade Hancock Mitchell nevű hadsegédjétől újabb hadosztályra rúgó segítségkérést kapott, és ezzel párhuzamosan valószínűleg látta a Birney-féle visszavonulás okozta megrogyást. Segítség forrásának csak a XII. jöhetett számításba, ezért Slocum szóbeli utasítások, futárok és személyes megbeszélés általi alkudozás és huzakodás után arra kapott utasítást, hogy a hadtest két hadosztályát vezényelje át a balszárnyra. Így mindössze a Green-dandár maradt a Culp's Hillen, hogy hat helyett tartsa az egész mellvédet, amihez nem volt elegendő ereje. Meade még a híradósok jelzéseivel sem foglalkozott, melyek egyértelműen konföderációs csapatmozgást jeleztek éppen a XII. hadtest vonalai előtt. Slocum erősen aggódott, de ellenkezését Meade nem vette figyelembe, így öt dandárnyi erő indult késő délután a Cemetery Ridge felé. Ez torlódást okozott, két hadtest végtelenbe nyúló oszlopai álltak sorba, míg ténylegesen a harcba csak a vezető dandárjaik jutottak el.
Az V. hadtest harmadik, utolsó hadosztálya bizonyult annak a kritikus tömegnek, amelyre szükség volt a konföderációs támadás megállításához. A Samuel W. Crawford dandártábornok hadosztálya Ayres hadosztálya után haladt, Joseph A. Fisher és William McCandless ezredesek dandárjával. Mialatt Ayres harcba vitte három dandárját, Crawford hadosztálya hátrébb várakozott. Sykes a már harcban részt vettek újrafölsorakoztatásán fáradozott. Ayres hadosztályától jobbra Barnes hadosztályának maradéka állt csatasorba, Tilton és Sweitzer dandárjaival. Barnes ekkor már sebesült volt, Sykes nem találta meg, helyette Sweitzert tette a vonal ezen részének parancsnokává. Amíg az V. hadtest két másik hadosztálya a sorait rendezte, Crawford Fisher dandárját egy ezred híján a Little Round Top bal oldalára küldte és a maradékkal támadott. McCandless négy ezrede, Fisher 11. pennsylvaniai ezrede és a 98. pennsylvaniai ezred a VI. hadtestből ellentámadást indított, mihely nyugat felé megtisztult a csatatér a menekülőktől. A Little Round Top lankáin leáramló Pennsylvaniai Tartalék kevés vagy semmi ellenállással nem találkozott, holott korábban a déliek még Walcott ütegét is elfoglalták. Az üteget az uniósok visszafoglalták, a Szilvás-patakig hatoltak előre, majd mivel ellenállást nem találtak, Walcott ágyúi körül sötétedéskor elfoglalták éjszakai állásaikat.
Kershaw, Semmes és Anderson dandárai nem voltak képesek feljutni a Temető-gerinc vonulatára. A domb aljáig eljutottak, némelyek elkezdtek haladni az emelkedőn, de már nem volt erő a támadáshoz. Wofford dandárjáról dokumentáltan tudjuk, hogy Longstreet utasítására visszavonult, mert Wofford találkozott McLawsszal, aki nem tudott az utasításról és beszámolt neki. Wofford nagyon dühös volt a döntés hallatán, utolsó emberként vonult vissza a Trostle-erdőben, kezében revolverrel. A 16. georgiai ezred parancsnoka, Goode Bryan ezredes, aki később Semmes dandárját vette át, látta Longstreetet a soraik mögött és hátrament hozzá tiltakozni. Bryan is dühös volt, a saját pozíciójából ő úgy látta, hogy a győzelem a kezükben van. G. T. Anderson egyik századparancsnoka, George Hillyer százados a 9. georgiai ezredet irányította, miután felettesei kidőltek a sorból. Hillyer úgy látta, hogy 30 ágyú és zuávok tömege van a hegy tetején, míg magának meg 40 embere maradt. Anderson másik ezredparancsnoka, Henry D. McDaniel őrnagy, a 11. georgiai ezredből a kimerültséget jelölte meg okként, miért vonultak vissza. A déliek megpróbáltak feljutni a gerincre, de olyan erős tüzet kaptak, hogy ez lehetetlennek bizonyult. Ez hullámszerűen visszavonulást váltott ki a konföderációs oldalon észak felé haladva. A megtorpanást látva az uniós erők magabiztosabban kezdtek előrenyomulni. A Devil's Den környékén nem volt konföderációs visszavonulás, itt a csatározóharcok este 9 óráig tartottak.
Fisher a Little Round Topot elérve szükségesnek tartotta a Round Top megszállását is. Crawfordtól engedélyt kért, majd a sötétben nehézkesen koordinálva Rice-szal az V. hadtestből, közösen végrehajtották a manővert. Az uniós katonák jelenléte ezen a magaslati ponton véget vetett a balszárny elleni további megfontolásoknak. McCandlesstől jobbra a VI. hadtest vezető dandárja formálódott támadóvonalba. Frank Wheaton dandártábornok, a dandár vezetője július 2-a korai óráiban átvette John Newton vezérőrnagytól a hadosztályparancsnokságot és dandárját David J. Nevin ezredesre hagyta. Nevin emberei McCandlesshez hasonlóan nem találtak különösebb ellenállásra Wofford visszavonuló dandárjával szemben. Előrenyomultak a Trostle-erdő keleti sarkáig, de mivel a Szilvás-patak lápos vidékén nem akartak sötétedés után maradni, kissé hátrébb, John T. Weikert farmja mellett futó Weikert-út vonalán rendezkedte be éjszakára.
Barksdale három ezrede kimerülten érte el a Szilvás-patakot. Barksdale megsebesülése után Thomas M. Griffin ezredes vette át felettük a parancsnokságot. Megpróbált némi rendet teremteni a formációban A negyedik mississippi ezred tőlük délebbre hatolt előre, elfoglalta Watson ütegét, és megpróbálta az uniósok ellen fordítani, de be kellett látnia, hogy nincs felszerelésük sem lőni vele, sem elvontatni. Látták az uniós előrenyomulást, ami elől Wofford és Kershaw dandárja visszavonult, maguk előtt pedig a Willard dandárjába tartozó 39. new yorki ezred készülődő támadását. Nem csatlakoztak a dandár maradékához észak felé, hanem Benjamin G. Humphreys ezredes elrendelte a visszavonulást a Trostle-farm épületei felé. A 39. new yorki ezred ellenállás nélkül visszafoglalta tőlük Watson ágyúit. Griffin három ezrede felé Willard dandárja tartott és visszavonulásra kényszerítették őket az Emmitsburg út felé. Griffin a túlerőt látva kiadta a parancsnot a rendezett visszavonulásra. A visszaúton saját maga is súlyos sebet kapott. Willard dandárja a Szilvás-patakon átkelve Turnbull négy ágyúját visszafoglalták. A parancsnok a félig beálló sötétben 175 métert előrevezeti a dandárt, mikor a E. Porter Alexander alezredes konföderációs ágyúi felfedezték és lőni kezdték őket. Willard arcát és fejét félig leszakította egy srapnel. Az utasítások nélkül maradt dandárt Eliakim Sherrill ezredes visszavezette Hays hadosztályához.

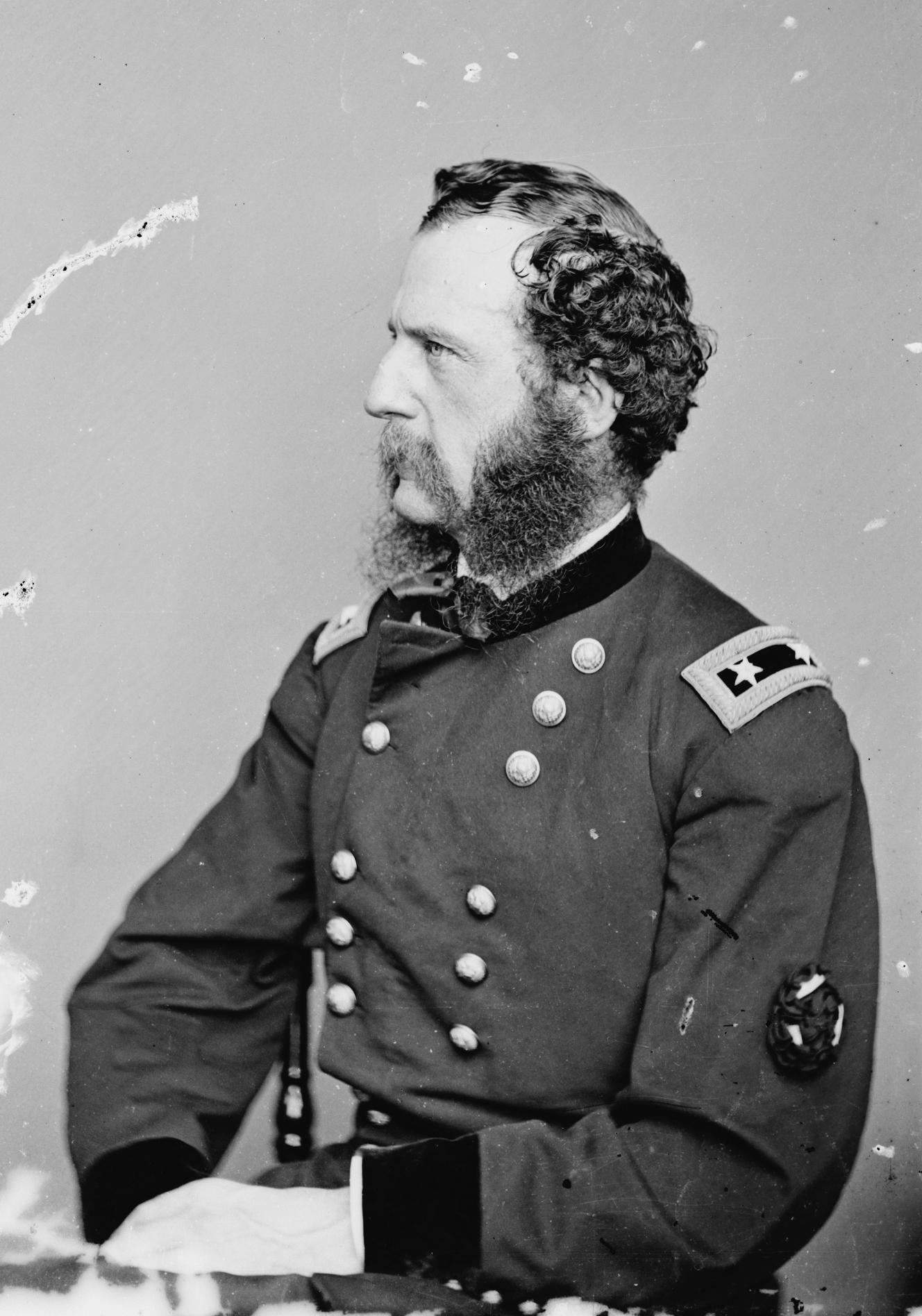
Samuel W. Crawford dandártábornok, USA Sykes hadosztályparancsnoka
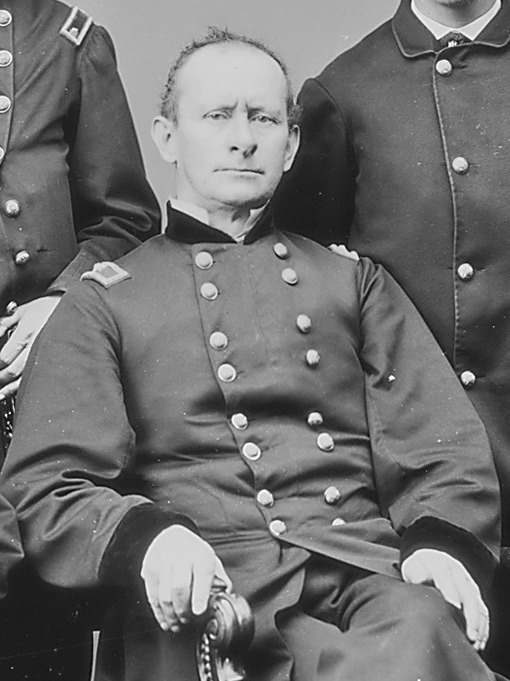
Joseph W. Fisher ezredes, USA Crawford dandárparancsnoka
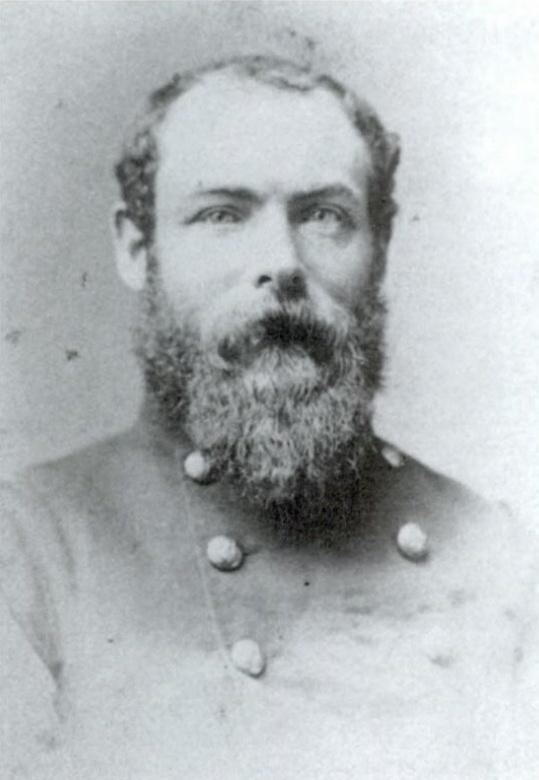
William McCandless ezredes, USA Crawford dandárparancsnoka
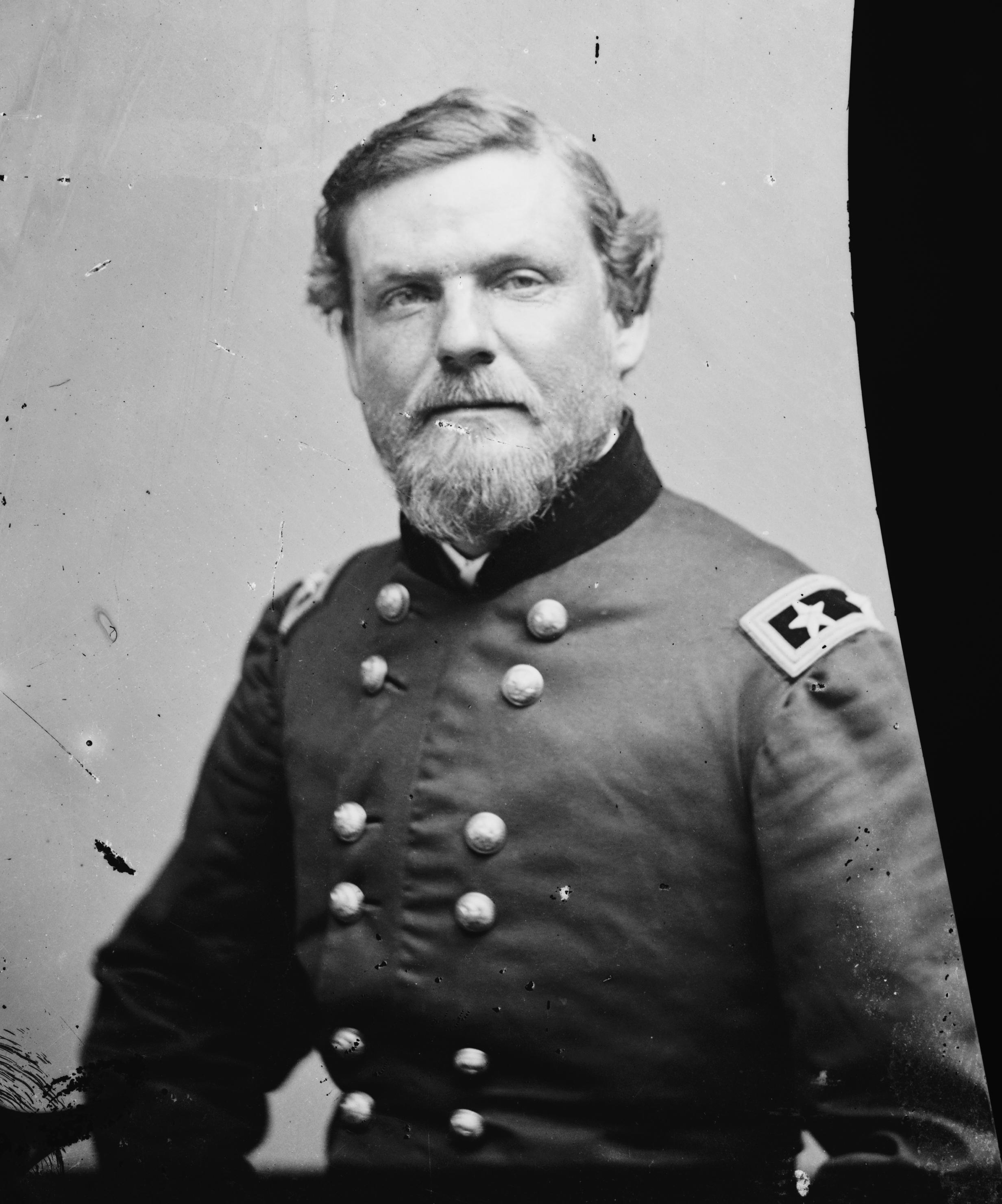
John Newton vezérőrnagy, USA Segdwick beosztottja, később I. hadtest parancsnoka
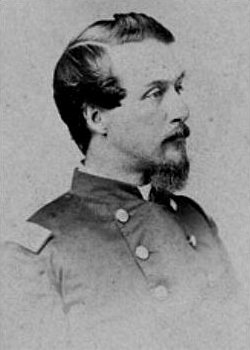
Frank Wheaton dandártábornok, USA Newton dandár-, majd Segdwick hadosztályparancsnoka
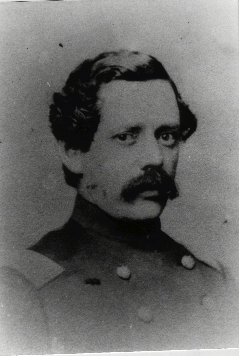
David J. Nevin ezredes, USA Wheaton ezredparancsnoka, utóda a dandár élén
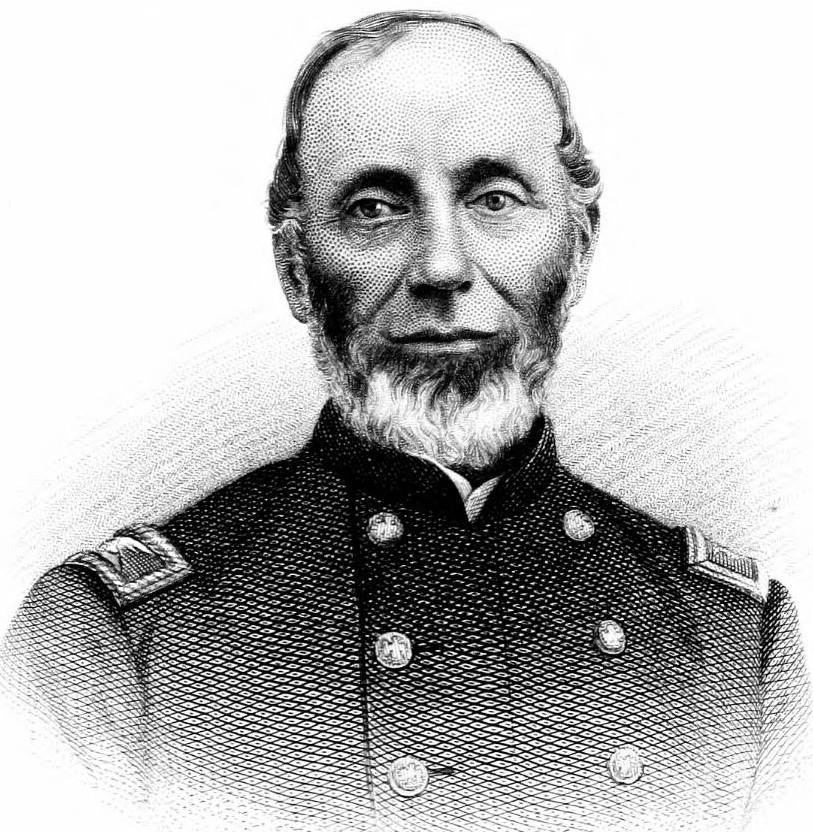
Eliakim Sherrill ezredes, USA Willard ezredparancsnoka, utóda a dandár élén
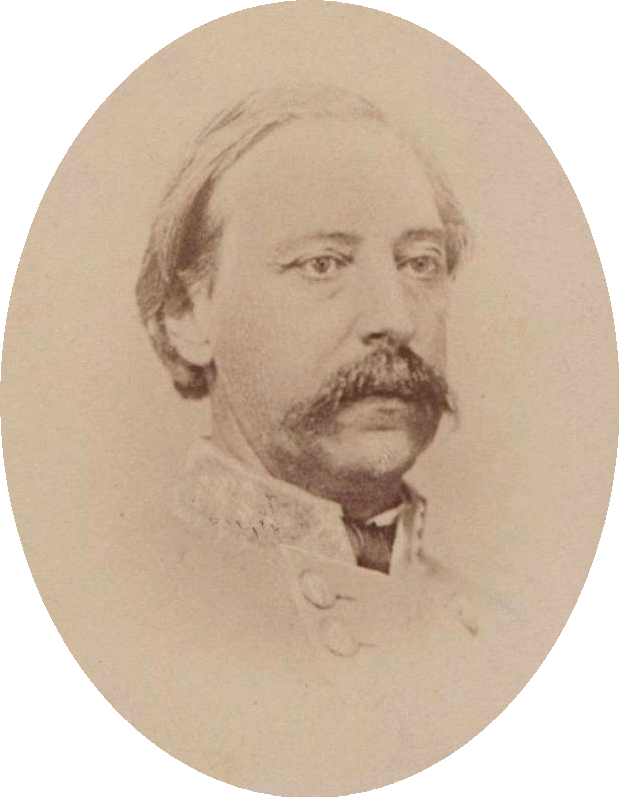
Goode Bryan ezredes, CSA, Wofford ezredparancsnoka, Semmes utóda a dandár élén
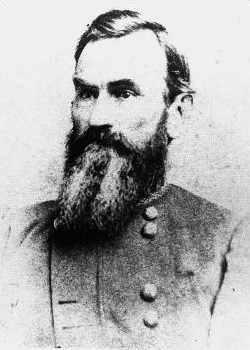
Benjamin G. Humphreys ezredes, CSA Barksdale ezredparancsnoka, utóda a dandár élén
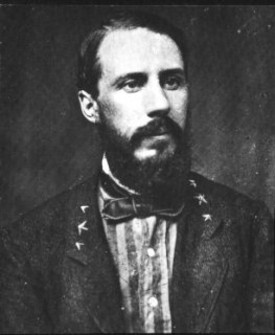
Edward Porter Alexander alezredes, CSA az első hadtest tüzérségi zászlóaljparancsnoka

#### Ellentámadás a Cemetery Ridge északi felén

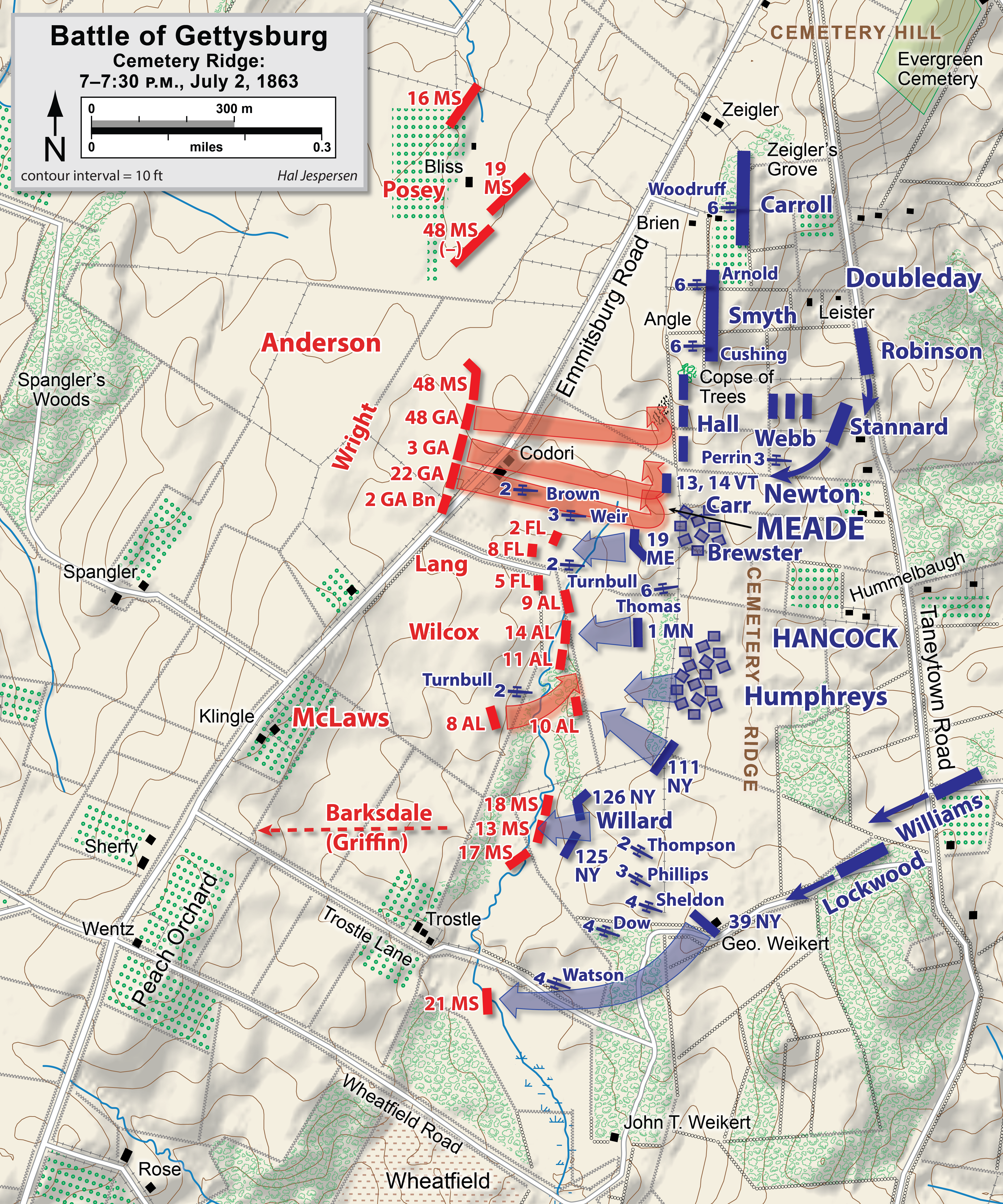
1863. július 2-a, du. 7 óra után, közvetlen a konföderációs visszavonulás előtt

Mitchell, Hancock hadsegédje Willard bal oldalát jelölte meg fedezetlennek, ezért a XII. hadosztály ide igyekezett. Slocum ekkor még azt hitte, hogy Meade a jobbszárny parancsnokává tette, következésképp Alpheus S. Williams dandártábornok azt hitte, ő a XII. hadtest parancsnoka. Williams három dandárt mozgatott meg, mivel Geary a másik kettőt tévútra vitte és egész éjszakára eltűnt velük; Williams hozta Henry H. Lockwood dandártábornok dandárját és a hadosztályparancsnokként fungáló Thomas H. Ruger két dandárját. Lockwoodot az utasításoknak megfelelően beküldte Willard dandárjának bal oldalán a küzdelembe. Eközben találkozott Freeman McGilvery alezredessel, a tüzérség hadseregtartalékának dandárparancsnokával, akivel korábbról ismerték egymást. McGilvery tudta, hogy a hevenyészett ágyúállásainak harcképessége szétesett és kérte, hogy verjék vissza a konföderációs támadást, nehogy elfoglalják őket. Williams utasította Lockwoodot, hogy vonja ellenőrzése alá a Weikert-erdő északi felétől a Trostle-erdő nyugati feléig húzódó sávot. Lockwood kevés, szinte semmi ellenállásra találva egészen a Trostle-farmházig hatolt, és Bigelow ágyúiból hármat visszaszerezett. Williams Lockwood baljára telepítette a másik két dandárt, de mire legalább tömegbe verődtek, nyilvánvaló lett, hogy a konföderációs katonák visszavonultak. Williams Sedgwicktől és Sykestól is hírt kapott, hogy tulajdonképp a XII. hadtest Ruger-hadosztályára semmi szükség nincs már, ellentétben a Culp's Hillen elhagyott saját állásokkal, ezért elindította őket visszafelé.
Ettől északabbra Hancock utasította Humphriest, hogy formálódjon újra a hadosztályával, de a sokszor túlzásokba eső és saját szerepét messze túl-, míg másokat alulértékelő Hancock szerint abból alig volt meg egy zászlóaljnyi. Kissé odébblovagolva ráordított valami sötétben vánszorgó gyalogosvonalra, de kiderült, hogy azok déli katonák és rálőttek. Hancock sértetlenül megúszta, de William D. Miller hadsegédje két helyen sebesült meg. Wilcox alabamai katonáinak az ereje elfogyott Evan Thomas ütegének megrohanása előtt. Az ezredek vezetői egymás után sebesültek meg, a Thomas-üteg támadta őket és kétfelől lőtték őket kézifegyverekkel. Wilcox Richard H. Andersonhoz küldött segítségért, de felettesétől semmi sem érkezett. Hancock valószínűleg Wilcox katonáival való találkozása után megtalálta az 1. minnesotai ezredet és nekiirányította az egész alabamai dandárnak azzal az utasítással, hogy vegyék el a zászlóikat. William Colvill ezredes 262 fővel nekilendült és szuronyrohamot vezetett. Az 1. minnesota elment a Szilvás-patakig, sortüzet adott le, mire Wilcox 11. alabamai ezrede megfutott és visszavonult előlük – de maradt négy másik. A kitörtő az általános tűzharcban az ellenség közepébe berohanó 1. minnesotát a patakmederben ízekre tépték. Érdekes módon a teljes összeomlás után sem ők vonultak vissza a mozgásképesen maradt 47 katonájukkal, mert a szintén megsebesülő Colvill utasításának megfelelően a földre feküdve kerestek menedéket a golyók elől. Ezzel szemben Wilcox nem látott esélyt a további előrenyomulásra és kiadta a parancsot a visszavonulásra. 15 perc harc alatt 40 fő minnesotai halt csak meg, de további 175 megsebesült, ami az ezred 82%-ával csatatérrekord. Uniós oldalon a teljes háború veszteségrekordja. Elképesztő szerencse, hogy az unió újra ellenőrzése alá vonta csatatér ezen részét és ki tudta menekíteni a sebesülteket.
Wilcox balján a dandárját hűen utanozó floridaiak kis létszámú dandárja szintén visszavonult, mikor Wilcox is úgy döntött. Wright katonáinak balszélső ezrede Hall sáncain megakadt, de a jobb szélének kb. két ezrede az előttük tátongó rés felé tartott. Arnold és Cushing ütegei lőtték a georgiai katonákat, de rövid időn belül olyan füstöt csináltak, hogy Gibbon tüzet szüntetett. Wright katonáinak egy része elindult az emelkedőn felfelé, de ekkor Humphreys hadosztályának maradéka kezdte támadni jobbról és Alexander S. Webb dandárjának négy ezrede balról. Sem Humphreys, sem Webb dandárját nem érte frontális támadás, ezért Wright később arra panaszkodott, hogy semelyik szárnyán nem kapott támogatást. A georgiaiak valóban minden más konföderációs egységet megelőzve a legtávolabbra jutottak a roham folyamán. Webb dandárjának első ezredéhez, 69. pennsylvaniahoz csatlakozott a 71. pennsylvaniai. A 72. pennsylvaniai ezredparancsnokát megsebesítették, így az maradt a védvonalon. A 106. pennsylvaniai ezred két százada pedig Posey dandárjával csatározott, de Webb parancsára csatlakozott az ellentámadáshoz. Wright dandárját aktív harcban visszaverték. Az előrelendülő uniós egységek a Codori farmház epületénél párszáz konföderációs foglyot is ejtettek, köztük a sebesült William Gibson ezredessel, a 48. georgia parancsnokával. Ugyanezen a fronton két hadosztály formájában megérkezett az I. hadtest segítsége is. Doubleday és Robinson hadosztályai természetesen nagyon megtépázottak voltak az előző napi veszteségektől. Nem volt igazi szükség az erejükre, mert mire az egység feltűnt a Temető-gerincen, addigra Wright katonái már javában vonultak vissza, így a vezető dandár vezető ezredén (a 13. vermonti ezreden) kívül csak loholtak, de nem léptek harcba.
Miután a 13., 14. és 16. vermonti ezred egymás után lezúdult a domboldalon ellentámadni, a Carr és Brewster dandárjába tartozó egységtöredékek is megemberelték magukat. A Codori farmtól délre előretörtek az Emittsburg útig, velük együtt a Harrow dandárjába tartozó 19. maine-i ezred és az Edmund L. Dana ezredes vezette Roy Stone dandárjába tartozó 149. és 150. pennsylvaniai ezred is az I. hadtestből. Ezeknek az egységeknek senki nem adott parancsot a támadásra, de a harc izgalmában úgy látták helyesnek, ha csatlakoznak az előretöréshez. Brewster egyik őrmestere zsákmányul ejtette a 8. floridai ezred lobogóját. Minden egyes ezred örömmel jelentette és magának követelte Weir ütegének visszafoglalását – de valójában azt a 13. vermontiak érték el először.
Az unió balszárnyán a harc véget ért erre a napra. Pfanz összesítése szerint 11 konföderációs dandár mérkőzött meg 22 szövetségi dandárral, ha kizárólag azokat számítjuk, melyek részvétele nem maradt jelképes. Köszönhetően annak, hogy a III. hadtestet minden uniós egység ad hoc, egyenként segítette meg, kis híján mindet meg is futamították. De csak kis híján. Minden uniós dandár kivett a déliek erejéből valamennyit, amíg az teljesen elfogyott és nem maradt más választásuk, mint a visszavonulás. Kb. 6000 embert veszítettek el összesen, Hood és McLaws 2200-at, Anderson pedig 1600-at. Az uniós oldalon a II. hadtest 2800 főt, III. hadtest 4400 embert, az V. hadtest 2200-at veszített. Az összeveszteség körülbelül 9000 katona lehetett, legnagyobb részük sebesült és fogoly, kis részük halott. Gary Adelman író és gettysburgi túravezető úgy fogalmaz, hogy az uniós túlsúly a Little Round Top környékén egészen elképesztő volt. Tíz uniós hadosztály harcolt tíz konföderációs dandárral, 16 ezer konföderációs 46 ezer szövetségi katonával. Ilyen értelemben igazolódik Longstreet elhíresült minősítése, mely szerint a konföderációs erők minden idők legjobb három órás teljesítményét nyújtották minden csatateret beleértve. Mivel a csatateret egyik fél sem tartotta ellenőrzése alatt, ezért fehér zászló mellett a két oldal szanitécei nekiálltak hordágyakkal és ambulánsszekerekkel kimenteni a sebesülteket. 10 órakor a felkelt a telihold és világított, segítve a munkálatokat. A csatatéren nem hivatalos fegyverszünetet vezettek be. McLaws egyik katonája más eszköze nem állva rendelkezésére egyházi énekeket adott elő a sebesültek szenvedésének enyhítésére. Egy idő után a teljes környék elcsendesedett és az énekeket hallgatta mindkét oldalon. Mikor a repertoárjában elért odáig, hogy rázendített a When this cruel war is over (Mikor ez a szörnyű háború véget ér) című dalára, még az uniós katonák is megéljenezték és megtapsolták.

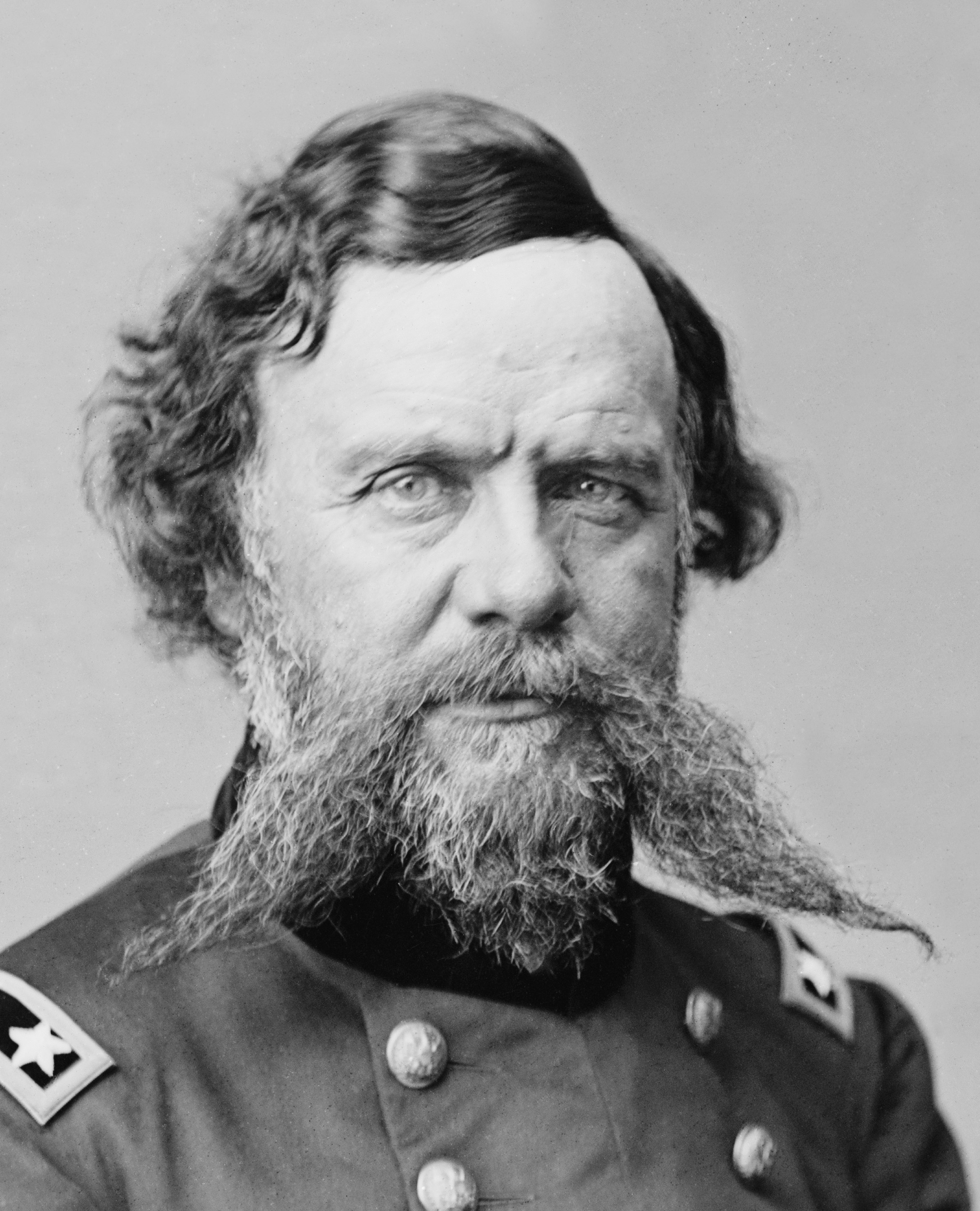
Alpheus S. Williams dandártábornok, USA Slocum hadosztályparancsnoka, XII. hadtest megbízott parancsnoka
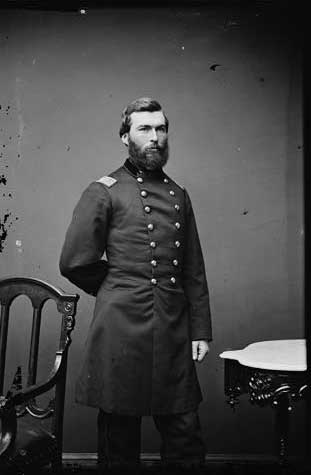
Thomas H. Ruger dandártábornok, USA Williams dandárparancsnoka, utóda: megbízott hadosztályparancsnok
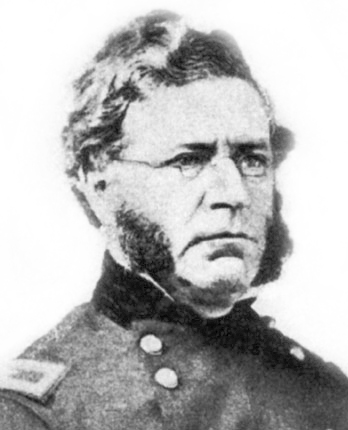
Henry H. Lockwood dandártábornok, USA Slocum független dandárparancsnoka
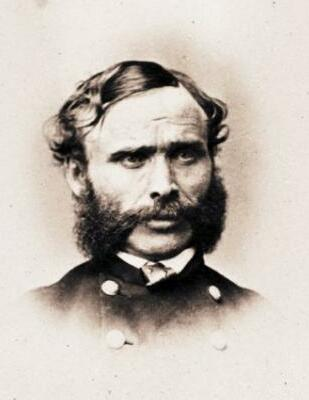
Freeman McGilvery alezredes, USA a tüzérség hadseregtartalékának dandárparancsnoka
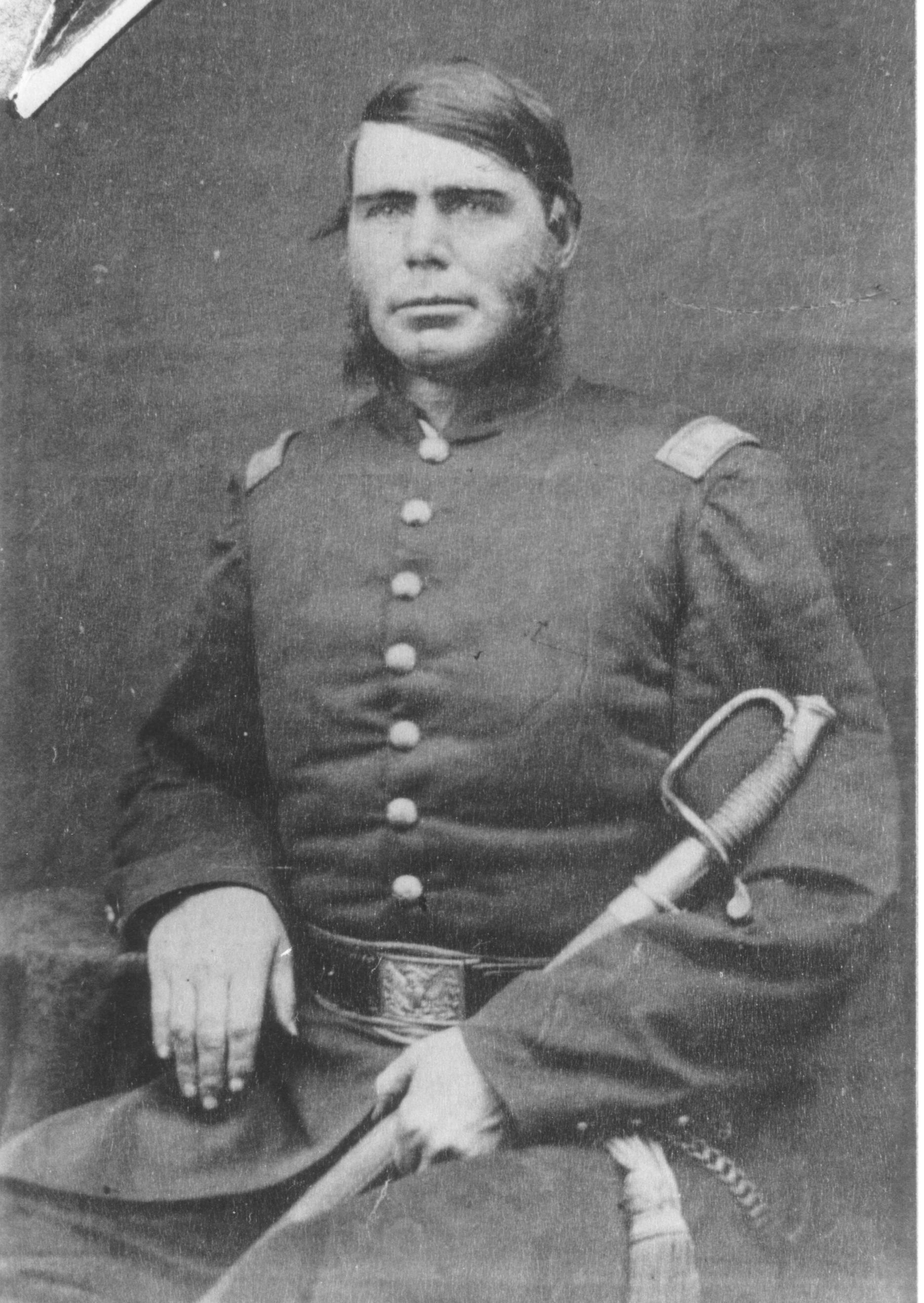
William Colvill ezredes, USA Harrow, később Francis E. Heath ezredes ezredparancsnoka
Edmund L. Dana ezredes, USA Roy Stone dandárjának parancsnoka

### A konföderációs balszárny támadása

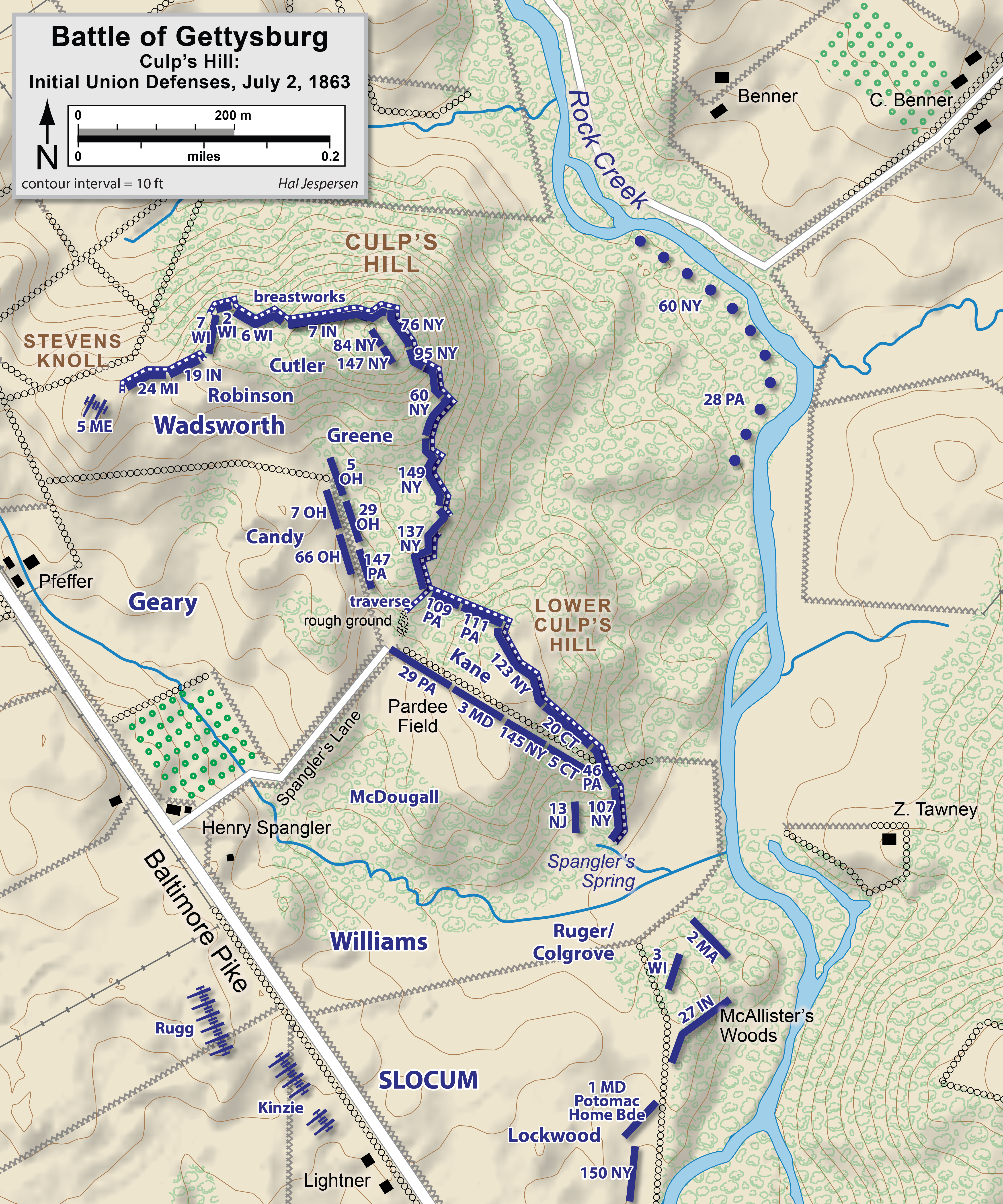
A beásott uniós állások július 2-án, mielőtt Meade elvonta az erőket

#### Ewell hadteste és a lovasság délután

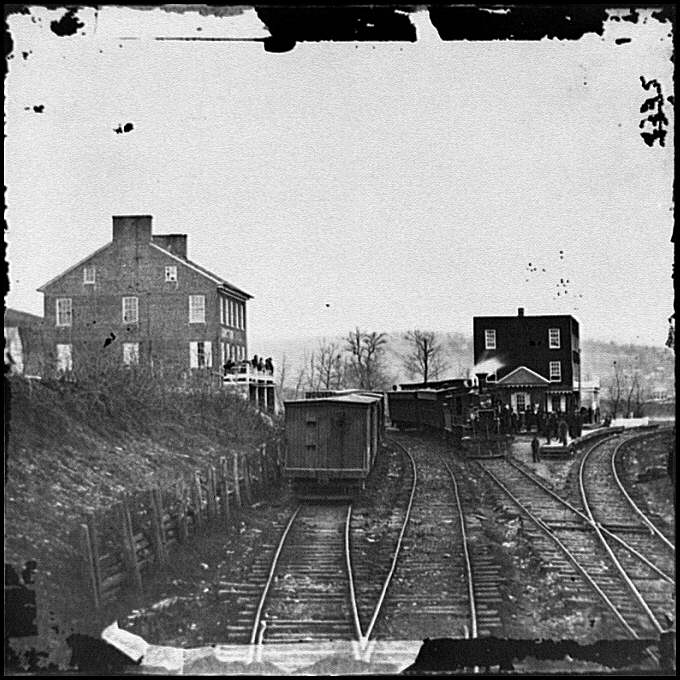
Hanover város vonatpályaudvara. Gettysburg tőle nyugatra lett volna, de Kilpatrick lovassága megakadályozta a konföderációs lovasság betörését a városba. Stuart kénytelen lett északkelet felé kerülni a szekérkonvojával.

Július 2-án Ewell megtudta, hogy a reggelre várt támadást délutánra halasztják, így miután az éjszakát ébren töltötte, lefeküdt aludni valószínűleg. Rhodes és Early hadosztályai csatározással töltötték az időt vonalaik előtt. Rodes csapatai a város nyugati felét és az attól nyugatra levő térséget ellenőrizték, Earlyé a keletit. Johnson csapatairól mindössze annyit tudunk, hogy egy dandárjuk a Brinkerhoff's Ridge (Brinkerhoff-gerinc) mentén csatározott. Ez az eredetileg Stonewall Jackson vezette dandár ekkor James A. Walker dandártábornok vezetése alatt állt és virginiai katonákat vonultatott fel. A dandár a konföderációs balszárnyat védte laza vonalba rendeződve a Brinkerhoff-gerinc mentén. Kora reggel óta csatározóharcot vívott először a szövetségi XII., majd később az V. hadtest gyalogos katonáival. Ennek a két erőnek elvonulásával mindössze a 9. massachusettsi ezredet hagyták hátra figyelni. Hozzájuk később a lovasság David M. Gregg dandártábornok által vezetett hadosztálya csatlakozott, de a massachusettsiek bosszúságára először alaposan kipihente fáradalmait, mielőtt ténylegesen harcba bocsátkozott volna. A Brinkerhoff-gerinc mentén az egymást váltó szövetségi csapatok csatározói egészen estig folytatták a szórványos lövöldözést a virginiaiakkal.
Valamikor a délután folyamán a konföderációs táborba visszaérkezett Jeb Stuart lovassága. Lee kb. annyit mondott, hogy „Á, tábornok, hát végre megérkezett!”, majd a sátrába kísérte Stuartot, így senki nem tudja mit mondott neki. Stuart három dandárnyi, 5600 főt számláló kiváló lovasságot vitt magával a portyára, melyre június 25-én indult el és a várakozásokkal ellentétben három nap helyett nyolc napig tartott amíg visszaért. Világosan túlfeszítette a húrt, mikor a realitásnak fittyet hányva óriási kerülővel a szövetségi vonalak mögé vezette embereit. Indulás előtt Lee-től rugalmasan kezelhető utasításokat kapott, mert Lee úgy gondolta, hogy Stuart olyan kiváló lovastiszt, aki pontosan érezi, mit engednek meg a viszonyok. Stuart azonban annak érdekében, hogy a legütőképesebb dandárokat vigye magával az állandó felderítést és a főparancsnok informálását egy olyan parancsnokra, Beverly H. Robertson dandártábornokra bízta, akinek messzemenő passzívitásáról saját maga panaszkodott korábban. Robertson nem informálta Lee-t a Potomac hadsereg mozgásáról, nem kísérte a mozgásukat és nem volt jelent a csatában sem, mindössze a rábízott átkelőhelyeket védelmezte teljesen feleslegesen.
Stuart óriásit került, hogy az ellenséges vonalak mögé jusson. Június 28-án Washington közelében elfogott egy 125 szekérből álló trént, amely szövetségi utánpótlást vitt a Potomac hadseregnek. A zsákmányszerzés tökéletesen megfelelt Lee utasításainak, de Stuart meglepve konstatálta, hogy vele együtt az uniósok is északra mozognak és emiatt elvágják a visszatéréstől. Hanover elérésekor ütközetet kellett vívni Hugh Judson Kilpatrick tábornok uniós lovasságával, majd további 40 mérföldet kerülni északkelet felé, York irányában. Carlisle alá érkezve a katonák cserelovak nyergében ültek, mert a kifáradt állatokat kénytelenek voltak pihentekre cserélni. Azonban maguk a katonák is teljesen kifáradtak a végtelen virrasztásban, így Lee-nek pont harci segítséget nem tudtak adni. A három dandár közül délután csak kettő érkezett vissza, mert a trént kísérő harmadik Wade Hampton dandártábornok vezetésével ütközetre kényszerült a visszaúton. Hamptont a hunterstowni ütközetben George A. Custer és Elon J. Farnsworth dandártábornokok lovassága tartóztatta fel és próbálta a zsákmányolt szekerek feladására kényszeríteni. Hampton megvédte a trént és késő este érkezett meg Lee táborába, növelve a logisztikai kihívásokat. Aznapra a lovasság már nem kapott feladatot, csak pihent.

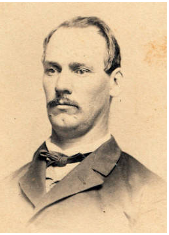
James A. Walker dandártábornok, CSA Johnson dandárparancsnoka
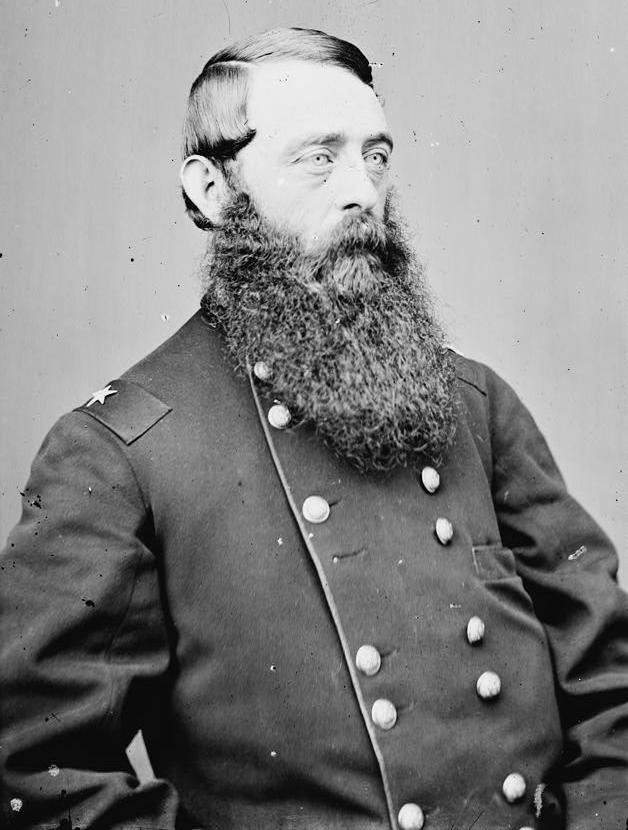
David M. Gregg dandártábornok, USA Pleasonton hadosztályparancsnoka
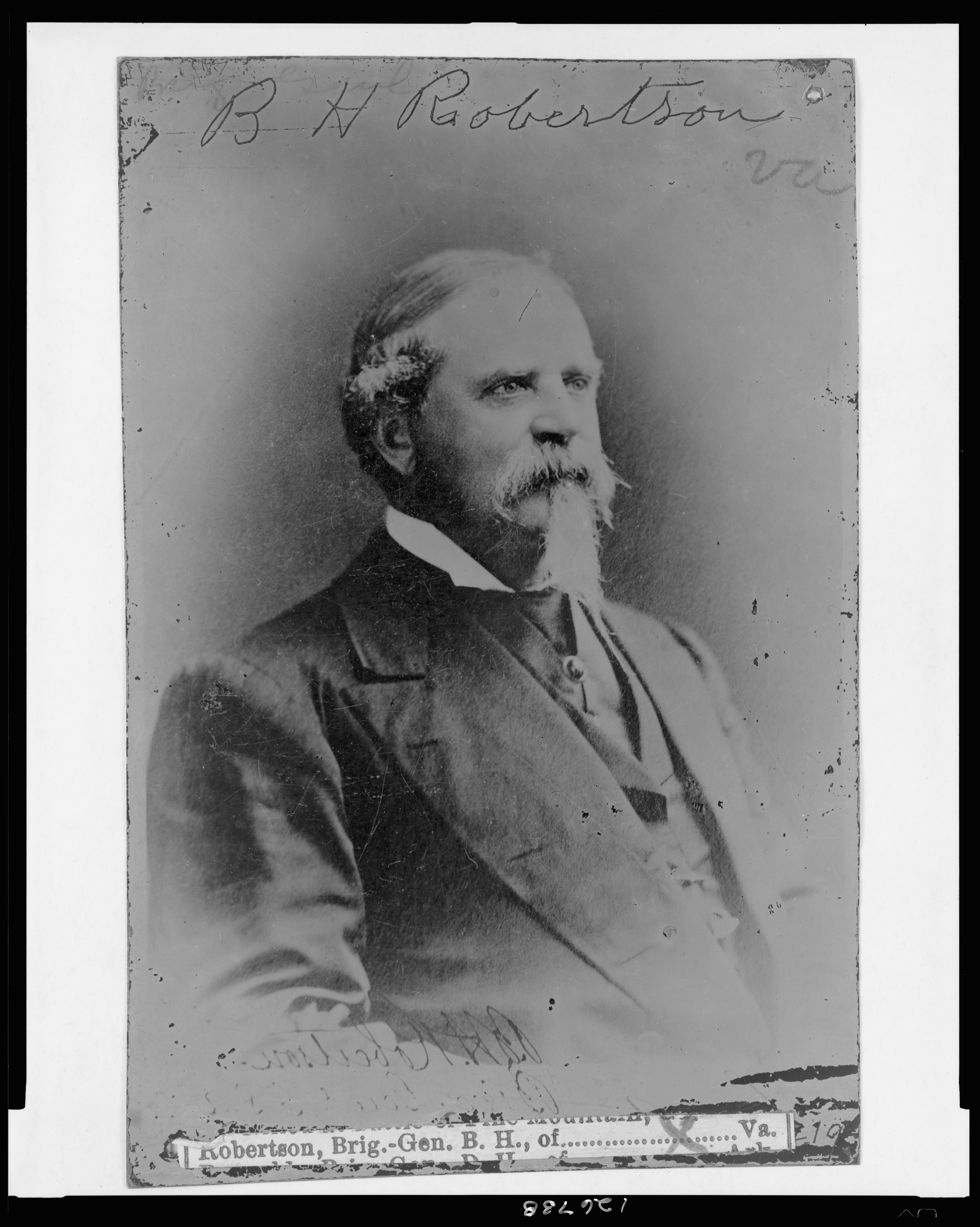
Beverly H. Robertson dandártábornok, CSA Stuart dandárparancsnoka
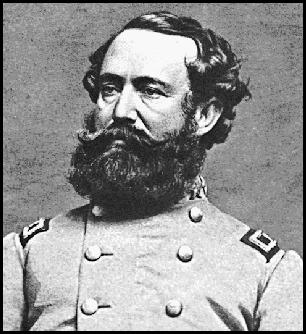
Wade Hampton dandártábornok, CSA, Stuart dandártábornoka
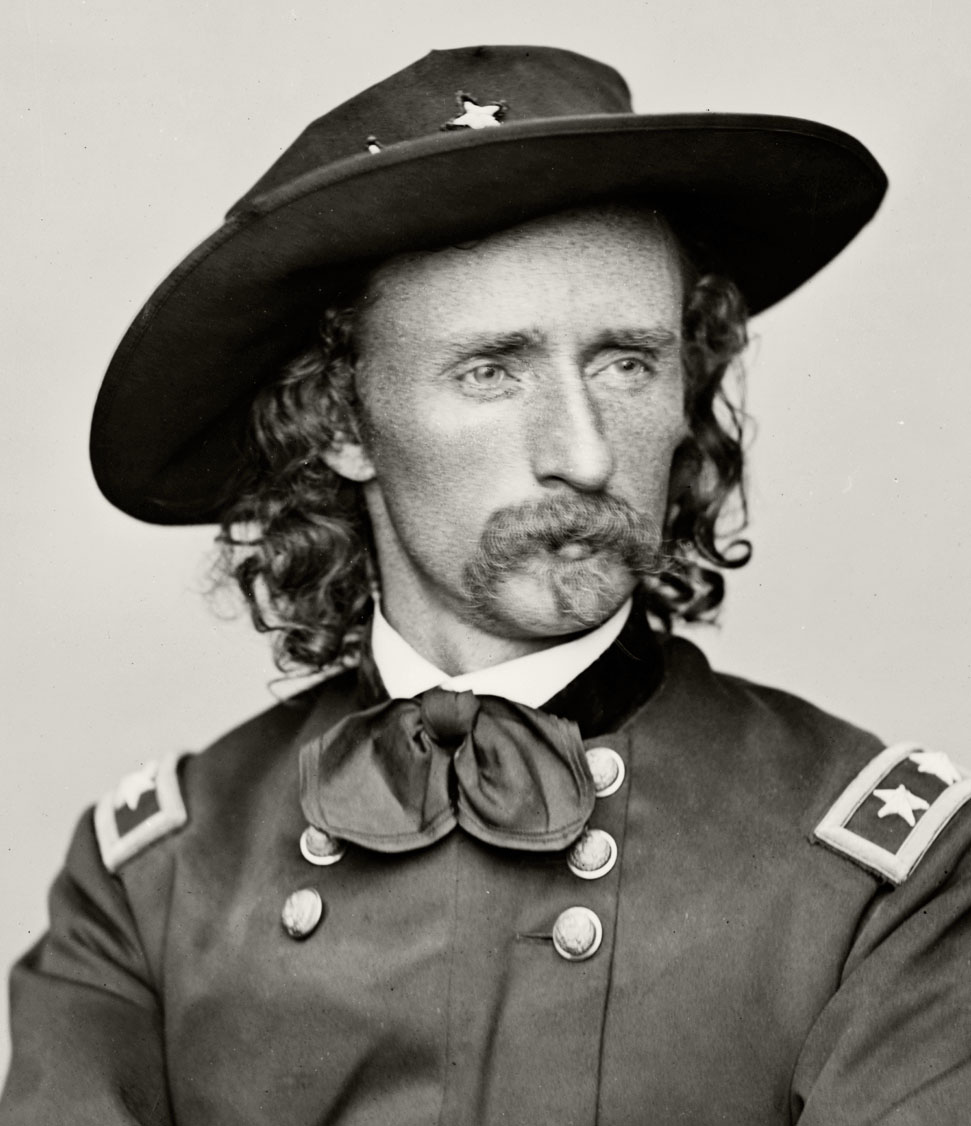
George A. Custer dandártábornok, USA, Kilpatrick dandárparancsnoka
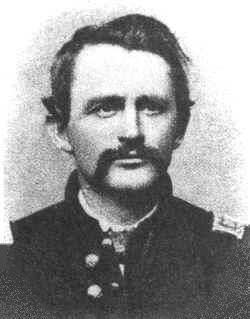
Elon J. Farnsworth dandártábornok, USA, Kilpatrick dandárparancsnoka
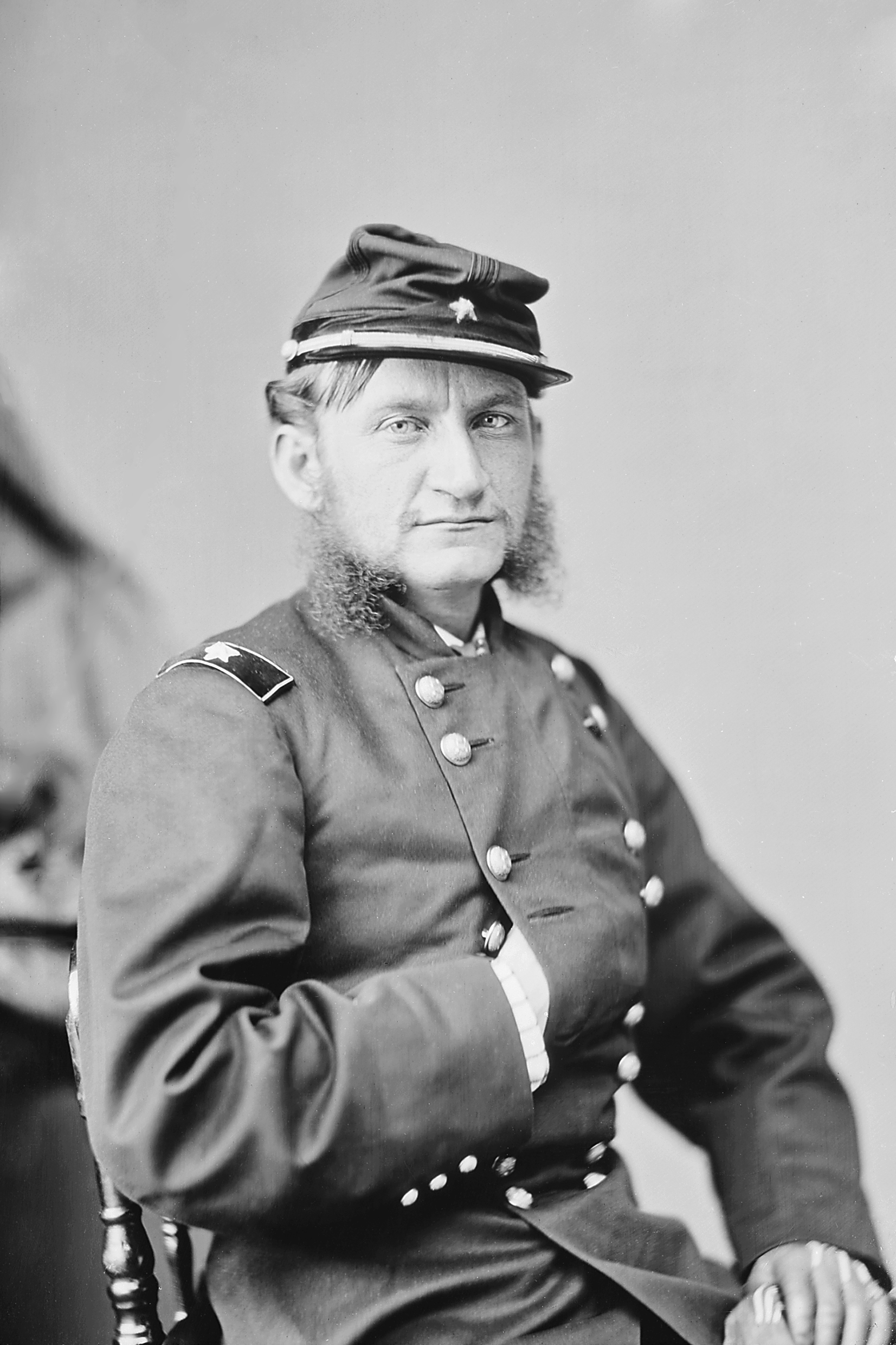
Hugh Judson Kilpatrick vezérőrnagy, USA, Pleasonton hadosztályparancsnoka

#### Az elterelő támadás

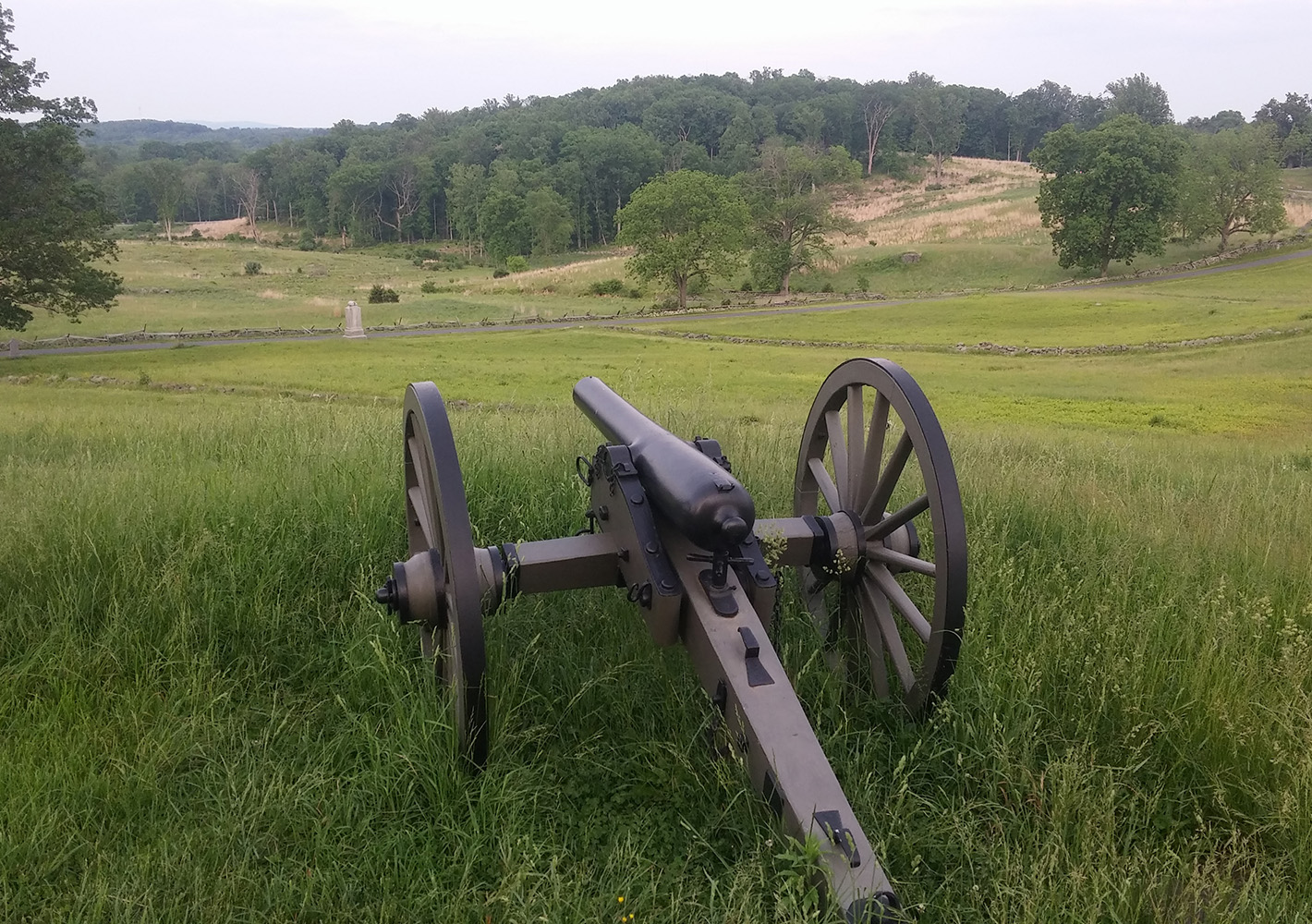
Uniós ágyú a Temető dombon, a korabeli ágyúállásokat védelmező földemelvény vette három oldalról körbe, az úgynevezett redut.

Délután 4 órakor, Longstreet támadásakor Ewell hadtestének két tüzérségi zászlóalja kellett volna, hogy támadást imitálva lője a szövetségi állásokat a Temető-dombon és a Culp-dombon. A Willis J. Dance százados által vezetett zászlóalj a várostól nyugatra fekvő Szeminárium-gerinc szélén szorongott A. P. Hill hadtestének ágyúi mellett. A Joseph W. Latimer őrnagy vezette zászlóaljnak azonban problémái akadtak. A második hadtestnek nem állt rendelkezésére megfelelő pont, ahonnan hatásos tüzet zúdíthatott volna a szövetségi állásokra. Latimer már kora reggel keresni kezdte a helyét, de mindössze a Benner-dombot találta, amely azonban olyan kopár volt, hogy ha azonnal elfoglalja, a szövetségi ágyúk csakhamar észreveszik és lőni kezdik. Ezért a településsel várnia kellett közvetlen a rohamig. Lehet, hogy ez a megfontolás túl óvatosnak bizonyult, mert Dance százados egyik ütege, a Rockbridge Artillery névre hallgató négy 20 fontos, huzagolt csövű Parrott ágyúval, talán a Szeminárium-gerincen már helyet nem találva kora reggel feltelepült a Benner-dombra, távolságbemérő lövéseket adott le a Temető-dombra és mégsem történt semmi baja. Mikor Longstreet ágyúi jelezték a támadás kezdetét, Ewell utasította Johnsont, hogy küldje támadásba Latimert. Johnson is kiadta a parancsot és Latimer a Rockbridge Artillery ütegét megkerülve előrenyomult a Benner-domb déli részéig. A következő másfél órában a második hadtest kétszer 16 ágyút számláló különítménye bombázni kezdte a Temető-domb uniós ágyúállásait. Latimer lőszerfelhasználását alapul véve minden egyes ágyú 70-nél több lövedéket zúdított rájuk.
A támadásra a Temető-dombon Thomas W. Osborn őrnagy, a XI. hadtest tüzérségének zászlóaljparancsnoka és Charles S. Wainwright ezredes, az I. hadtest tüzérségi zászlóaljparancsnoka felelt. A Culp-dombon Osbornnak 41 ágyúja volt, Wainwrightnak 25, tehát duplaannyival lőttek vissza, mint a déli demonstrációhoz használtak. Arról nincs adat, hogy Dance századosnak milyen veszteségei keletkeztek, de Latimer ágyúinak alaposan ellátták a baját. Véglegesen csak mindössze két ágyút vesztettek el kerék, vagy tengelycserére szorulva, de ez már az azonnal szükséges javítások után volt. Az alakulat 27 igáslovat, 10 halottat és 40 sebesültet veszített. A 19 évesen Lurkó őrnagynak becézett, született katonaként parancsnokló Latimer lovát is ellőtték és a ló maga alá temette az őrnagyot, aki karsebet kapott. A zászlóalja lényegében harcképtelenné vált a csata további részére, a Ewell által fiók' Napóleonnak nevezett Latimer pedig belehalt karsebébe. Az uniós ágyúütegek közül hármat tartalékba kellett visszavonni és újakat a helyükre állítani, azonkívül a csöveket hűteni és lőszert pótolni. A másfél órás tüzérségi párbaj közel sem semmisítette meg az uniós tüzérséget, de azt elérte, hogy a konföderációs rohamot nem tudták hatásosan támadni.

1909-es panorámafelvétel a Temető domb keleti feléről Howard lovasszobrával.

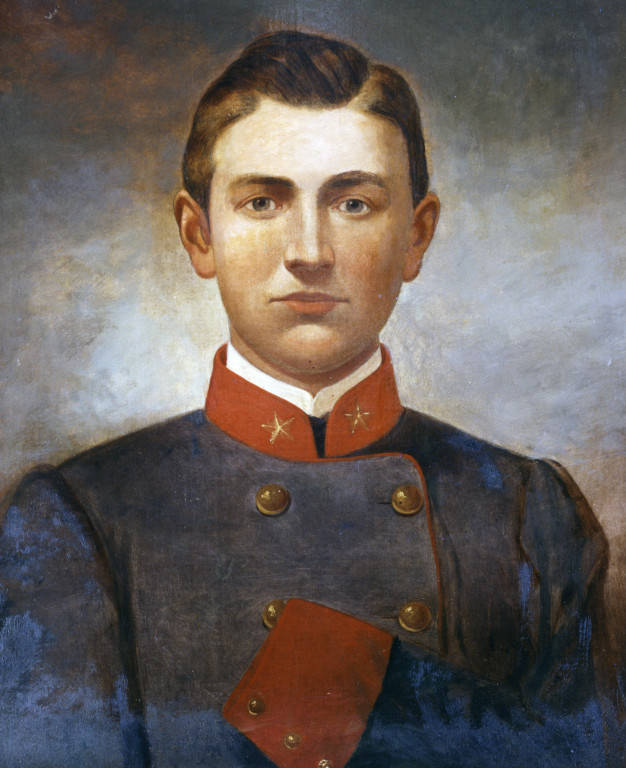
Joseph W. Latimer őrnagy, CSA Johson tüzérségi zászlóaljparancsnoka
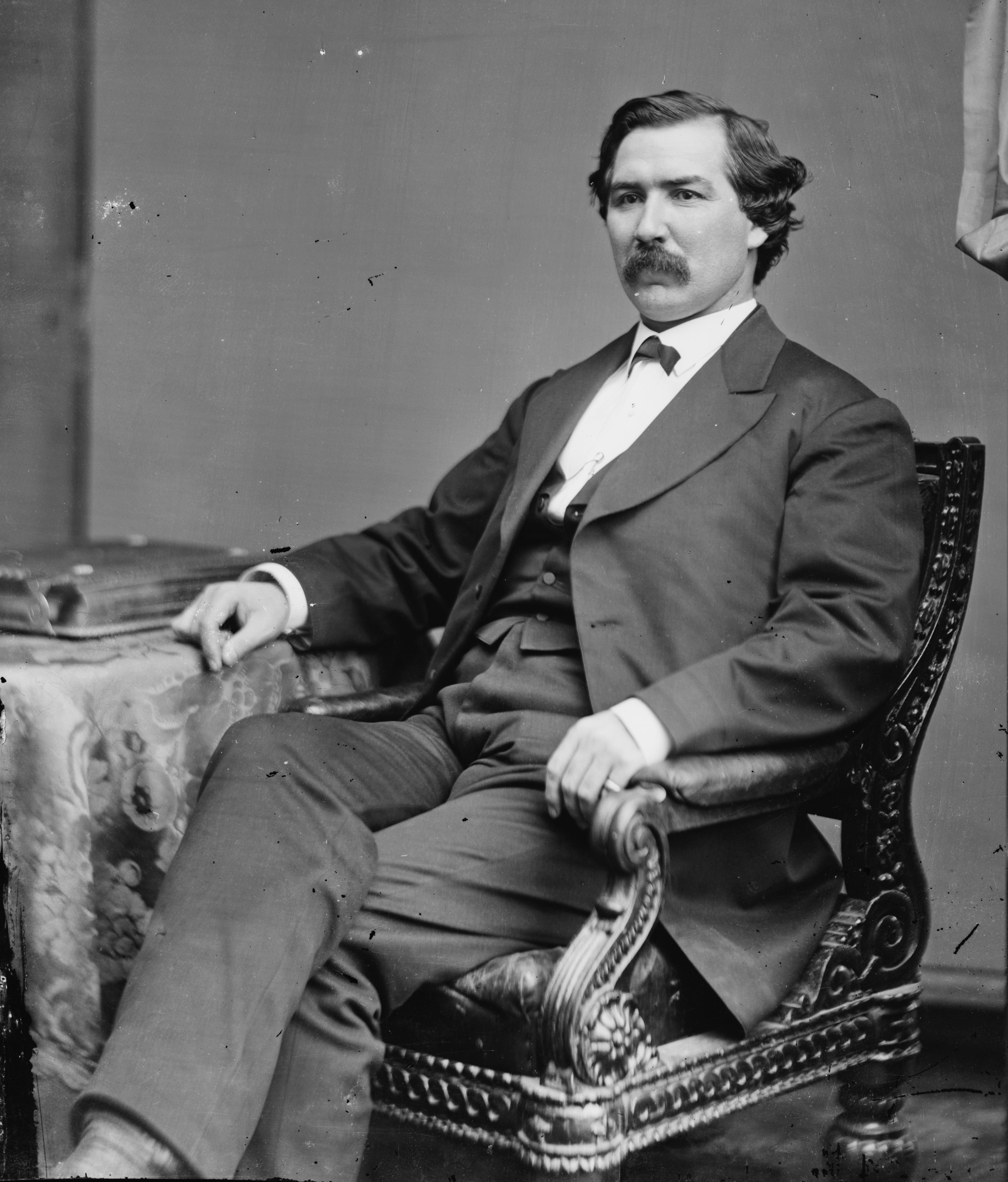
Thomas W. Osborn őrnagy, USA XI. hadtest tüzérségi zászlóaljparancsnok
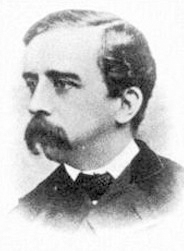
Charles S. Wainwright ezredes, USA I. hadtest tüzérségi zászlóaljparancsnok

#### Johnson rohama a Culp-domb ellen

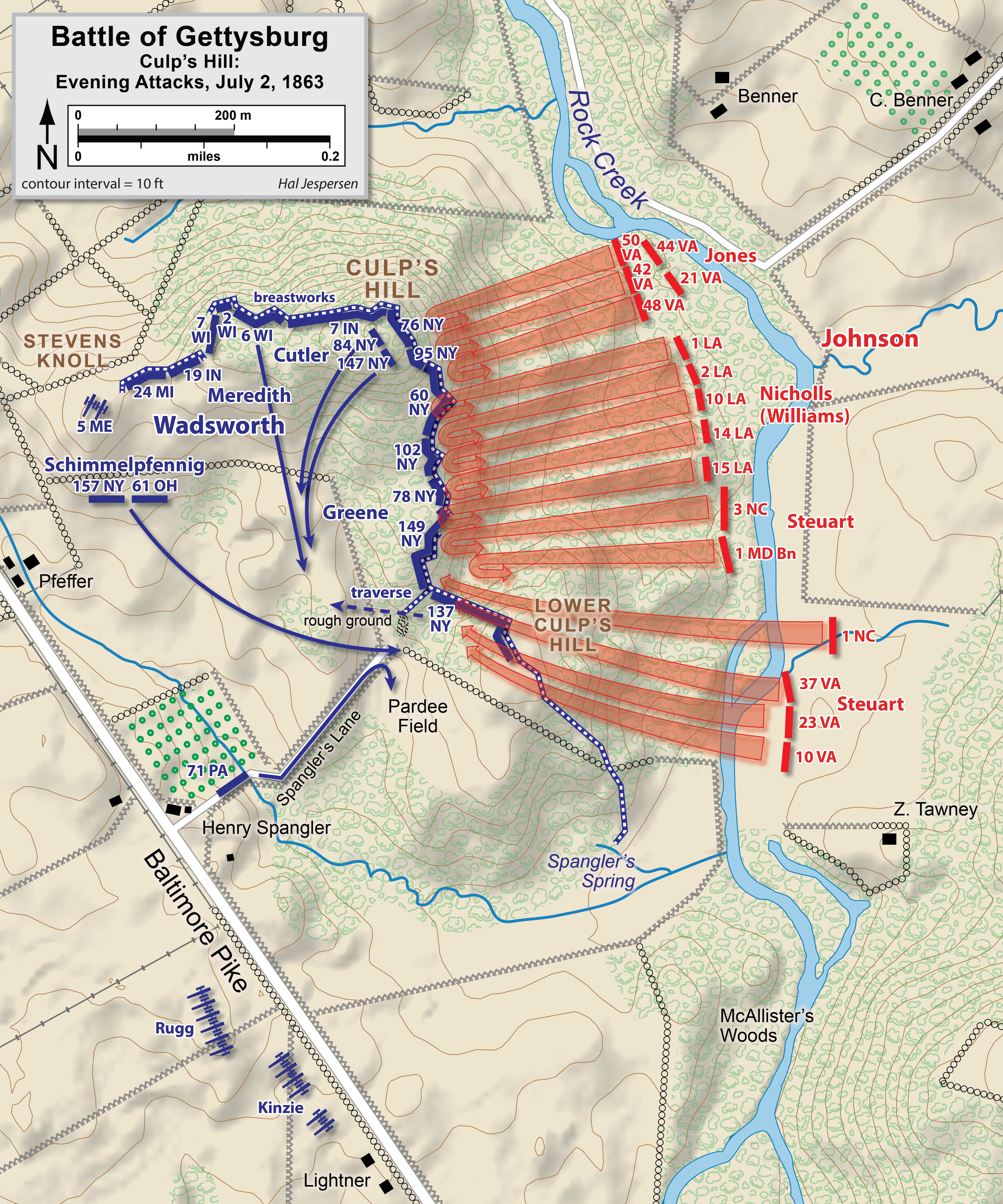
Johnson hadosztályának támadása július 2-a este

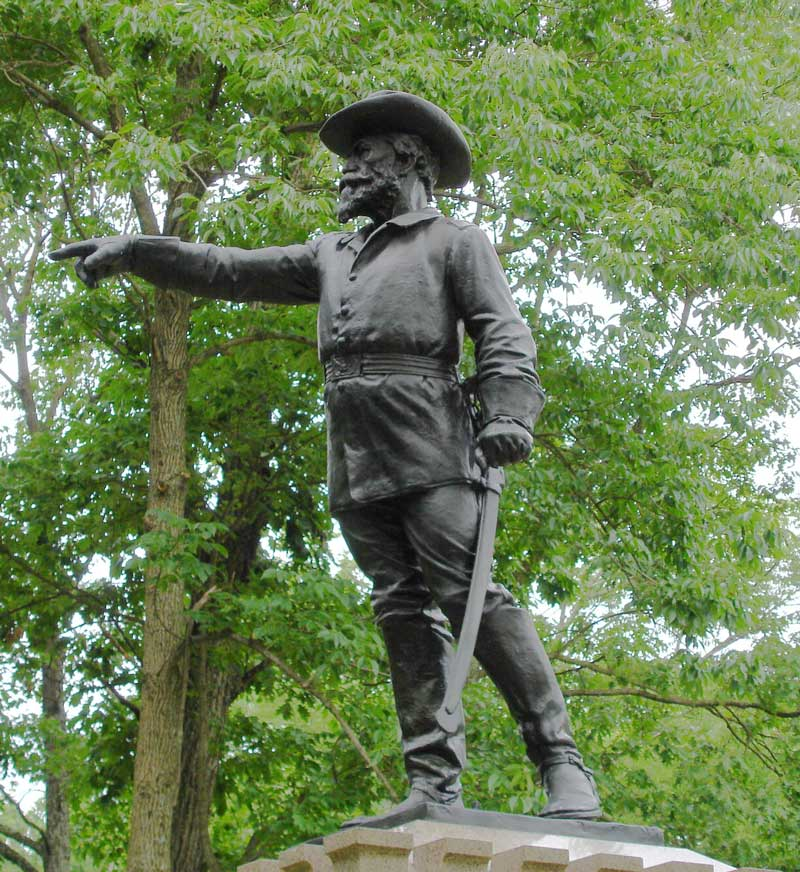
George S. Greene dandártábornok állított szobra Gettysburgben a Culp dombon

Ewell késő délután, nagyjából 7 óra tájékában hosszas tétlenség után hirtelen parancsokat kezdett kibocsátani. Előzetes felderítés nélkül rohamra indította Johnson, majd Early és Rodes hadosztályát. Sorrend szerint Johnson támadása jelezte Early számára, hogy indulni kell, Rodes pedig Earlyhez csatlakozott. Early támadásához a hátrébb várakozó Gordon dandárját előrevonta. Smith dandárja valószínűleg leváltotta Walkerét a Brinkerhoff-gerincen. Walker több óra késéssel csatlakozni tudott Johnson rohamához. Johnson a Culp-dombot célozta meg, mert Ewell az uniós sereg hátát akarta fenyegetni. Ezt a szakaszt az uniósok korábban meggyengítették. Meade előbb egy, majd aztán egy újabb hadosztály segítségét kérte a bal szárnyra Slocumtól, így annak ellenvetései dacára a XII. hadtest állásaiban mindössze egy dandár maradt hátra. George S. Green dandártábornok katonái sorának megfelezésével sem volt képes lefedni a teljes arcvonalat, mert két ezredet is a csatározóvonalba kellett rendelnie annak érdekében, hogy lelassítsa a déli támadást. Így elfoglalt az állásokból annyit, amennyit bírt és várakozott.
A híradósok és a csatározók megbízhatóan előrejelezték, hogy konföderációs katonák tömege mozgott a Rock Creek (Sziklás-patak) vonala felé, már az előtt, hogy Geary hadosztálya elhagyta volna az állásokat. Slocum parancsa Geary két dandárját Williams után küldte. Geary nem tudta, hogy hova mentek, így elindult utánuk a Baltimore úton. Mivel nem ismerte az úticélt, csak annyit, hogy Williamset követnie kell, nem fordult jobbra a Granite úton, hanem egy mérfölddel délre a Baltimore út mentén délkelet felé haladt. Az arra kanyaruló Sziklás-patakon átkelve Geary gyanítani kezdte, hogy Williams erre nem mehetett, mert elhagyja a csatatér környezetét, ezért megállította az oszlopot és üzent Slocumnak, hogy a Sziklás-pataknál van, most mit csináljon. Slocum kontextus híján azt hitte, hogy Geary el sem mozdult a helyéről és mivel eddigre világos volt, hogy Williamstől mindössze egy dandárja avatkozott bele a harcba az uniós balszárnyon, azt üzente vissza, hogy Geary maradjon ahol van és arra számítva, hogy meg fogják támadni, tartsa az állásait minden áron. Geary ennek hallatán szétbontakoztatta csapatait a patak vonalán, egy mérföldre délre attól, ahol a déliek támadtak.
Johnson hadosztályának dandárjai egyenként átkeltek a Sziklás-patakon, és a sötétben és füstben megtámadták a védműveket. Alkonyatkor elsőként John M. Jones dandártábornok virginiai dandárja indult felfelé a meredek domboldalon. Nappal se lett volna könnyű alakzatban megmászni az erdős domboldalt; a sötétben a katonák összekeveredtek, majd elérték a szövetségiek földbe ásott állásait, amelyből tüzeltek rájuk. A dandár káoszban visszazúdult a domb aljába, ahol a tisztek rendbeszedték az alakulatot. A visszaemlékezések szerint Jones dandárja háromszor próbálkozott meg a dombbal. Jones csipőjét meglőtték és a rosszullét miatt át kellett adnia a parancsnokságot Robert H. Dungan ezredesnek, a 48. virginiai ezred parancsnokának. Másodiknak Francis T. Nicholls louisianai dandárja próbálta hangosan ordítva megmászni a domboldalt kissé délebbre. Nicholls dandártábornok a chancellorsville-i csatában szerzett sebesüléséből nem épült fel. Jesse M. Williams ezredes, a 2. louisianai ezred parancsnoka volt Nicholls dandárjának megbízott irányítója. Nekik a domb kissé kevésbé volt meredek, mint Jones dandárjának, de szintén leküzdhetetlen akadályt jelentett. A szövetségiek 60. new yorki, 102. new yorki és a 78. new yorki ezrede gondoskodott róla, hogy az első két dandár megrekedjen.
Harmadiknak George H. Steuart dandárjának egyharmada támadott, amely előbb ért át a patakon, mint a dandár többi része. A 3. észak-karolinai ezred vaksötétben tapogatózott előre egy olyan időszakban, mikor Jones és Williams dandárja újraformálódott. Emiatt semmiféle figyelmezetést nem kaptak, hogy ellenséges vonalak felé haladnak, mígnem a 149. new yorki ezred vakító sortüzet zúdított rájuk, illetve a 137. new yorki ezred oldalazva lőtte őket. Az 1. marylandi zászlóalj támadása ez utóbbiak figyelmét magára vonta, míg a 3. észak-karolina legnagyobb része egy szerencsétlen hadmozdulat miatt hátbatámadta bajtársait. Az észak-karolinaiak a marylandieket akarták megsegíteni, de a sötétben nem tudták megállapítani, hogy az előttük levő lövések lobbanása szintén konföderációs alakulat tüze. A jobbra tartás pontosan az volt, amit nem kellett volna tenniük, mert csak nagyobb tumultust okoztak az utolsó északi ezred arcvonala előtt. A 23. virginiai és a 10. virginiai ezred ellenállás nélkül feljutott a Culp-domb lankásabb részén és teljesen védelmezetlen északi állásokat találtak. Johnson támadása végre az áttörés ígéretével kecsegtetett.

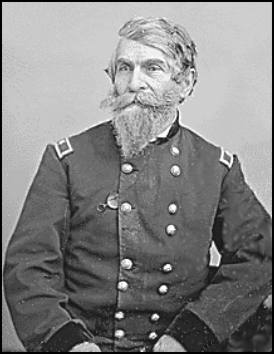
George S. Green dandártábornok, USA Williams/Ruger dandárparancsnoka
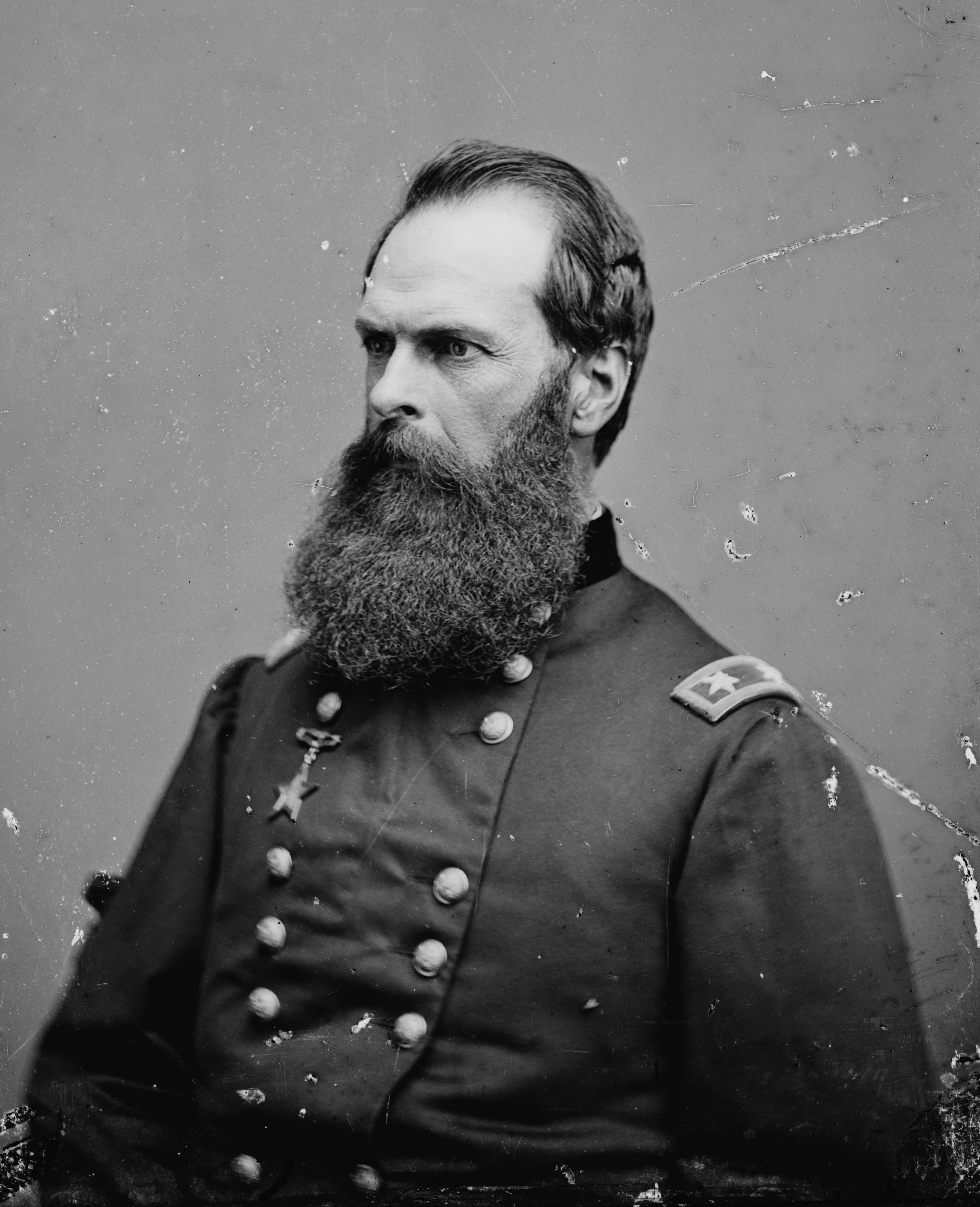
John W. Geary dandártábornok, USA Slocum/Williams hadosztályparancsnoka
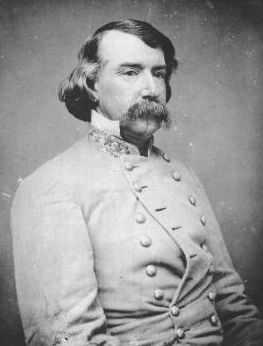
John M. Jones dandártábornok, CSA Johnson dandárparancsnoka
Francis T. Nicholls dandártábornok, CSA Johnson dandárparacsnoka
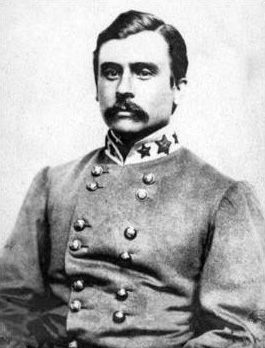
George H. Steuart dandártábornok, CSA Johnson dandárparancsnoka

#### Early támadása a Temető domb ellen

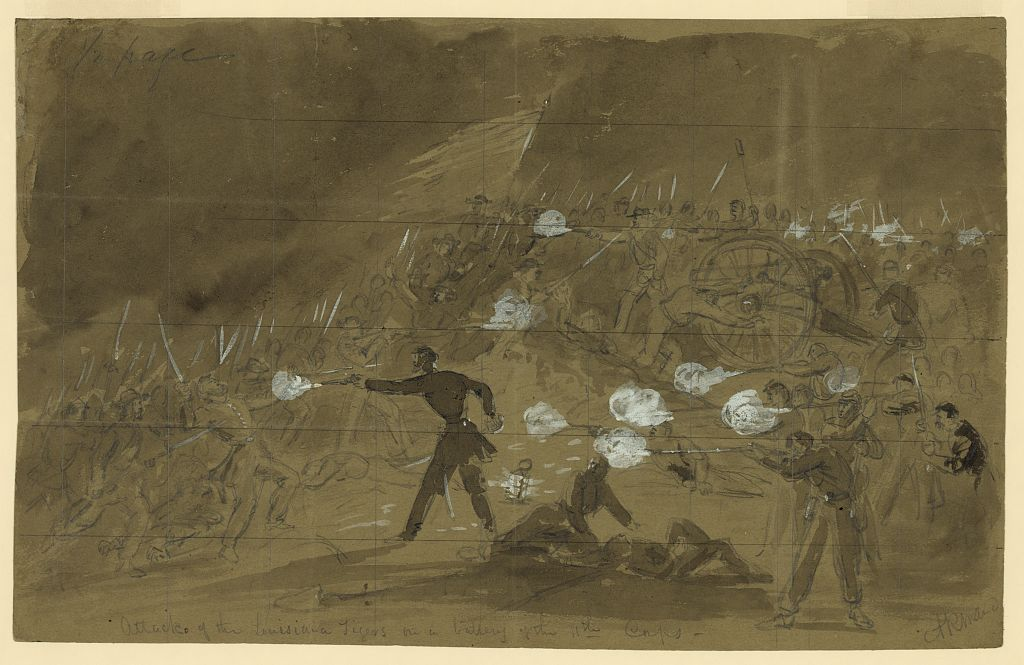
A Louisianai tigrisek támadása Cemetery Hill ellen, Alfred Waud rajza a Harper's Weekly 1863 augusztusi kiadványában.

Ewell délutáni demonstrációjának négy órakor kellett kezdődnie, ennek megfelelően a csapatok helyükön várakoztak a hőségben. Early hadosztályából két dandár, Harry T. Hays dandártábornok és Robert F. Hoke dandártábornok csapatai a Rock Creekbe (Köves-patak) futó Weinbrenner-ér mentén hasaltak egy minimális fedezékben. Smith és Gordon dandárja Walker mellett a York út mentén várakozott. Ewell a támadás előtt Gordont negyed mérfölddel Haysék mögé rendelte tartaléknak. Smith a tervek szerint nem vett részt a rohamban, hanem az utat őrizte továbbra is White komancsainak lovasságával. Johnson támadásához kellett Early és Rodes hadosztályának csatlakozni. A tüzérségi tűz lanyhult, majd Johnson emberei elindultak a Benner dombról lefelé. Alkonyatkor nagy ordítás hallatszott és a támadás megindult. Hoke dandárját Isaac E. Avery ezredes vezényelte fölöttese sebesülése miatt, de Hays irányította a támadásukat, mint rangidős. Hays tudomása szerint ez általános roham volt és mikor elmondta embereinek, hogy a feladat az uniós ágyúk elhallgattatása azok elég letörten érezték magukat, mert a meredek terepen erős ellenséges ellenállás volt várható. Haysnek 1200 emberrel rendelkezett a feladathoz öt ezredbe szétoszolva, Averynek három ezredben 900 embere volt.
Early támadása komplett meglepetésként érte az uniósokat. Nem számítottak támadásra a Temető domb ellen és ilyen későn pedig különösen nem. Korábban minden erőtartalék távozott a megroggyant III. hadtest megtámasztására és csak leharcolt, gyenge csapatok védték a vonalat. Howard eddigre visszaminősült a XI. hadtest parancsnokának, Schurz pedig a harmadik hadosztályénak. Schurz hadosztálya védte az uniós állás csücskét és létszáma kb. 1500 főre csökkenhetett. Von Amsberg védte az első vonalat 5 ezreddel, Krzyzanowski dandárja mögötte a másodikat. Egész nap csatározó harcokat vívtak a konföderációsokkal Schurz frontvonalán. Schurztól jobbra az első hadosztályt Barlow sebesülése óta Adelbert Ames irányította, Hays támadása őket érte. A július elsejei súlyos veszteségek miatt az első dandár, mely von Gilsához tartozott csak kb. 650 fővel rendelkezett, a második, Andrew L. Harris ezredesé pedig kb. 500-zal. Baloldalt Harris ezredes négy ezrede védekezett, jobbra a Culp domb erdővonaláig von Gilsa négy ezrede. Ames elrendelte, hogy a 41. new yorki és a 33. massachusettsi ezred menjen az állások elé, a Culp mezőre csatározni. Aztán Harrist arra utasította, hogy a 17. connecticuti ezred felével fedje be a mögöttük, von Gilsa vonalán kialakult lyukat. Az átrendezés után a vonal továbbra is gyenge és szellős maradt.
A két előretolt ezred perceken belül szembe találta magát Hays és Avery dandárjaival. Először az irányukból mindenki azt hitte, hogy Wadsworth állásait fogják megrohanni, de a déliek jobb felé, az I. hadtest ellen fordultak. Az uniós ütegek tüzet nyitottak, de sok kárt nem tettek, a lövéseik valószínűleg rendre a déliek feje fölött suhantak el. Lehetséges, hogy a sötét tévesztette meg a tüzérséget, illetve a magaslati állásból az ágyúk csövét nem lehetett lejjebb ereszteni. Avery a mezőn haladva kapott halálos nyaksebet. Mire a támadás elérte az északiak védvonalát, félhomály lett és nehezen lehetett benne megkülönböztetni az ellenséget a bajtárstól. A 153. pennsylvaniai ezred mögött von Gilsa többször is tüzet szüntesst vezényelt, mert azt hitte, hogy a saját előretolt katonái érkeztek vissza. Hays katonái részben képesek voltak áttörni és a vonalak mögé kerülni. Helyenként a sötétben egymástól elszakadt uniós gócok tartották magukat, de mellettük elhaladtak a támadók hullámai és a dombtetőn levő ágyúállások felé vették útjukat. Az észak-karolinai dandár baloldali része elakadt az ellenállásban, de a gyenge 54. és 68. new yorki ezred vonalán át tudtak törni, a 153. pennsylvaniát pedig kézitusában legyőzték. A négy nyíláson áttőrő déliek a dombtető és az ágyúk felé vették az útjukat, míg a makacs ellenállásba ütközők a domb lábánál próbáltak újraalakulni. Wiedrich ütegét valószínűleg el tudták foglalni a louisianai katonák, Ricketts ütegéért közelharc folyt. Ekkorra már teljesen besötétedett. A harc ekkor elült és mindkét oldal erősítésre várt.

#### Gordon, Rodes és Pender nem támad
Az uniós oldalon hallva a támadást Howard kérésére Schurz a legközelebbi két ezredéhez, az 58. és a 119. new yorkihoz ment és Wiedrich ütegének védelmére indította őket. Hancock utasította a II. hadtestnél Gibbont, hogy küldjön segítséget. Gibbon frontján a támadás eddigre lezajlott és Samuel S. Carrol ezredes három ezredet vihetett segítségül. Gibbon emellett elküldte a 71. és 106. pennsylvaniai ezredet Alexander S. Webb dandárjából. A 71.-et Slocum frontján hasznosították, a 106. Howardnál jelentkezett a Cemetery Hill-en, miután a harc már véget ért. A gyülekező ezredek hangját még a sötétben is lehetett hallani. Hays katonái viszont nem kaptak erősítést, hiába várták. Gordon a tartalékkal nem mozdult a helyéről, mert Rodes hadosztálya nem követte Earlyét és nem támadt. Hays a csöndben még először magabiztosan jelentette a sikert, majd az uniósok gyülekezésének hangjára egyre jobban aggódott. Az ágyúktúl visszavonult a kőfalhoz a katonáival, hogy biztonságba kerüljön. Egyszer csak szövetségi sortűz dördült rájuk, Hays katonái visszalőttek, ami ideiglenesen elvette az uniósok önbizalmát, de nem végleg. Hays és a sötétben önállóan tevékenykedő alárendeltjei két sortűzet adtak le a formálódó északi rohamra, aztán mivel a támogatás változatlanul nem érkezett, visszavonultak. Az uniósok dombtetejei formálódás után szerintük rohamot intéztek, észak-karolinai foglyokat ejtettek és összességében visszaverték a konföderációs erőket.
Rodes katonáinak Early harcba bocsátkozása után kellett hozzá csatlakozni, de Rodes semmilyen támadásra nem készítette fel őket a nap folyamán és a váratlan parancsot Gettysburg épületei között rejtőzve kapták meg, néhányan egész napos csatározás után. Mire a várost maguk mögött hagyva felfejlődtek és előreindultak, félhomály volt. Gordon elküldte hozzájuk Daniels századost, érdeklődni, hogy mi az oka a késésnek. A rossz látási viszonyok mellett a vezető dandár parancsnoka, Stephen D. Ramseur dandártábornok közel vitte a katonákat az első uniós vonalhoz, elzavartak egy pár előretolt csatározót, de eddigre elhallgatott a harc zaja a dombtetőn és azt hitték, hogy a támogatni kívánt támadás kudarcot vallott. Ramseur nem tudta rávenni magát arra, hogy rohamot vezényeljen, és Rodeshoz fordult. Rodes jelentése szerint mivel Early csapatait eddigre visszaverték és teljes sötétség volt, visszahívta Ramseurt a támadásból.
Ramseur habozásához az is hozzájárult, hogy a tőle jobbra elhelyezkedő Pender hadosztály nem mozdult. Parancsnoka, William Dorsey Pender vezérőrnagy ugyanis súlyos sebesülést szenvedett és a szanitéceknek kellett gondozásba venniük. A dandárparancsnokok közül James H. Lane és Edward L. Thomas dandártábornok egyaránt rangidősnek gondolta magát és megpróbálta átvenni a hadosztály irányítását. Lane és Thomas egyazon napon lett előléptetve dandártábornoknak, ezért az ezredesi előléptetésük napját kellett meghatározni. Mire kiderült, hogy Lane a rangidős az idő előrehaladt. Ewell kérte, hogy Lane vigye harcba Pender hadosztályát, de Lane azt felelte, hogy nincs támadási parancsa A. P. Hill hadtestparancsnoktól és nem volt ideje vele kapcsolatba lépnie. Saját elhatározásából megindítja a hadosztályt, amennyiben erre engedélyt kap, ez azonban soha nem történt meg.

### Erősítések az uniós jobbszárnyra

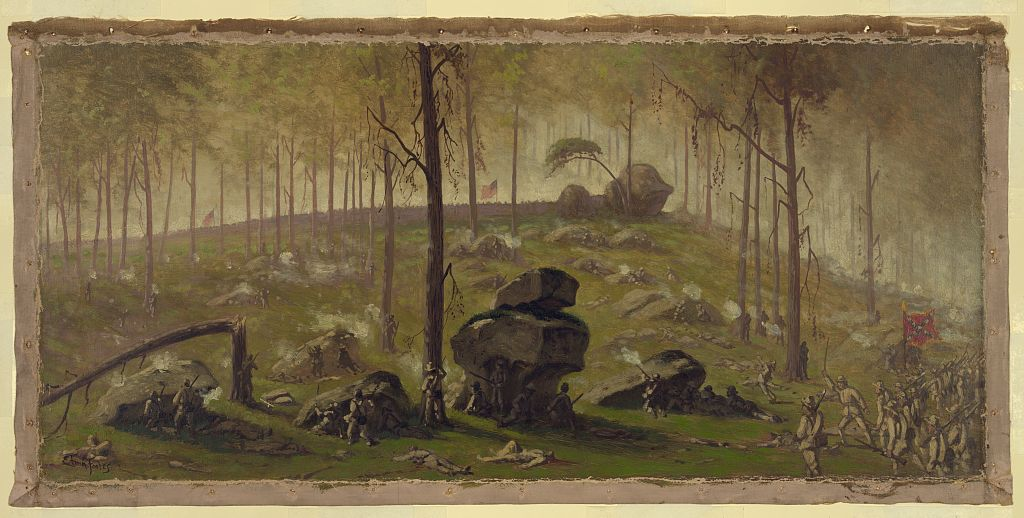
Johnson hadosztályának támadása a Culp-dombon épült mellvédek ellen, Edwin Forbes 1865 és 1895 között készített grafikája.

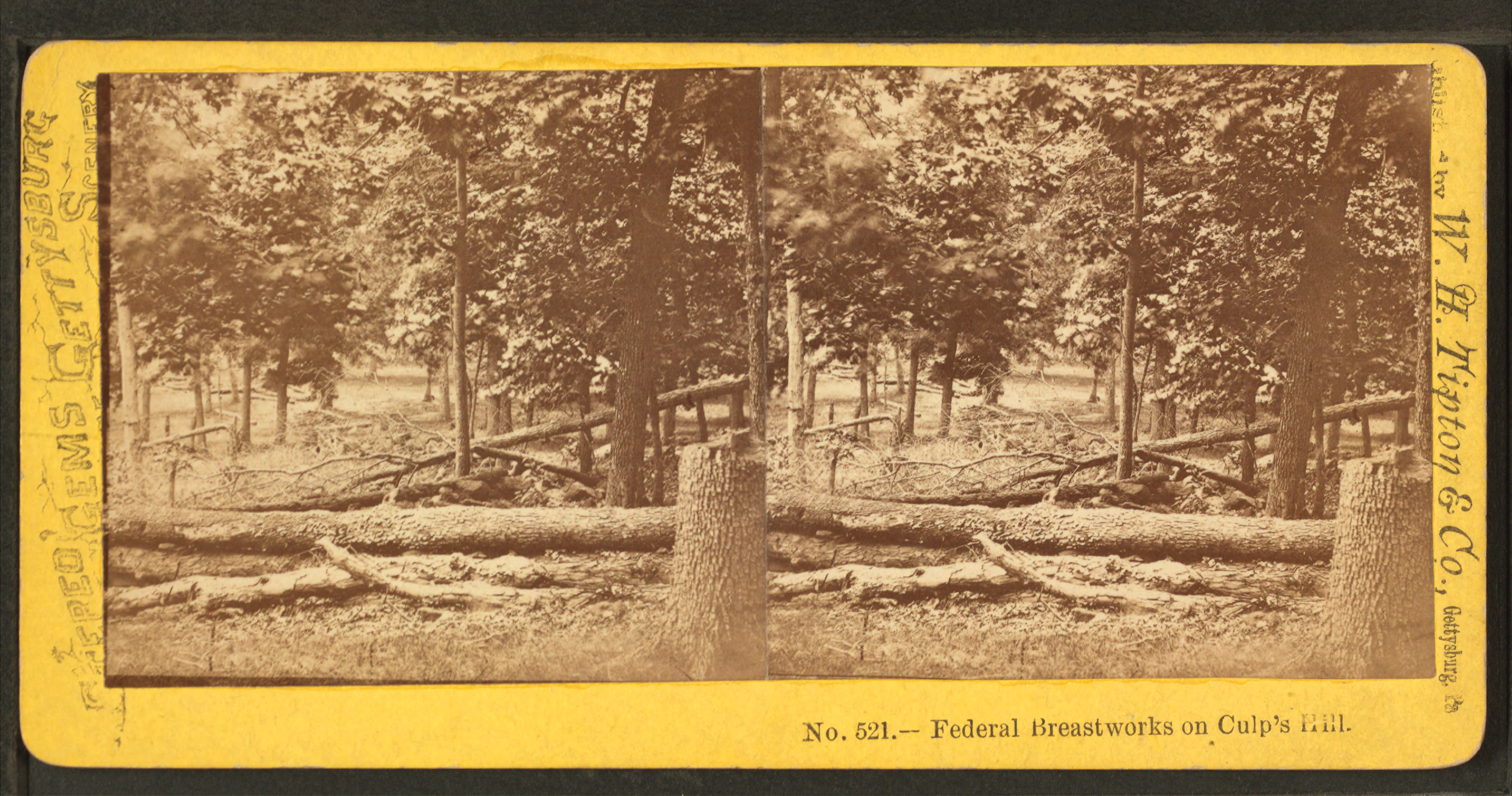
Szövetségi állás a Culp dombon

Szövetségi ágyúállások (lunette) Reynolds ütege számra és mögötte Wadsworth gyalogsági állása a Culp dombon.

Greene a támadás kezdetekor azonnal segítséget kért az I. és a XI. hadtesttől. A II. hadtesttől bár nem kértek, de ennel ellenére Hancock saját elhatározásból úgy döntött, hogy a tüzelést hallva kölcsönad két ezredet. Az egyik Howardnál jelentkezett a Temető-dombon, a másik pedig az erősítés első ezredeként érkezett a Culp-dombra. Ez volt a 71. pennsylvaniai ezred, mely a dandár legszélére, a 137. new yorki mellé települt. Szinte azonnal utána, nagyjából este 8 órakor a 23. virginiai ezred az 1. marylandi zászlóaljjal közösen jobb oldalról megtámadták a 71. pennsylvaniát és nagy részüket megfutamították. Ezredparancsnokuk, Richard P. Smith visszavonulót vezényelt, és mikor Greene segédje tiltakozott, azt mondta, hogy az embereit lemészárolják és vissza kell vonulnia saját hadtestéhez. Steuart dandárjából négy ezred utat talált a Culp-domb alsó lankájára. A 10. virginiai ezred beszámolt arról, hogy a 137. new york hátába került. A várttal ellentétben David Ireland ezredes alakulata nem futott meg fejetlenül, hanem a dandár vonalát visszahajlítva szervezetten visszahúzódott egy traverz kőfal mögé. Ez Kane dandárjának távozása előtt saját állásuk volt és ezért ismerték.
Ekkor megjött Wadsworth segítsége az I. hadtesttől. A 147. new yorki ezred helyet talált maga mellett a 149. new yorki ezredtől jobbra, ahova befészkelte magát és egész éjszaka ott harcolt a vonalban. A 84. new yorki ezred Edward B. Fowler ezredes vezetésével addig ment előre, amíg meg nem támadták, akkor vonalba rendeződtek és felderítőket küldtek előre. Megtudták, hogy a 10. virginiai ezreddel álltak szemben. Fowler tüzet vezényelt, majd szuronyrohamot vezetett a vaksötét fák közé. Utólag azt mondták, hogy kivetették a virginiaiakat onnan, de a 10. virginia úgy gondolta, hogy visszavert egy szuronyrohamot. A 84. new yorki ezred leváltotta a 137. new yorkit, amely hátrament, pihent és lőszert vételezett. Rufus Dawes alezredes, a 6. wisconsin parancsnoka, megnézte Early támadását a Temető domb ellen, majd parancsot kapott, hogy jelentkezzen Greennél. Green a jobb oldal segítségére rendelte, úgyhogy addig ment, míg délieket talált az állásokban. Mindkét oldal meglepődött, lőni kezdték egymást, és a virginiaiak visszavonultak az erdőbe. A 6. wisconsin kábé éjfélig a traverzben, vagy akörül maradt, aztán valószínűleg Kane visszatérő dandárja leváltotta és visszament saját alakulatához.
Este tízre a rendelkezésre álló négy konföderációs ezred feltapogatózott a domboldalon és megszállta az alacsonyabbik dombot. Az anabázisukból visszatérő szövetségi ezredek egymás után sortüzeket kaptak, mikor nem értesülve a déliek előrenyomulásáról, az eredeti állásuk felé igyekeztek. Visszaérkezett Thomas L. Kane ezredes, majd Charles Candy ezredes dandárja Geary hadosztályából. Némi bolyongás és a déliekkel való sorozatos összetűzések után helyet kerestek a Spengler-allé vonala mentén Green dandárja mellett. Silas Colgrove ezredes dandárja megszállta a McAllister-erdőben kialakított állásait, melyekhez a déliek nem értek el. Archibald L. McDougall ezredes dandárjának állásai elvesztek, de óvatosan előrearaszolt a sötétben, mindaddig, míg bele nem ütközött a várakozó déliekbe, nagyjából a Spangler-patak mentén. Lockwood dandárja kötötte össze McDougallt Candyvel a Spangler-farm és a Spangler patak között.
Alpheus Williams csak Meade haditanácsáról visszajövet értesült, hogy a déliek elfoglalták Culp's Hill alsó részét. Idáig abban a tudatban volt, hogy csak az ő hadosztálya segít a balszárnyon, valamint Lockwood dandárja, de Geary ott maradt és védekezik. Hogy ezt Greene dandárjának egyedül kellett megoldania, azt nem tudta. Mikor ezt megtárgyalta Slocummal, azt a választ kapta: „Nos, pirkadatkor vesse ki onnan őket.”

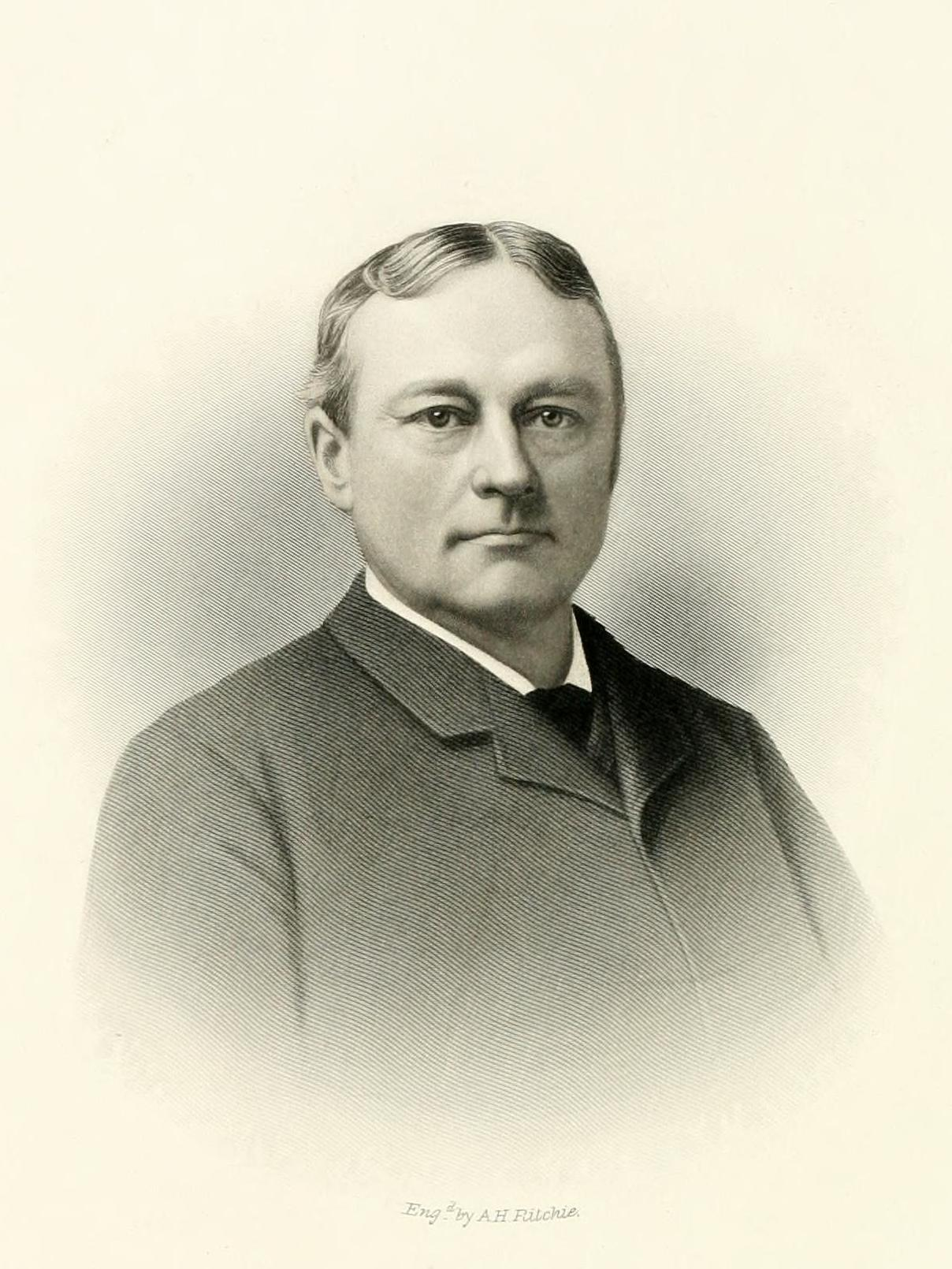
Richard P. Smith ezredes, USA Webb ezredparancsnoka
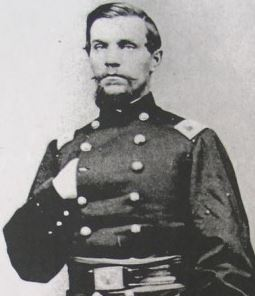
David Ireland ezredes, USA Greene ezredparancsnoka
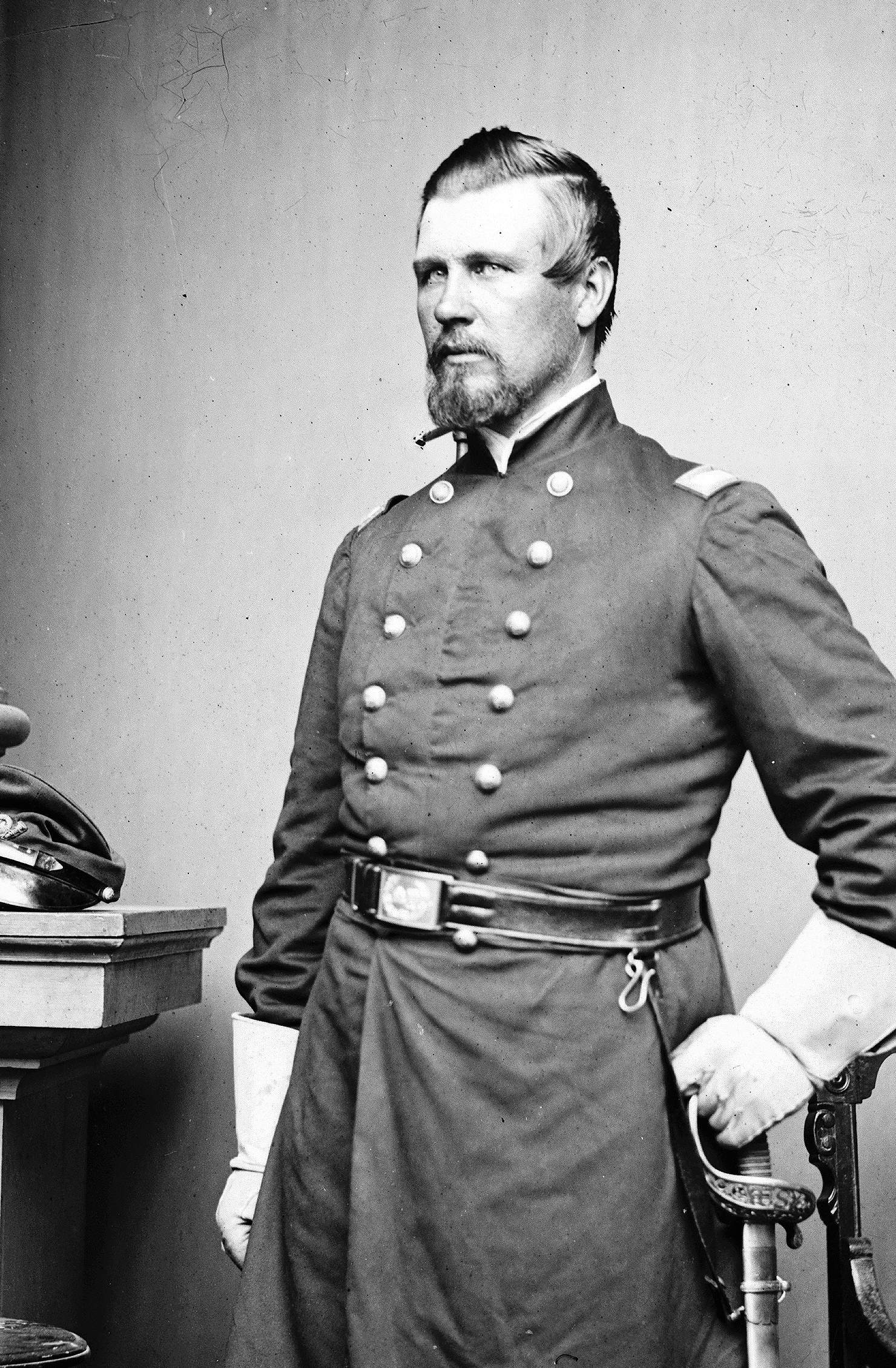
Edward B. Fowler ezredes, USA Lysander Cutler ezredparancsnoka
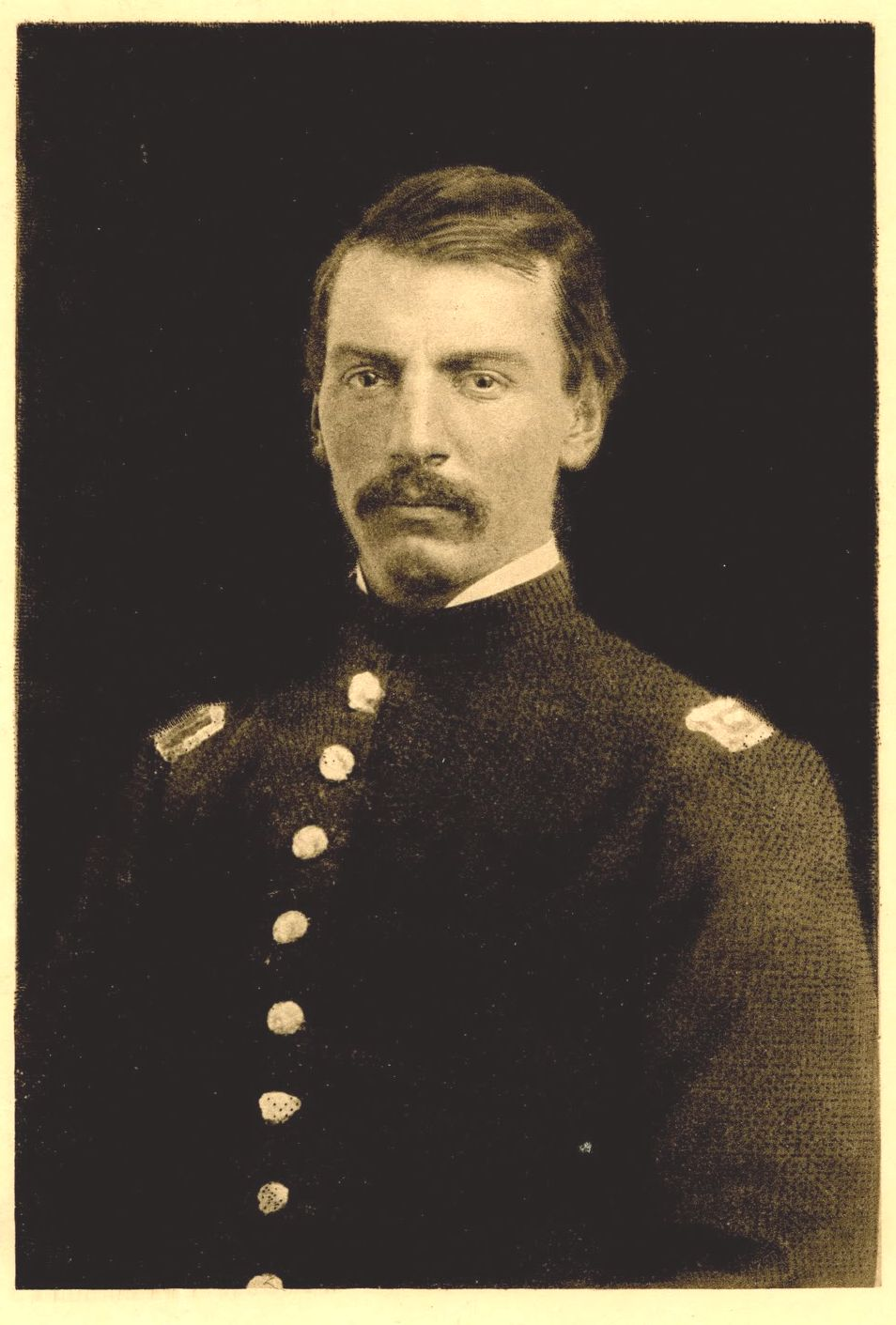
Rufus Dawes alezredes, USA Solomon Meredith ezredparancsnoka
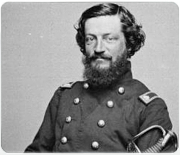
Thomas L. Kane ezredes, USA Geary dandárparancsnoka
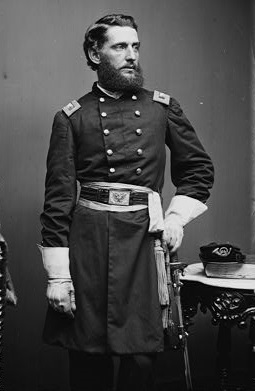
Charles Candy ezredes, USA Geary dandárparancsnoka
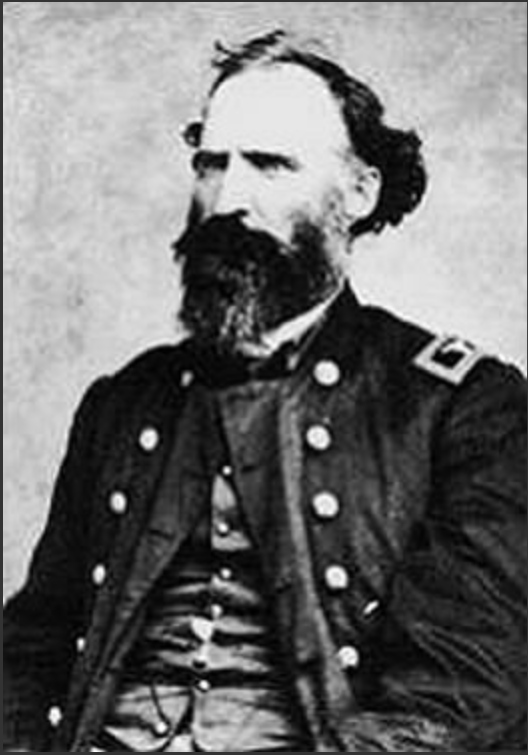
Silas Colgrove ezredes, USA, Ruger ezred-, és idgl. dandárparancsnoka
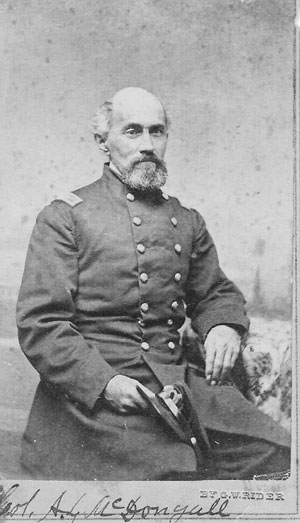
Archibald L. McDougall ezredes, Ruger/Williams dandárparancsnoka

### Az uniós haditanács a második éjszakán

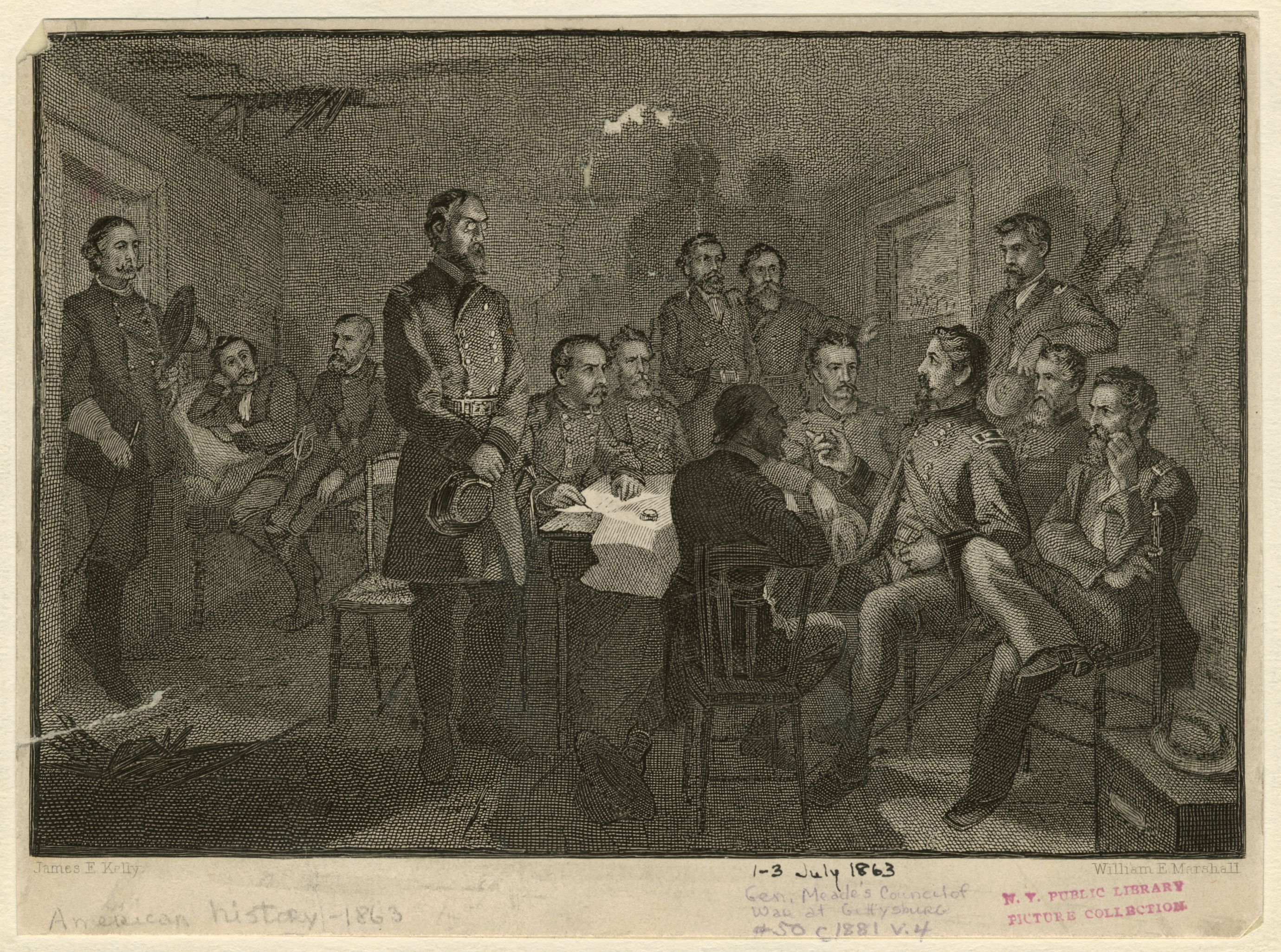
Július 2-a éjszakáján az uniós haditanács. James Edward Kelley 1879-es alkotása. Az alakon balról jobbra Alfred Pleasonton, Gouverneur K. Warren, John Newton, George G. Meade, Daniel Butterfield, David B. Birney, Oliver O. Howard, Rufus Ingalls, Alpheus S. Williams, Henry W. Slocum, Winfield S. Hancock, John Gibbon, John Segdwick, George V. Sykes. Ingalls részvétele fikció. Pleasonton utólag ragaszkodott hozzá, hogy nem vett részt semmilyen haditanácson, mert Meade megbízásából a visszavonulási útvonalakat kellett megvizsgálnia. Alárendeltjei azonban ezt nem tudták megerősíteni és mások viszont határozottan emlékeztek a részvételére.

Körülbelül este kilenc órakor Meade összehívta a saját főhadiszállására, a Leister-házba az összes hadtestparancsnokot és azon túl is pár tábornokot. Alpheus S. Williamst az uniós balszárnyról visszatérőben érte a meghívás, mielőtt még visszavezethette volna a Temető-gerincről csapatait a Culp dombra. Oliver O. Howard, a XI. hadtest parancsnokának csapatai a meghívás kézhezvételének idején éppen harcban álltak, így ő valószínűleg legutolsóként csatlakozott a többiekhez. Williams és Henry W. Slocum csapatai is harcban álltak, de Williams erről állítólag egyáltalán nem értesült, Slocum pedig azt hitte, hogy erőinek legnagyobb része elsáncolva várta a déliek rohamát. Meghívást kapott Henry J. Hunt dandártábornok, a tüzérség parancsnoka és a tüzérségi tartalék vezetője, Robert O. Tyler dandártábornok. Mindketten kimentették magukat, mert a következő nap harcaira készülve a tüzérség átrendezésével voltak elfoglalva. Warren főmérnök még az utolsó parancsnokok megérkezése előtt elaludt és senki nem ébresztette fel. Meade az asztal mellett állt, törzsfőnöke, Daniel Butterfield ült az asztalnál, és a rendezvény jegyzőkönyvét vezette.
Az elsőnek érkező Slocum rendkívül frusztrált volt. Következetesen szárnyparancsnoknak hívatta magát, noha az általa vezetett szárnyat időközben feloszlatták. Az általa irányított XII. hadtest az uniós állás jobbszélét képezte, az V. hadtest pedig a balt, tehát esély sem volt az újraegyesítésükre, ennek ellenére Slocum ragaszkodott hozzá, hogy ő szárnyparancsnok. Hancock hasonlóan hozzá a balszárny parancsnokaként vett részt a haditanácson, következésképpen a II. hadtesttől John Gibbonnak, a III. hadtesttől pedig David B. Birneynek kellett rangidősként jönnie. Gibbonnak fogalma sem volt róla, hogy ő vajon jogosult-e egyáltalán itt részt venni. Birney két apróbb lábsebét dajkálta és szintén nagyon megalázottnak érezte magát, amiért Hancockot kívülállóként fölé helyezték. Williams Gibbonhoz hasonlóan nem értette, miért kell neki ezen a tanácson részt vennie, amikor parancsnoka, Slocum is ott van és megkérdezte Meade-et, hogy nem kéne-e magának távoznia. Meade utólagos magyarázata szerint nem akarta Williamst megbántani és azt felelte, hogy értékelné a véleményét. Segdwick, akinek a VI. hadteste olyan hatalmas volt, hogy egymaga képezte korábban a Potomac hadsereg „szárnyát”, szintén nagyon frusztrált volt. A VI. hadtestet úgy szétszórták a szövetségi állások lyukainak betömésére, hogy Segdwick úgy látta, akár haza is mehet, mert nincs semmi dolga.
A feljegyzések szerint a vitát John Newtonnak az a megjegyzése gyújtotta be, miszerint Gettysburg sosem volt alkalmas helyszín egy nagy csata megvívására. Hancock gyökerensen ellentétes megítélésébe ez beletaposott. Tiltakozás alakult ki a parancsnokok között, mondván lehetetlen visszavonulni az állásaikból. Newton visszakozott és kijelentette, hogy ő ezt nem is akarta, csak aggódott, hogy a balszárny könnyen áttörhető és elvágható. A vitából kitetszett, hogy a többség a további harc mellett és a visszavonulás ellen foglal állást. A második vitapont az ellátmány kérdése volt. A társzekerek húsz mérfölddel a hátuk mögött, Westminsterben várakoztak és csak egynapi élelmük maradt a csapatoknál. A parancsnokok az előzetesen képviseltek szellemében arra a véleményre helyezkedtek, hogy további rekvirálással és félporcióra váltással kihúzható egy pár napnyi idő.
Butterfield törzsfőnök Meade engedélyével ekkor azt kérte, hogy adjanak igen-nem választ direkt kérdésekre és ezzel tegyenek javaslatot. Butterfield ezzel haditanácsi szavazásává változtatta a kérést, amely így kötelezte a Meade-et a döntés követésére. Az első kérdés az volt, hogy a hadsereg a jelen körülmények között visszavonuljon-e közelebb a hadtápbázisához, vagy kitartson állásában. Elsőként John Gibbon szólt, mint a rangban legalacsonyabb, másodikként Williams, majd Birney és így tovább. Egymás után erősítették meg, hogy a Potomac hadseregnek véleményük szerint maradni kell Gettysburgben. Másodjára Meade azt kérdezte, hogy a hadsereg támadjon, vagy várjon az ellenség támadására. A hadtestparancsnokok egyöntetűen a kivárásra szavaztak. A harmadik kérdés az volt, hogy meddig várjanak. A beosztottak véleménye megoszlott, aszerint, hogy konföderációs támadás esetén hogyan reagáltak volna, de nem tértek el tőle, hogy várjanak és védekezzenek másnap délutánig. Ez a kimenetel nem különbözött Meade saját benyomásától a helyzet alakulásáról. A haditanács nem sokkal éjfél előtt feloszlott.

## 3. nap, 1863. július 3.

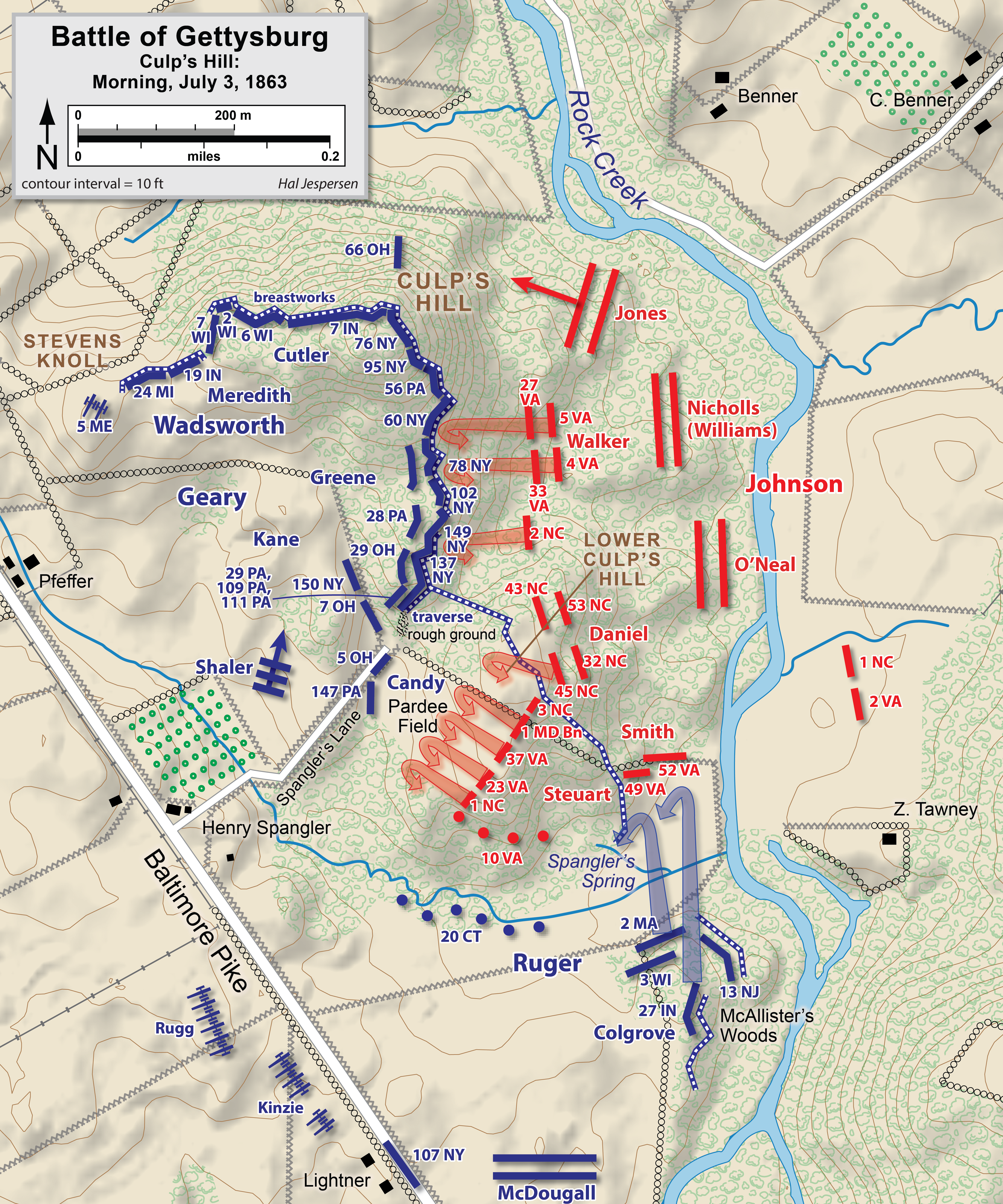
A Culp-domb hajnali és délelőtti harcainak térképe.

### Az uniós jobbszárny hajnali ellentámadása a Culp dombon
Johnson az éj folyamán megkapta erősítésnek O'Neal és Daniel dandárját Rodestól. Éjszaka a Stonewall dandárt a beérkező lovasság leváltotta a Brinkerhoff-gerinc őrzésében, így az is csatlakozott a támadáshoz. Július 3-án délelőttre a Smith dandár utolsó ezredét is felváltotta a lovasság. Ezzel Johnson ereje négyről nyolc dandárra nőtt összesen. A feladat azonban, az emelkedő tetején kiépített uniós erődítmények bevétele és az uniós balszárny teljes felgöngyölítése a Temető-domb felé teljesen lehetetlennek tűnt. Lejtős erdős terepen létszámhátrányban felfelé támadni úgy, hogy saját tüzérség nem támogat, viszont az ellenséges tüzérség bombázását ki kell állni – ez nagyon távol állt az ideálistól. Hajnali 4:30-tól megdördültek az uniós ágyúk és megszakításokkal hat órán át lőtték a Culp-dombot. A konföderációs gyalogság fedezék nélkül maradt része sietve visszavonult a Culp-domb alsó részeiről és a Pardee-mezőről és a kiépített uniós rönkerődök mögött keresett menedéket. Az ágyúzás az uniós csapatokat sem kímélte. McDougall ezredes dandárjának közepébe egymás után estek a rövidre célzott lövedékek. McDougall Rugerhez küldött, hogy a kérdéses ütegparancsnokot figyelmeztesse, de ennek semmi látszata nem volt, mert a csapatokat továbbra is lőtték. Ekkor a 145. new yorki és a 46. pennsylvaniai ezred parancsnokai McDougallnak beígérték, hogy fegyverrel fogják számonkérni a tüzért, és ha még egyszer rövidet lő, megölik. Ezután egészen Slocumig jutott az ügy, majd McDougall ezredeit kicsit hátrébb vonták, hogy kikerüljenek a lövések hatóköréből. Fél órával azután, hogy Johnsonnak támadia kellett és az uniós tüzérség lőni kezdte az embereit, Ewell megtudta, hogy Longstreet hadteste, amelynek támadását a saját hadtestének segítenie kellett reggel kilenc óráig nem kezdi meg a támadást.
Uniós gyalogsági rohamra azonban nem került sor, sőt éppen ellenkezőleg, a konföderáció támadta a Culp-domb magasabb részének erődítéseit. Késő délelőttig a XII. hadtest jobbján, az első hadosztály frontján csak csatározás folyt, mert a harc java a balszárnyon volt, ahol Johnson megerősített csapatai Geary hadosztályát támadták. Johnson szerint három támadást hajtottak végre. Az elsőt hajnalban, az ágyú- és kézifegyvertűzre válaszolva Jones, Nicholls és Steuart dandárjaival. A második Geary jobbját és centrumát támadta; ezt O'Neal és a Johnson hadosztály egyéb egységei hajtották végre. A harmadikat Steuart Geary jobbszárnya ellen vezette, a Stonewall és Daniel dandárok pedig Geary meghatározatlan vonalai ellen. A harmadik támadás elindítását Randolph McKim hadnagy naplója szerint mind Daniel mind Steuart rendkívül helytelenítették. A Stonewall dandárnak csak négy ezrede sorakozott fel, kevesebb mint 1000 ember. Goldborough őrnagy, az 1. marylandi zászlóalj parancsnoka szerint a parancs színtiszta gyilkosság volt, semmi egyéb. Steuart egész dandárja 900 fős volt, a július 1-jei létszámnak már csak a fele. Steuart futólépést vezényelt, a három dandár támadásra lendült, de gyilkos tűz fogadta őket. A katonák holtan, sebesülten, vagy megfélemlítve a földre vetették magukat. A visszatérést megérők védelembe mentek. Steuart teljesen összetört, a könnyek folytak arcán és azt ismételgette, hogy „Szegény fiaim, szegény fiaim!”.

### Lovassági összecsapás a Keleti lovasmezőn

Gettysburg keleti felén végbement lovassági összecsapások 1863. július 2-án és 3-án.

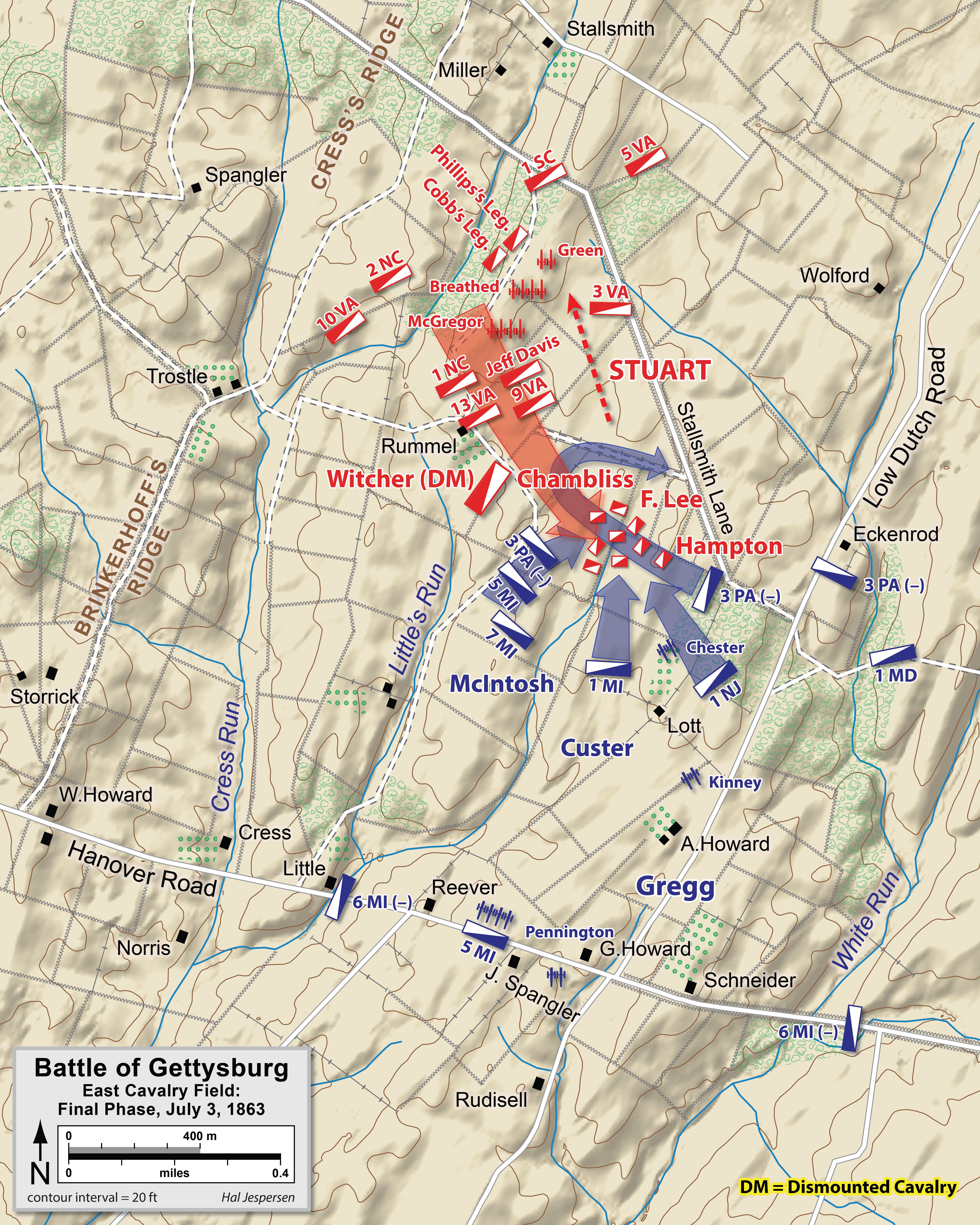
Az áttörés vége du. 2 órakor.

Július 3-án Stuart 6-kor ébresztőt vezényelt, a lovakon pótolták a hiányzó patkókat, megitatták őket, abrakot kaptak és a katonák lőszert vételeztek. 10 órára a lovasság elindult a Brinkerhoff-gerincre. Nem tudjuk, hogy mi volt Stuart terve, de a jelentésében az írta, hogy a hadsereg szárnyát fedezte. Ewell második hadtestének katonái két és fél kilométerrel nyugatabbra erőlködtek a Culp-domb bevételén. Július 2-án este az uniós lovasság végül egészen közel jutott a gerinchez és elfoglalta a kőfalat előtte. De Gregg dandártábornokot az uniós lovasság parancsnoka, Pleasonton visszahívta a Brinkerhoff-gerincről a Baltimore út átkelőhelyét védeni a Rock Creeken (Sziklás patak). Greggnek nem tetszett az elképzelés és amellett érvelt, hogy a Low Dutch út-Hanover út kereszteződést kellene védeni, kicsit keletebbre a Brinkerhoff-gerinctől, de Pleasonton gyakori harctéri tévedéseinek egyikével felülbírálta. Pleasonton azt gondolta, hogy Stuart 3-án át fog vágni a Brinkerhoff-gerinc és a Wolf-domb között és megtámadja a hadsereg egyetlen valós utánpótlási vonalát, a Baltimore utat. Ezt az utat július 2-án reggel Slocum és Warren már megvizsgálta és még a gyalogság számára sem találták járhatónak. Gregg addig érvelt, hogy Pleasonton kiküldte Custer 1900 fős lovassági dandárját a kereszteződéshez. Custer reggel 9-kor már a kereszteződésnél volt.
Stuart Chambliss és Jenkins dandárjának egy részével a York úton indult el kelet felé és onnét délkelet felé a Trostle-Rummel farmok vidékére. Hampton és Fitzhugh Lee dandárja ekkor még Gettysburgtől északra tartózkodott. Jenkins katonái dragonyosok voltak, akiknek a gyalogsági puskáit nem lehetett lóhátról megtölteni, ezért csak gyalog tudtak harcolni. Jenkins maga sebesült volt, helyettese Milton B. Ferguson ezredes foglyokat őrzött és csak egy alakulatot adott a művelethez, Vincent A. Witcher alezredes vezette 34. virginiai zászlóaljat. A zászlóalj később kiegészült a Jenkins-dandár két ezredével és Ferguson átvette a parancsnokságot. Stuart elsüttetett egy ágyút a négy égtáj felé, valószínűleg az uniós lovasság pozícióját akarta felderíteni. Custer valóban visszalőtt a saját ágyúival, ezzel felfedte a hollétét és mivel addig nyugat felé fordulva várta a délieket, ezután észak felé fordította az arcvonalat.
Pleasonton felderítési jelentést kapott a Temető-dombról jó kilátással bíró XI. hdttől, hogy nagytömegű konföderációs lovasság halad a York úton kelet felé. Ez valószínűleg Wade Hampton és Fitzhugh Lee dandárja lehetett, amely igyekezett utolérni a vezető dandárokat. Pleasonton rájött, hogy Greggnek igaza volt és a hadosztályát északra küldte leváltani Custert, míg Custer arra kapott parancsot, hogy vonuljon a hadsereg balszárnyára, a Round Top magaslatok környékére, ahol Judson Kilpatrick hadosztályának másik dandárja harcolt. Greggnek 2800 katonája volt, John I. Gregg ezredes dandárjában 1900 és John B. McIntosh ezredes dandárjában még 900 fő. Ez a Stuart által mozgatott kb. 6000 lovashoz képest erős létszámhátrányban lett volna. Gregg ezredes fedezte a Hoffmann utat, McIntosh a Low Dutch utat és egymástól függetlenül harcoltak. McIntosh délelőtt 10 órakor leváltotta Custert, aki jelentette, hogy északra az erdő tele van lázadókkal. Gregg dandártábornok arra kérte Custert, hogy mondja azt, hogy sosem kapta meg a parancsot és ne menjen vissza a balszárnyra, mert a konföderációs létszámfölény nyomasztóvá vált volna. Custer ekkor alig hat napja dandártábornok, előzőleg Pleasonton törzsének századosa volt. Sokkal kisebb tekintélye volt, mint a Greggnek, de felfogta az erőviszonyokat és segíteni akart, ezért azt válaszolta, hogy ha Greggtől erre utasítást kap, akkor marad.
Witcher kb. 330 fő ezrede és a Chambliss dandár megszállták a Trostle- és Rummel-farmok házait, istállóit és vonalba fejlődtek. McIntosh két ezrednyi gyalogosan harcoló lovast küldött ellenük, az 1. new jersey és a 3. pennsylvania ezredet. Csatározás vette kezdetét, majd általános harccá szélesedett az összecsapás. Ismeretlen okból Witcher katonái a sztenderd 40 lőszeres javadalmazás helyett csak fejenként 10 lőszerrel vágtak neki az ütközetnek, amit meglehetősen gyorsan felhasználtak. Az érkező konföderációs erősítéseknek kellett lőszert adniuk a Rummel-farm közelében harcoló egységeknek. McIntosh ellenlökése megakadt, majd az uniós katonákat a déli túlerő elkezdte dél felé szorítani. McIntosh erősítést kért, Gregg útnak indította a 6. michigani ezredet, Custer egyik alakulatát. Az 1. new jersey és a 3. pennsylvania szintén kifogyott a lőszerből, de nem vonulhatott vissza, mert támadás alatt állt, így újra segítséget kért. Gregg az 5. michigani ezredet is kiküldte hozzájuk. Az 5. michigani ezred Spencer karabélyokkal volt felfegyverezve. Amikor a déliek egy sortűz után úgy ítélték, hogy most újra kell tölteni a túloldalon és rohamra lendültek, akkor az ismétlőfegyverekkel rendelkező ezred vissza tudta verni a rohamot és összezavarta a déli elképzelést.
Órákon át a harc oda-vissza hullámzott. Witcher ismét kifogyott a lőszerből, utasítást adott, hogy egy szekérnyi lőszert küldjenek utána, ami nem érkezett meg. Mikor hátralovagolt megállapítani, hogy mi a helyzet, a szekérhajtót sebesülten találta és a szekeret nem lehetett megmozdítani, ezért katonáinak vissza kellett térni hozzá újra lőszert vételezni. Délután 2 óra felé megdördültek az ágyúk Gettysburgben és azt még ilyen távolságról is bőven lehetett hallani, mert megkezdődött a Pickett-roham tüzérségi előkészítése. Stuart tudta, hogy ez lesz a döntő roham a csatában és ha a lovassága bele akar avatkozni a feltehetőleg hamarosan elmenekülő uniósok üldözésébe, akkor most át kell törnie. Eddig minden résztvevő gyalog harcolt, de ekkor parancsot adott az 1. virginiai ezrednek, hogy hajtson végre lovasrohamot. McIntosh nem találta helyén az 1. marylandi ezredet, mert Gregg elvezényelte onnan, ezért Custer 7. michigani ezredét ellenrohamba küldte. Egyik sem látta, hogy közöttük van egy kerítés, ami a rohamokat lefékezte. A 7. michigan nyerte az összecsapást, átkelt a kerítésen és szabályval, illetve pisztolyokkal észak felé szorította az 1. virginiai ezredet. Stuart erősítéseket küldött, melyek szétszórták a 7. michigant, majd újra próbálkozott az áttöréssel Hampton dandárjának zömét harcba vetve. Custer és McIntosh öt ezredet harcba vezetve három oldalról támadta meg az összpontosítást. Hampton súlyos fejsebet szerzett a küzdelemben. Custer alól a második lovat is kilőtték aznap. A rohamot az uniós ágyúk tüze szétszórta, mindenki visszavonult a saját bázisára újraszerveződni. Az uniós lovasság a Rummel-farmon túl nem üldözte a visszavonuló délieket, mert a feladata továbbra is az útkereszteződés biztosítása volt. Stuart nem volt képes az uniós erők háta mögé kerülni.

### Pickett rohama

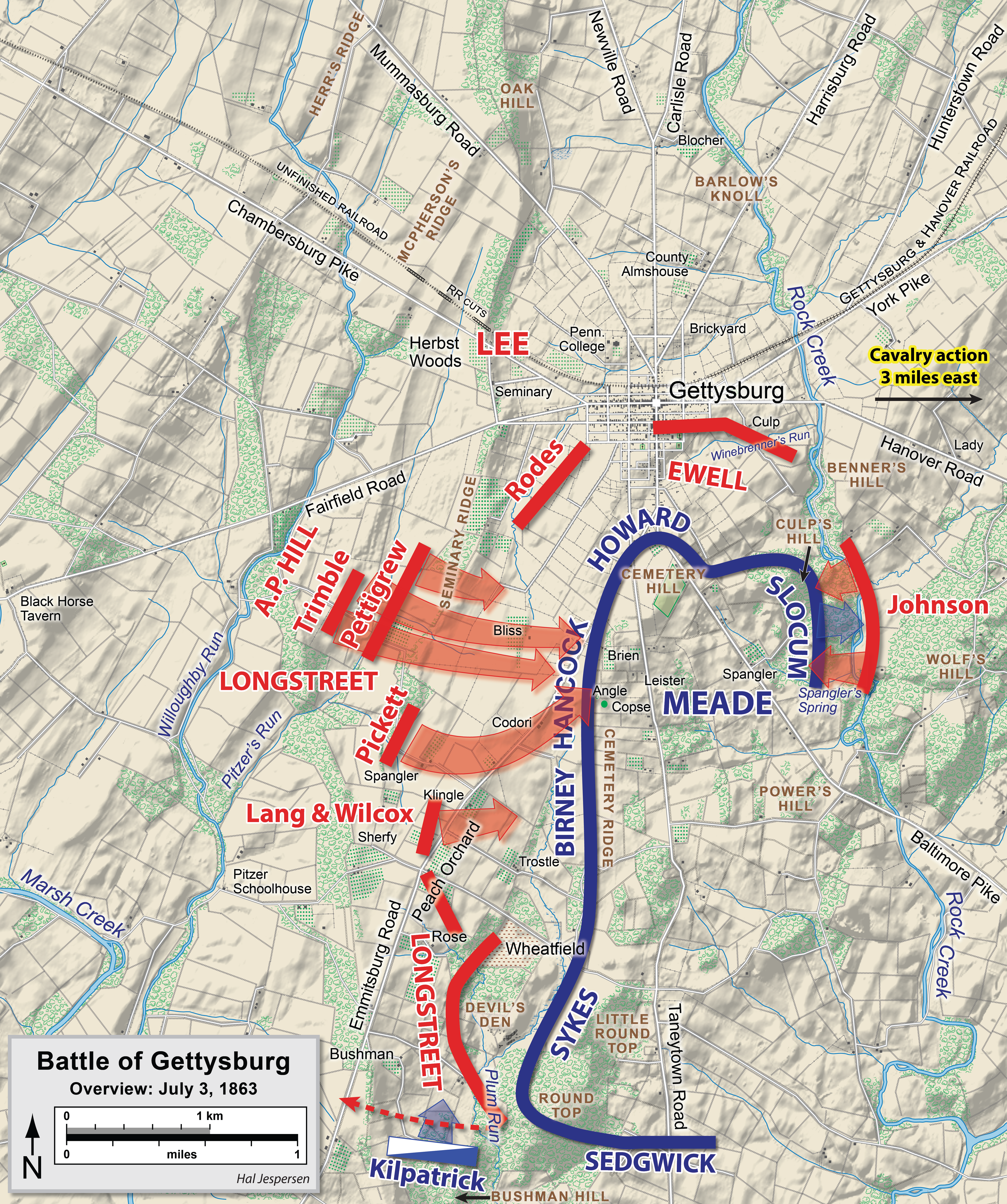
Az ütközet 3. napja, július 3.

Az ütközet harmadik napján Lee végső próbálkozásként az unionista közép ellen tervezett rohamot. Először a Culp's-dombért újult ki a küzdelem, melytől keletre és délre lovassági összecsapások zajlottak, de a döntést 12 500 konföderációs gyalogosnak a centrum ellen intézett támadása kellett volna kivívnia a Temető-dombon. A támadás „Pickett rohama” néven vonult be a történelembe, mert a támadás ékét George E. Pickett vezérőrnagy vezette. Ezúttal a konföderációs csapatok ismételték meg John Pope második Bull Run-i ütközetben elkövetett hibáját, mert közel másfél kilométert kellett megtenniük gyilkos ágyútűzben. A támadás elérte az ellenség vonalát, és rést ütött rajta, azonban az északiak ezt gyorsan betömték, és visszaverték a délieket, akik újra a nyílt mezőre hátráltak. Pickett elvesztette embereinek csaknem 50%-át. 4000 déli katona esett fogságba, a támadás során viszont csak 1500 fő volt az északi veszteség. A háromnapos csata vesztesége összesen több mint 50 000 katona (több mint 22 800 északi a 82 000-ből, – ebből 3155 halott – és 28 000 déli a 75 000-ből – 3903 halott.)

## Történészi értékelés
Amerika soha nem látott ilyen pusztítást a háború folyamán. Mivel Lee nem tudta a győzelmet kicsikarni, a további déli előrenyomulás ellehetetlenült. Lee a csata után visszavonult déli területre, Virginiába, ezzel a kezdeményezés átvételének gondolatát feladta. A Konföderáció hadigazdasága a kezdetben gyenge, de az idők folyamán egyre erősödő uniós tengeri blokád miatt ekkor már komoly gondokkal küzdött és nem tudta ellátni a hadsereget. A csatavesztés következtében elszállt az a pillanat, amikor a Konföderáció utoljára realisztikusan megpróbálkozhatott offenzívát indítani a háború befejezése érdekében.

### Vita a győzelem döntő jellegéről
A gettysburgi csata kimenetelének megítélése hosszú ideje vita tárgya. Lefolyása idején nem tekintették fölényes győzelemnek, mivel a háború további két évig folyt, de a visszatekintő elemzések fordulópontként szokták megjelölni, általában Vicksburg másnapi elestével együttesen. Ez azon az utólagosan nyert információn alapul, hogy Gettysburg után Lee nem lépett fel többet támadólag, hanem jobbára átengedte a kezdeményezést Grant hadseregének 1864 és 1865 folyamán. Ezzel egybehangzóan írnak a déliek elveszett ügyének szószólói, kiknek hipotézise szerint a Gettysburgnél való konföderációs győzelem a háború végét eredményezhette volna.

„A Potomac hadsereg győzött. Talán nem annyira, mint abban Mr. Lincoln reménykedett, de győzött és emiatt a Konföderáció többé nem tudta megnyerni a háborút. Észak még elveszthette volna, ha tegyük föl a katonák, vagy a polgárok elvesztik a győzelembe vetett hitüket, de a csatatéren elszenvedett katonai vereség többé már nem volt benne a pakliban. -
Bruce Catton, Glory Road”

Jelenleg széleskörűen elfogadott nézet, hogy Gettysburg döntő győzelmet hozott az Unió számára, de a kifejezés nem pontos. Joggal állítható, hogy Lee offenzíváját július 3-án teljes mértékben megállították és a tábornokot pennsylvaniai hadjárata időnek előtti befejezésére kényszerítették (bár a Konföderációban inkább az volt a megítélés, hogy mindössze átmenetileg vetették vissza őket, miután a hadjárat célja nagyrészt teljesült). Ha azonban a döntő győzelem kifejezést abban az értelemben használjuk, miszerint a csatatéren vitathatatlan katonai fölénybe kerültek olyan módon, mely nagyban meghatározta a teljes konfliktus lezárásának mikéntjét, akkor a történészek véleménye megoszlik. David J. Eicher például Gettysburgöt a Konföderáció stratégiai vereségeként határozta meg, James M. McPherson pedig azt írta, hogy "Lee és emberei további babérokat arattak, de soha többé gyűjtöttek össze annyi erőt és elszántságot, mely Pennsylvaniába vezérelte őket azon a gyönyörű nyáron 1863-ban." Ezzel szemben Herman Hattaway és Archer Jones azt írták, "A Gettysburgi csata stratégiai jelentősége... meglehetősen csekély volt." Steven E. Woodworth szerint "Gettysburg mindössze a keleti hadszíntéren való döntő győzelem elérhetetlenségét bizonyította be." Edwin Coddington rámutatott a Potomac hadsereget ért súlyos veszteségre és hogy "az ütközetet követően Meade nem volt többet birtokában a feladata elvégzéséhez szükséges hatékony eszköznek. A hadsereget alaposan meg kellett erősíteni új parancsnokokkal és friss csapatokkal, de ezt az átszervezést egészen addig nem kezdték el, míg Grant 1864 márciusában meg nem jelent a színen." Joseph T. Glatthaar úgy véli, hogy "elpackázott lehetőségek és vérszegény győzelmek kísértették az Észak-Virginiai Hadsereg sorsát az északi hadjárat során", de Gettysburgöt követően a támadásból reá háruló kötelezettségek és a fegyelem meglazulása híján az Észak-Virginiai Hadsereg rendkívül ütőképes erő maradt." Ed Bearss véleménye szerint "Lee északi előrenyomulása súlyos veszteségeket okozó hiba volt. Mindenesetre a Potomac hadsereg fenntartotta a keleti hadszíntéren az erők egyensúlyát..." Peter Carmichael úgy utal a "chancellorsville-i és gettysburgi szörnyűséges veszteségekre, melyek teljesen felemésztették Lee támadási lehetőségeit", hogy ezen halmozódó veszteségek nem egy ütközet eredményeként álltak elő. Thomas Goss, az Egyesült Államok hadseregének Military Review c. újságírója a döntő győzelem meghatározása és Gettysburggel kapcsolatos használata kapcsán azt írta "Mindent összevéve és megfontolva a Gettysburgi csata nem érdemli ki a döntő győzelem címkéjét."
Gettysburg után a Konföderáció többé nem támadt északi területeket. Gettysburg és Vicksburg jelentősége így valójában az, hogy ezután a Konföderáció kezéből a kezdeményezés teljességgel átcsúszott az Unió oldalára, és ezt a későbbiekben a Konföderáció fokozatos, de állandósult térvesztése követte a végső vereség bekövetkeztéig.

### Lee és Meade teljesítményének összehasonlítása

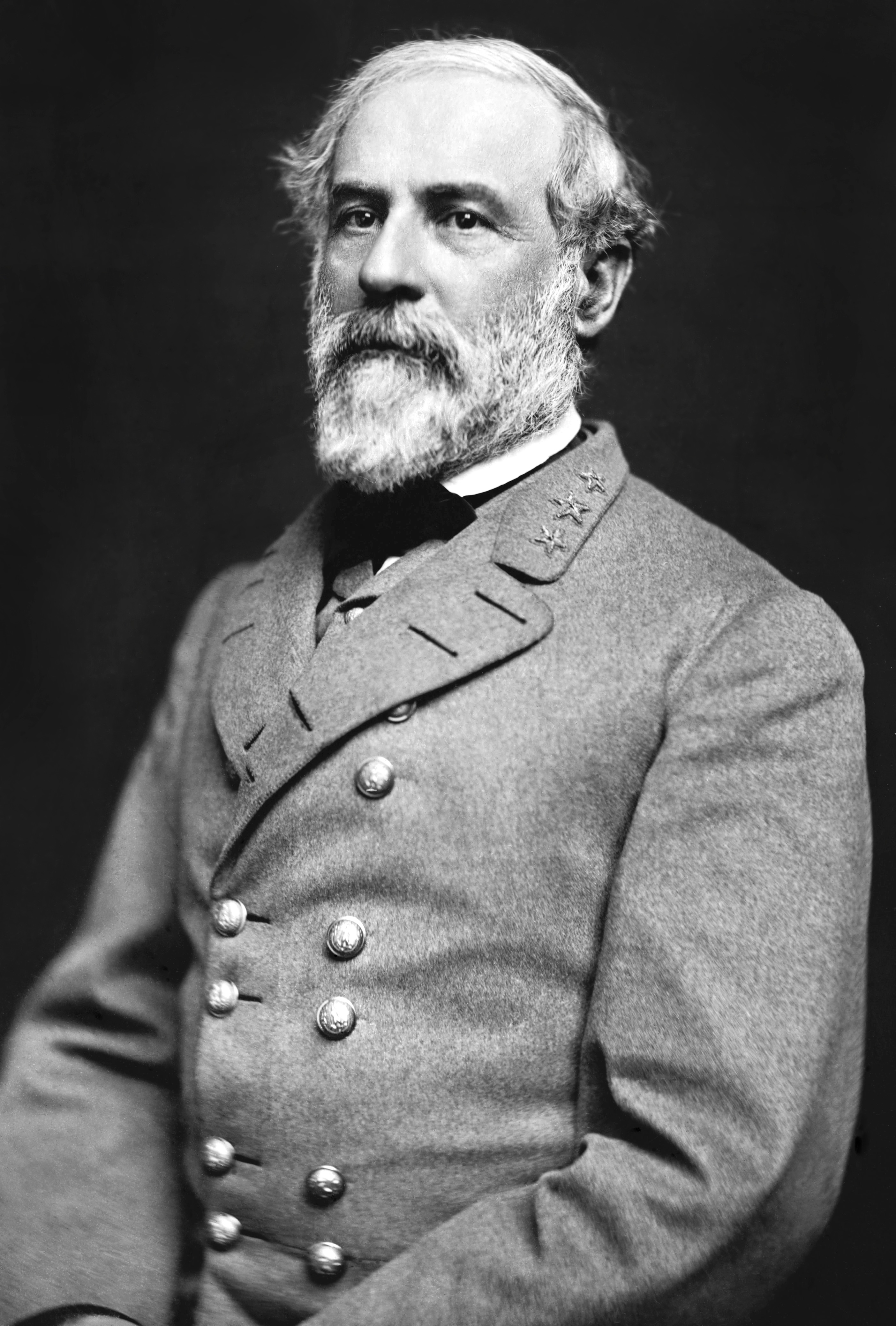
Robert E. Lee

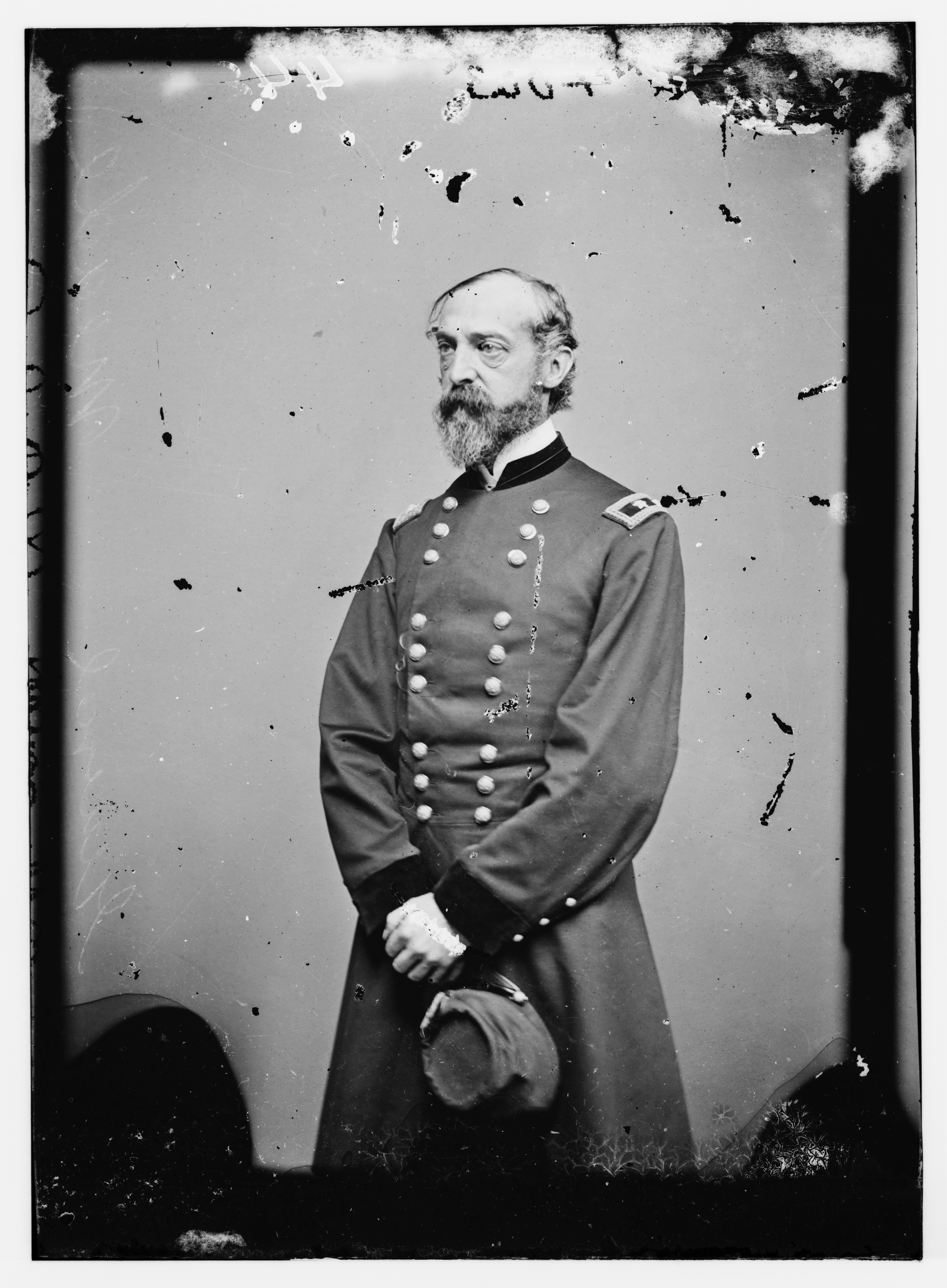
George G. Meade

A gettysburgi ütközetet megelőzően Lee lenyűgöző győzelmeket aratott jókora túlerőben levő ellenségekkel szemben, noha általában saját csapatainak nagy vesztesége árán. Ezen győzelmek közé számíthatjuk a hétnapos csatát, az észak-virginiai hadjáratot (a második Bull Run-i csatát beleértve), a fredericksburgi és a chancellorsville-i ütközeteket. Egyedül a marylandi hadjárat lóg ki a sorból, mivel az antietami csata nem minősíthető ilyen sikernek. Emiatt a történészek értékelésében Lee sikersorozatát drámai módon szakította félbe a gettysburgi vereség. Noha a képet némileg torzítja azon próbálkozás, hogy Lee megítélését különböző pártérdekeknek rendeljék alá, annyi elmondható, hogy Lee vereségének főbb összetevői a következők voltak:
1. Katonái legyőzhetetlenségébe vetett túlzott hite
2. Alárendeltjeinek teljesítménye és annak kezelése általa
3. Egészségi állapota
4. Ellenfele, Meade és a Potomac hadsereg teljesítménye. (Megjegyzendő, hogy Meade mindössze három nappal a csata előtt lett az északi Potomac hadsereg parancsnoka, míg Lee már több mint egy éve állt a déliek Észak-Virginiai Hadserege élén.)

A hadjárat során Lee döntéseire befolyásoló hatással volt abbéli hite, hogy emberei legyőzhetetlenek; Leet az Észak-Virginiai Hadsereggel együtt átélt korábbi tapasztalatok juttatták erre a következtetésre, köztük a chancellorsville-i nagy győzelem, illetve az uniós erők július 1-jei menekülése Gettysburgnél. A morálnak a hadi vállalkozásokban játszott fontos szerepe miatt Lee nem akarta apasztani csapatai harci kedvét és nem hallgatott azokra a főleg Longstreettől jövő sugalmazásokra, miszerint vissza kéne vonulni az éppen elfoglalt Gettysburg alól, hogy az összecsapáshoz megfelelőbb terepet keressenek. Peter W. Alexander szerint Lee „feltehetőleg azon benyomása következtében tett így, miszerint csapatai bármilyen kedvezőtlen terepen épült védelmi állást be tudnak venni. Ha valóban így történt, akkor hibázott, amit a legtehetségesebb parancsnokok sem tudnak sokszor elkerülni.” Lee maga is egyetértett ezzel a megítéléssel, mikor Davis elnöknek azt írta: „Csapataimat semmilyen felelősség nem terheli, hogy az általam követelt feladatot nem tudták teljesíteni és ne is bíráltassanak életszerűtlen elvárások okán a köz előtt – én magam vagyok hibás, hogy talán túl sokat vártam tőlük bátorságuk és képességeik okán.”

## Játékfilm
- 1993: Gettysburg: kétrészes amerikai történelmi film a csatáról, rendezte Ron Maxwell, főbb szereplők Martin Sheen (Lee), Tom Berenger (Longstreet), Stephen Lang (Pickett), Richard Jordan (Armistead tábornok), Sam Elliott (Buford), Jeff Daniels (Chamberlain).[172]

## Külső képtárak, animációk
- GettysburgPhotographs.com
- CivilWar.org maps & photos
- Gettysburg.edu paintings & photos
- GettysburgAnimated.com